# Culture du Cameroun
La culture du Cameroun, pays de l'Afrique centrale, désigne d'abord les pratiques culturelles observables de ses habitants (24 000 000, estimation 2017).
La culture camerounaise est caractérisée à la fois par sa grande diversité ethnique et par une grande influence des cultures francophones et anglophones.

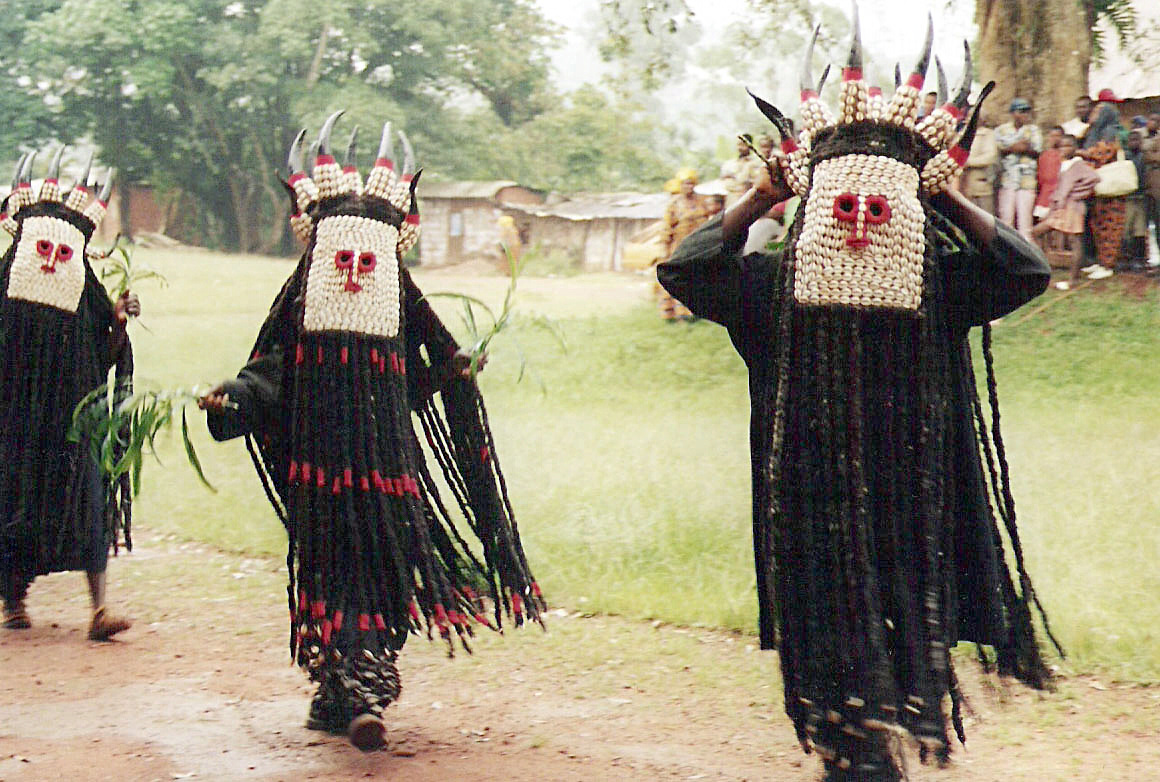
Danseurs Bamiléké

## Langues et populations
Histoire, géographie, démographie et économie sont à l'origine d'une riche diversité culturelle.

### Diversité ethnique

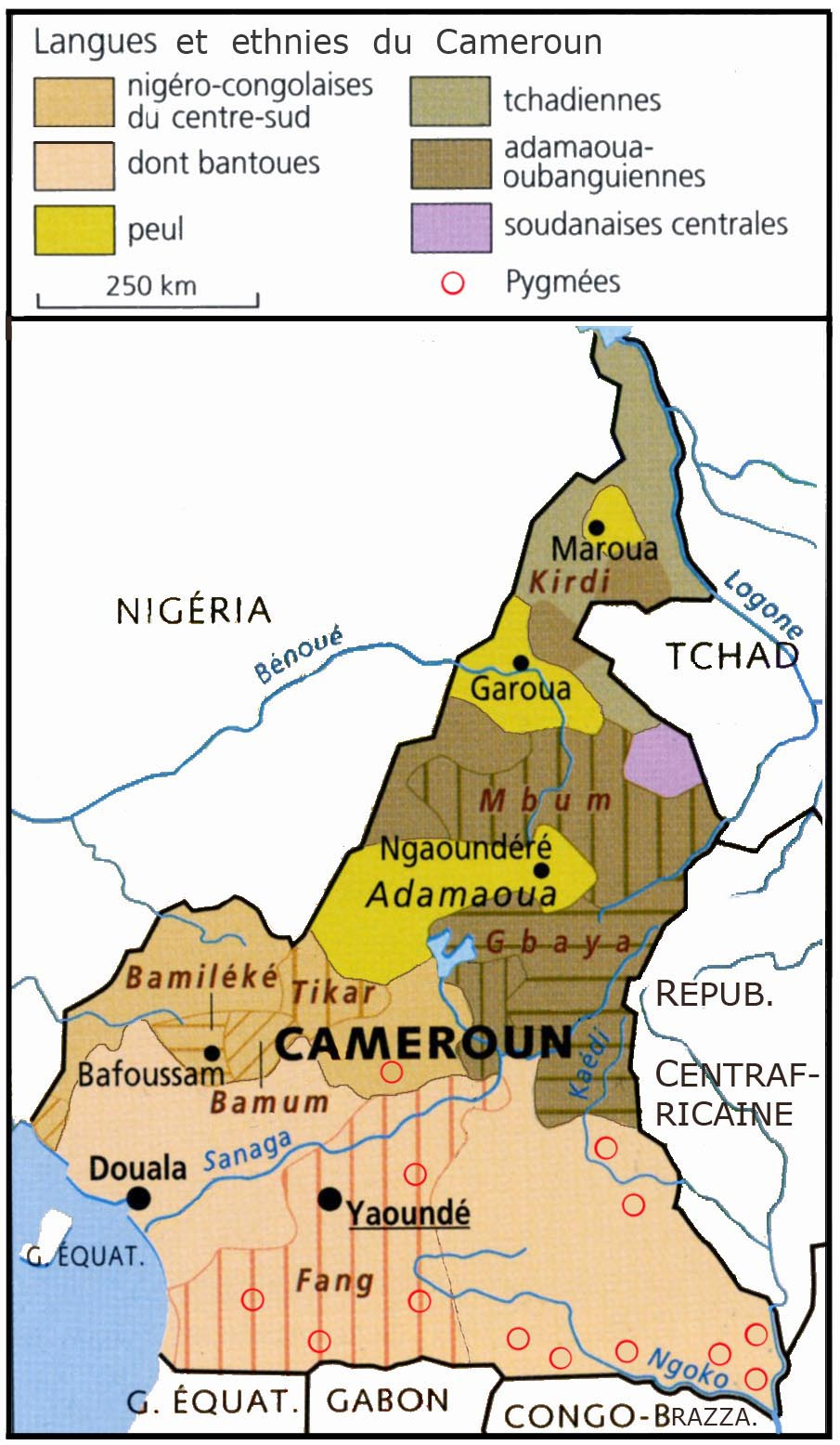

Le Cameroun compte des centaines de royaumes traditionnels (Bodjongo'a Mbèdi, Akwa-Nord, Bali-nyonga, Bafut, Bafoussam, Foumban…) pour la plupart concentrés près du littoral, ainsi que dans le Nord et l'Ouest du pays. Bodjongo'a Mbèdi, sur le littoral, fait exception car sa dynastie royale remonte au-delà du Xe siècle alors que la plupart des autres ont été fondées au XVIe siècle. Ces royaumes sont organisés autour de la figure emblématique du chef qui exerce son pouvoir dans le cadre d'un système très hiérarchisé, où gravitent épouses, adjoints, notables qui sensibilisent les enfants aux rites ancestraux, accompagnés de dignitaires qui récoltent les herbes et les racines dans les forêts sacrées pour les sociétés secrètes, de serviteurs dévoués, d'artistes peintres, de sculpteurs et de groupes d'adolescents qui constituent des gardes structurées.Ces entités ont un rôle essentiel et fondamental dans la vie culturelle, politique et sociale du pays.

### Langues
On recense au Cameroun plus de 250 dialectes assimilés aux langues nationales, parmi lesquelles on trouve les langues beti[ Eton ,Ewondo,Manguisa, Mvae..] douala, l'Ewodi, le Yabassi, le Bodiman, le Tikar, le Pongo, l'Abo, le Balimba, le bamoun, l'Ewondo, le Bassa, le Bakweri, (langue), le peul ou foulbé,le dourou, le haoussa, les langues Bamiléké composées de plusieurs sous-ensembles comme le Fe'efe', Nufi ou Bafang, le Ghomala' (Baham, Bandjoun, Batié, Bansoa,Bahouan, Bandenkop), le Medumba (Bangangté), le Yemba (Dschang), le Ngomba'a (Bamesso) et bien d'autres.
Contrairement à la majorité des autres pays africains, le Cameroun n'a pas de langue nationale dominante ou commune. Cependant, la jeunesse urbaine a créé une forme d'argot complexe dit camfranglais (mélange de français, d'anglais, de locutions vernaculaires camerounaises et même du verlan) qui varie selon les villes. L'on s'exprime en "pidjin" un mélange d'anglais et d'argot. Quant aux commerçants, ils négocient très souvent en pidgin english (forme de créole anglais) depuis plus de 50 ans.
En ce qui concerne les langues officielles, l'anglais et le français sont les deux langues de l'administration, de l'enseignement et des médias. Ce bilinguisme est un héritage de la colonisation, et permet au Cameroun de faire à la fois partie du monde francophone et anglophone. Malgré tout, le français est largement avantagé dans l'administration et les médias, par le fait de la majorité démographique des francophones. Certains anglophones se plaignent de discrimination à l'égard de leur langue que des francophones (adultes) n'assimilent pas souvent mais qui est étudiée par tous les enfants dans toutes les écoles. Cependant, le bilinguisme est de plus en plus renforcé et tous les documents publics lus ou écrits sont en deux langues. De plus, 4 des 6 universités publiques sont bilingues et deux sont entièrement anglophones (université de Buéa et université de Bamenda). De nombreuses écoles primaires et lycées bilingues existent sur l'ensemble du territoire.

## Traditions

### Religions
Religion au Cameroun :
- Christianisme (65..69 %), liste des cathédrales du Cameroun
  - Catholicisme (25..35 %), 4,65 millions de baptisés), Église catholique romaine au Cameroun (de)
    - Missions pallottines du Cameroun (1890), Abbaye de Grandselve (Obout) (1955), Abbaye de Koutaba (1968), Basilique Marie-Reine-des-Apôtres de Mvolyé (1990)

  - protestantisme (30..31 %), dont évangélisme, anglicanisme, méthodisme, adventisme,
    - Église évangélique luthérienne du Cameroun (EELC, 450 000 membres)
    - Église évangélique du Cameroun (EAC, 2,5 millions d'adeptes)
    - Presbyterian Church in Cameroon  (PCC, 1,5 million d'adeptes) (=Église presbytérienne camerounaise)
    - Church of the Province of West Africa (en), anglicane, 1 million de membres environ, Diocèse anglican du Cameroun, Sœurs bénédictines de Béthanie

  - orthodoxie (0.5 %)…
- Religions non chrétiennes
  - Islam (20-30 %), Grande Mosquée de Yaoundé
  - Foi Baha'ie au Cameroun (en)
  - Hindouisme au Cameroun
  - Judaïsme au Cameroun
- Religions traditionnelles africaines (5..19 %)
  - Zamba (divinité yaoundé) (en)
- Liberté de religion au Cameroun (en)

### Famille

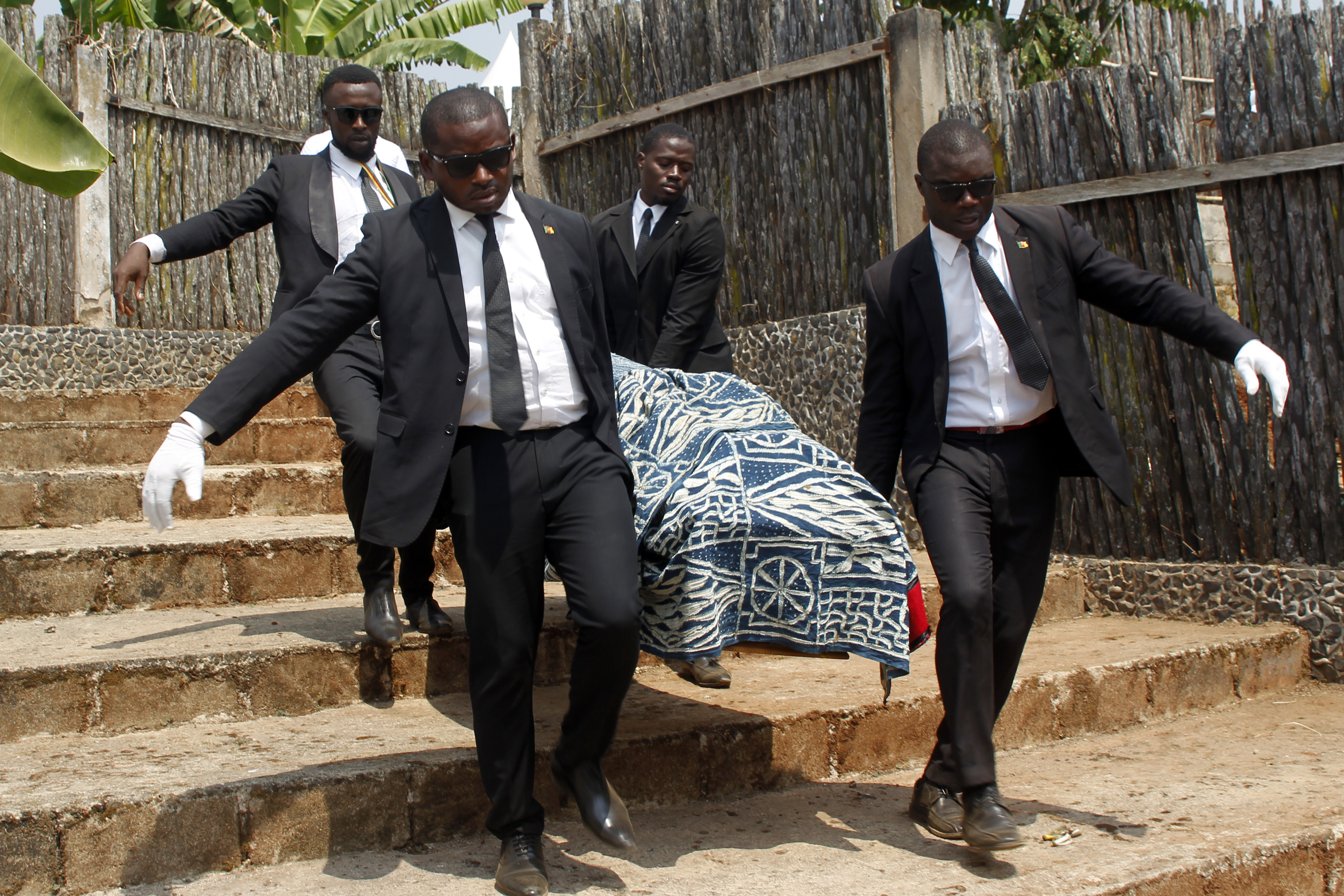
Cercueil recouvert de ndop lors de funérailles bamiléké.

### Folklores
- Contes et légendes

### Vie sociale

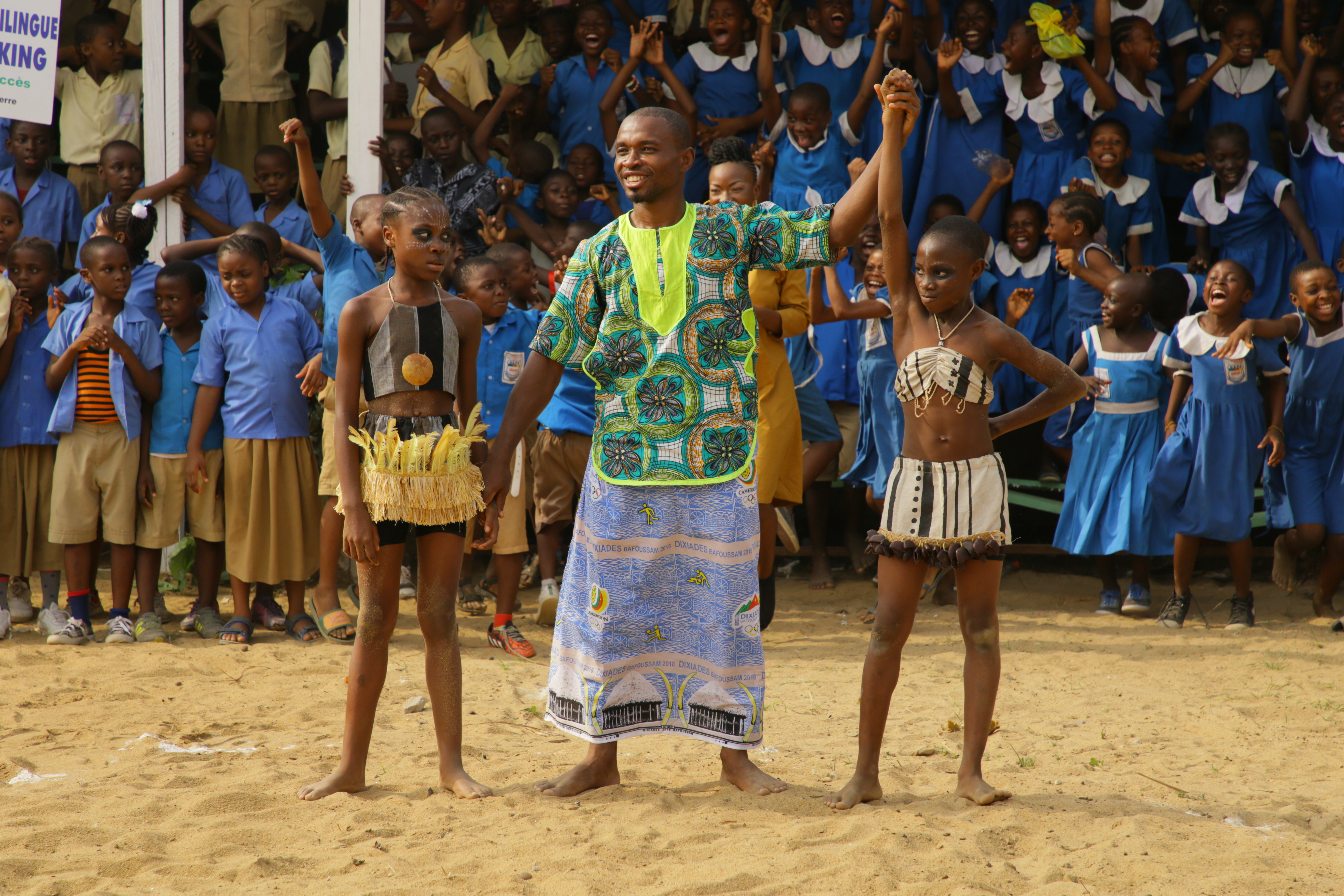
Filles pratiquant la lutte traditionnelle.

- Chefferies traditionnelles au Cameroun, Chefferie
- Ubuntu, Fraternité
- Palabre, Arbre à palabres, Kongossa

### Éducation
- Système éducatif au Cameroun
- Liste des universités au Cameroun
- Institut français du Cameroun

### Droit
- Droit au Cameroun
- Criminalité au Cameroun
- Rapport Cameroun 2016-2017 d'Amnesty International
- Commission nationale des Droits de l'Homme et des Libertés[2]

### État
- Politique au Cameroun
- Ambazonie, république fédérale autoproclamée en 2017 en zone anglophone

## Arts de la table

### Cuisine
- Cuisine camerounaise
- Cuisine africaine, Liste de plats africains

De façon générale, l'alimentation des Camerounais est largement basée sur les produits végétaux comme le mil, le manioc les arachides, l'igname, la patate douce, le ndolé et les fruits tropicaux (banane, banane plantain, ananas, mangue, papaye…). Les Camerounais consomment aussi de la viande (bœuf, chèvre, porc, veau, ou viande de brousse, (sous forme farcie ou grillée)…) et beaucoup de poissons et de crevettes (sous forme grillée ou fumée et fraîche en eau douce), particulièrement dans les régions maritimes avec un emploi important de diverses épices.

### Boissons
- Eau
- Soda
- Vin de palme(matango)
- Bière, traditionnelle (mil, sorgho), ou moderne (Castel Beer, 33 Export).
- odontol, alcool artisanal [3]

## Santé
- Santé au Cameroun
- odontol, alcool artisanal ravageur[3]
- Repassage des seins

## Sport
- Sport au Cameroun
- Jeux africains ou Jeux panafricains, depuis 1965, tous les quatre ans.

## Médias
En 2016, le classement mondial sur la liberté de la presse établi chaque année par Reporters sans frontières situe le Cameroun au 126e rang sur 180 pays. La presse écrite et les médias audiovisuels y sont florissants, mais sous la menace permanente d'une fermeture. L'accusation vague de « terrorisme » ouvre la voie aux arrestations arbitraires et pourrait conduire des journalistes devant les tribunaux militaires, selon une nouvelle loi anti-terroriste.
- Internet[6] (code .cm)

## Littérature
La littérature camerounaise, entendue comme des textes écrits originaires du Cameroun, s'étend sur plusieurs langues et écritures, dont celles inspirées de l'alphabet latin, arabe, ou encore de l'écriture bamoun. Ses auteurs écrivent ou ont écrit en allemand, en anglais, en français, mais aussi dans les langues locales. Comme dans beaucoup de pays d'Afrique subsaharienne, elle connaît un certain essor avec la période post-indépendance, la publication d'un ouvrage constituant alors à l'époque une marque d'intelligence qui généralement pouvait valoir l'octroi d'un poste de responsabilité dans l'administration. Et à lire certains auteurs de l'époque, on pourrait se demander si la vocation était leur seule motivation, sauf le respect dû à nombre d'entre eux passés à la postérité. On constate ainsi que la majorité des auteurs des années 1960, 70, 80, étaient pour la plupart des fonctionnaires.
Dans les années 1990 et 2000, la littérature camerounaise connaît un certain relâchement. Écrire un livre n'est plus alors forcément une preuve de génie, le nombre d’intellectuels s'étant exponentiellement multiplié, en comparaison des années pré et post-indépendance. La production livresque n'est pas non plus la priorité du gouvernement, préoccupé par des problèmes d'ordre économique. On note alors une baisse de publication de qualité, un manque de motivation des promoteurs culturels à encourager la littérature.
Cependant depuis le début de la décennie en cours, la littérature camerounaise semble de nouveau sur la pente ascendante. Les sponsors et mécènes jusqu'ici indifférents commencent à montrer un certain intérêt. Les grands prix des associations littéraires, pour exemple, bénéficient du soutien des Brasseries du Cameroun, la principale entreprise brassicole du pays. Le mécénat est certes rare mais un peu plus présent que dans les dernières années: En 2014, le mécène Pierre Flambeau Ngayap, membre du Jury qui a consacré le jeune auteur Eric Mendi aux GPAL 2013 pour son roman Opération Obama, s'est permis de financer l'achat d'une centaine d'exemplaires de cet ouvrage pour les offrir à des étudiants de l'université de Yaoundé II-Soa.
Les écrivaines occupent une place importante dans la littérature camerounaise, se démarquant de leurs homologues masculins par une propension naturelle à la provocation et par l´usage de tous les moyens médiatiques possibles. Elles opposent la négritude à l´homogénéisation de la société sous le rouleau compresseur de la mondialisation. Elles cherchent les voies d´un altermondialisme loin des modèles phallocratiques de l´ultralibéralisme et aspirent à ré-enfanter un monde plus humain dans un univers frappé par la déshumanisation.

## Artisanats

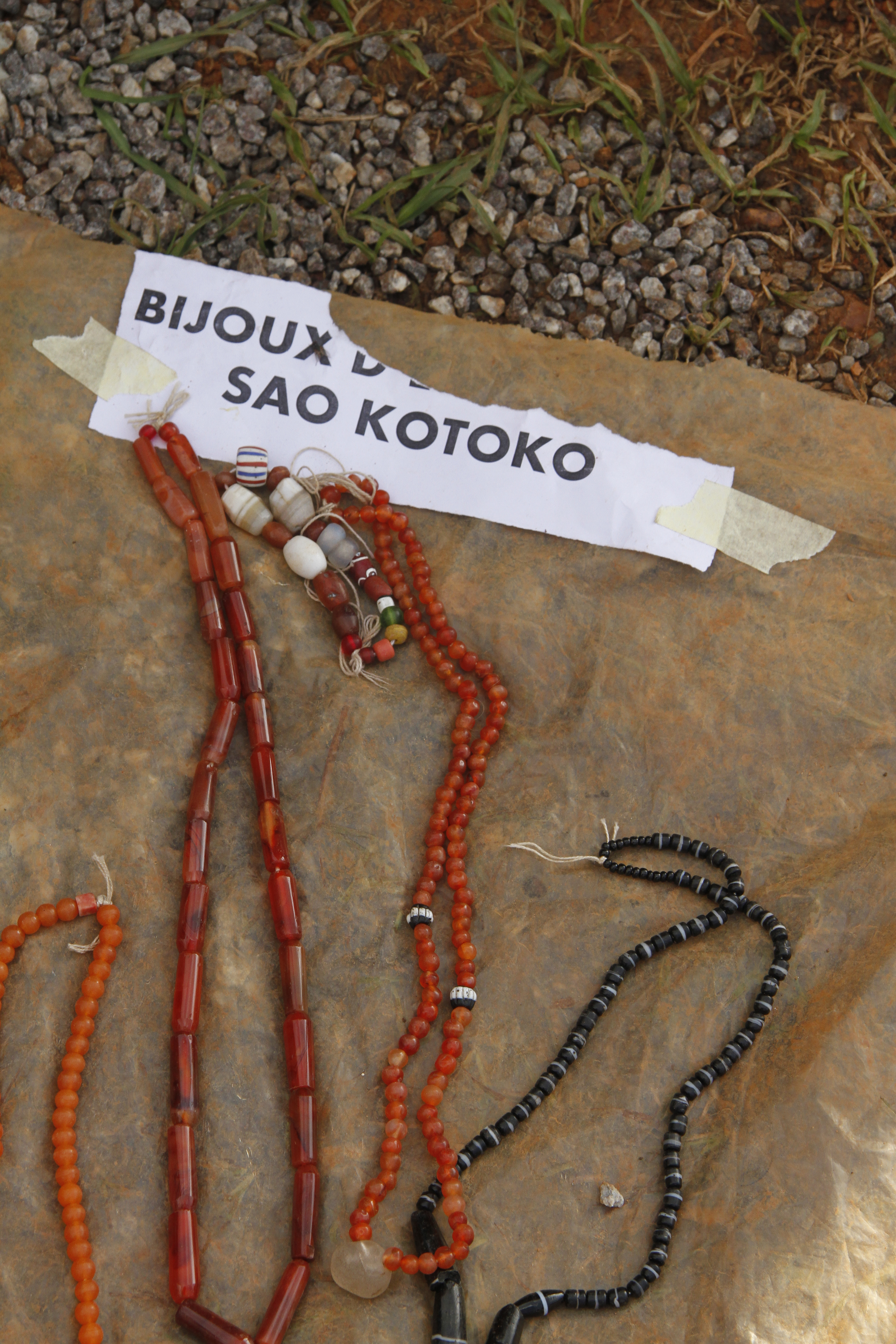
Artisanat des Kotoko

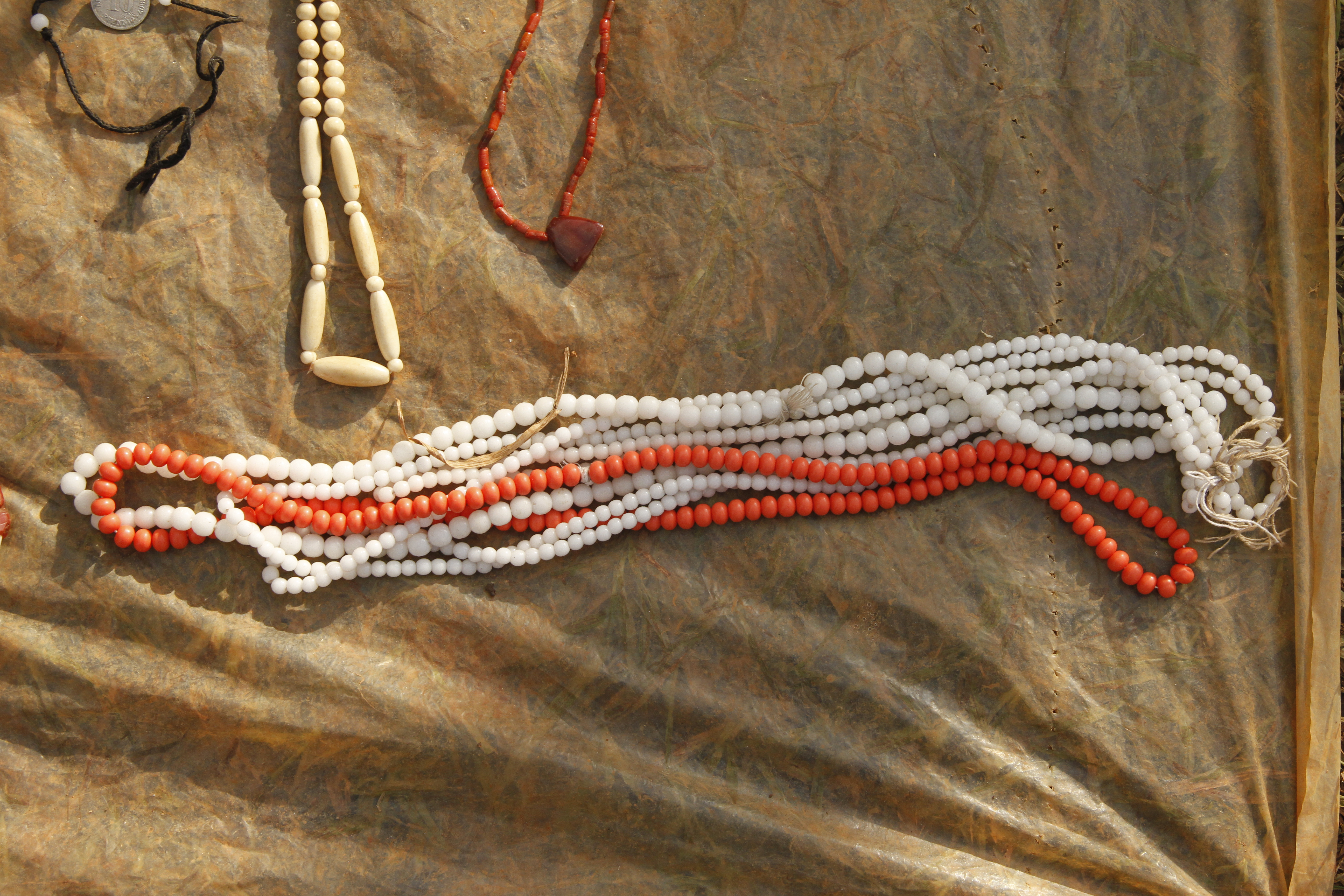
Bijoux, Nord

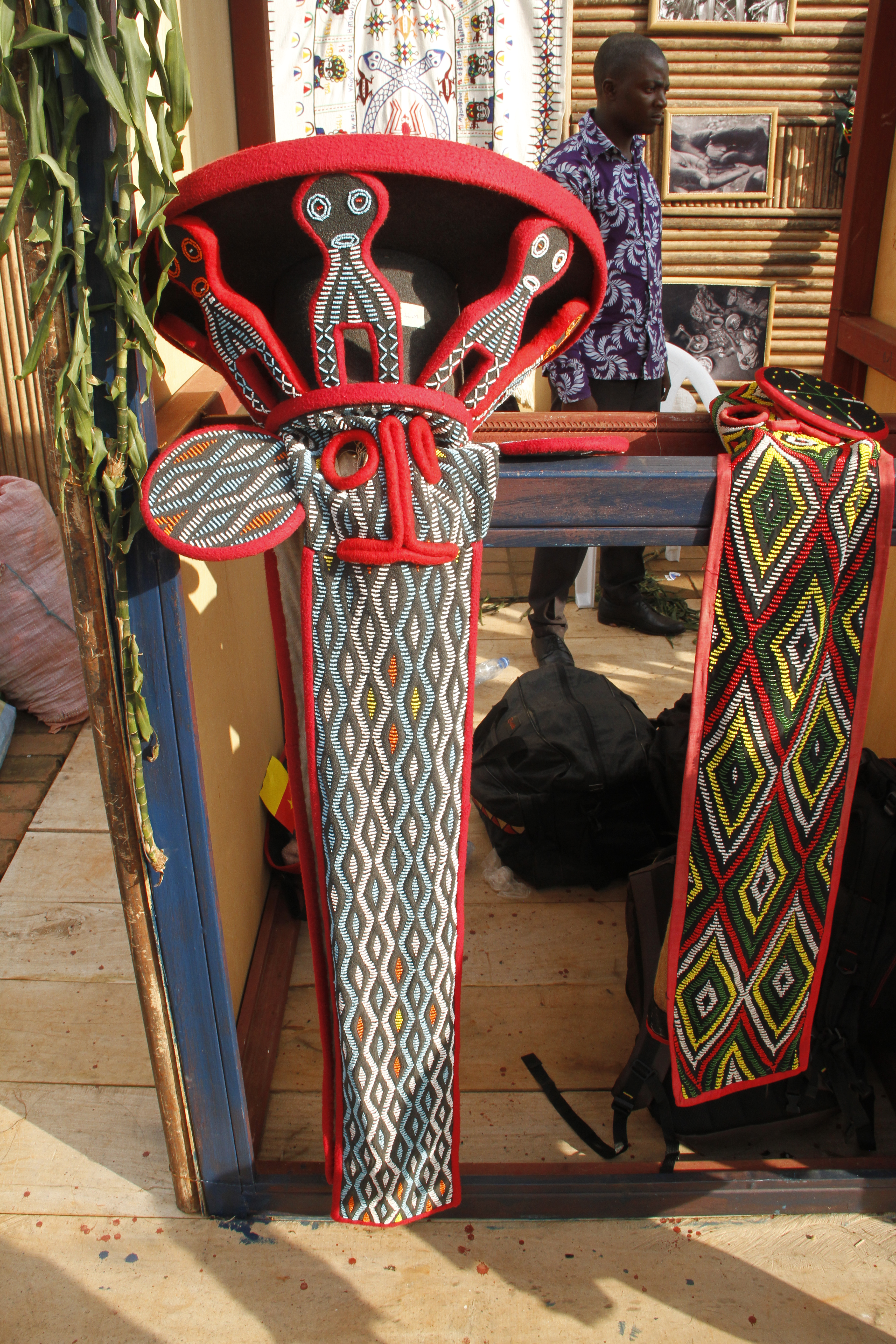
Accessoires de danse, Ouest

- Arts appliqués, Arts décoratifs, Arts mineurs, Artisanat d'art, Artisan(s), Trésor humain vivant, Maître d'art
- Artisanats par pays
- Art au Cameroun
- Céramique d'Afrique subsaharienne

Les savoir-faire liés à l’artisanat traditionnel relèvent (pour partie) du patrimoine culturel immatériel de l'humanité. On parle désormais de trésor humain vivant.
Mais une grande partie des techniques artisanales ont régressé, ou disparu, dès le début de la colonisation, et plus encore avec la globalisation, sans qu'elles aient été suffisamment recensées et documentées.

## Arts visuels
- Arts visuels, Arts plastiques, Art brut, Art urbain
- Art par pays
- Art africain traditionnel, Art contemporain africain
- Art au Cameroun, Africa Remix[14]
- Artistes contemporains camerounais
- Doual'art
- Salon urbain de Douala
- Liste des œuvres publiques de Douala

### Arts anciens
- Liste de sites d'art rupestre en Afrique, Art rupestre

### Peinture
- Peinture, Peintres camerounais
  - Pascale Marthine Tayou (1967-)[15],[16],[17]

### Sculpture
- Sculpture, Sculpteurs camerounais

### Photographie
- Photographie, Photographes camerounais

### Autres
- Gravure, Graveurs camerounais

## Arts du spectacle
- Spectacle vivant, Performance, Art sonore

### Événements culturels
- La 1re biennale de la Photographie et des Arts Visuels, s'est déroulée du 14 au 23 janvier 2005 à Douala au Cameroun. Sur le thème « Traces et Mémoire », quatorze photographes et dix-sept artistes peintres africains, afro caribéens et européens exposent leurs œuvres.

- La Fête de l'eau (Ngondo) réunit chaque année en décembre, sur les berges du fleuve Wouri, chez les Sawa, dans la Province du Littoral, plus de deux cent mille personnes venues applaudir défilés carnavalesques, courses de pirogues et rites sacrés. Fête traditionnelle des peuples côtiers, elle se tenait naguère au mois de juillet.

Activités lors du Ngondo
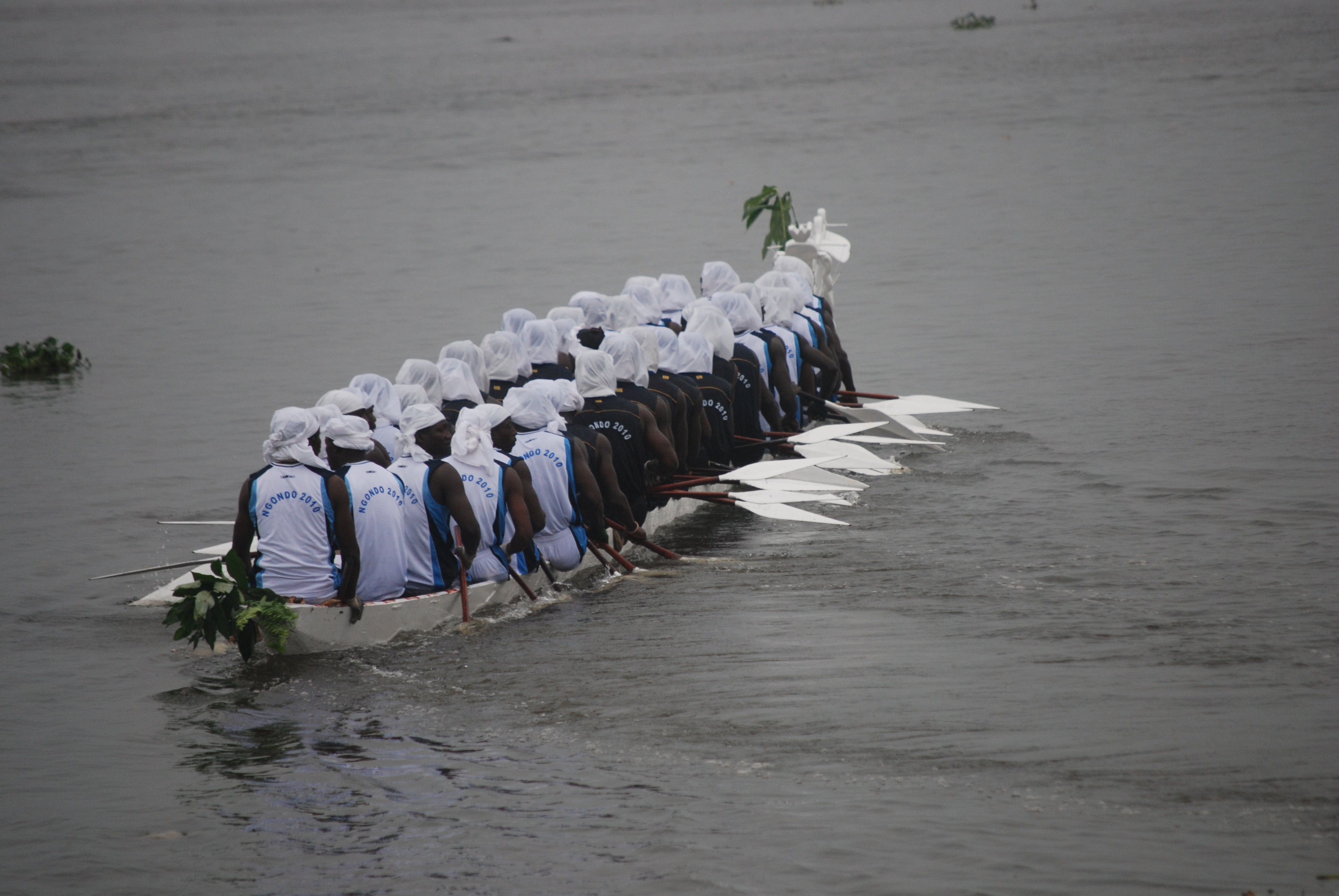
Course de pirogue
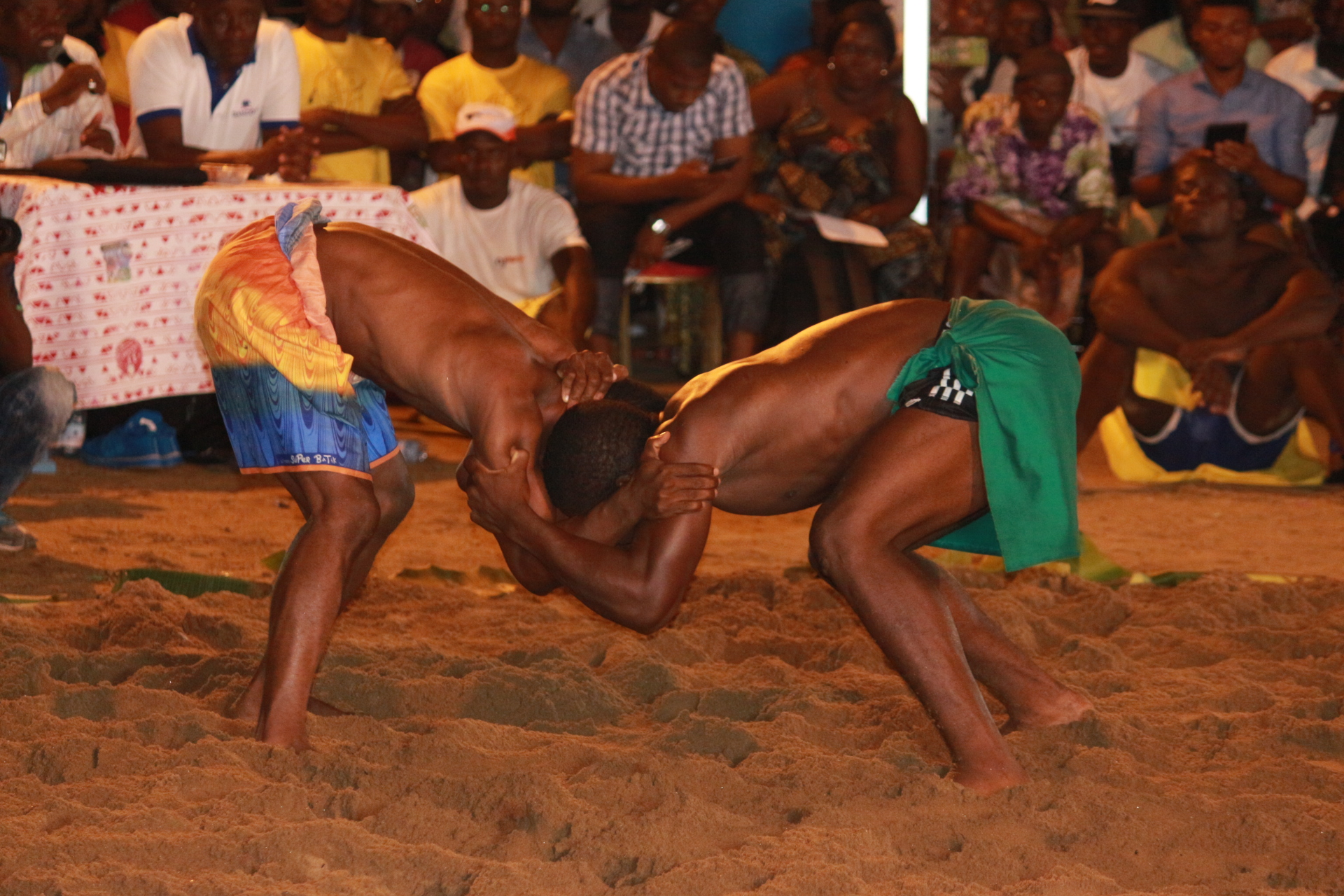
Lutte traditionnelle
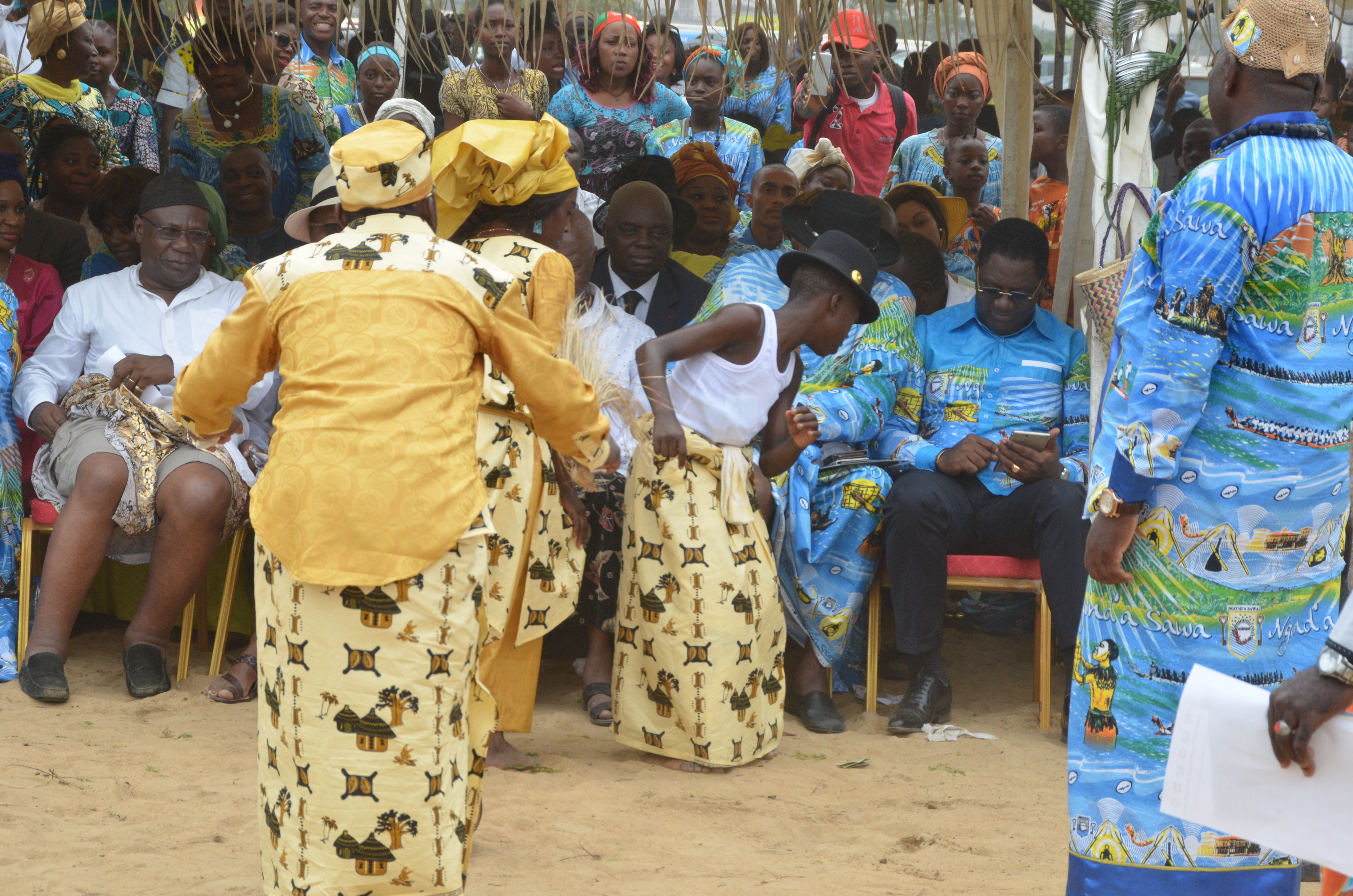
Danse sawa
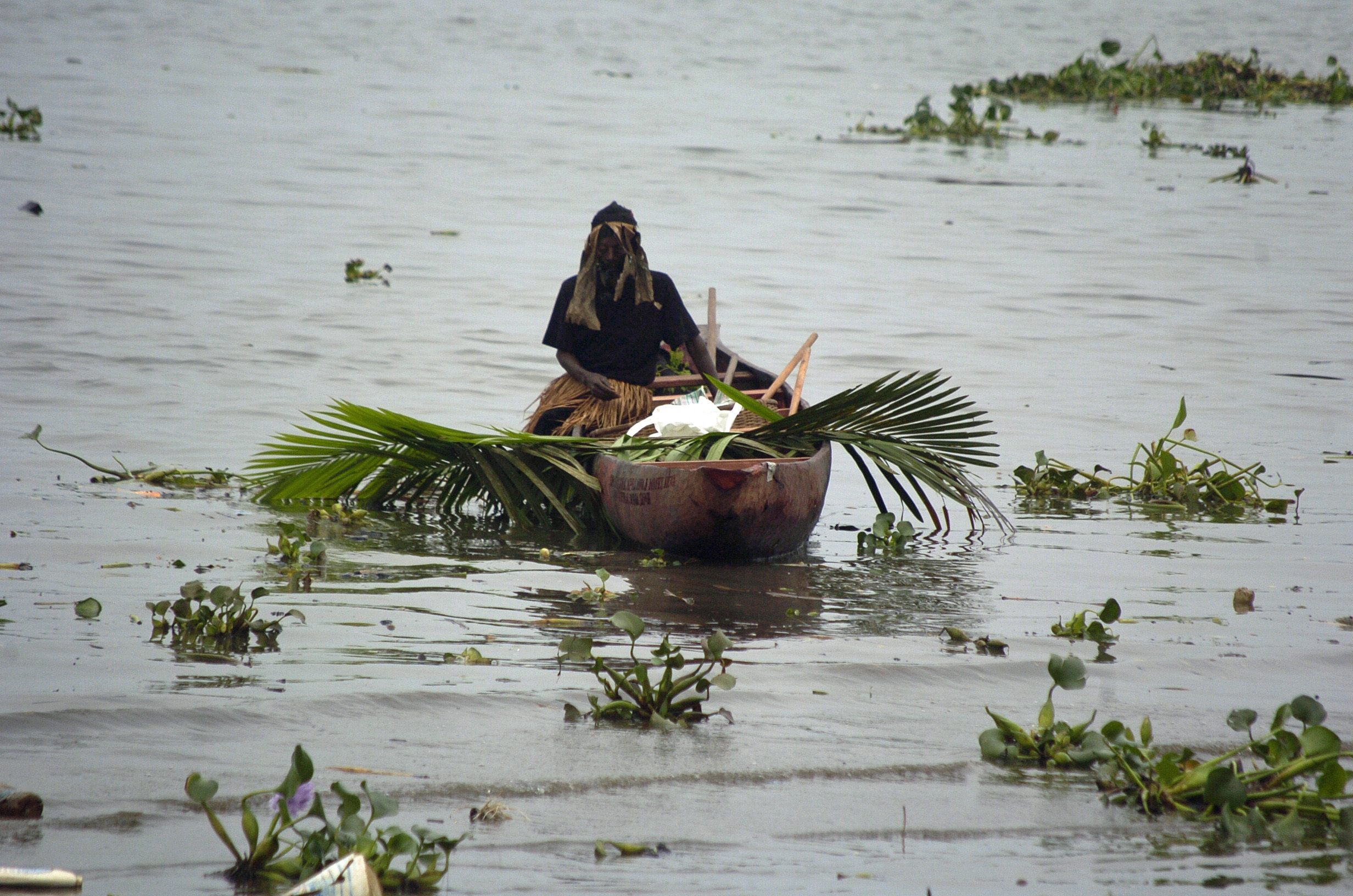
Le Messager
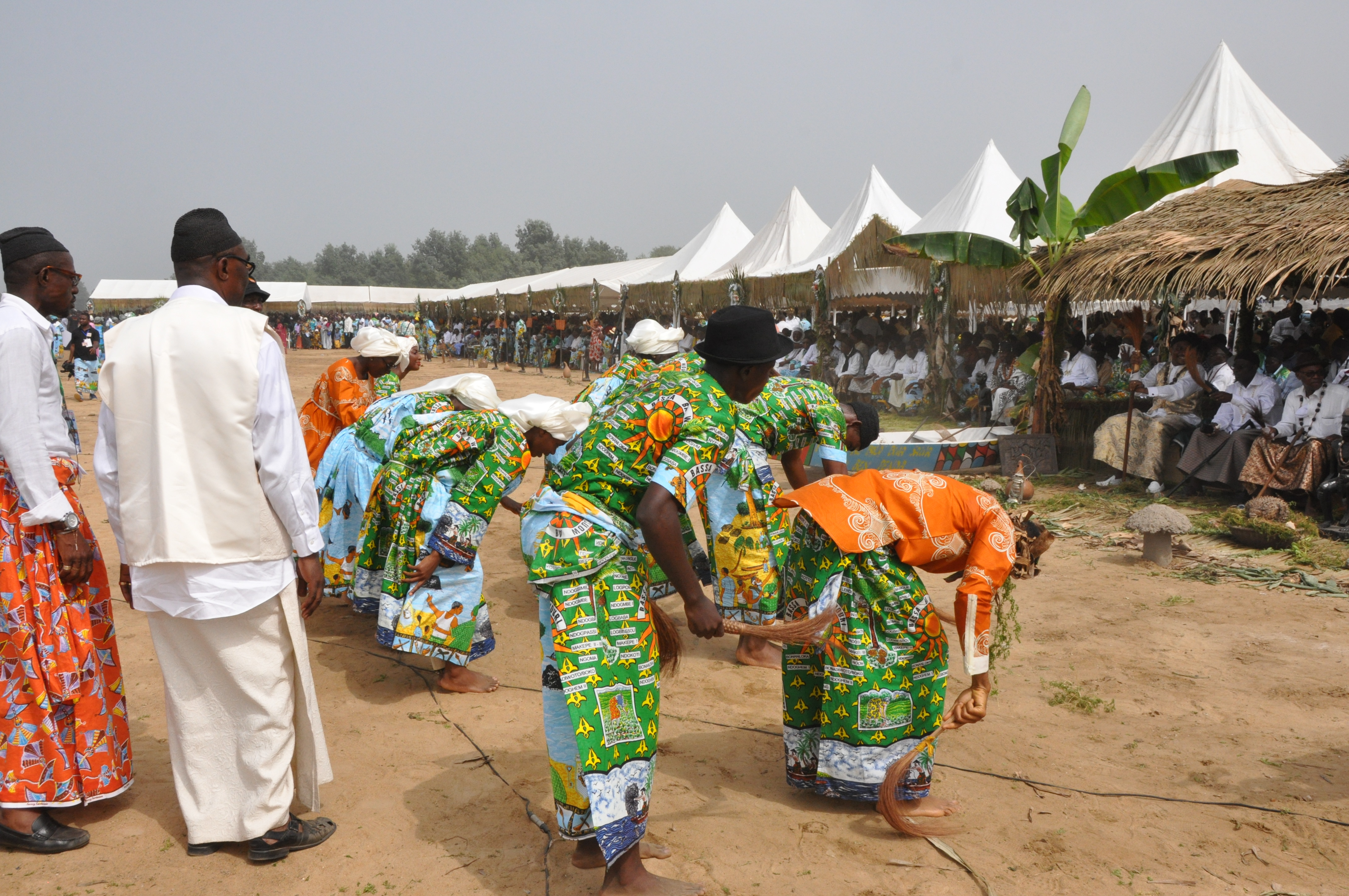
Salutations chefs sawa
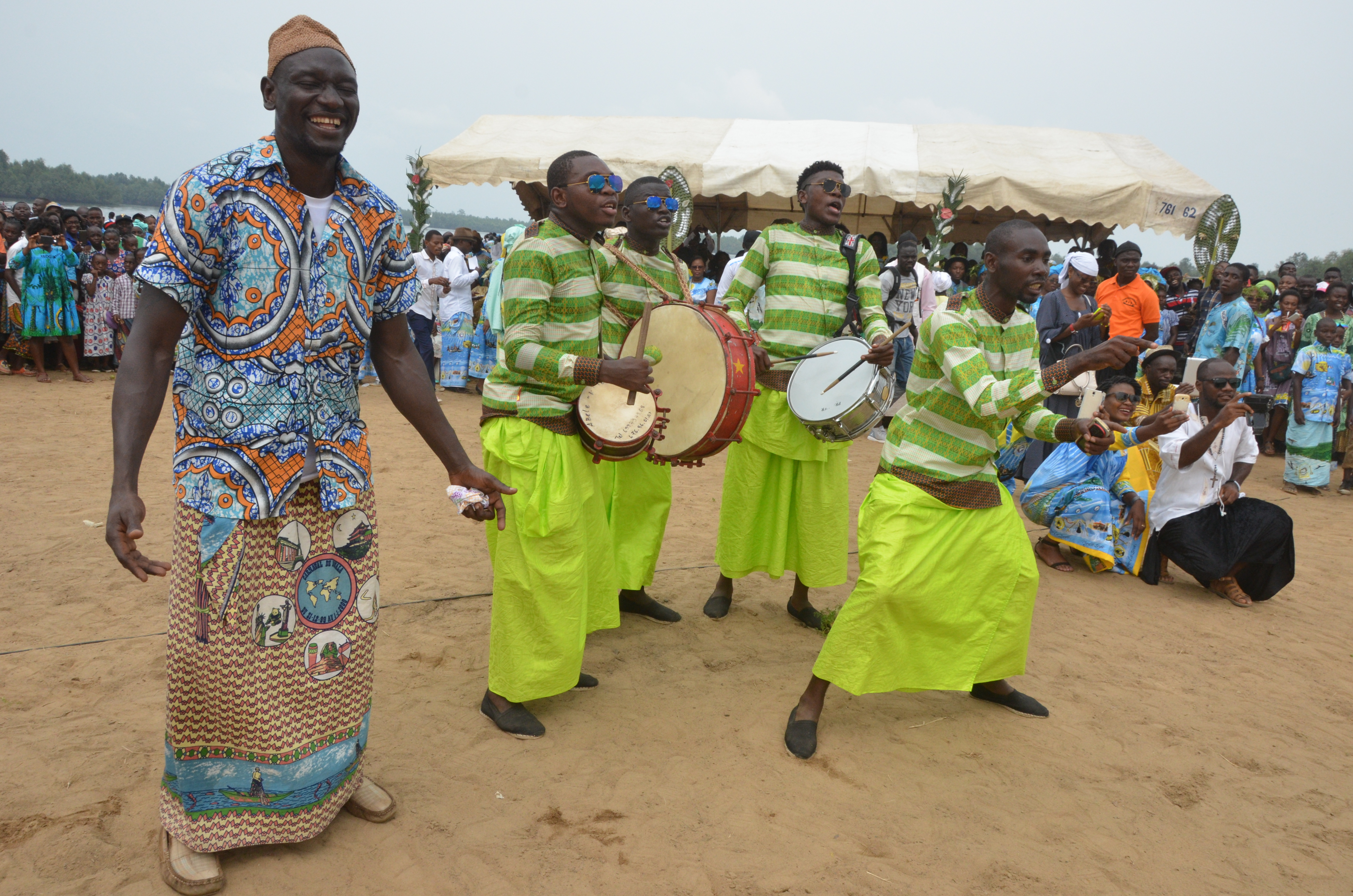
Musiciens
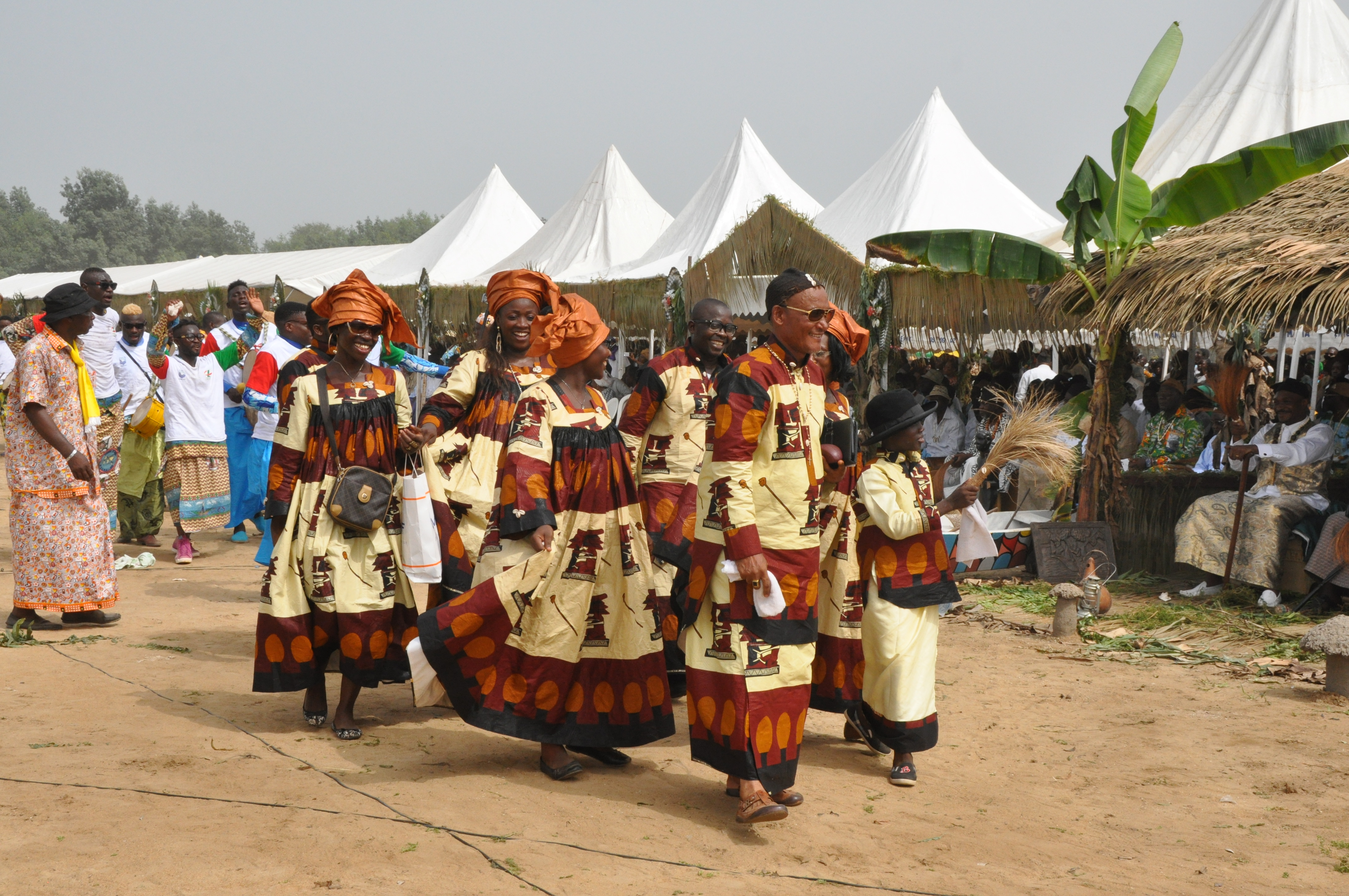
Défilé de mode
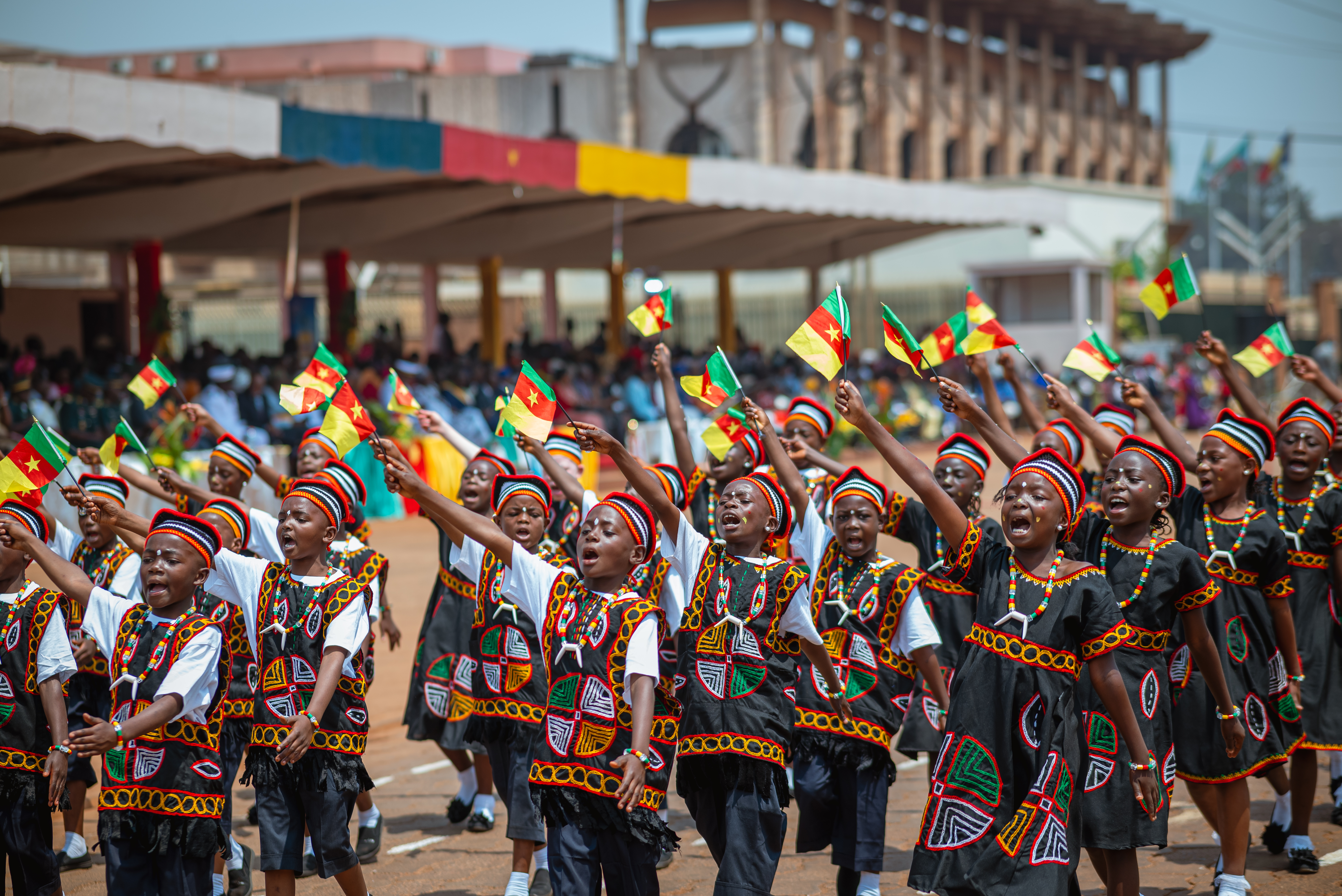
Fierté Nord-Ouest en Miniature
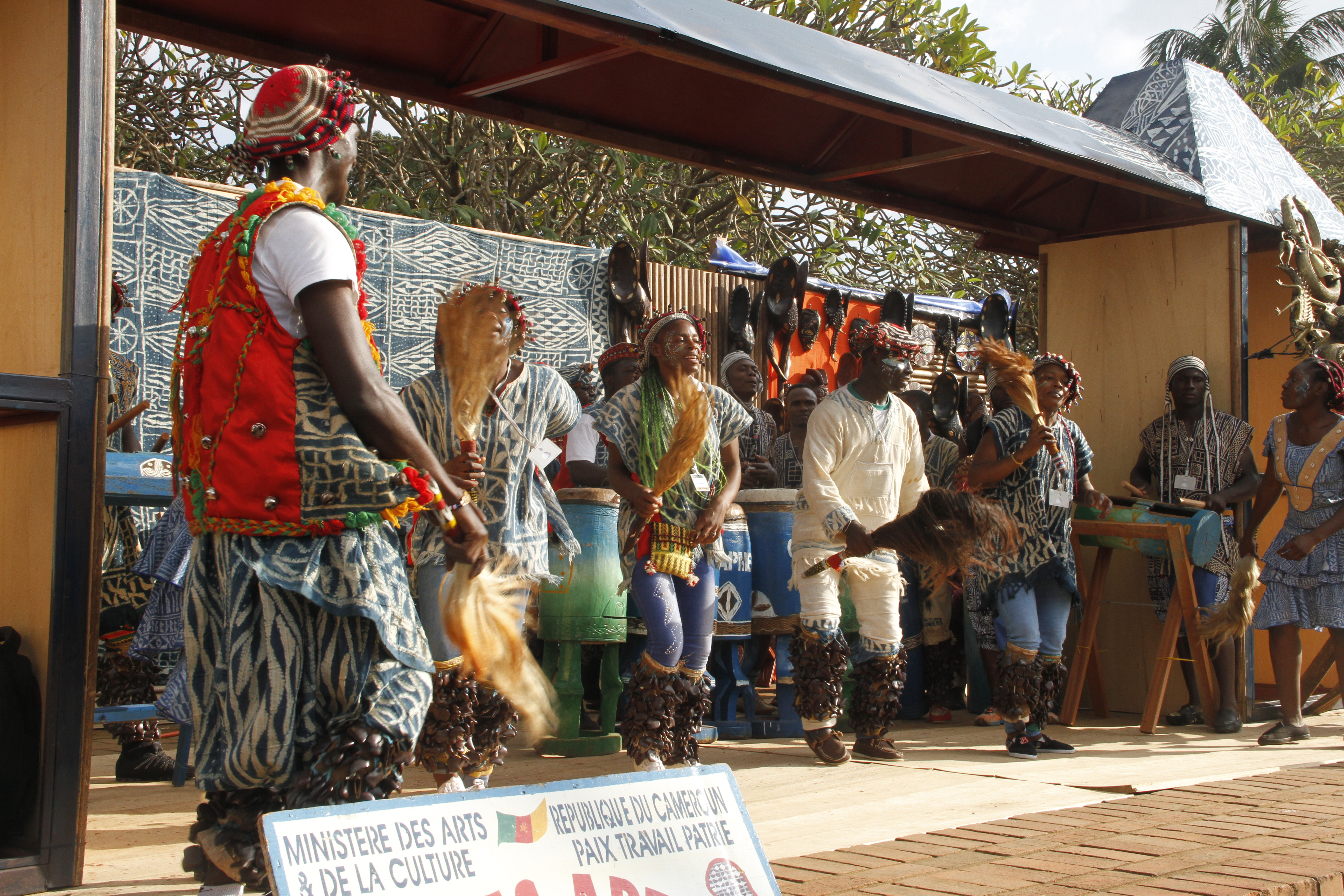
prestation ouest

- Festival Mbog Li a'a

- Festival national des arts et de la culture (FENAC) : événement biennal pour célébrer les talents culturels et artistiques du Cameroun.

8e édition du FENAC
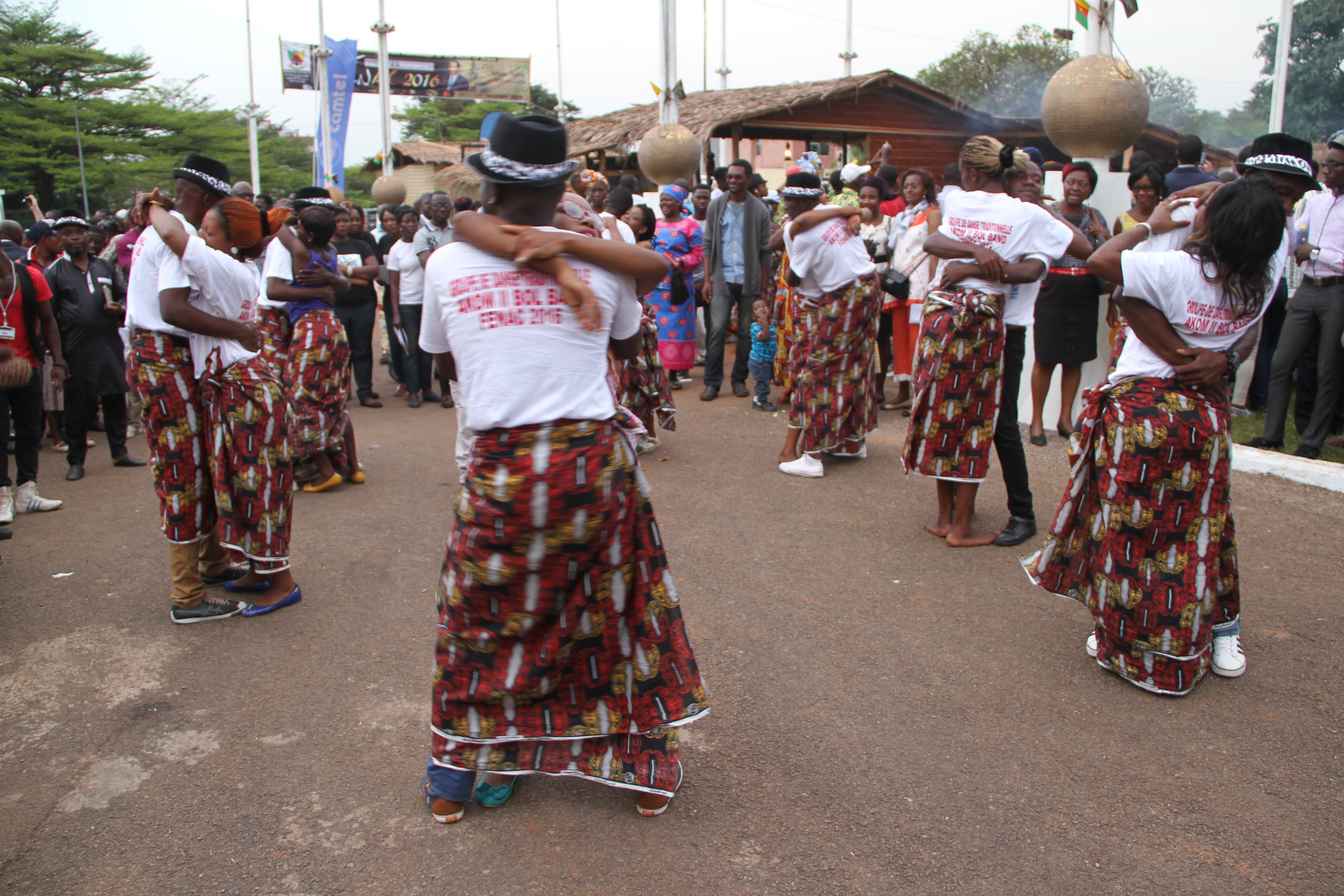
Ekang, Centre
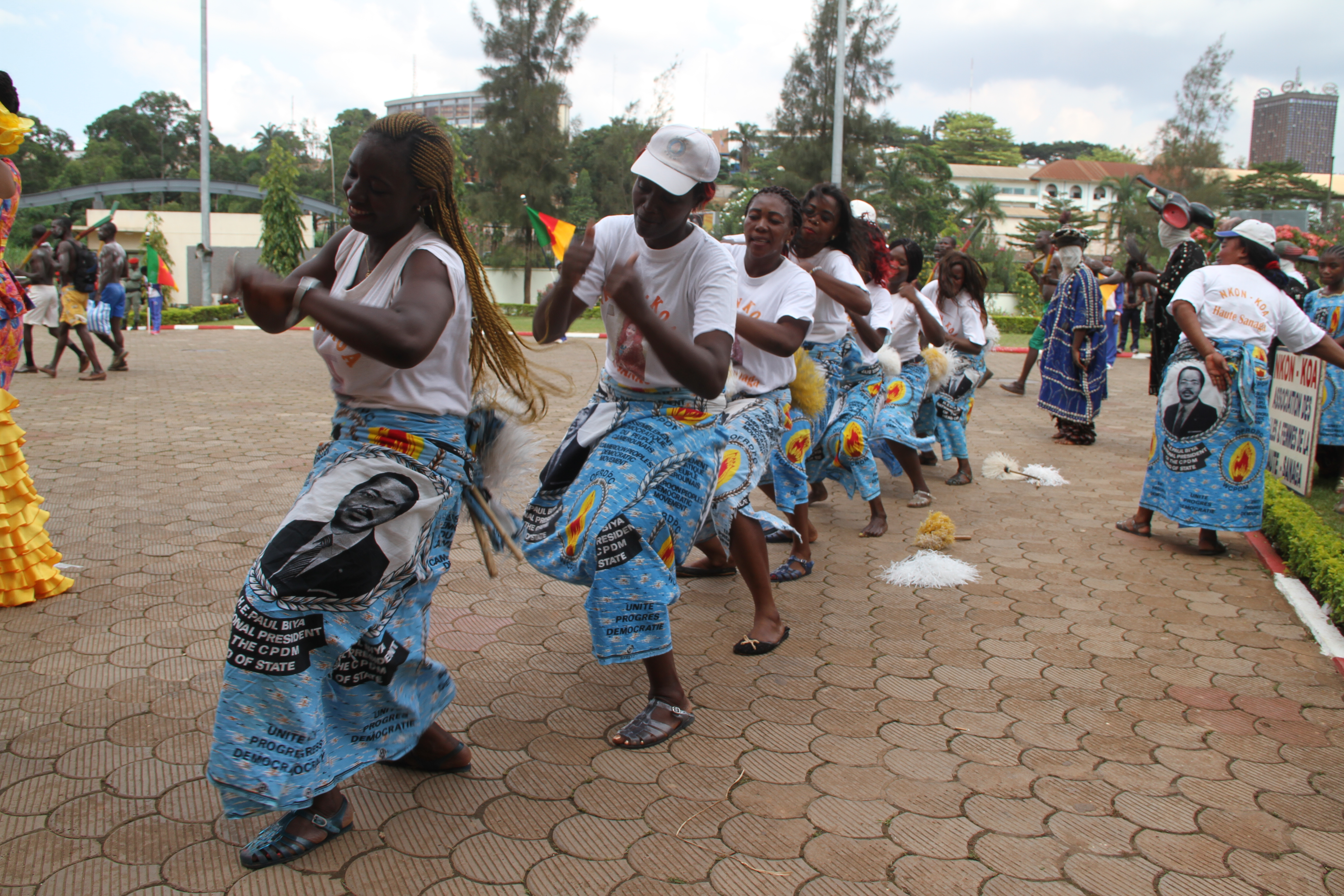
Bafia, Centre
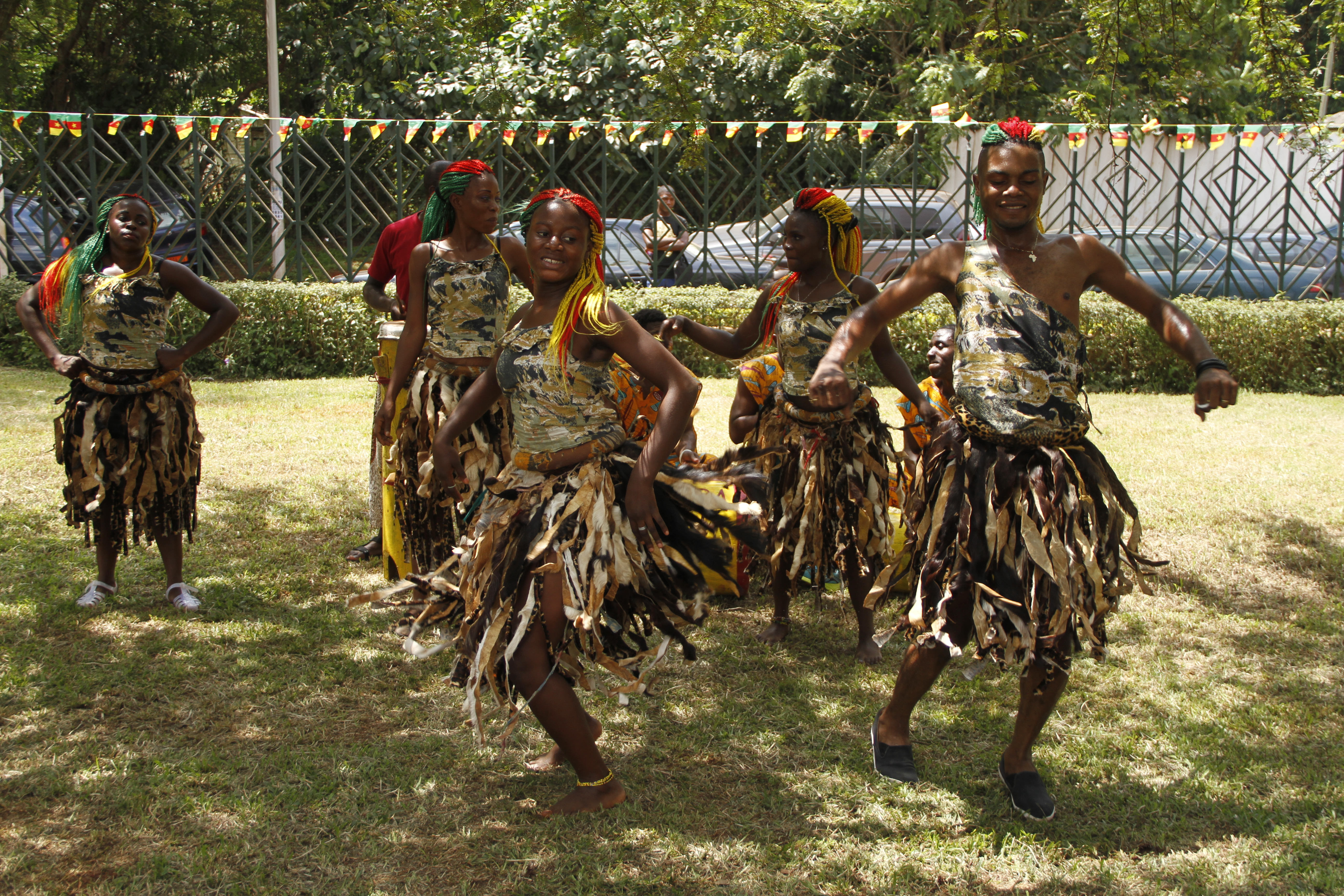
Bikutsi, Sud
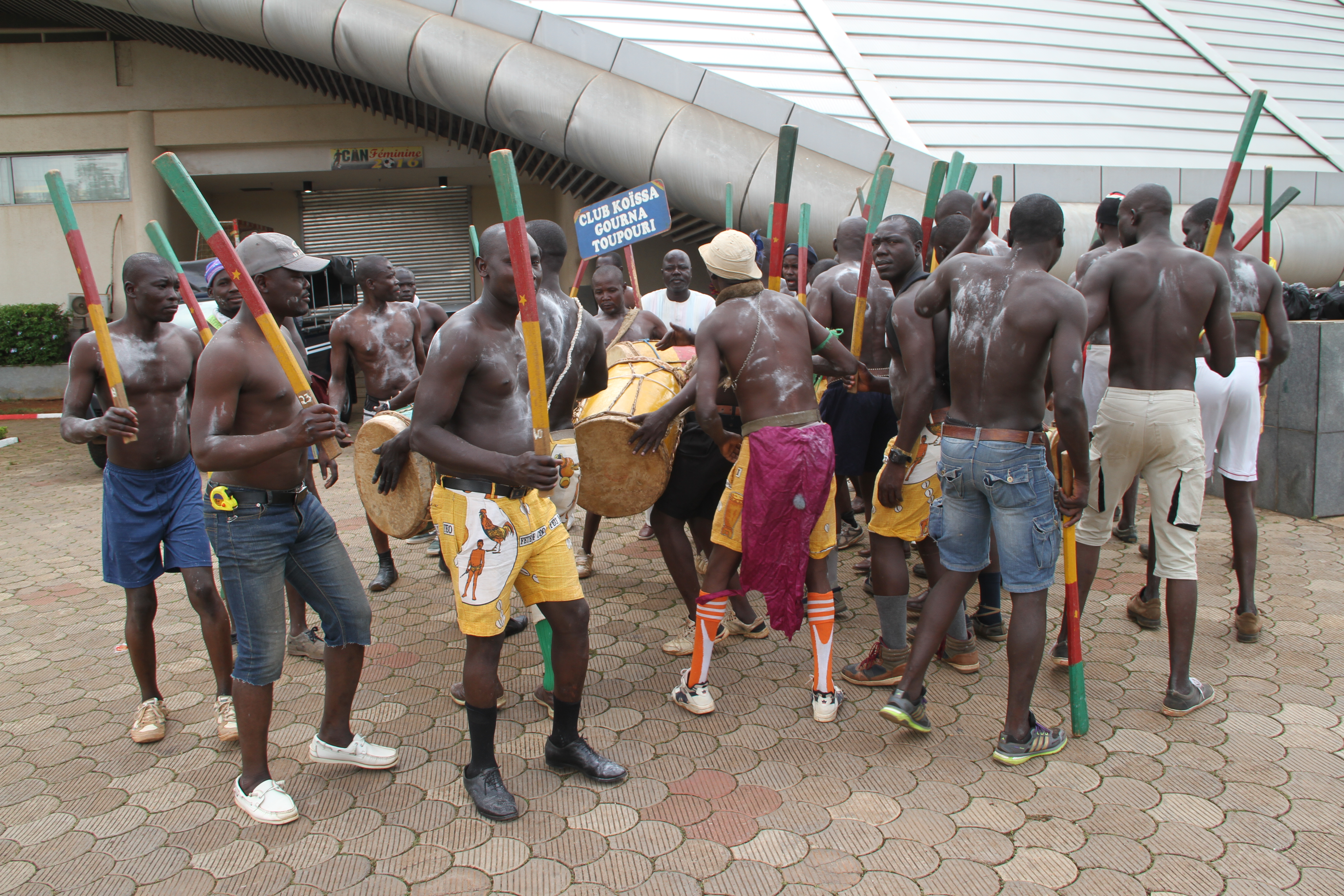
Danseurs Toupouri, Nord
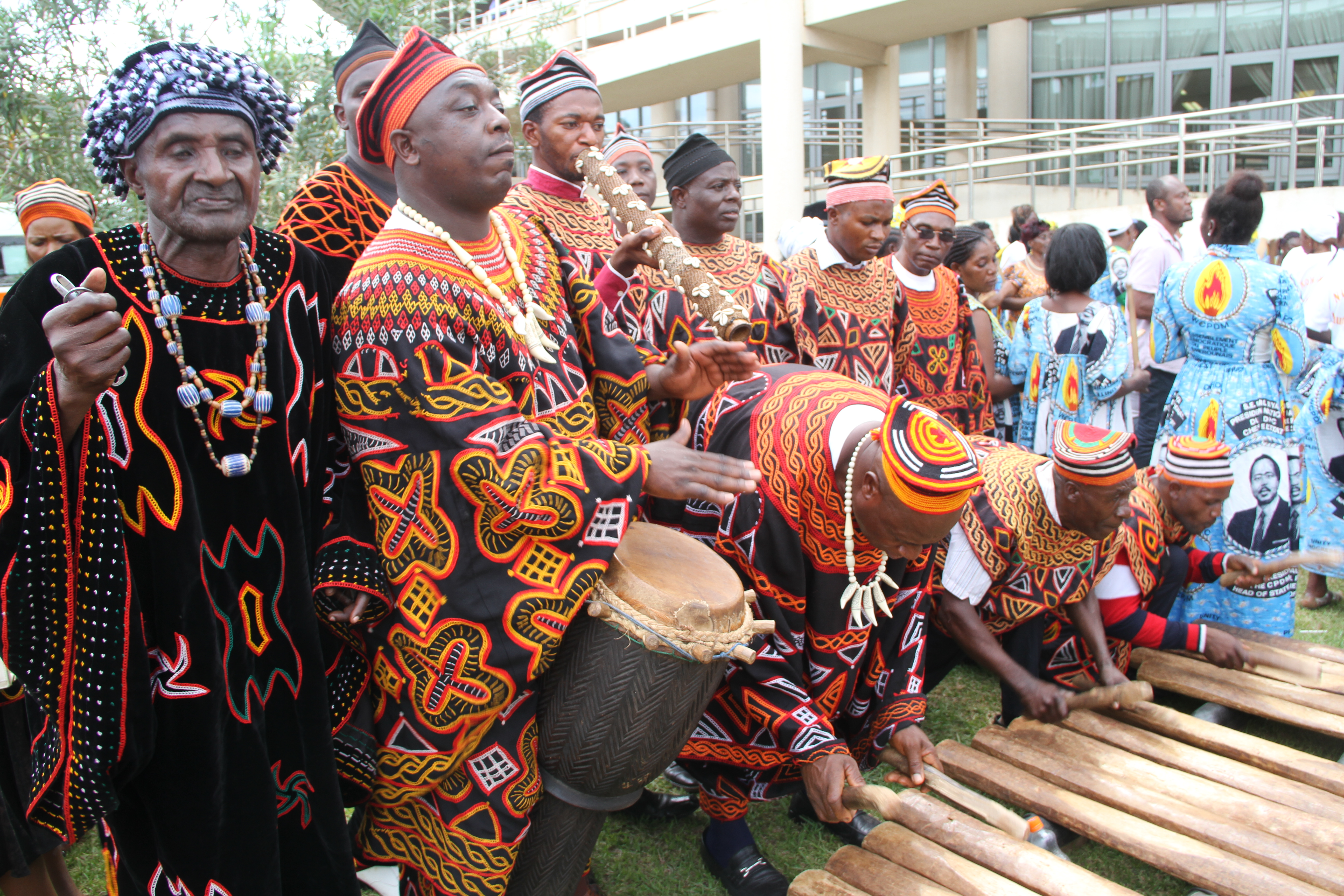
Danseurs, Nord-Ouest
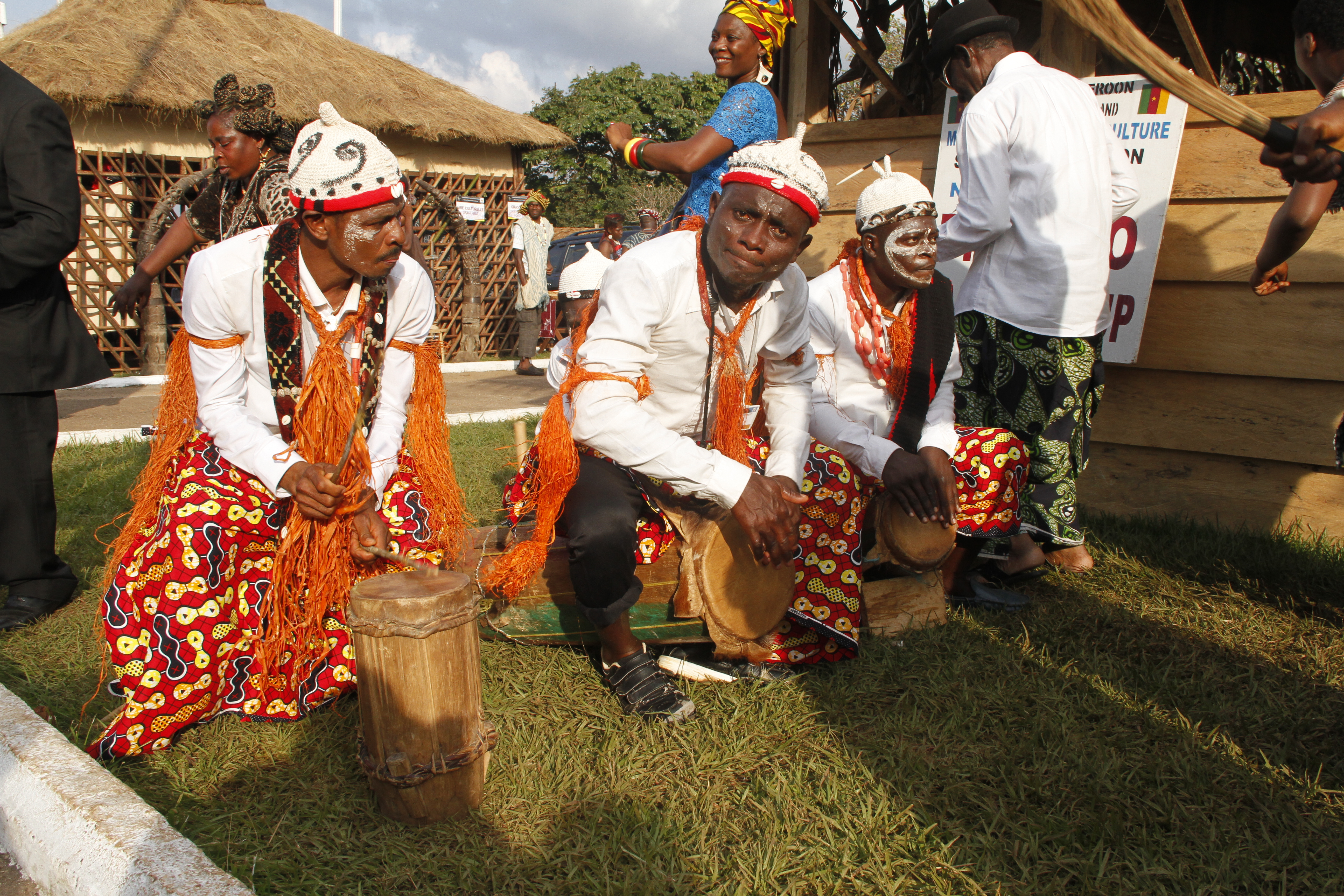
Danseurs, Sud-Ouest
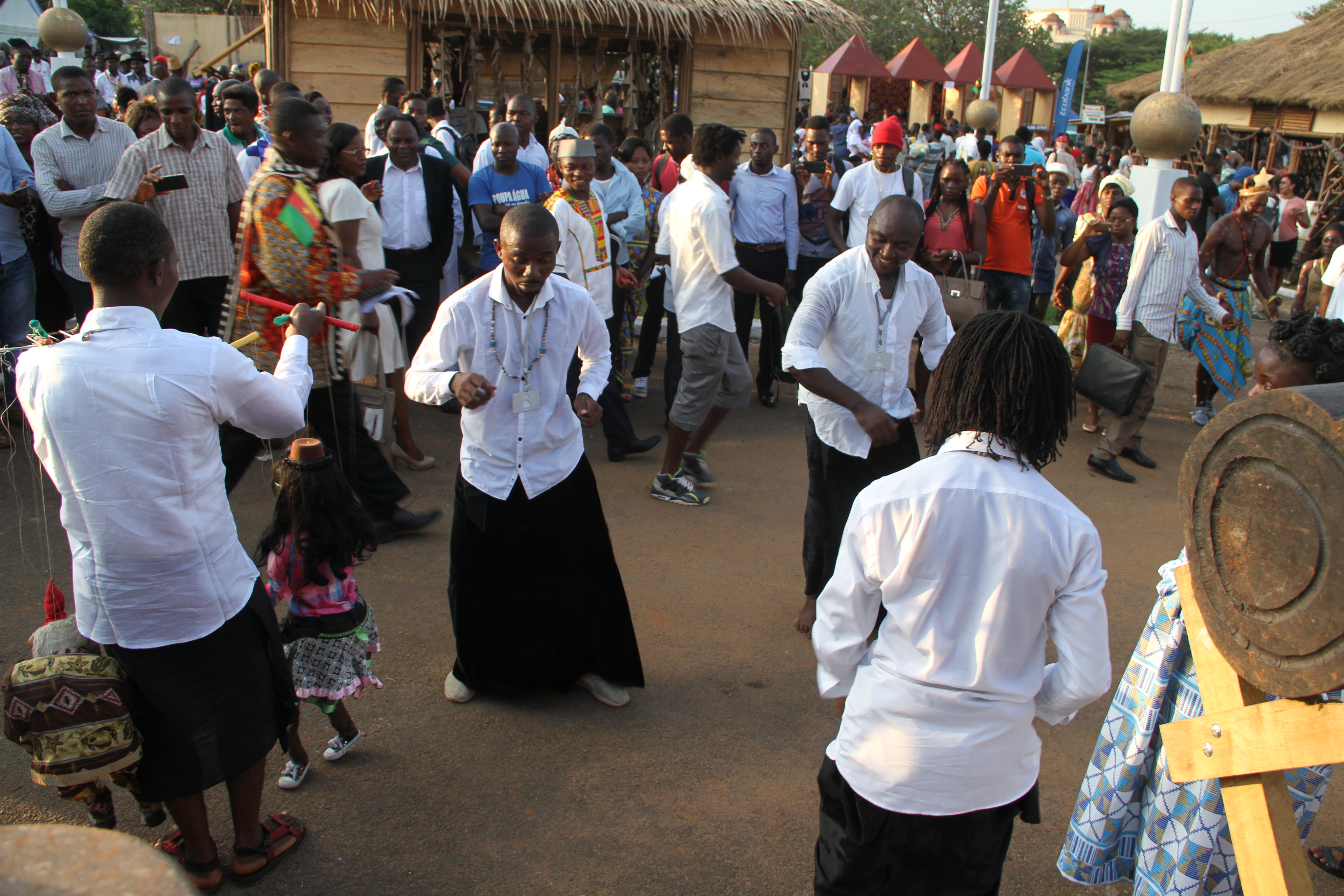
Danseurs, Littoral
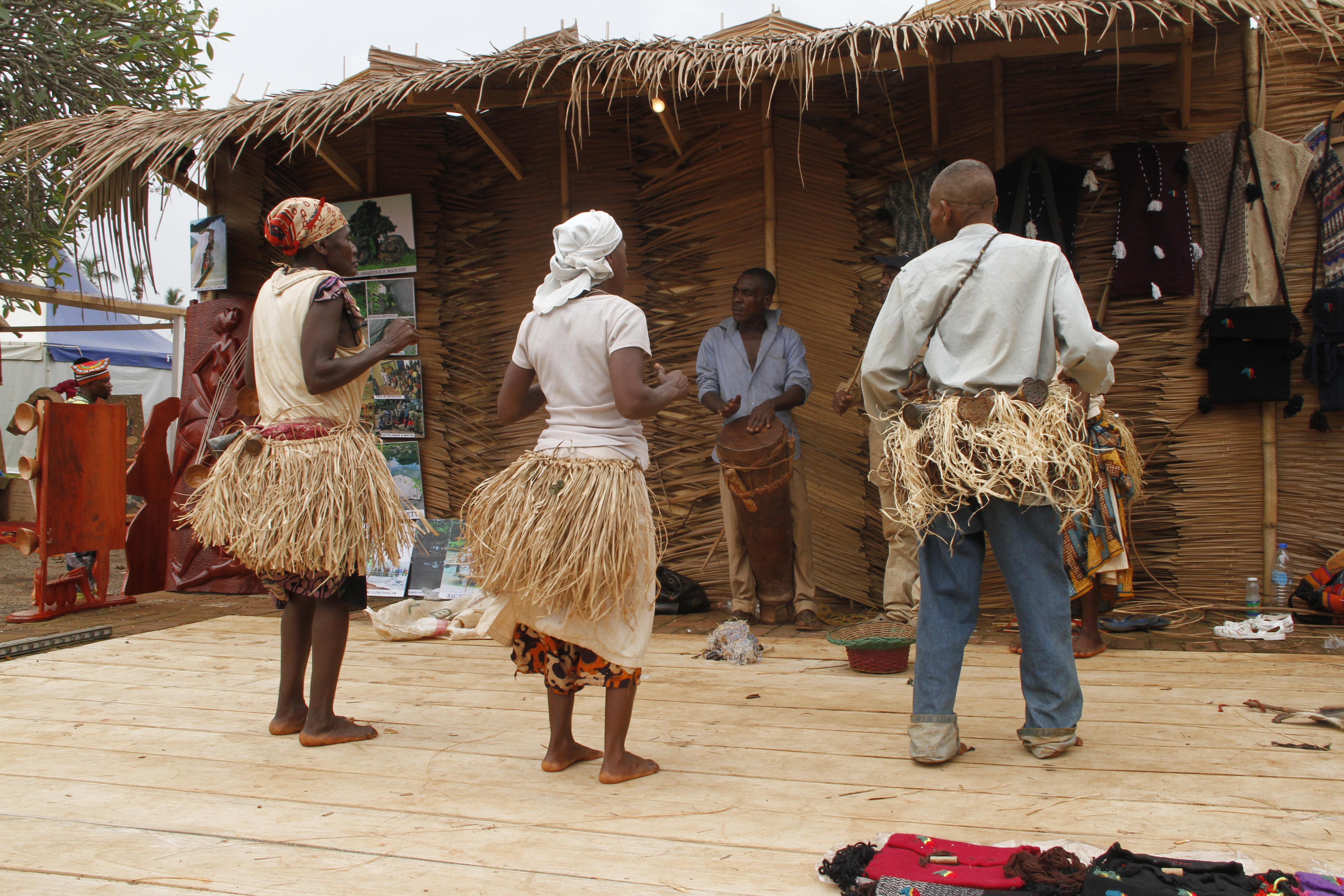
Danseurs Pygmées, Est
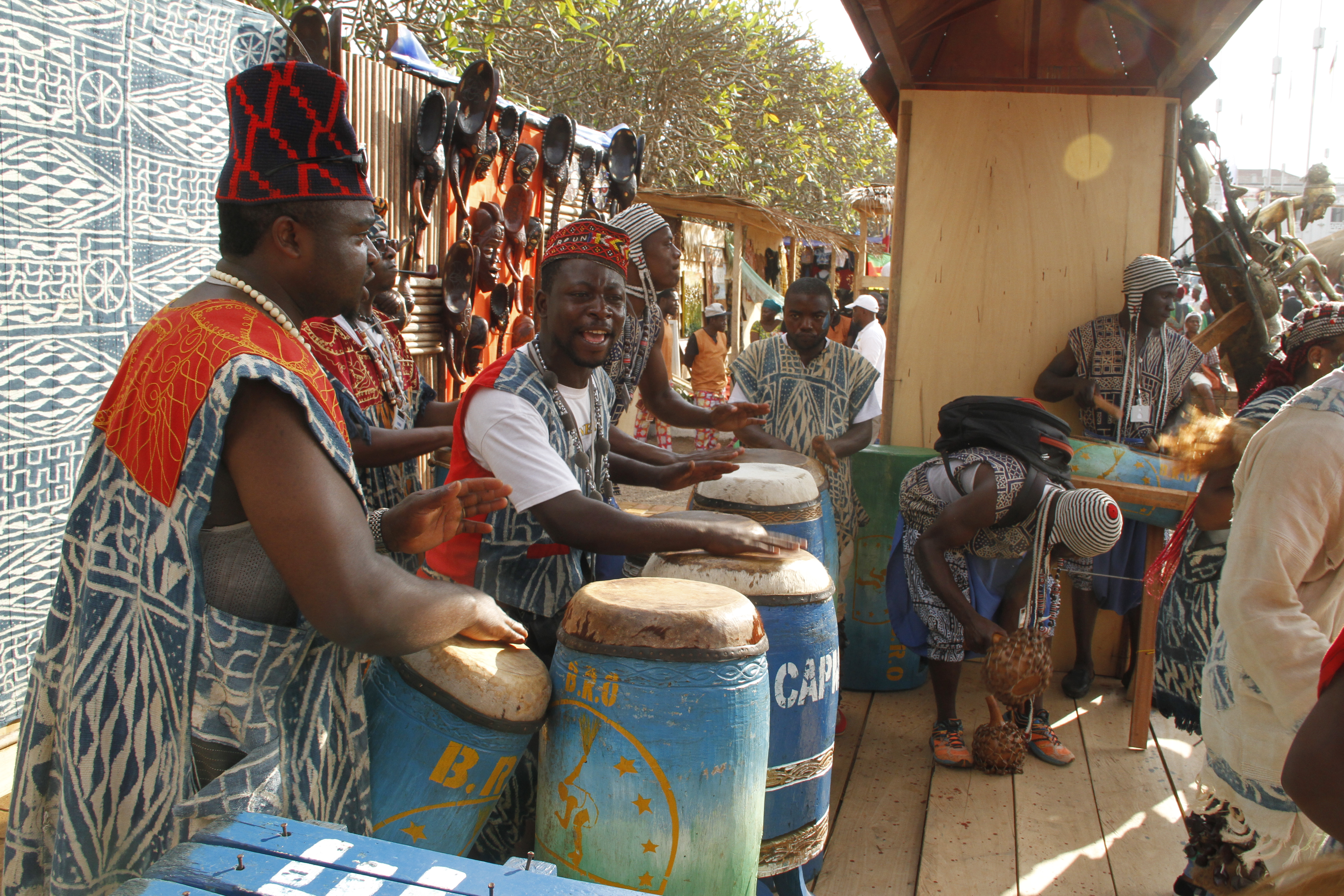
Joueurs de Tam-tam, Ouest

### Musique, chant, danse
- Musique camerounaise
- Liste des instruments de musique au Cameroun (en)
- Danse au Cameroun
- Musiciens camerounais
- Chanteurs camerounais
- Chorégraphes camerounais
- Danseurs camerounais
- Danseuses camerounaises

Le Cameroun compte également des artistes de renom sur le plan international tels que Manu Dibango, Richard Bona qui est installé aux États-Unis, Blick Bassy résidant au Brésil. Il y a également une chanteuse possédant une magnifique voix de velours qui se fait de plus en plus connaitre, il s'agit de Charlotte Dipanda. Nous pouvons également citer Sanzy Viany qui a eu à participer au concours découverte de RFI.

La particularité avec les artistes camerounais, ce qui est également un émerveillement, c'est que tous ces artistes chantent en leur langue vernaculaire, ce qui contribue à rehausser la beauté de la diversité linguistique du pays.
.

#### Littoral

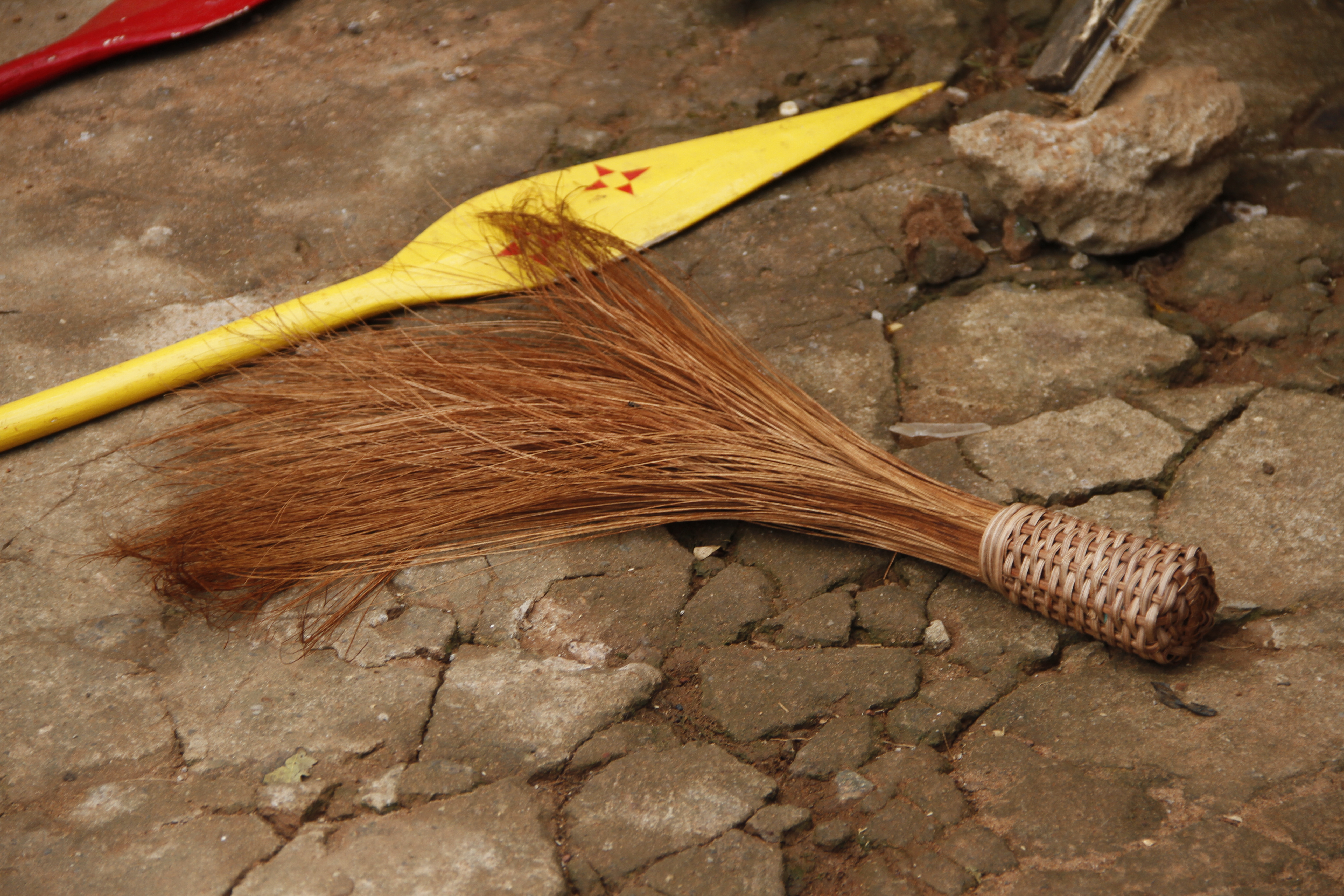

#### Centre

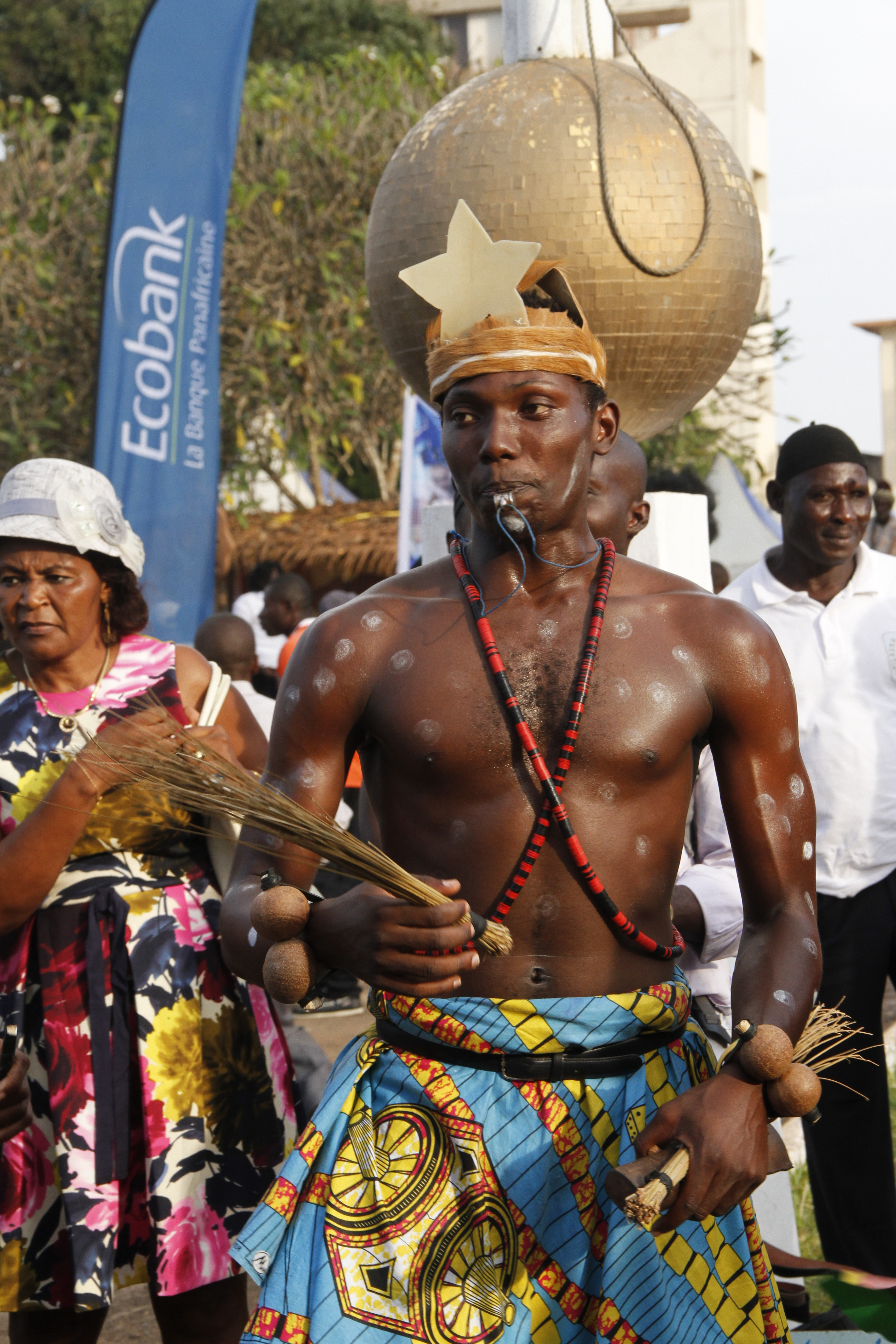
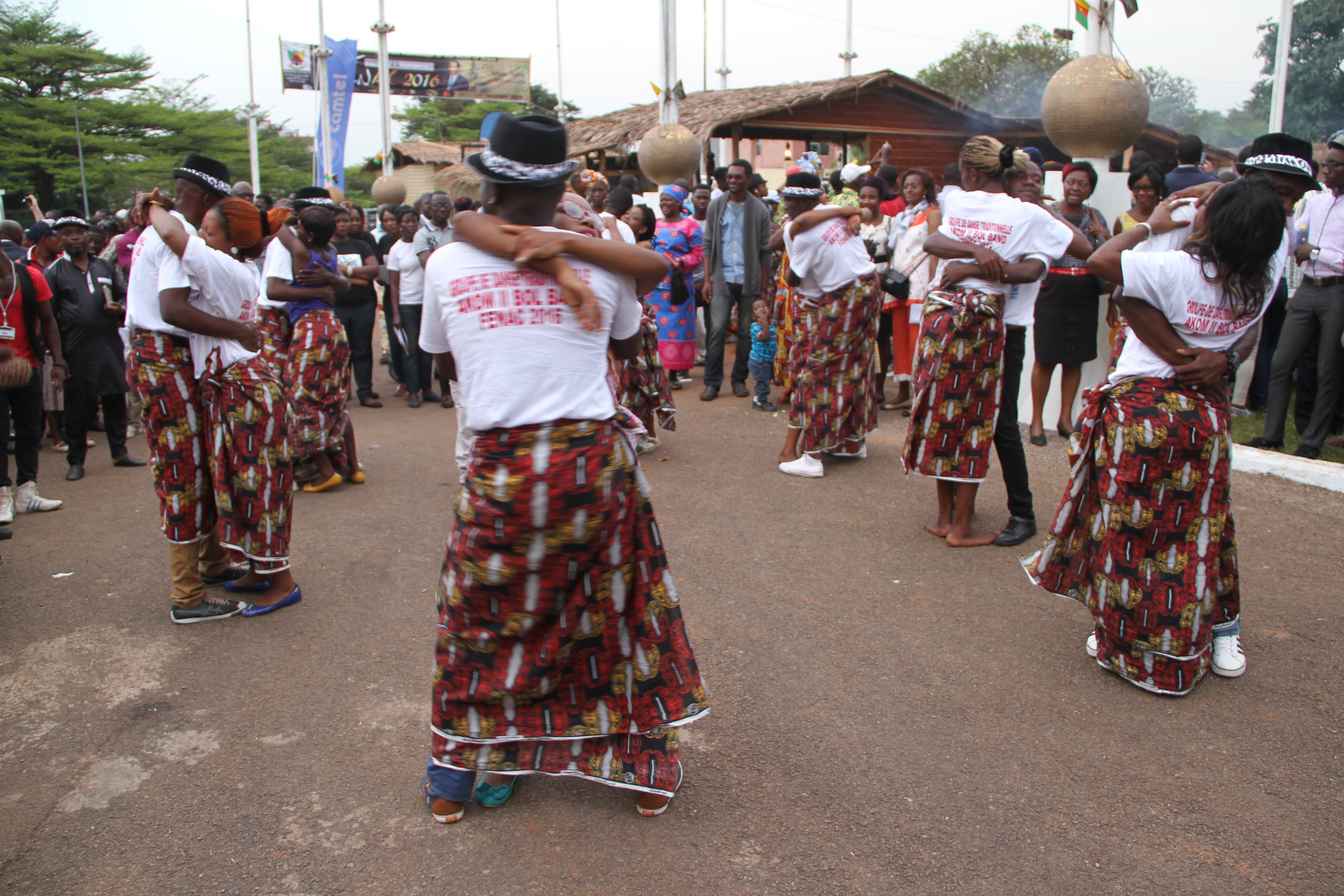
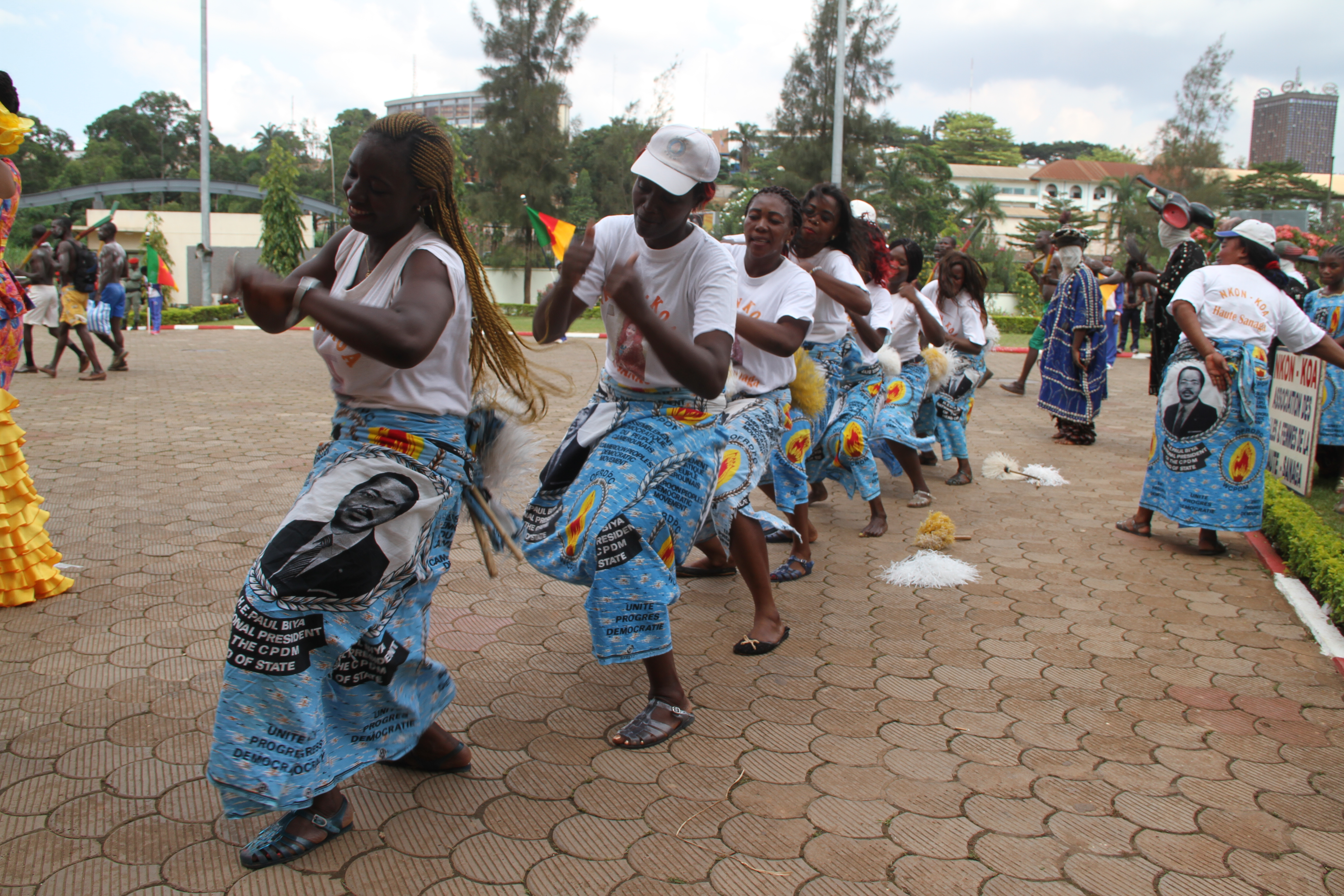

#### Sud-Ouest

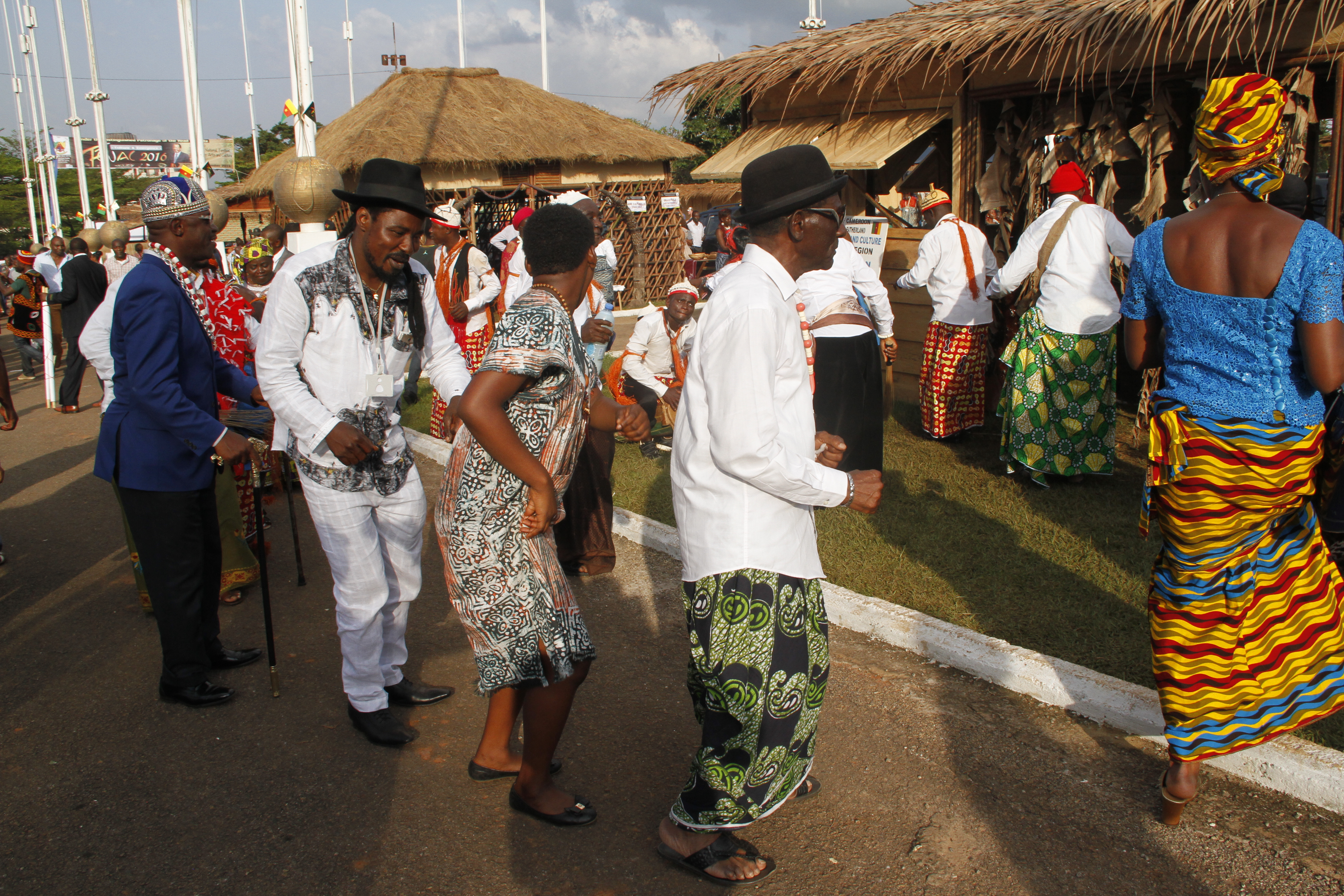
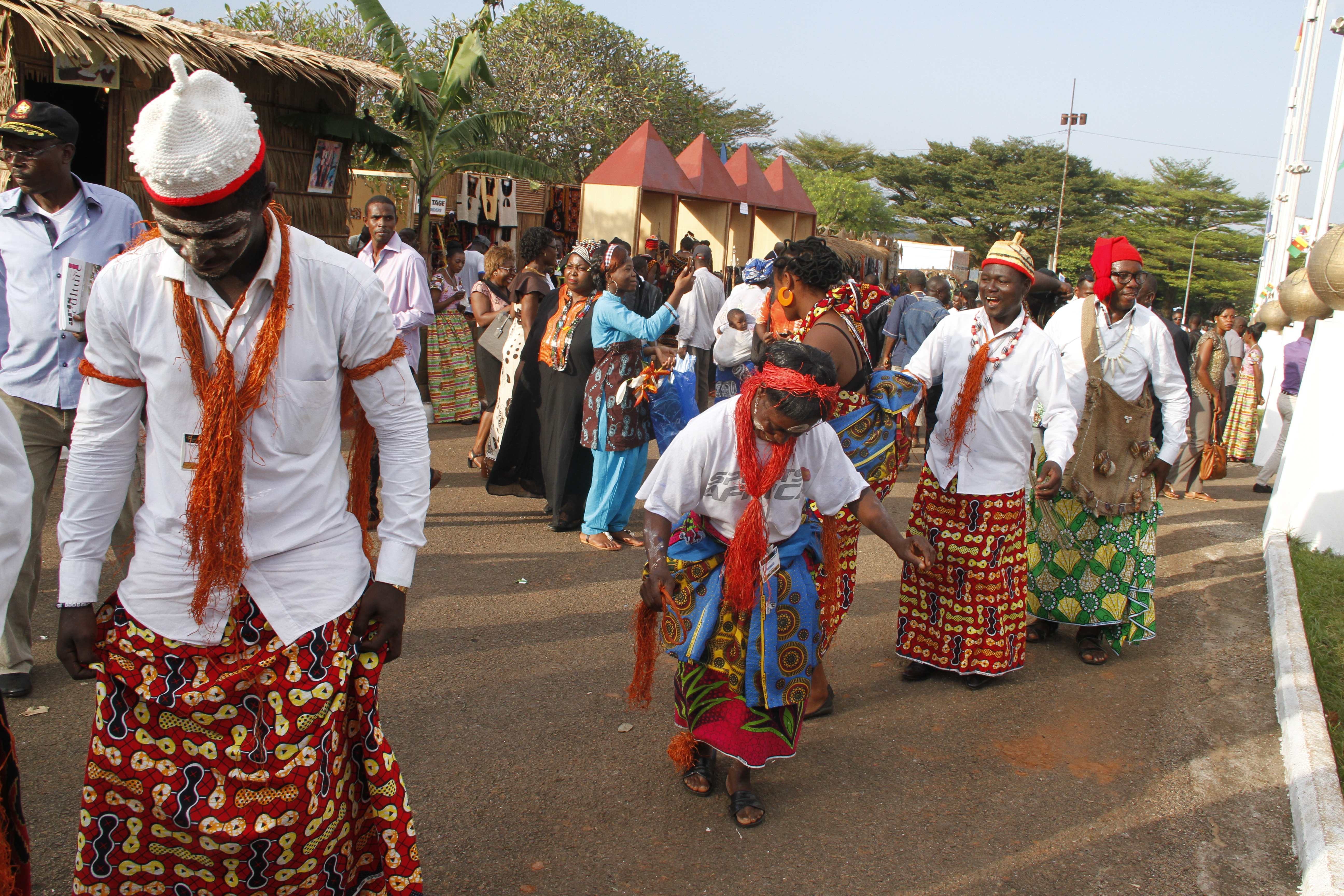
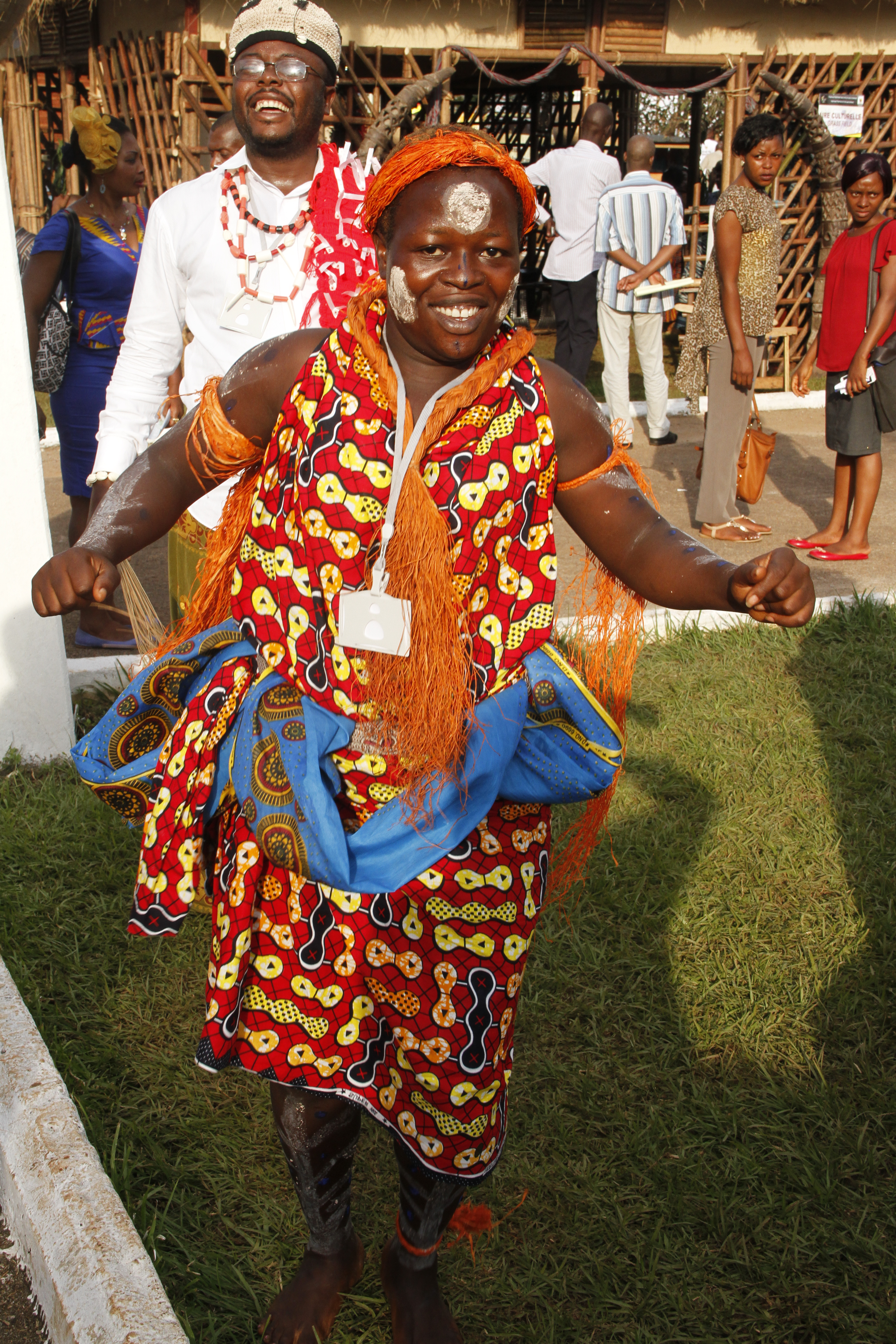
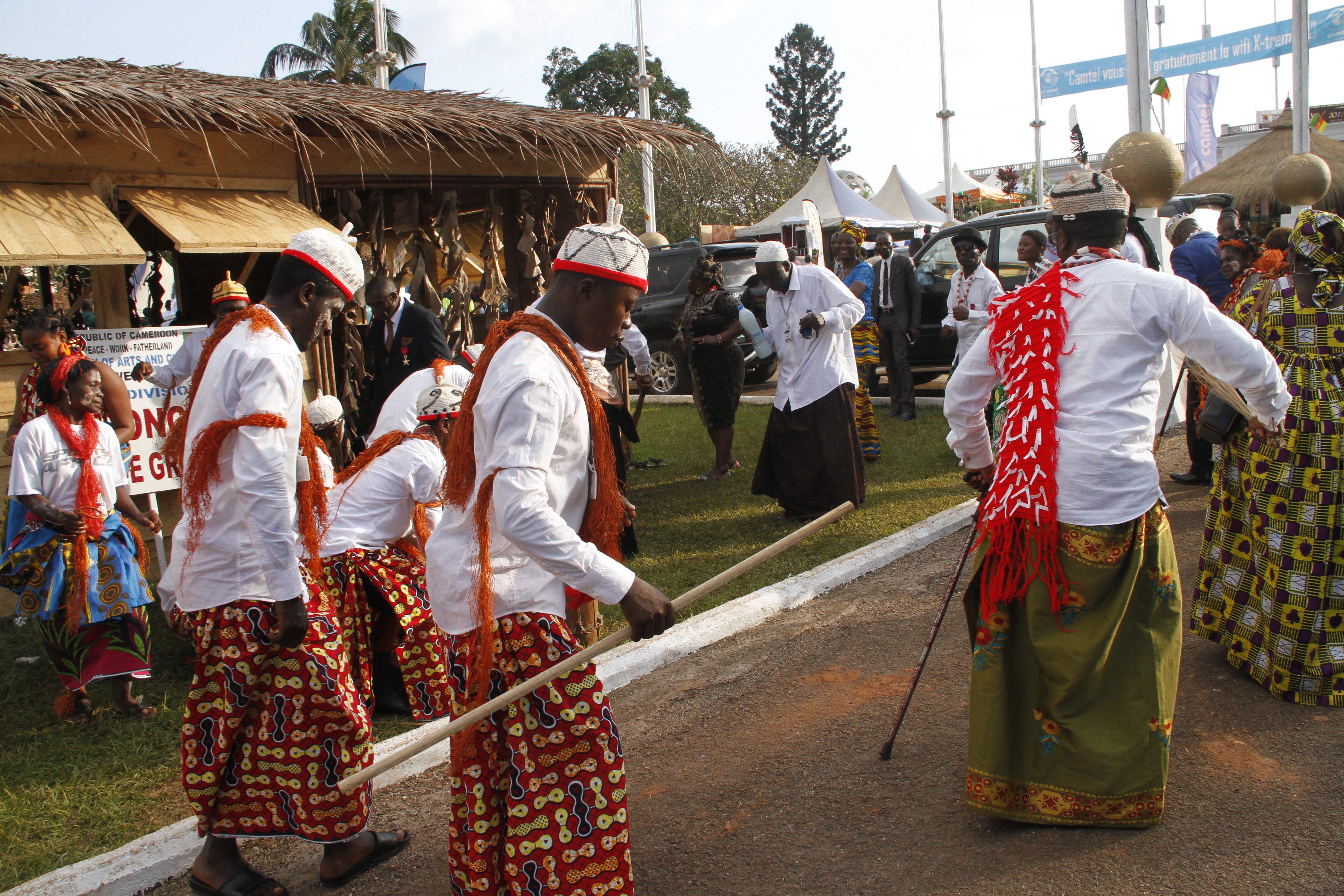
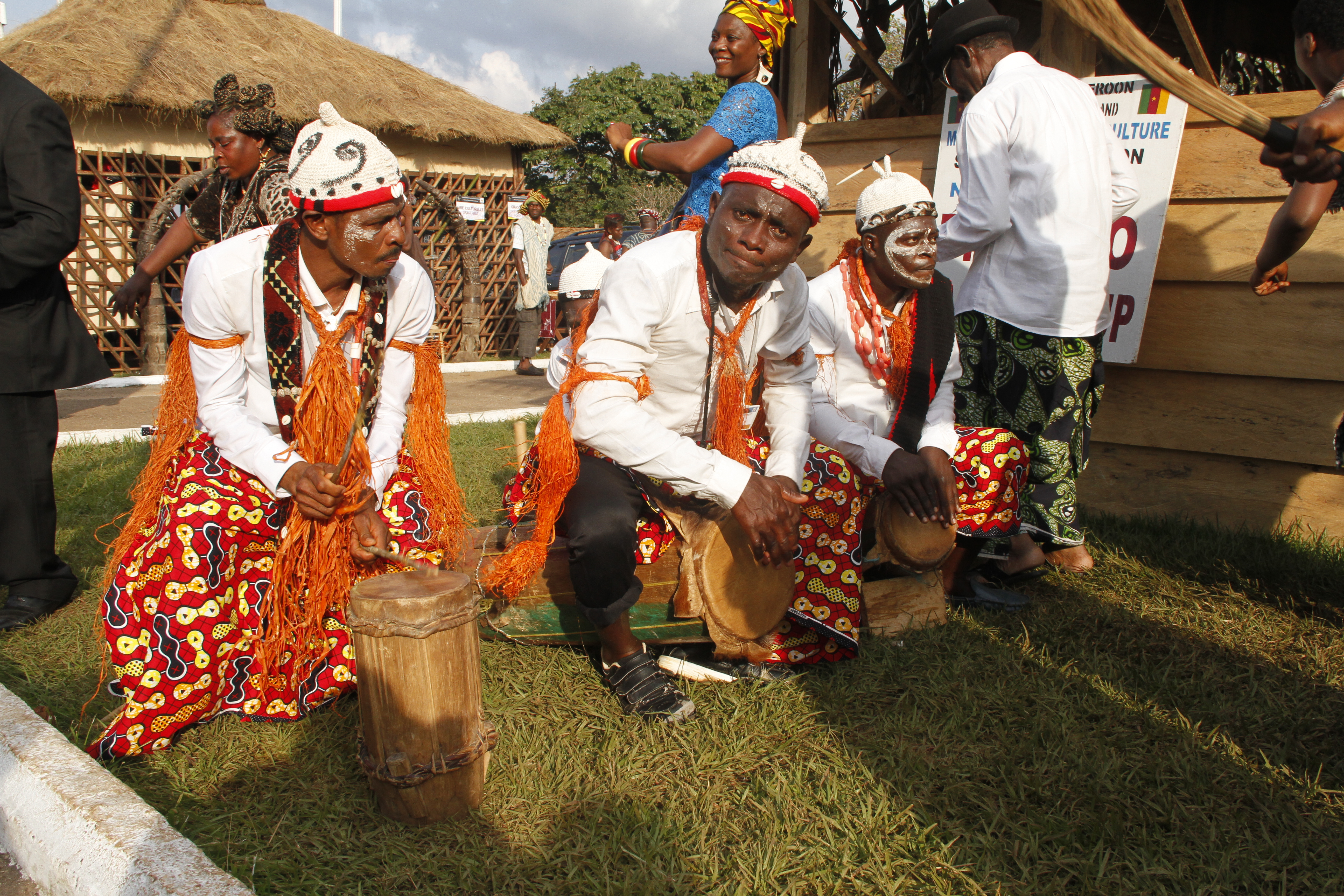
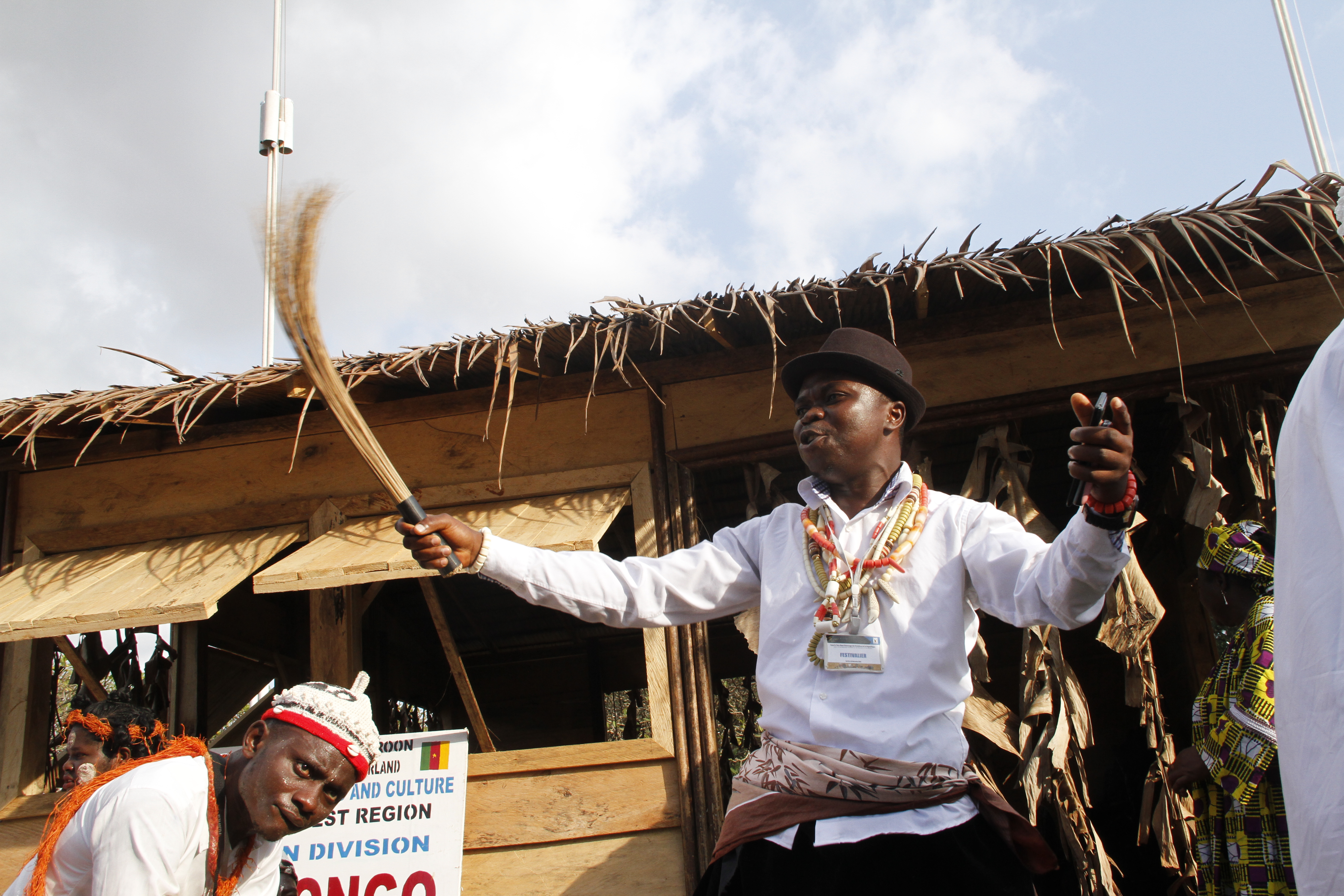

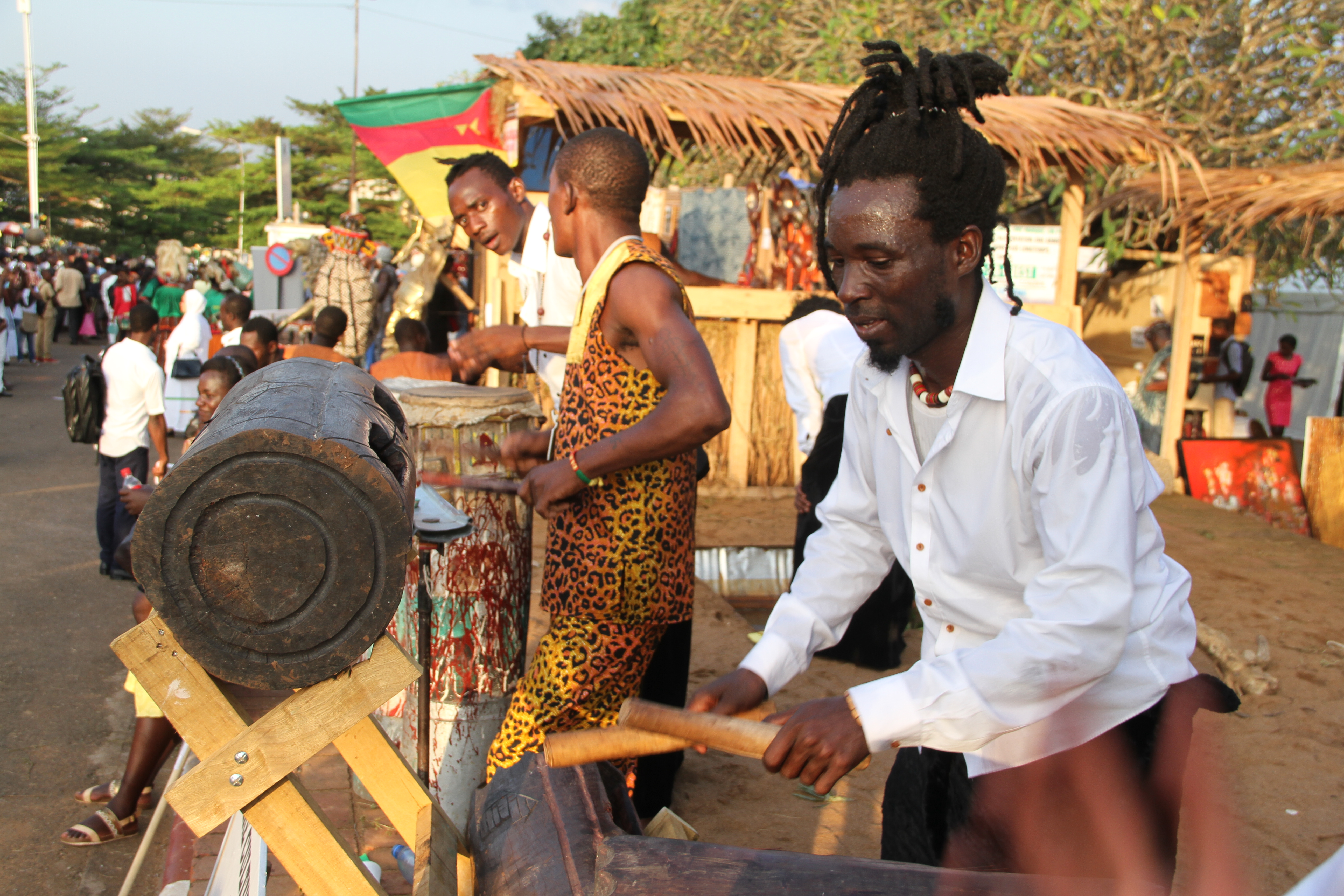
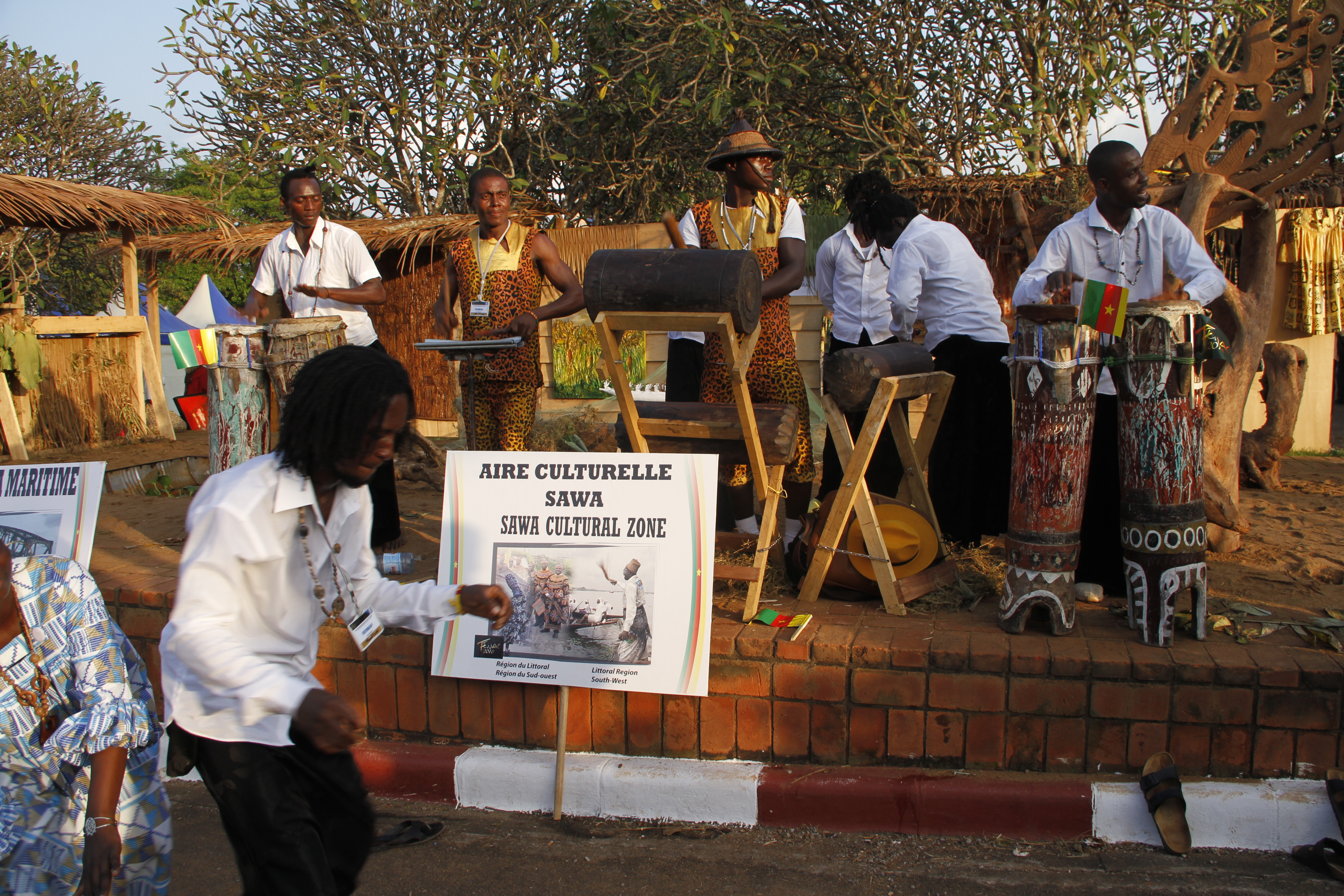
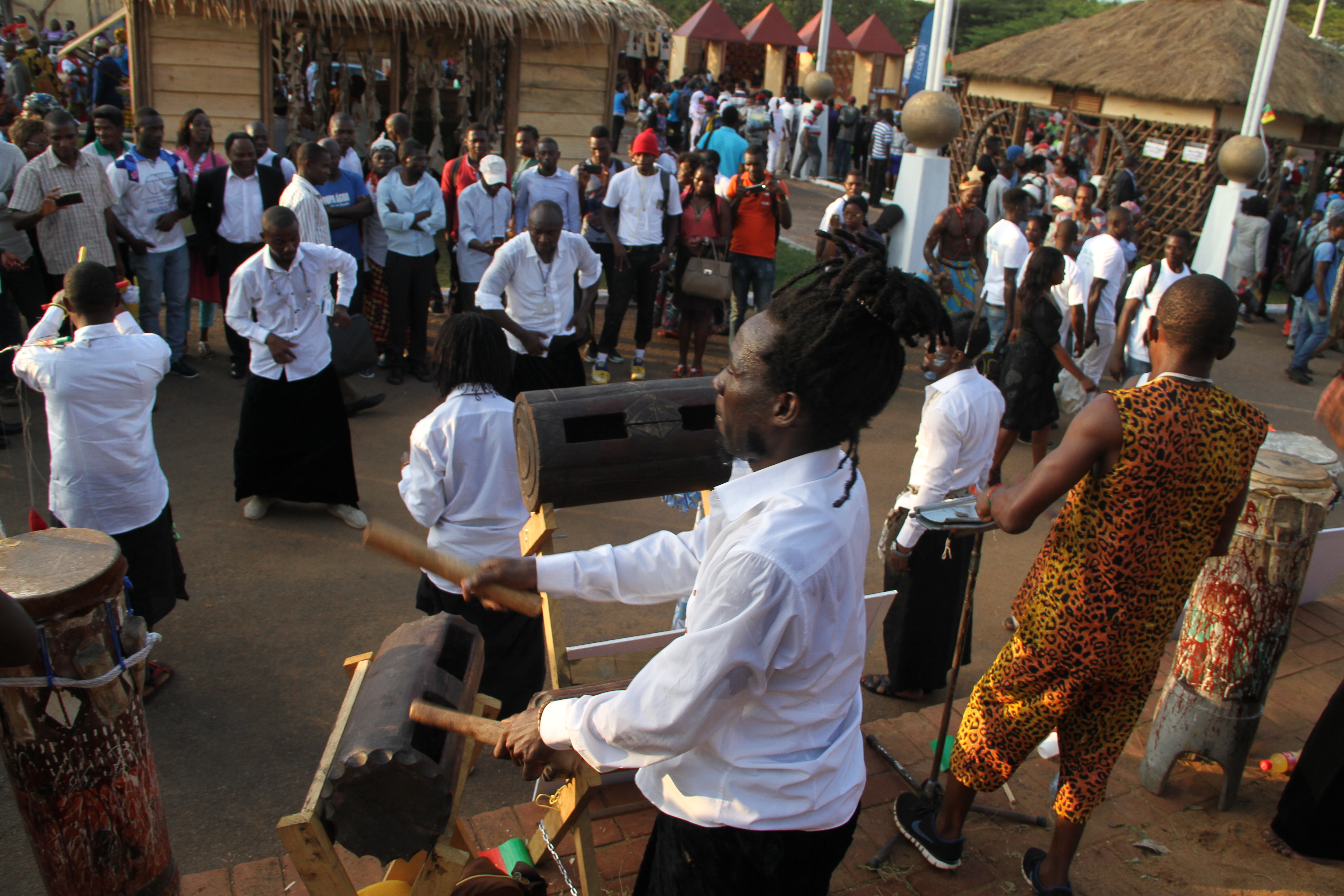
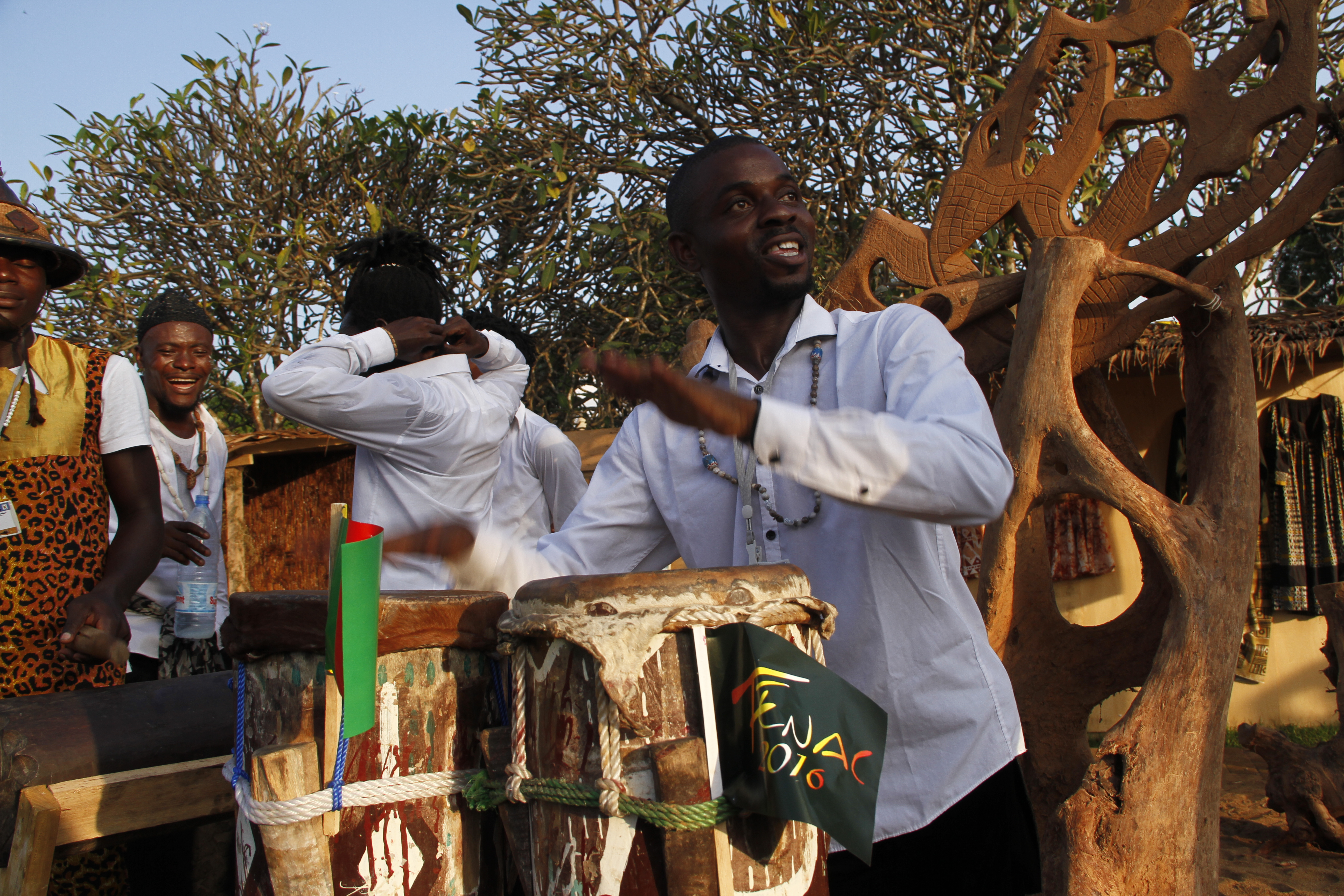
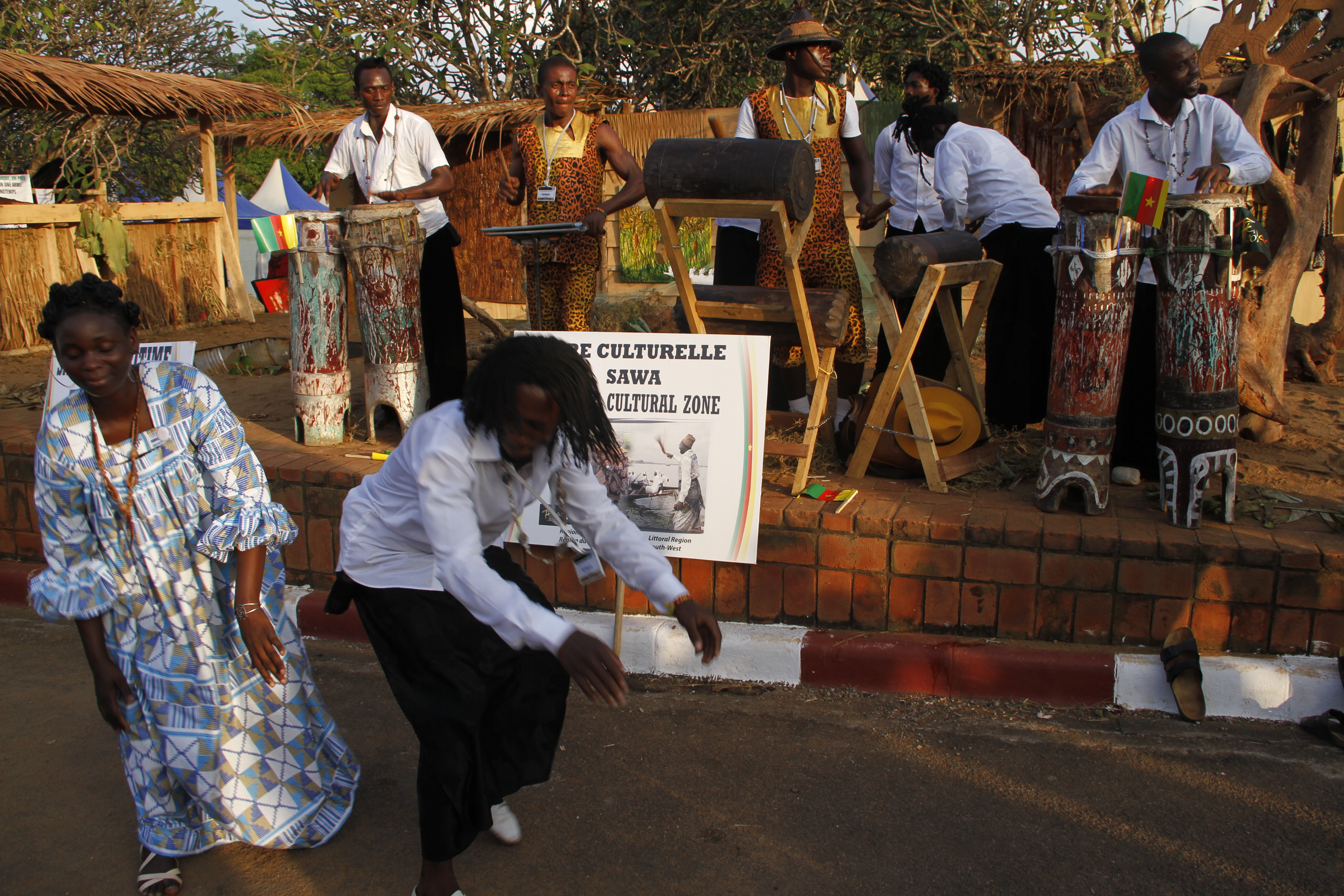
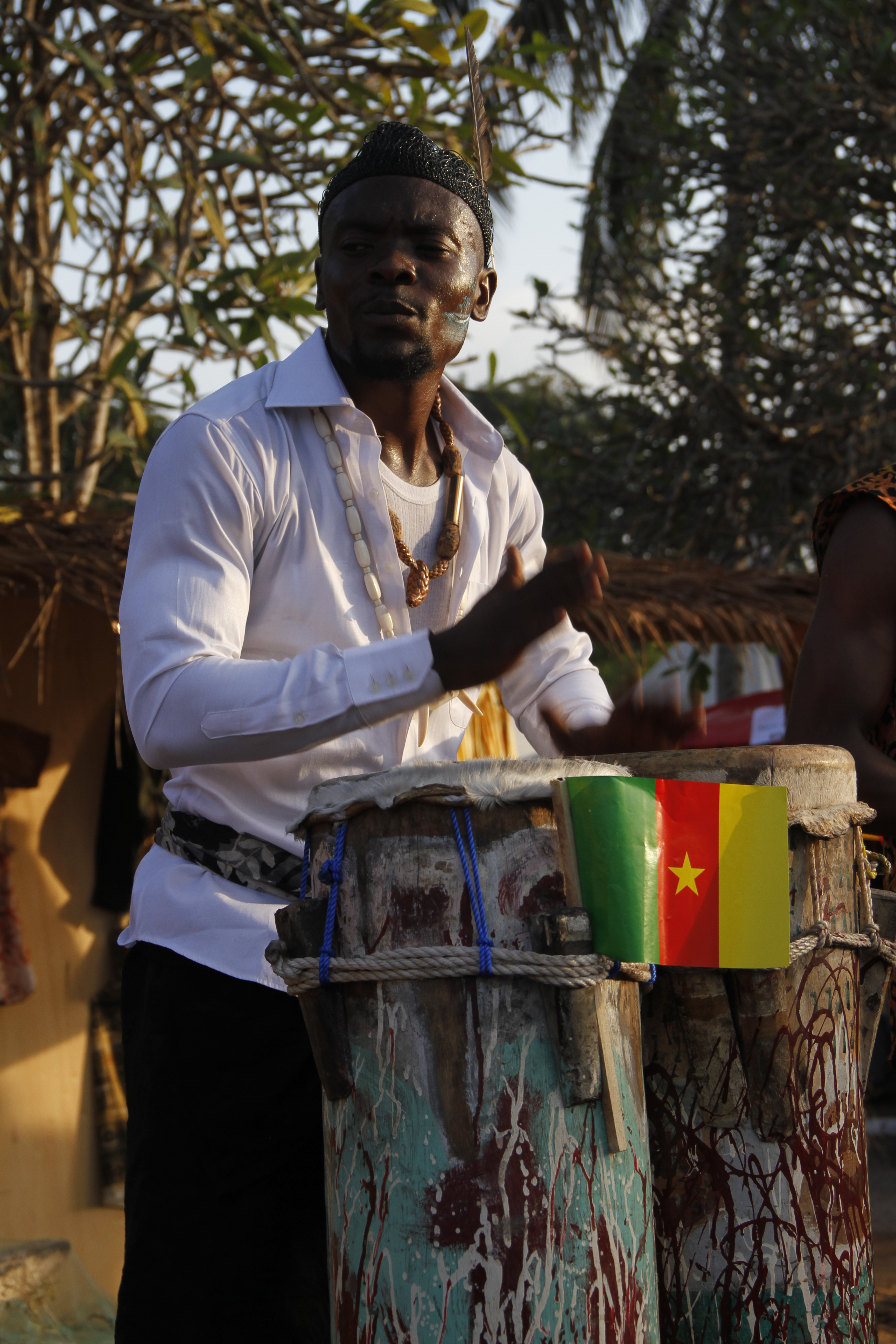
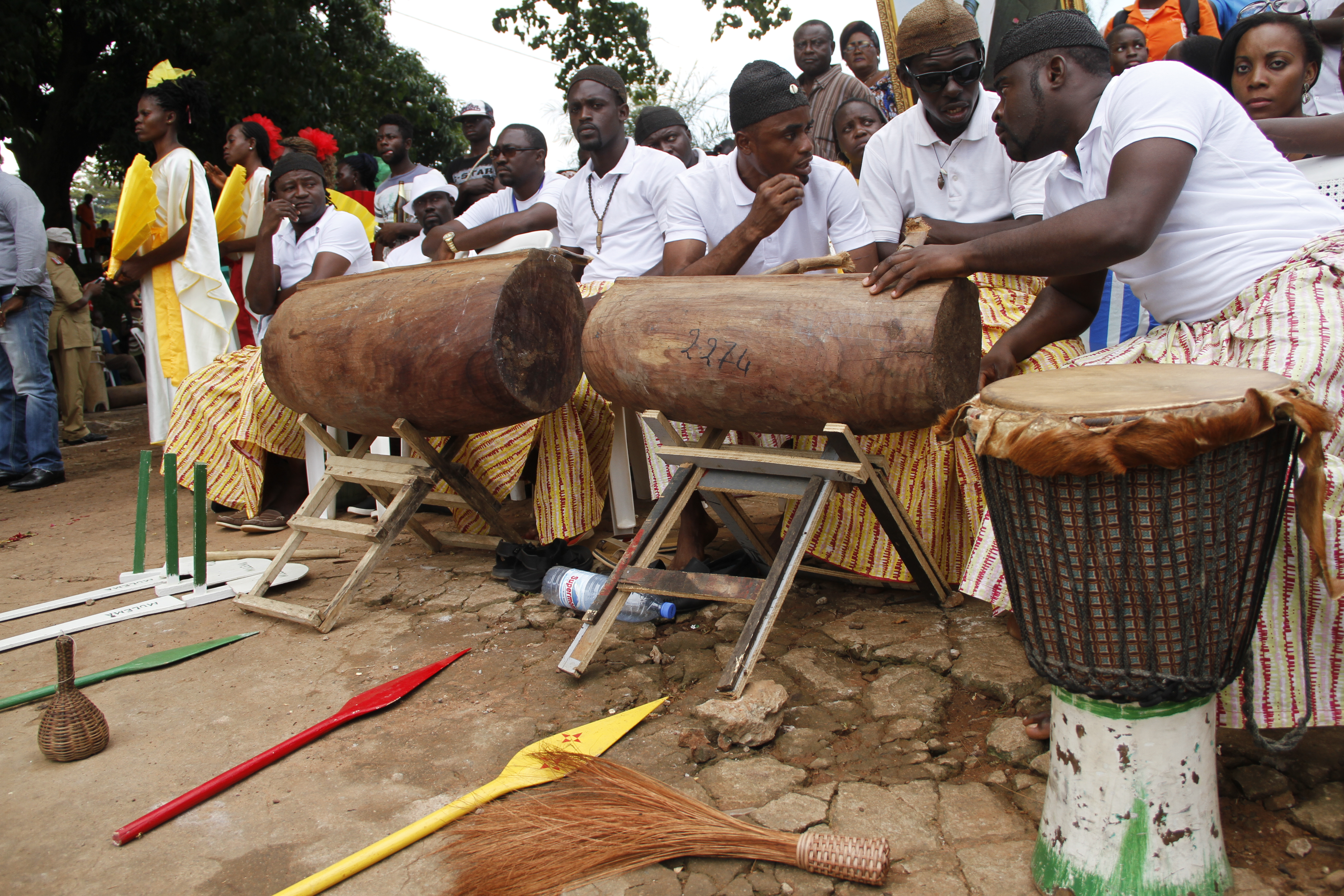
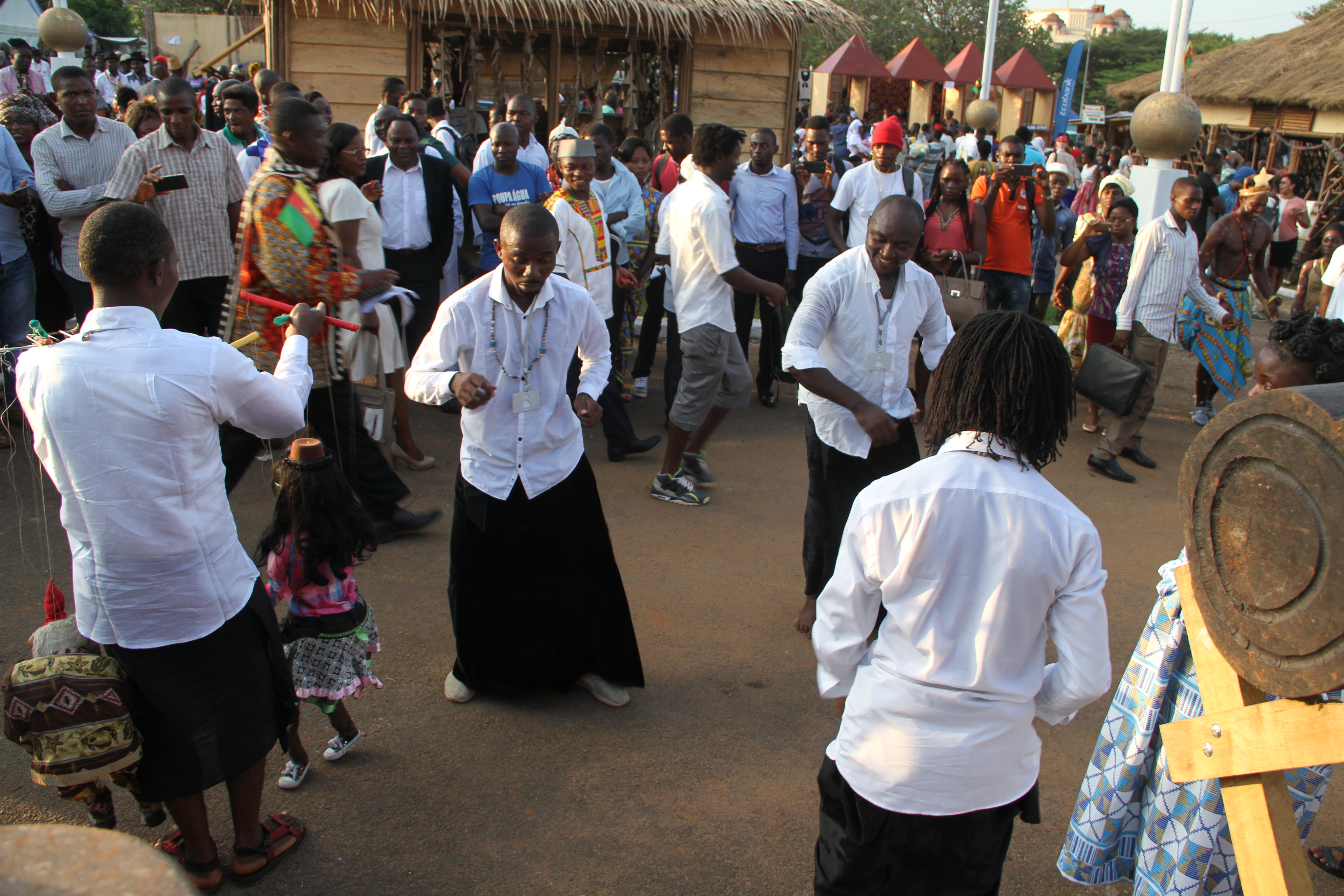

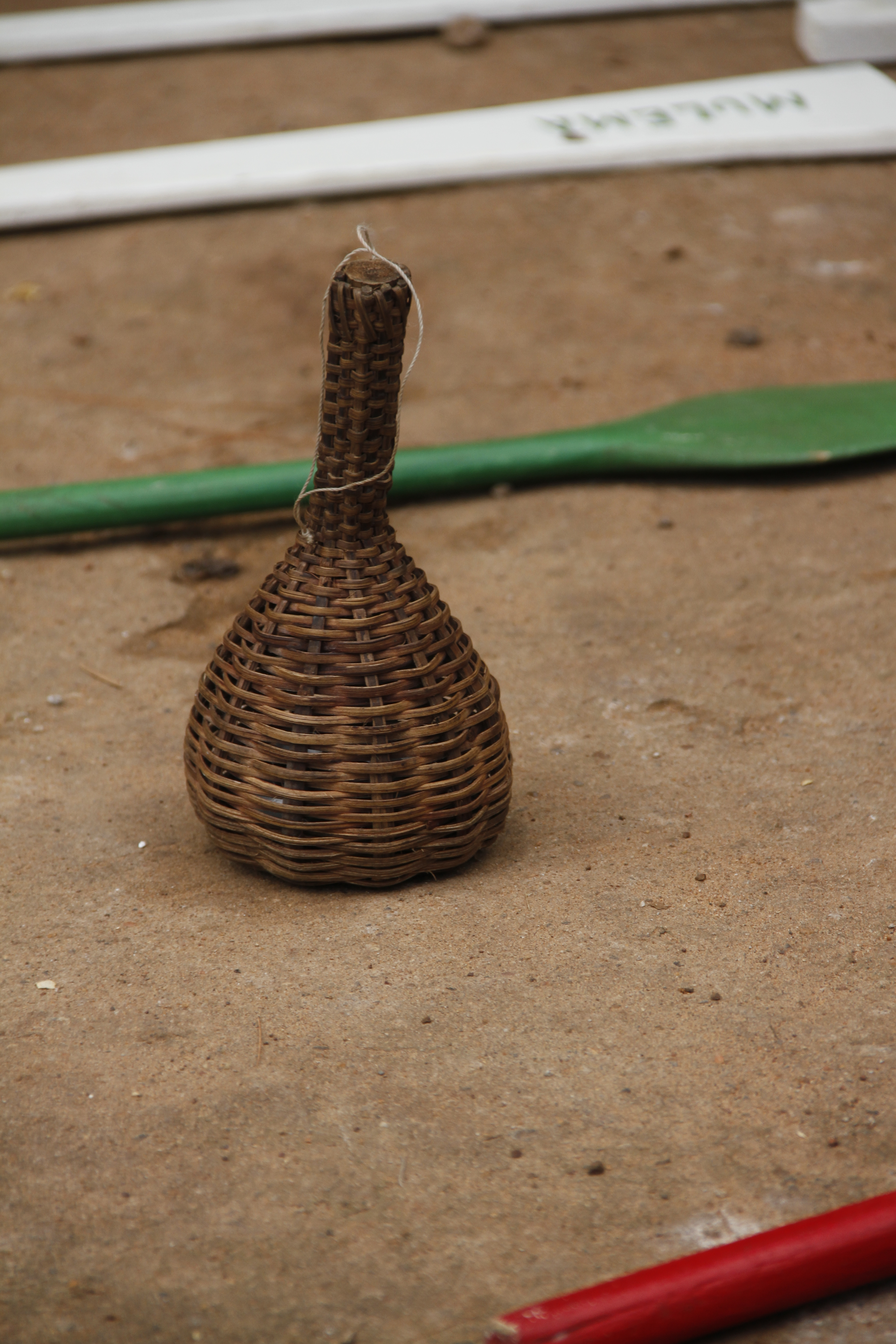
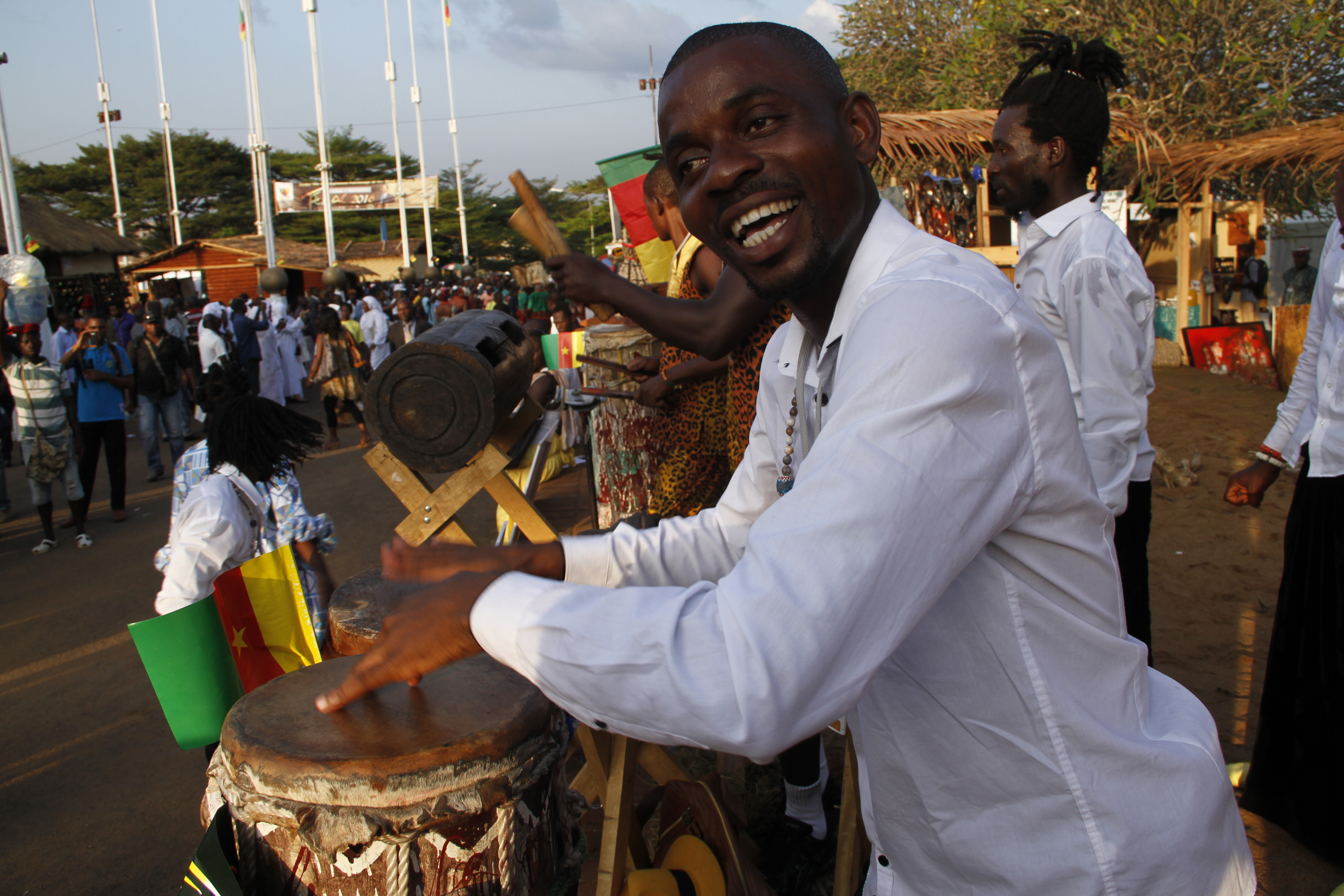
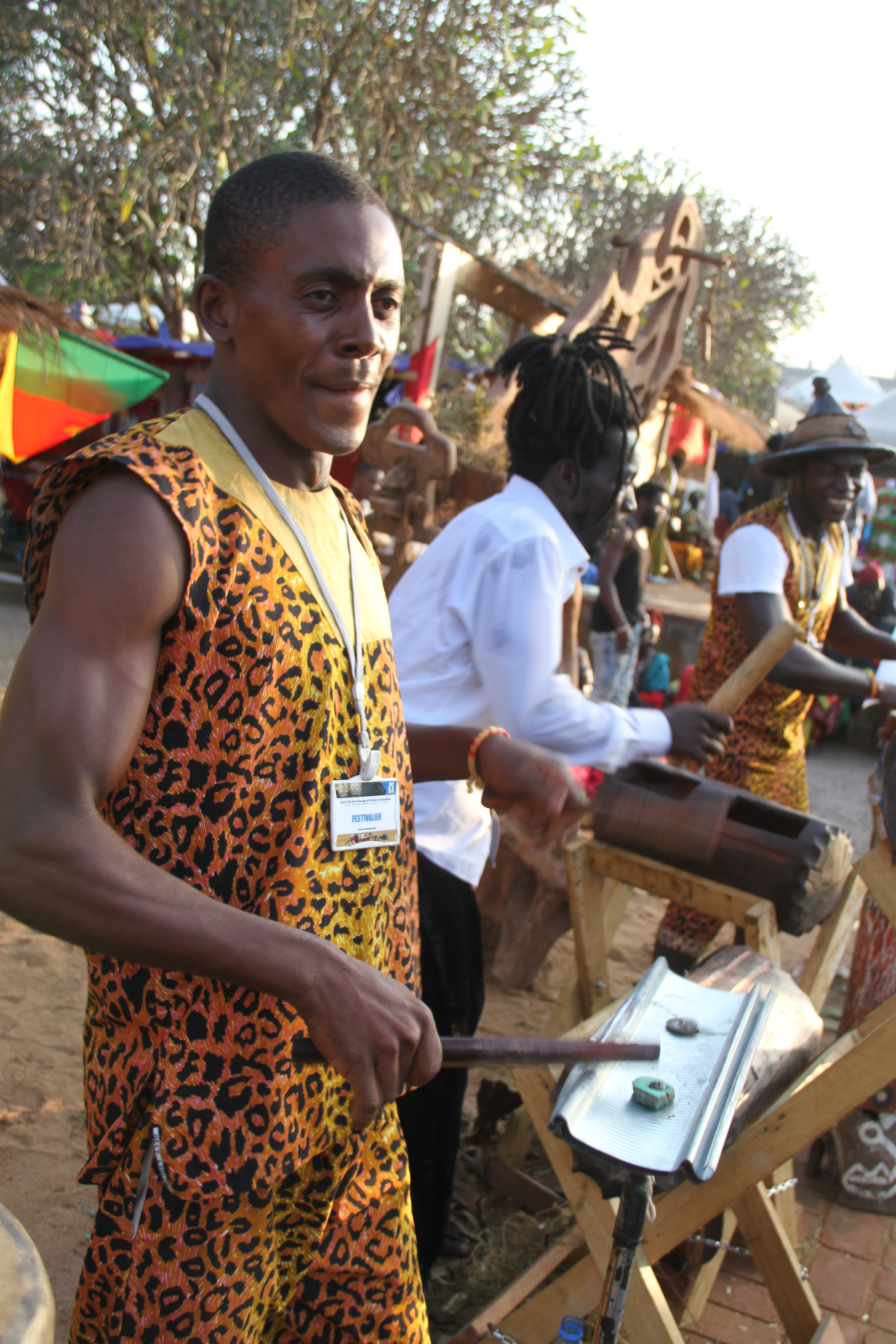

## Galerie

### Danses traditionnelles

#### Nord

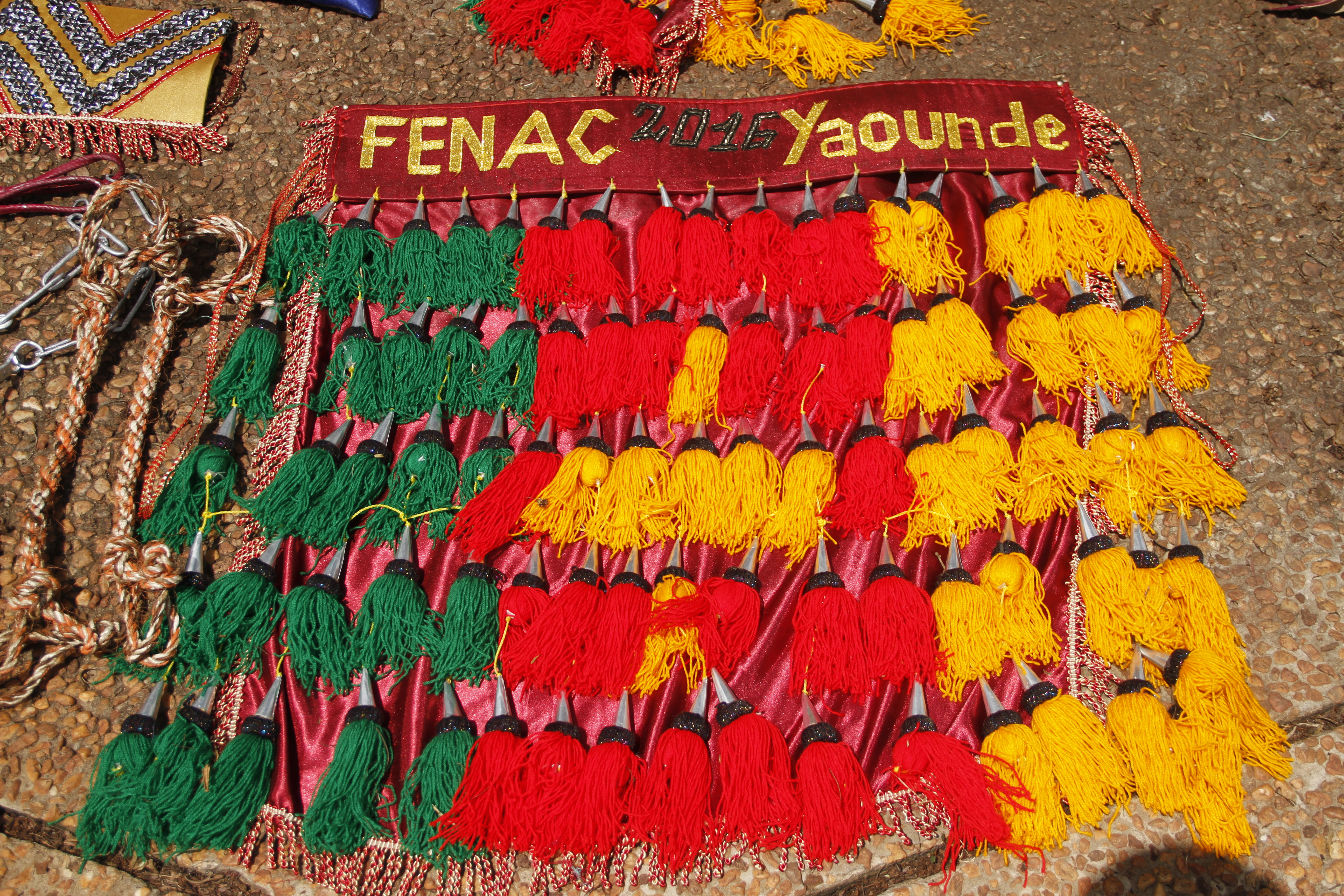
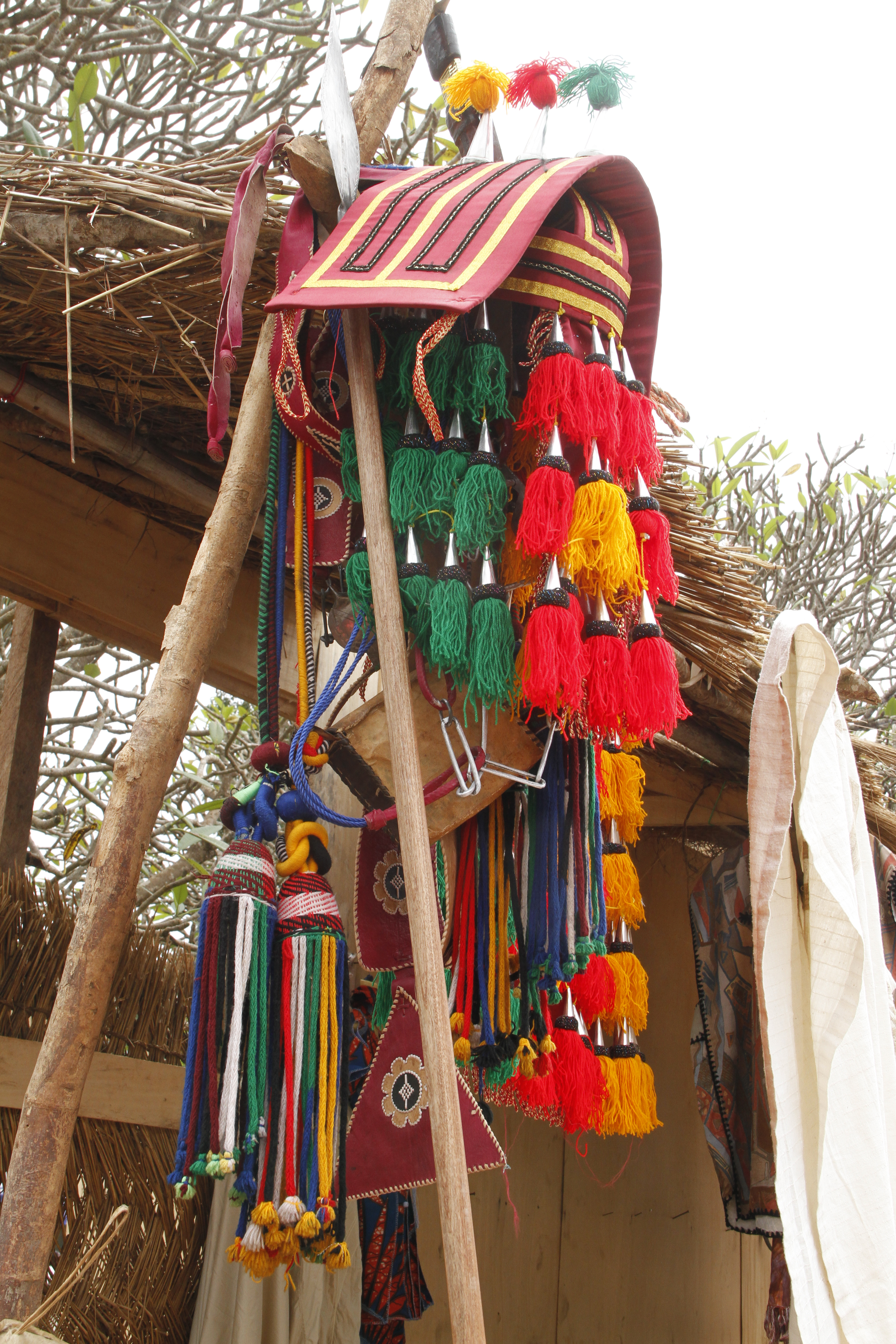
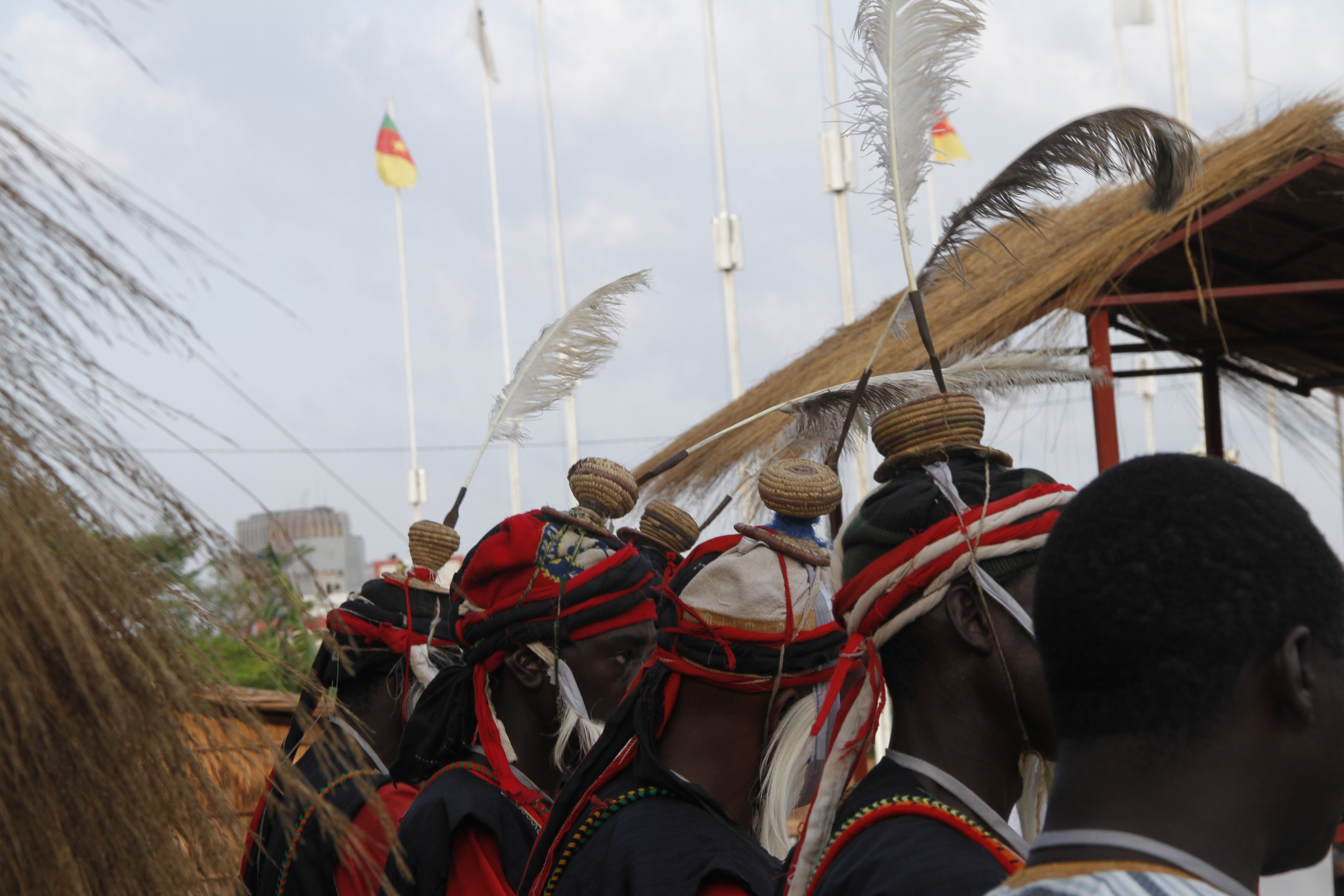
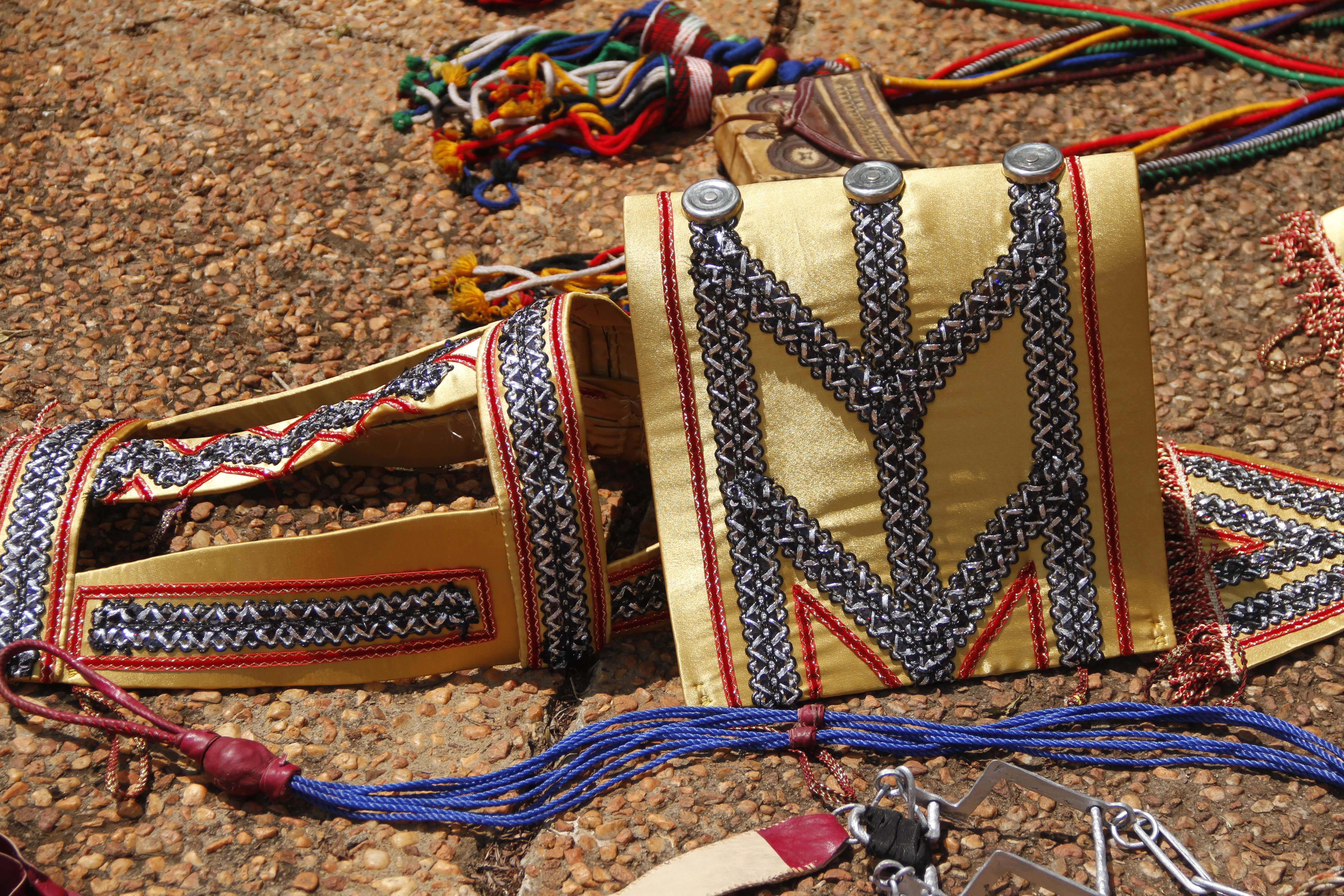
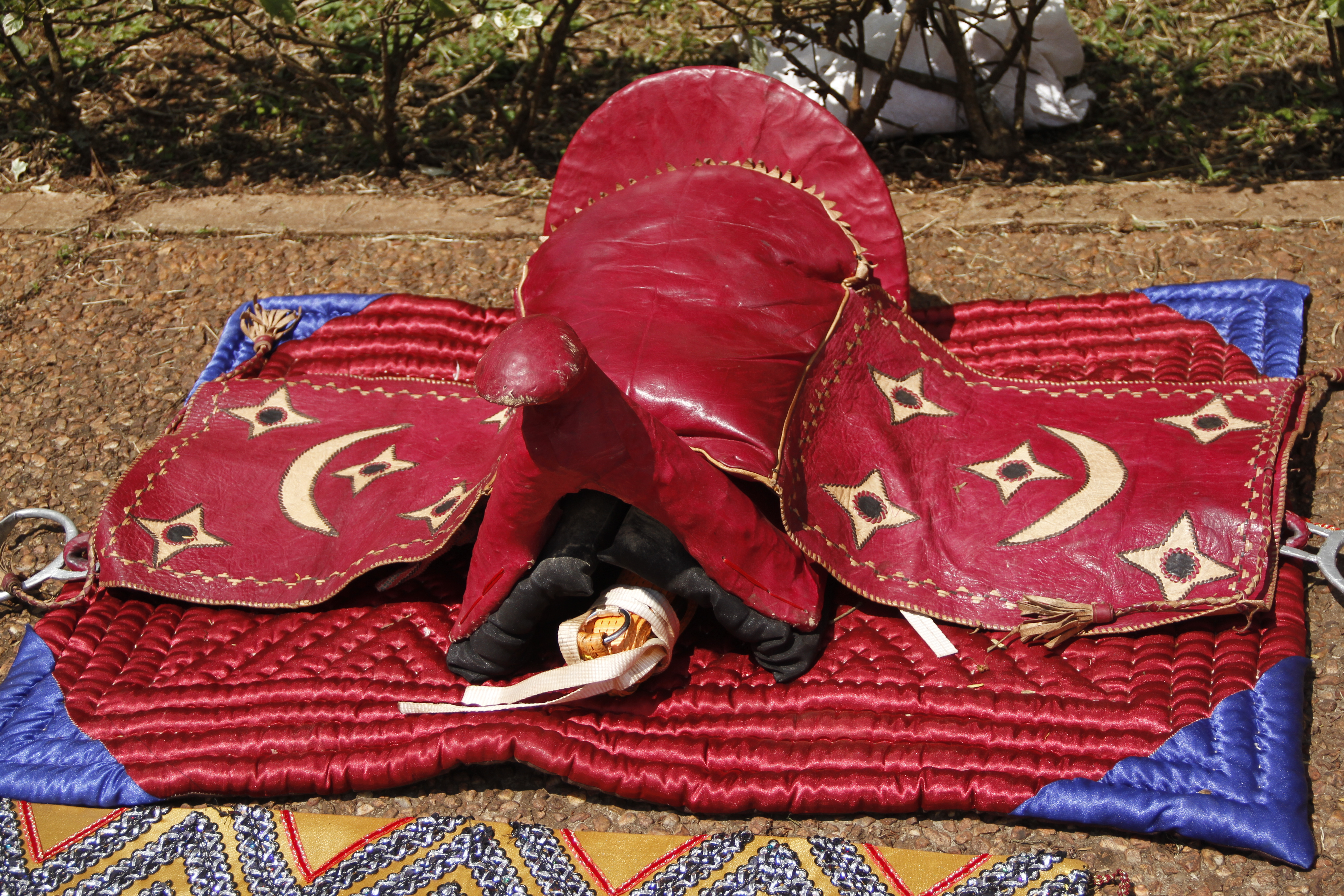
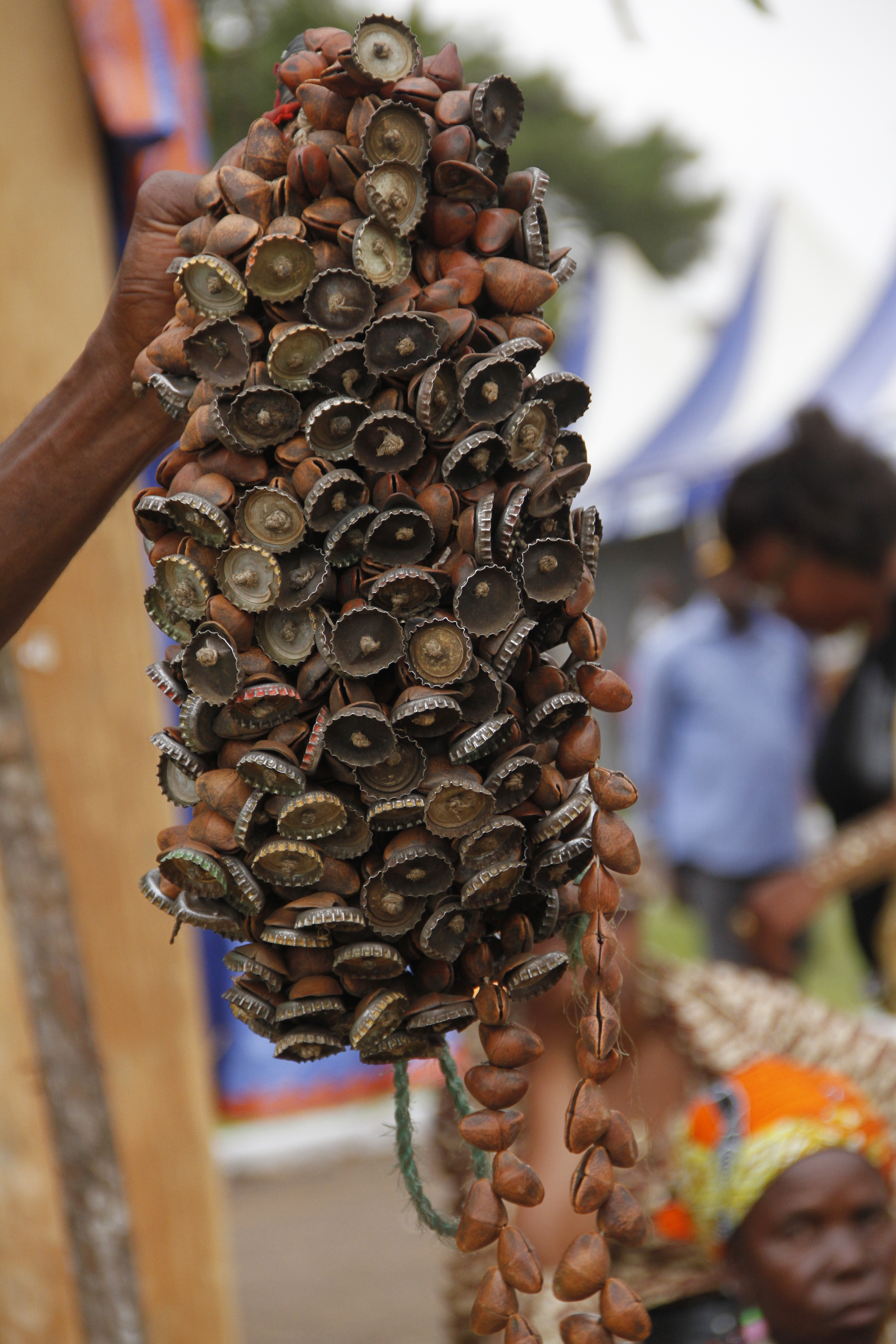
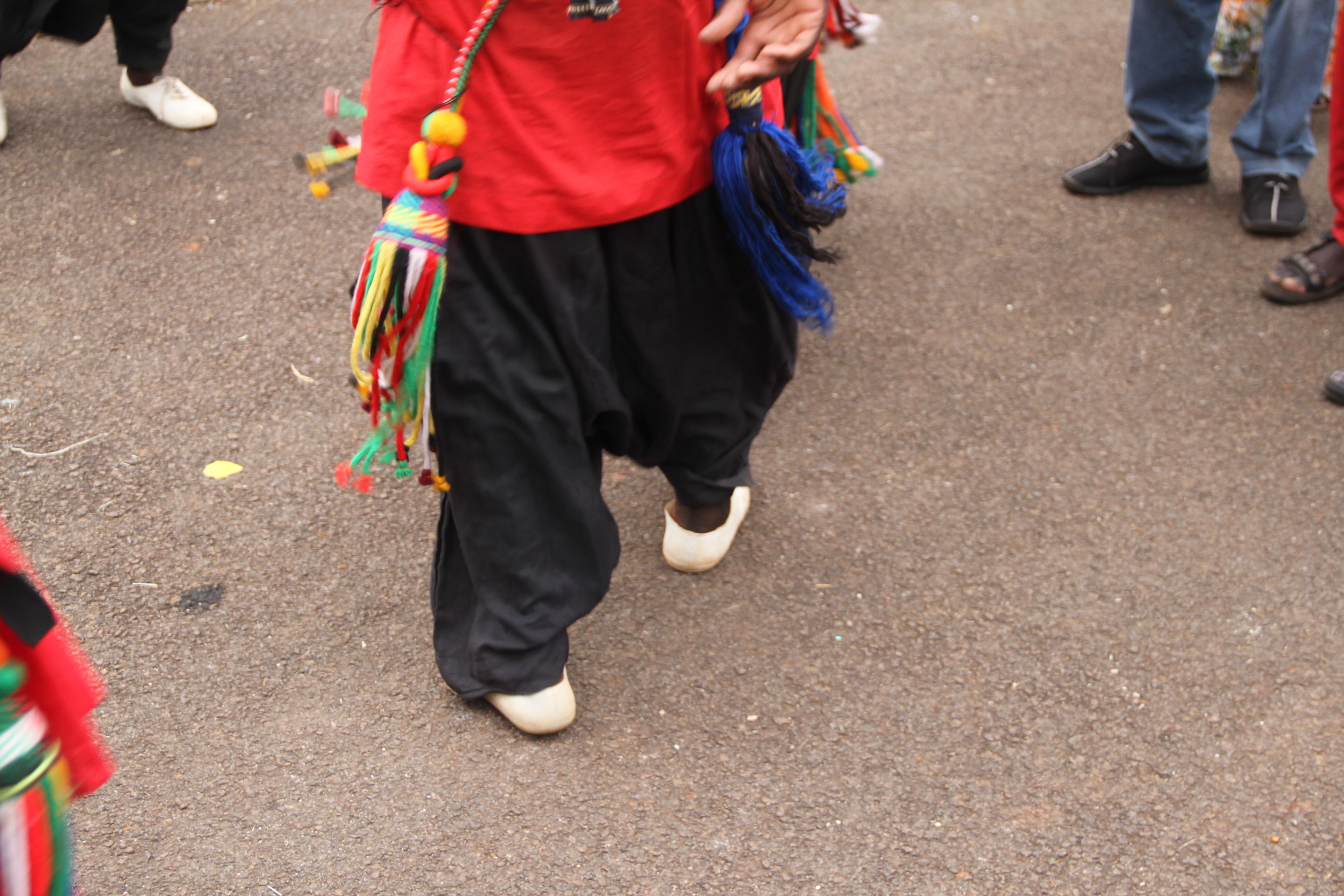
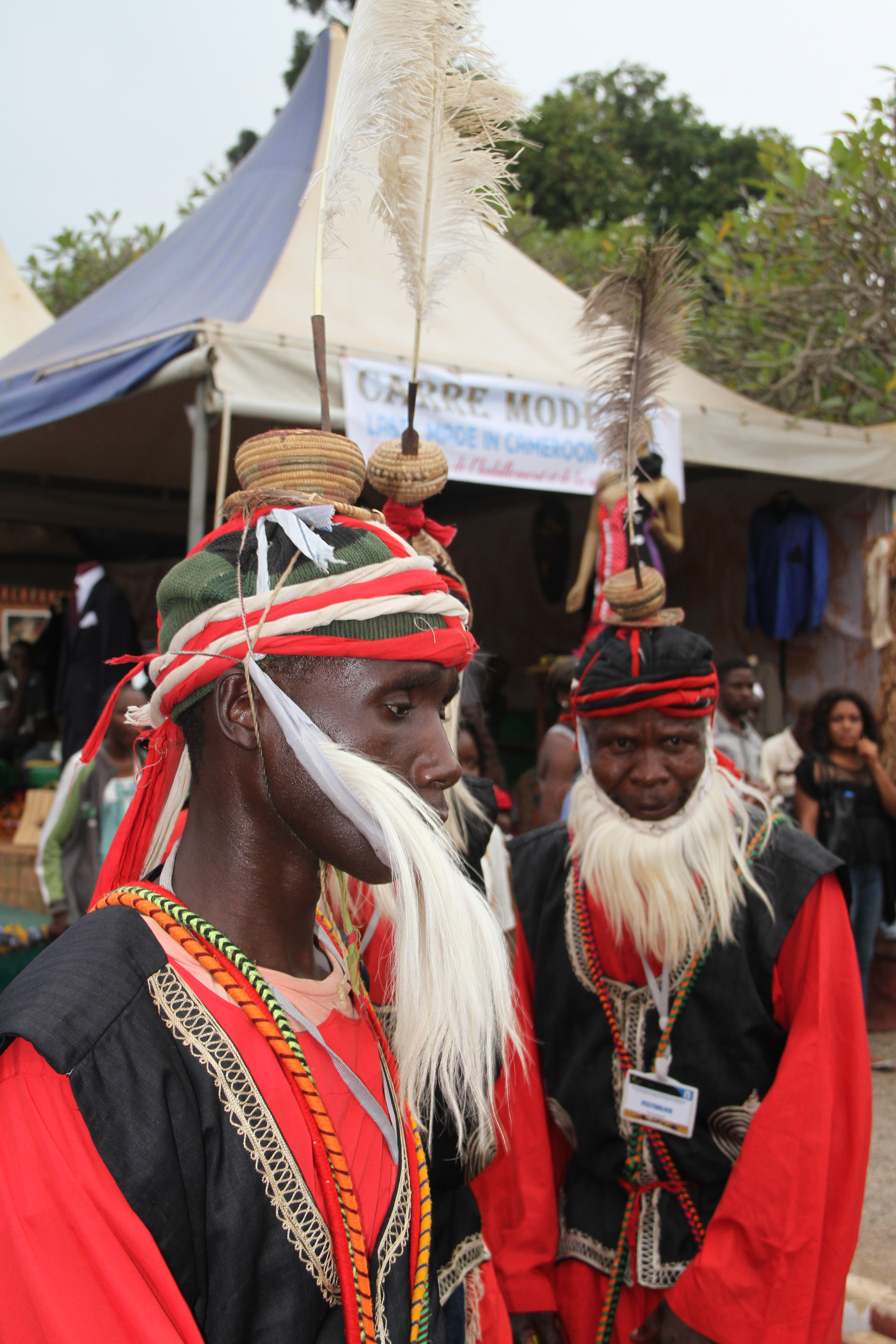
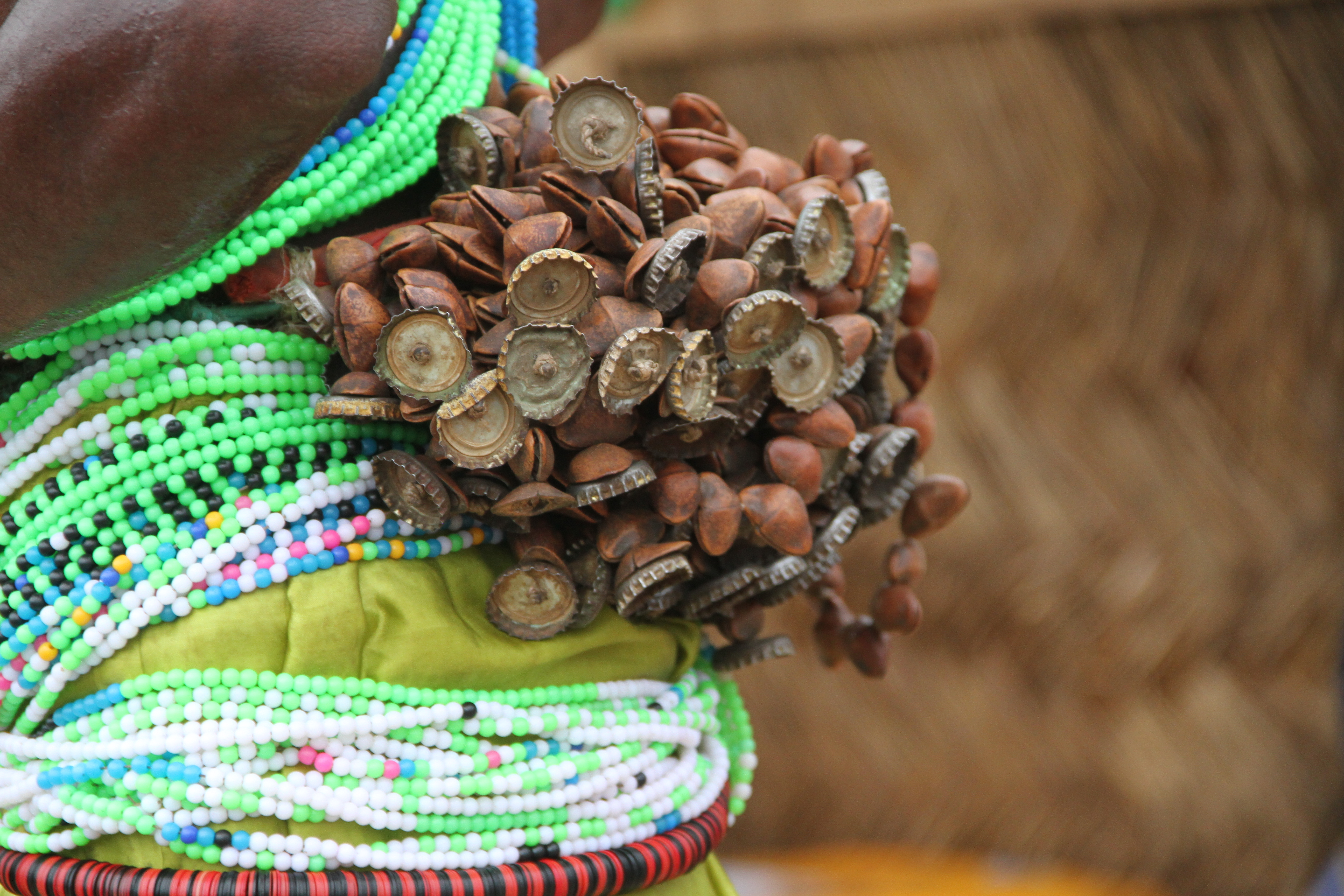
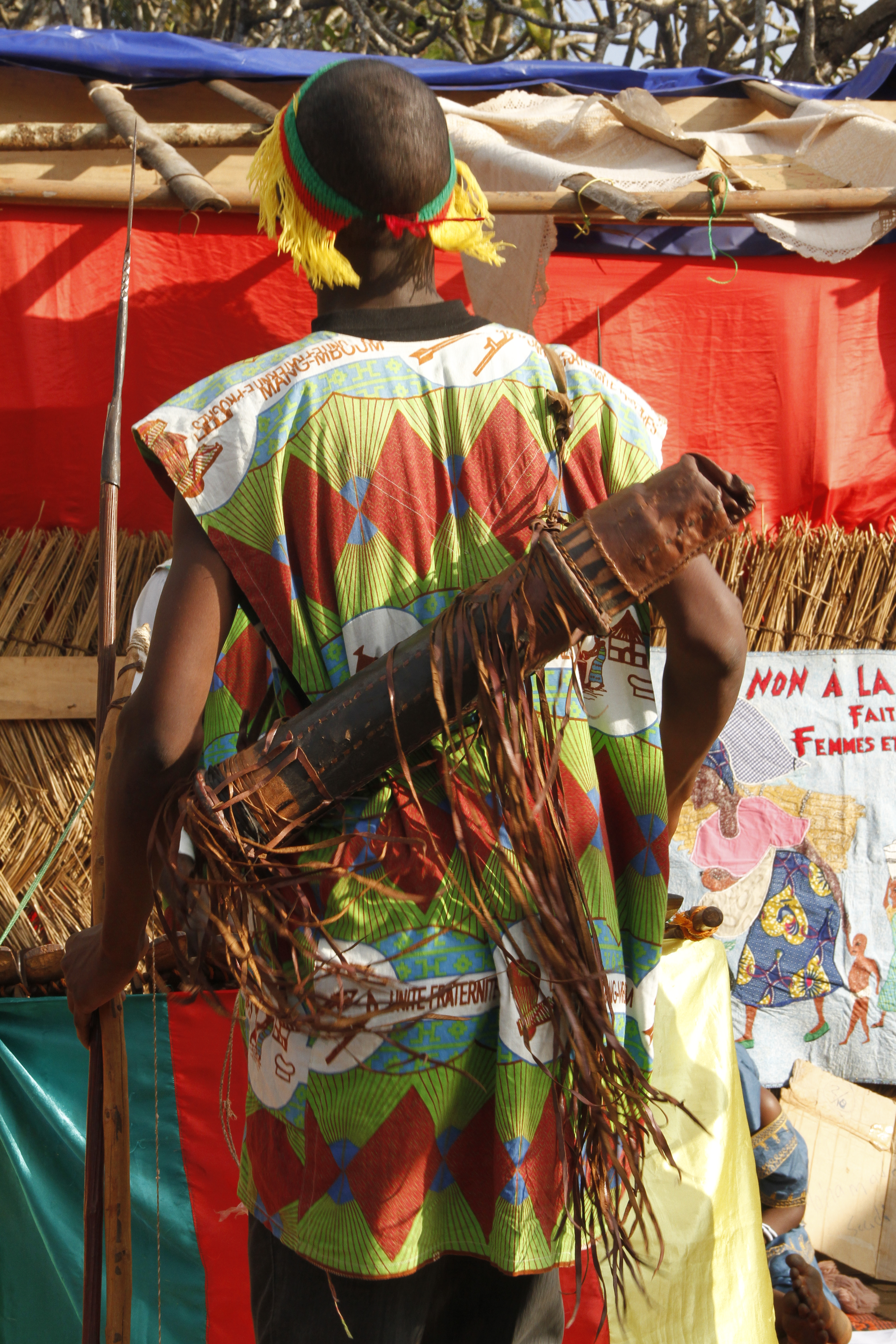
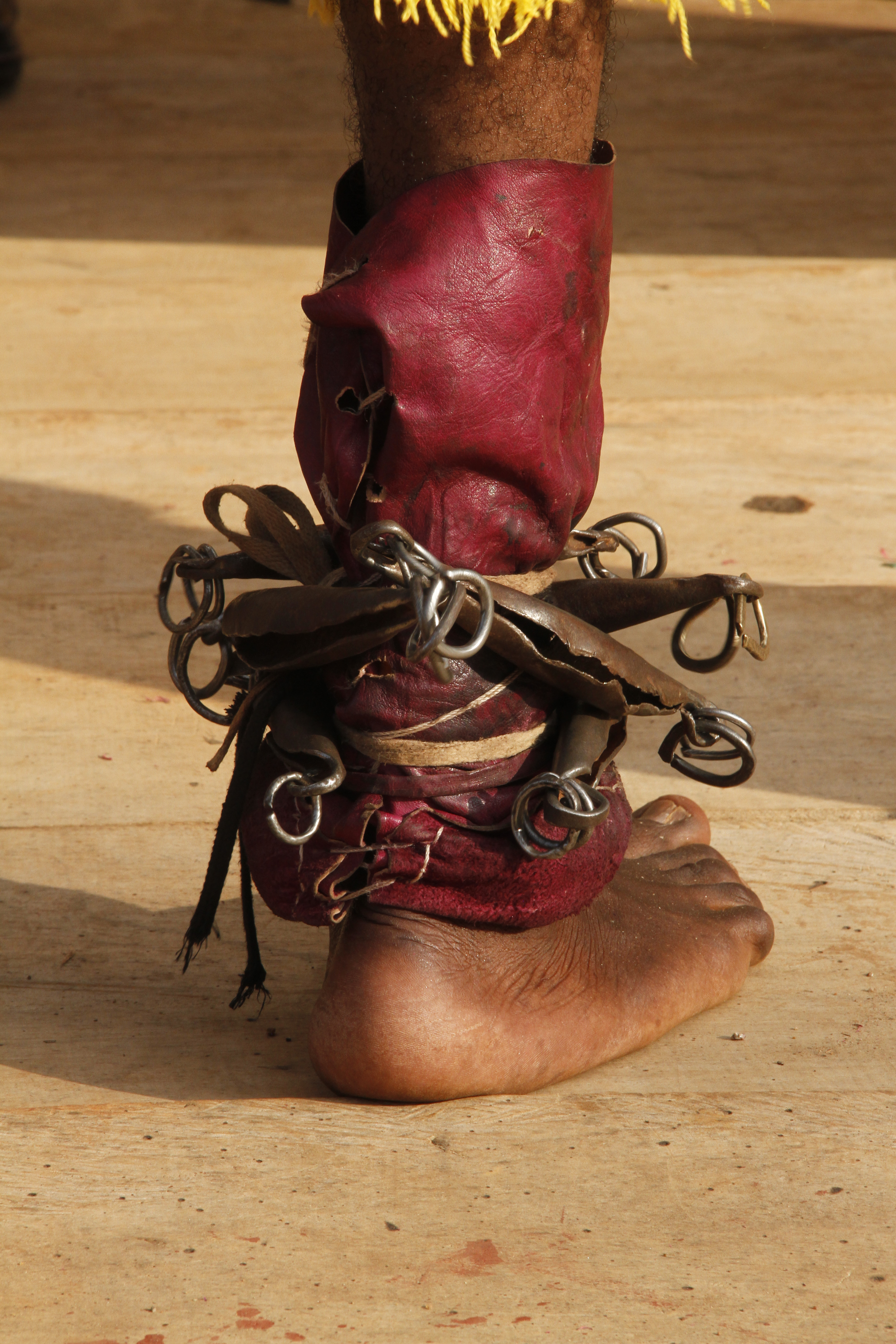
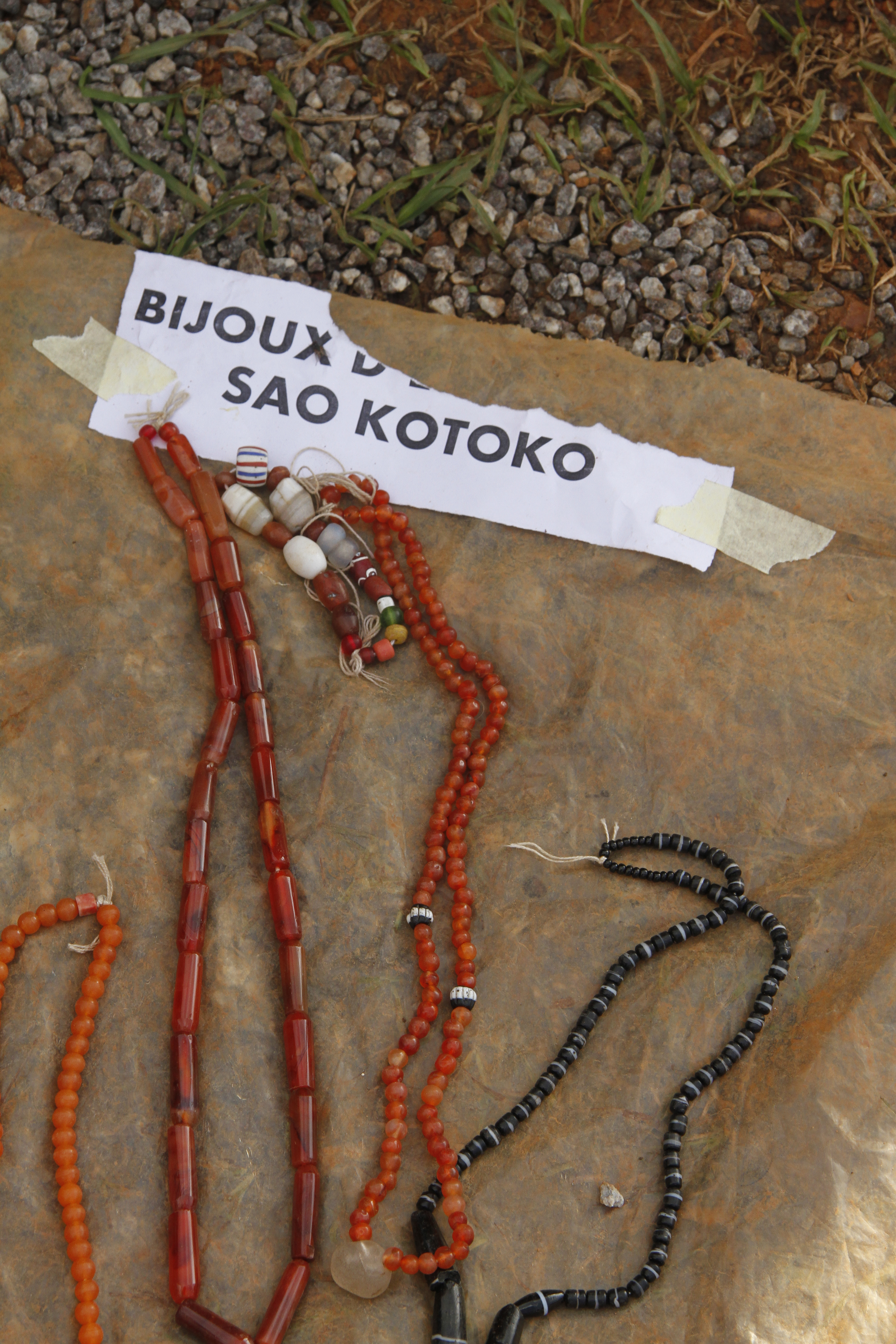
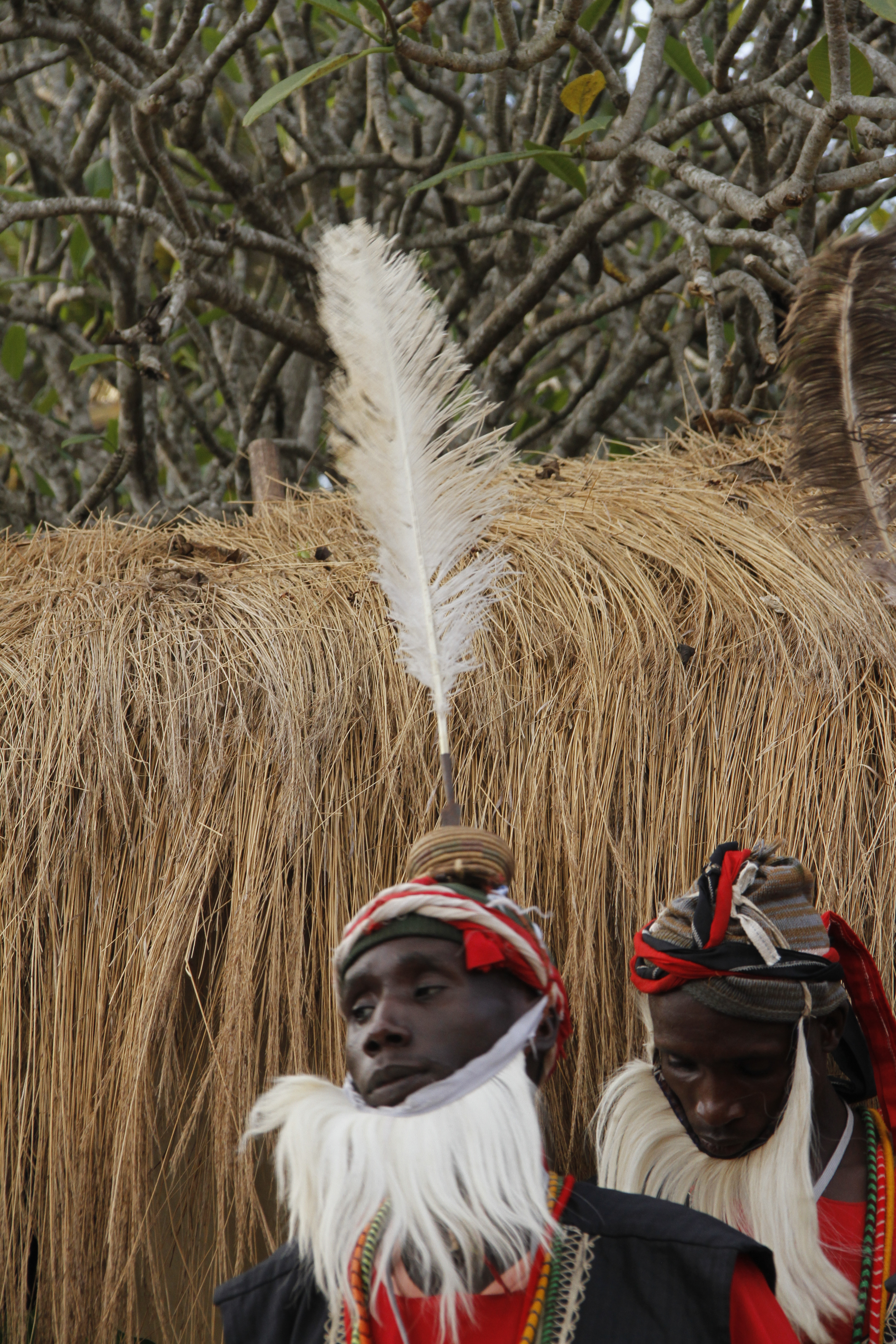

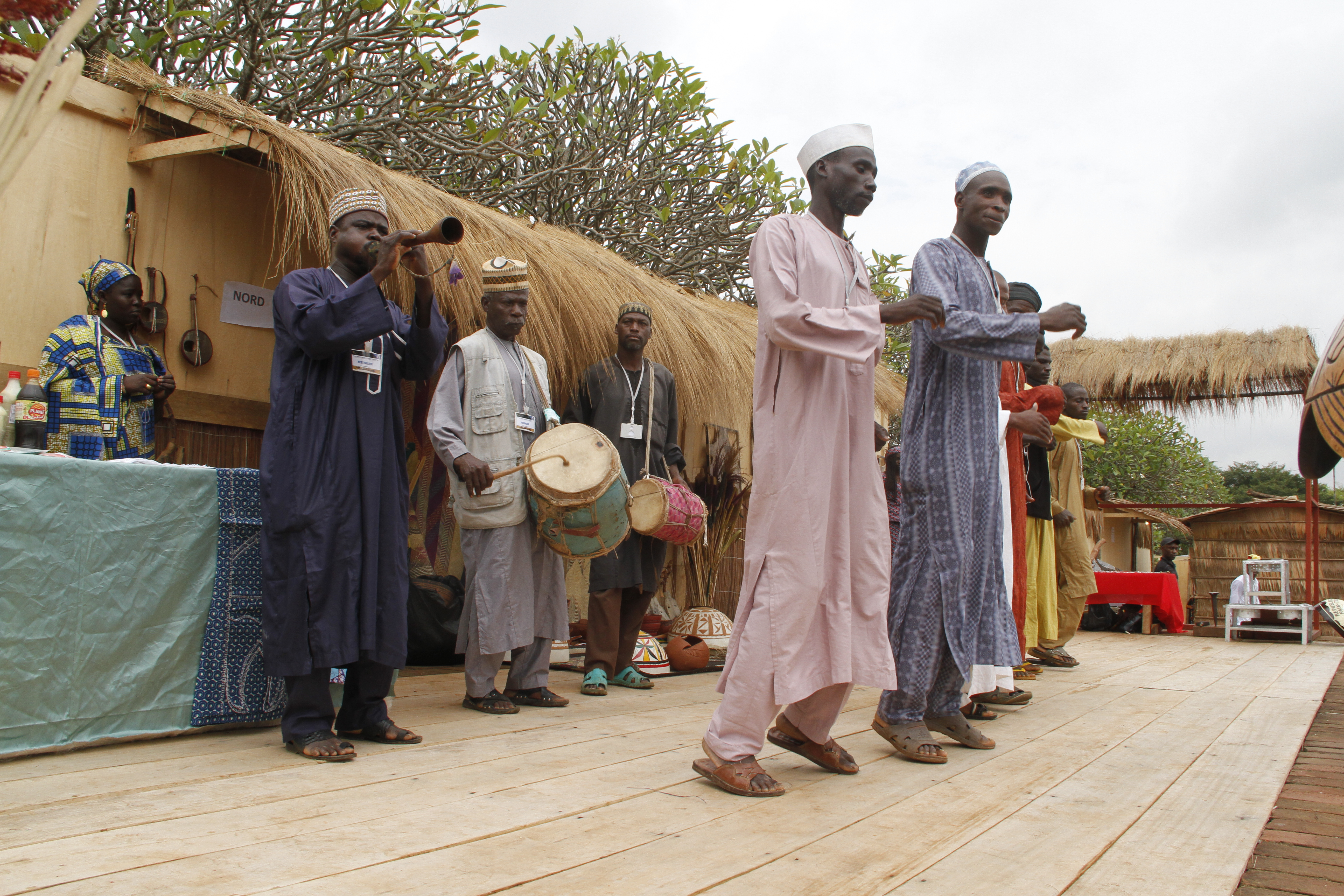
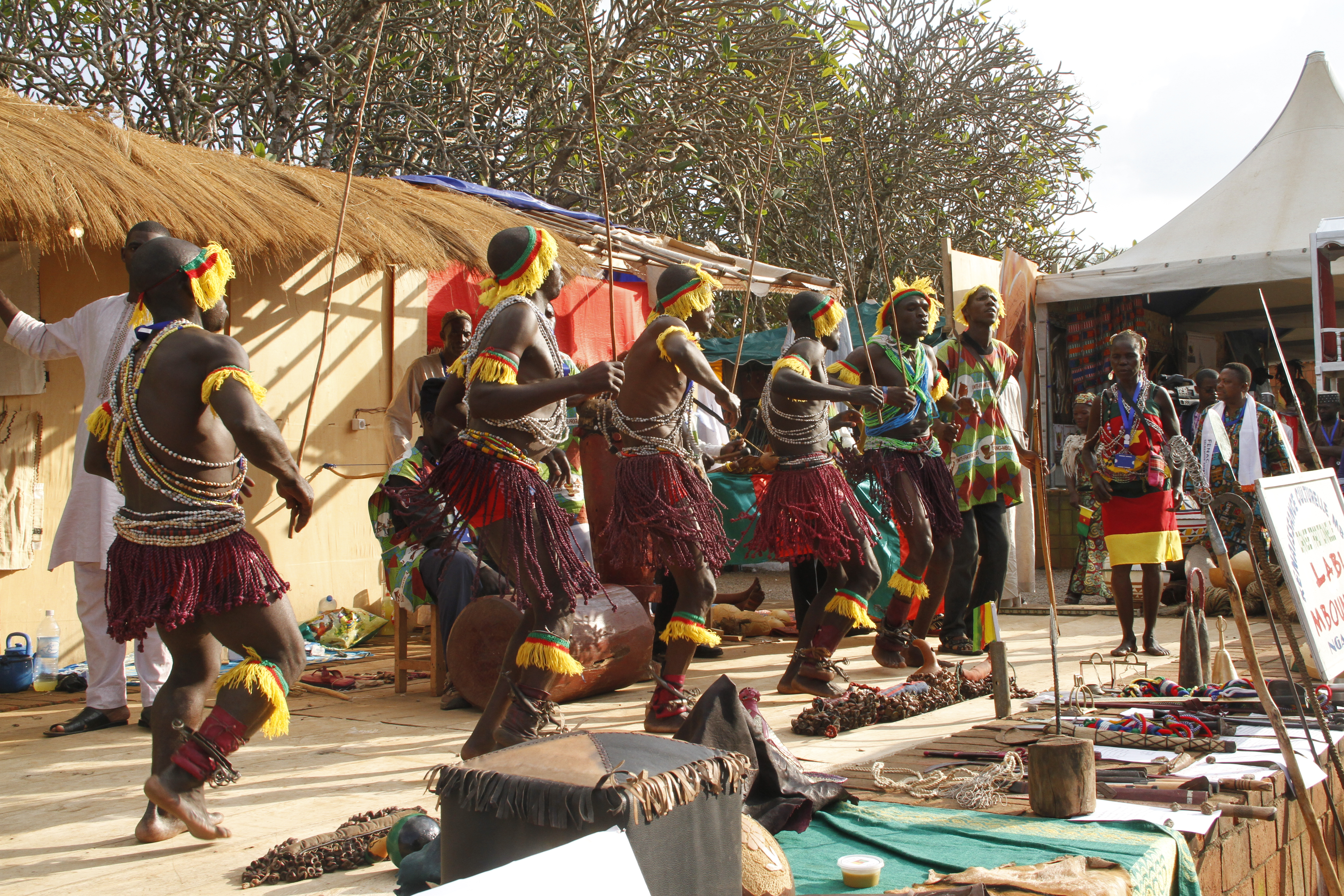
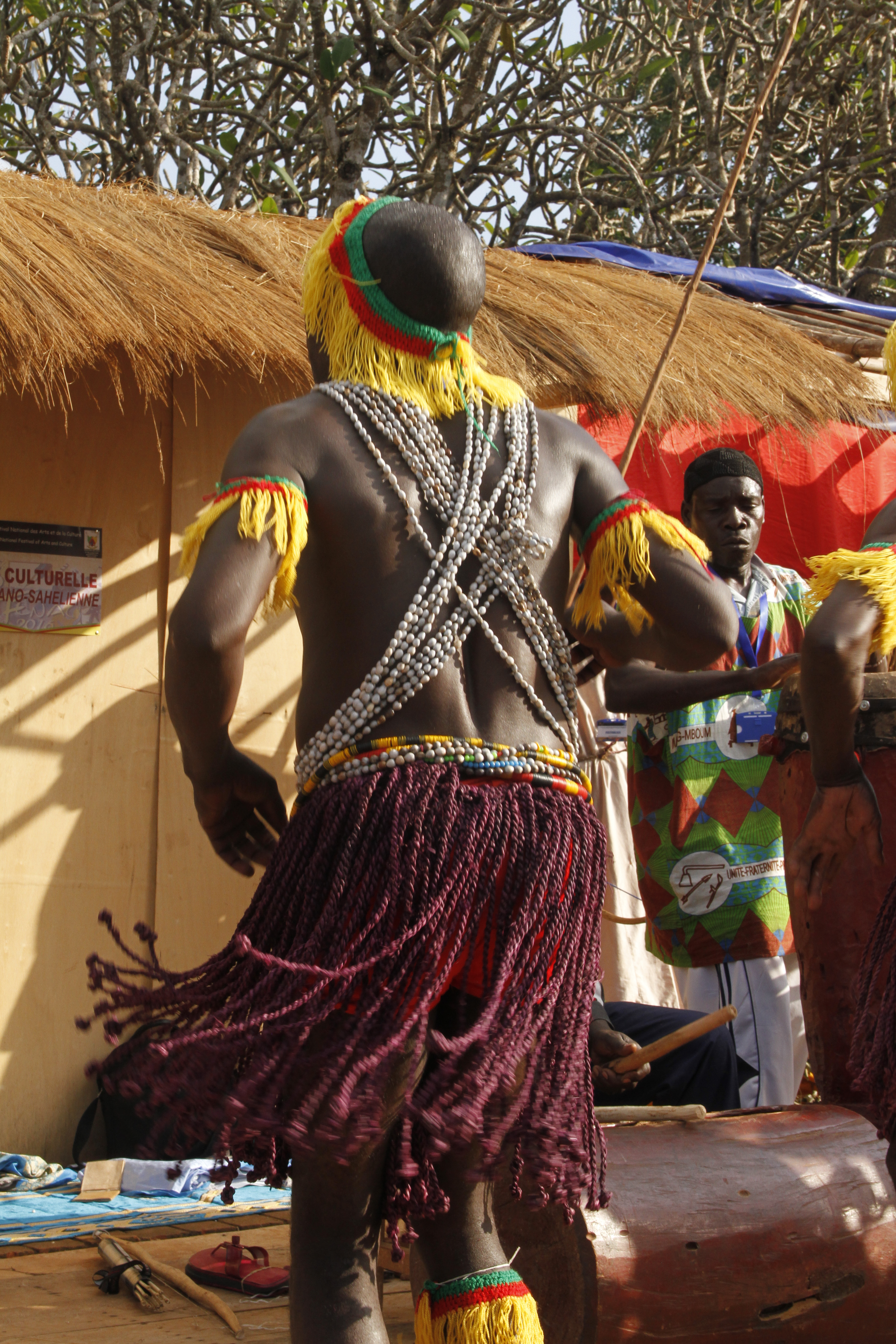
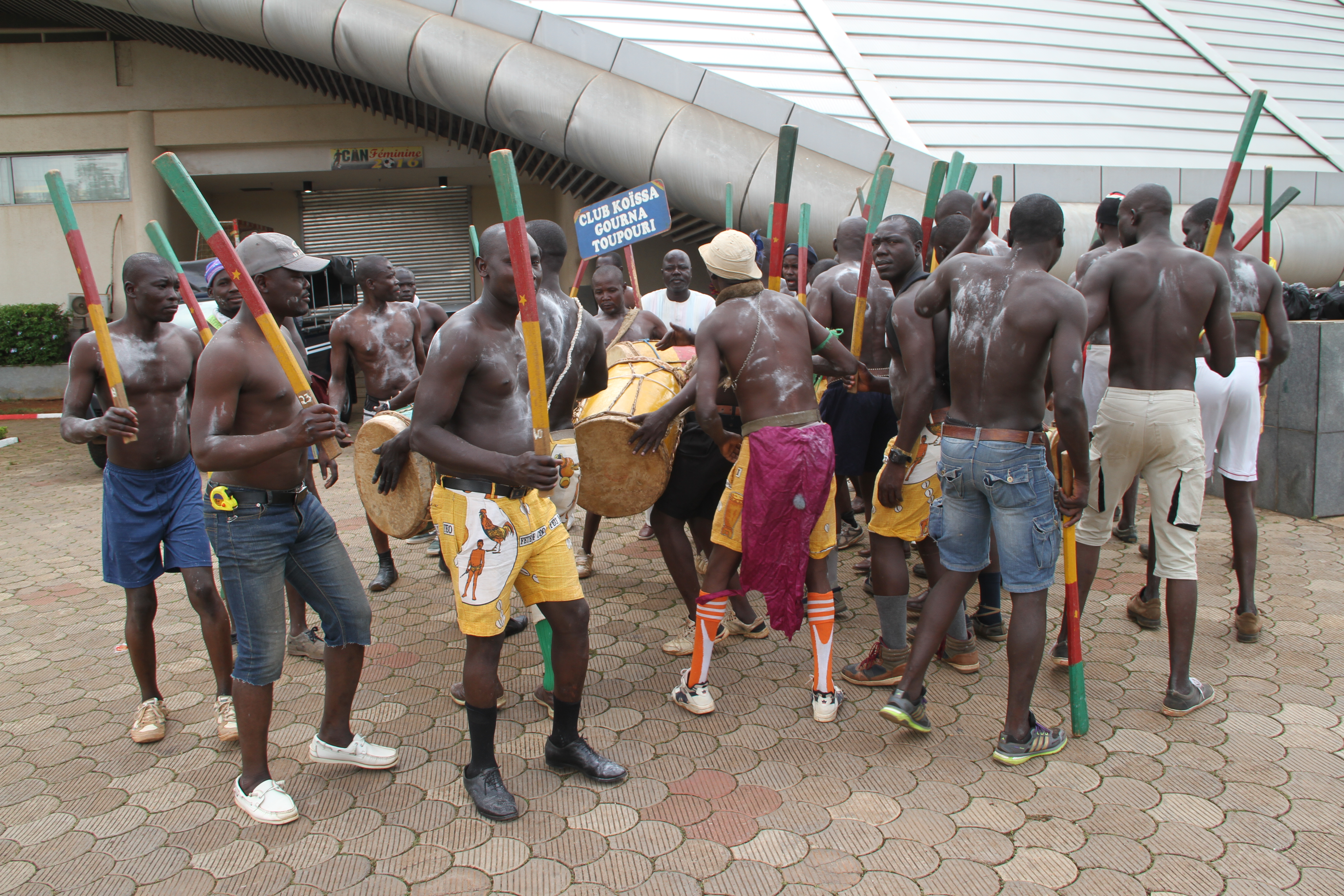
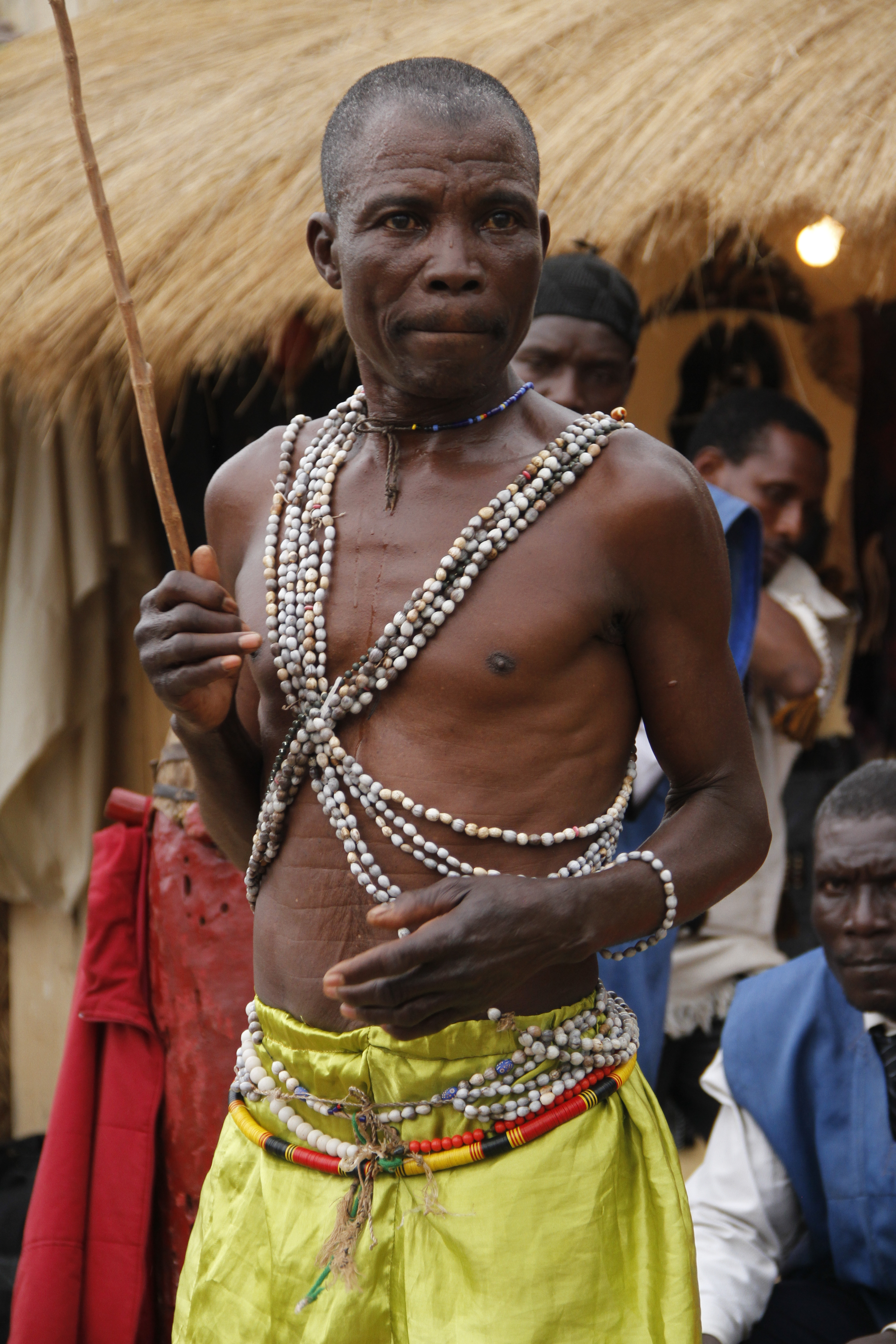
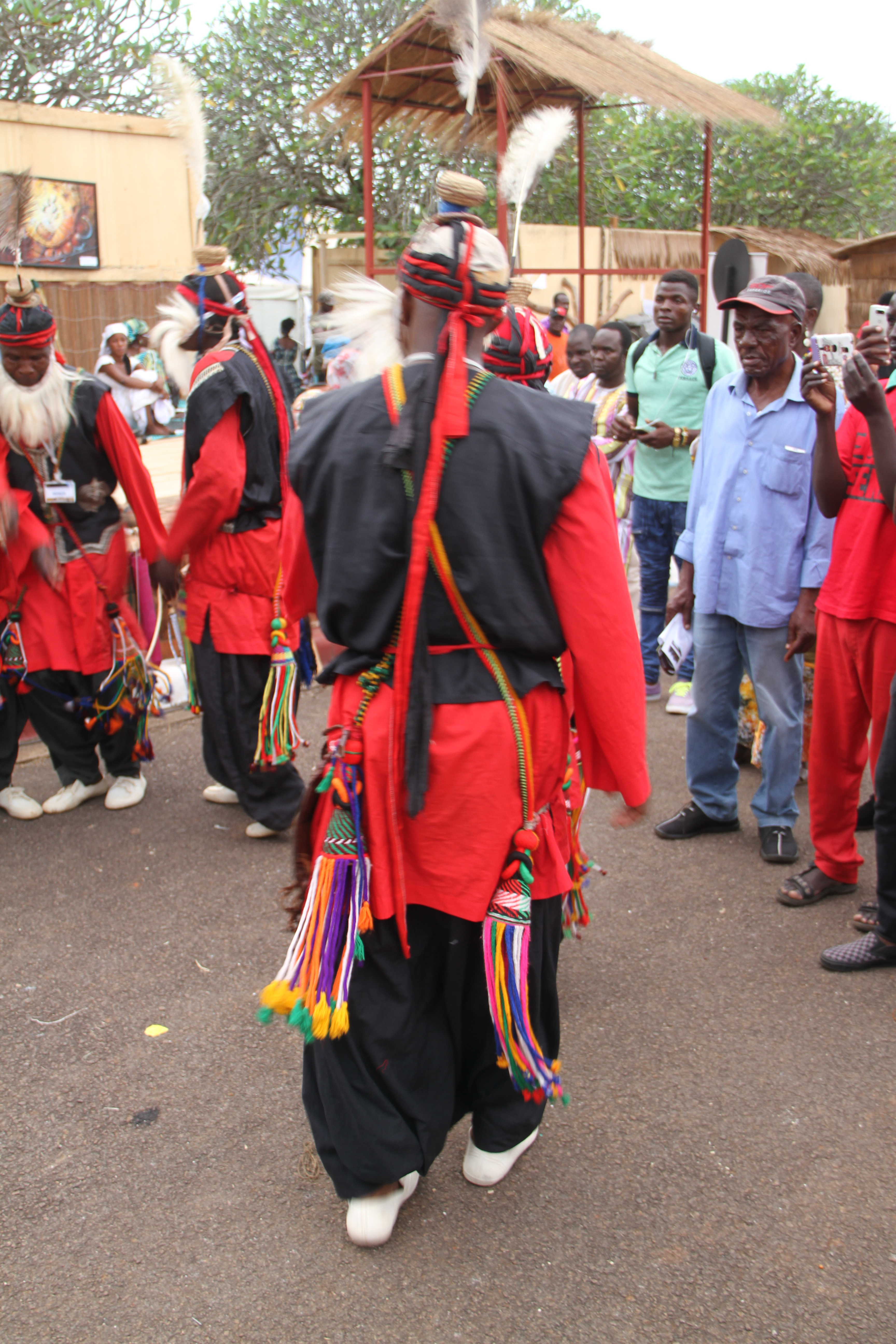
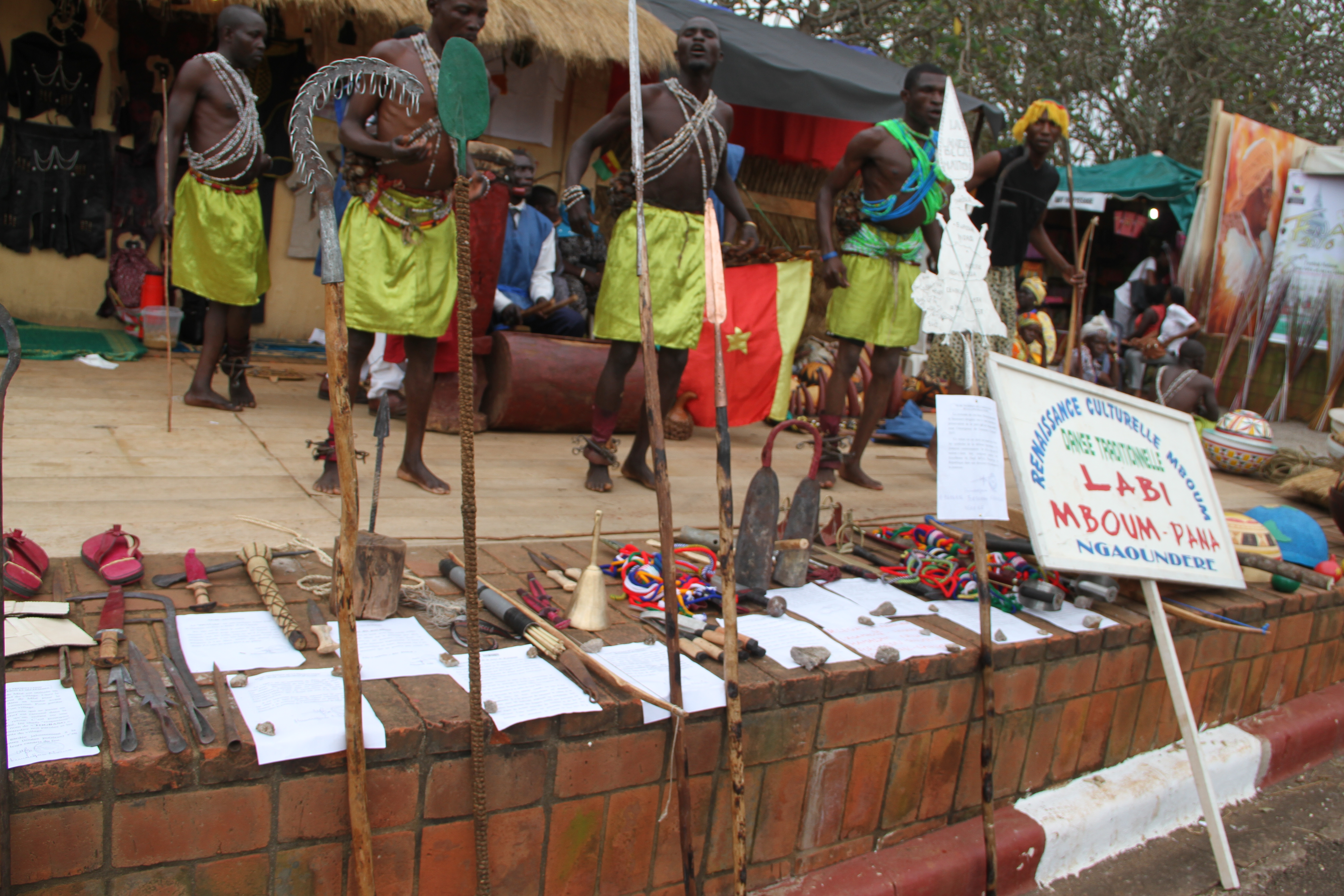
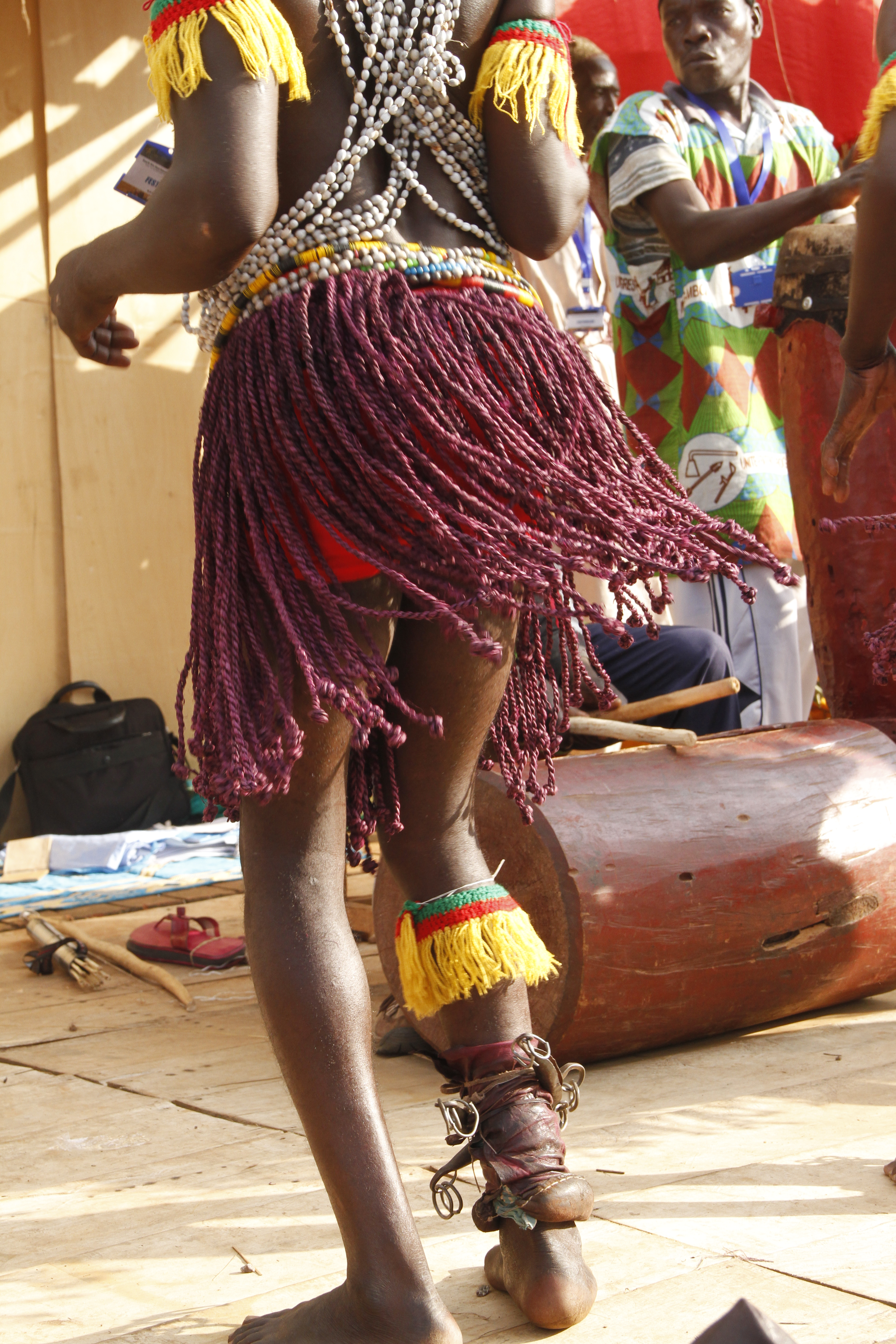
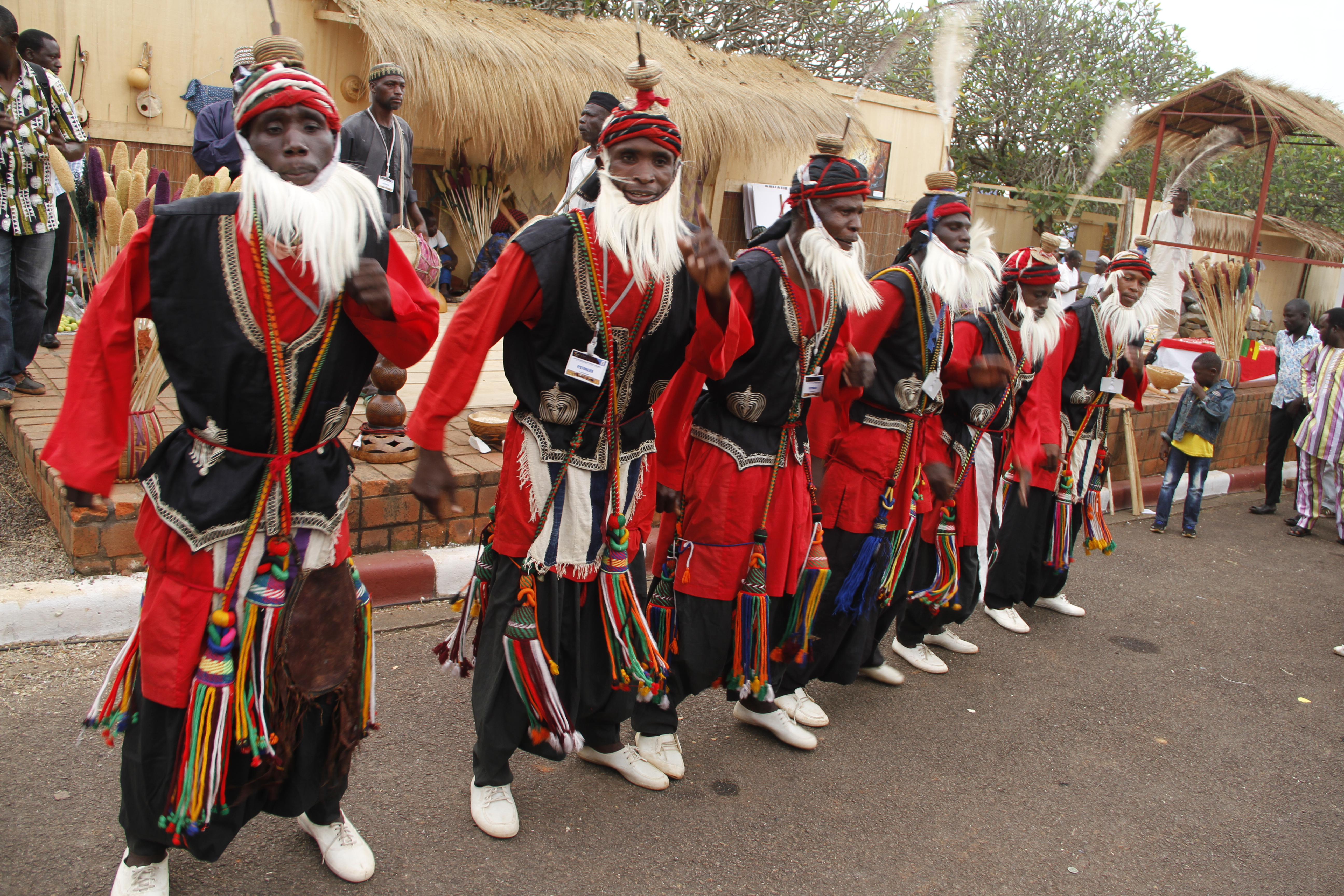
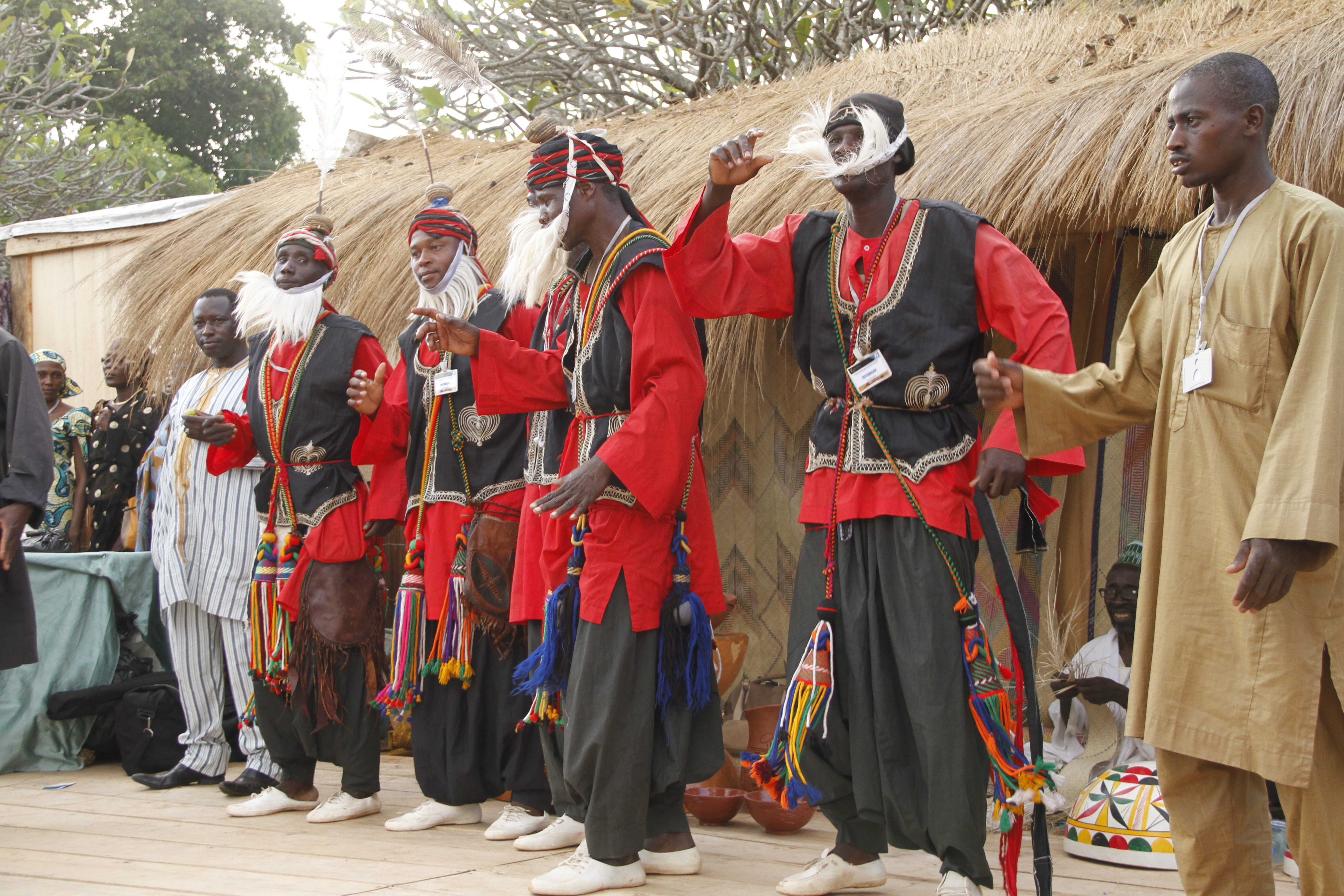
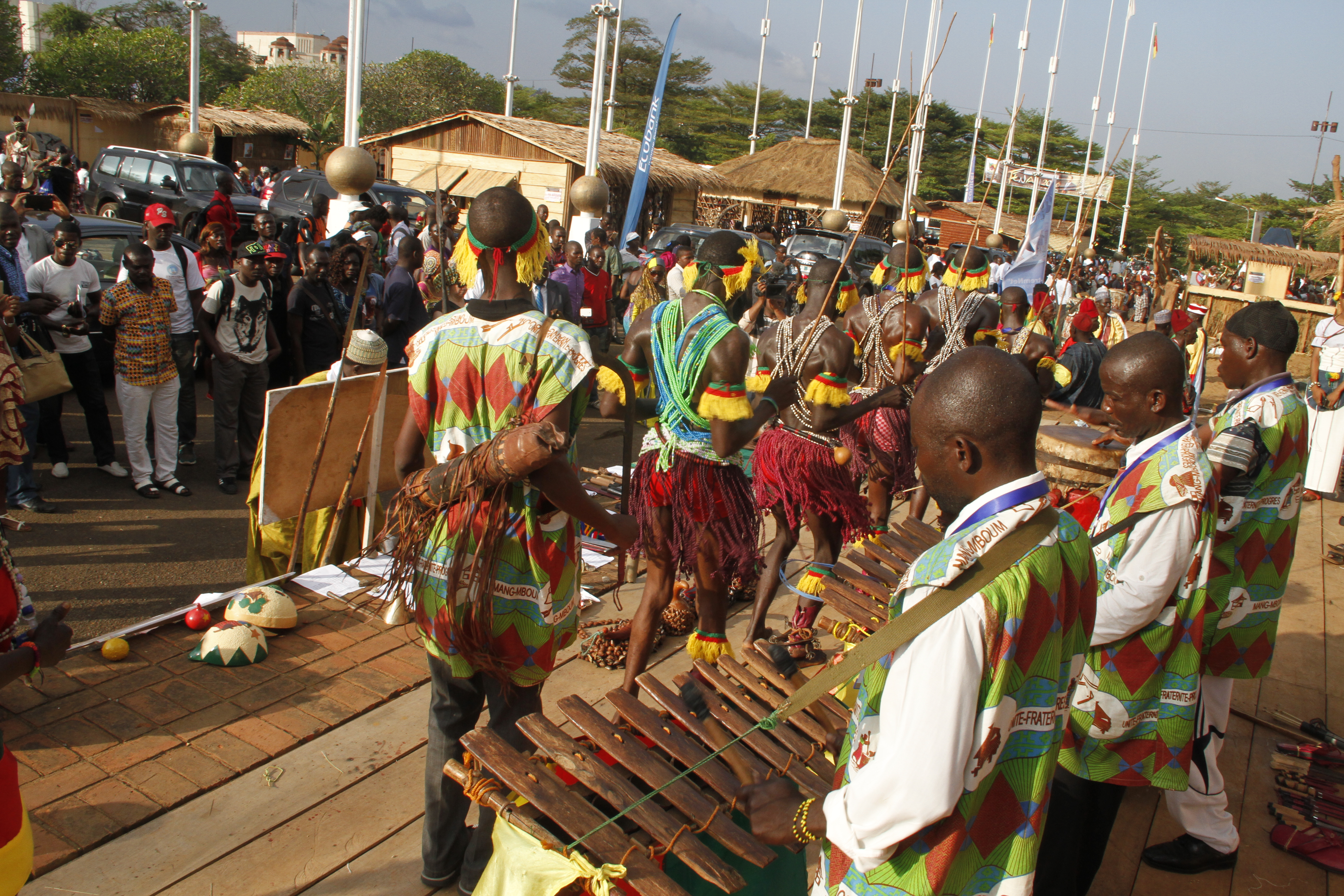
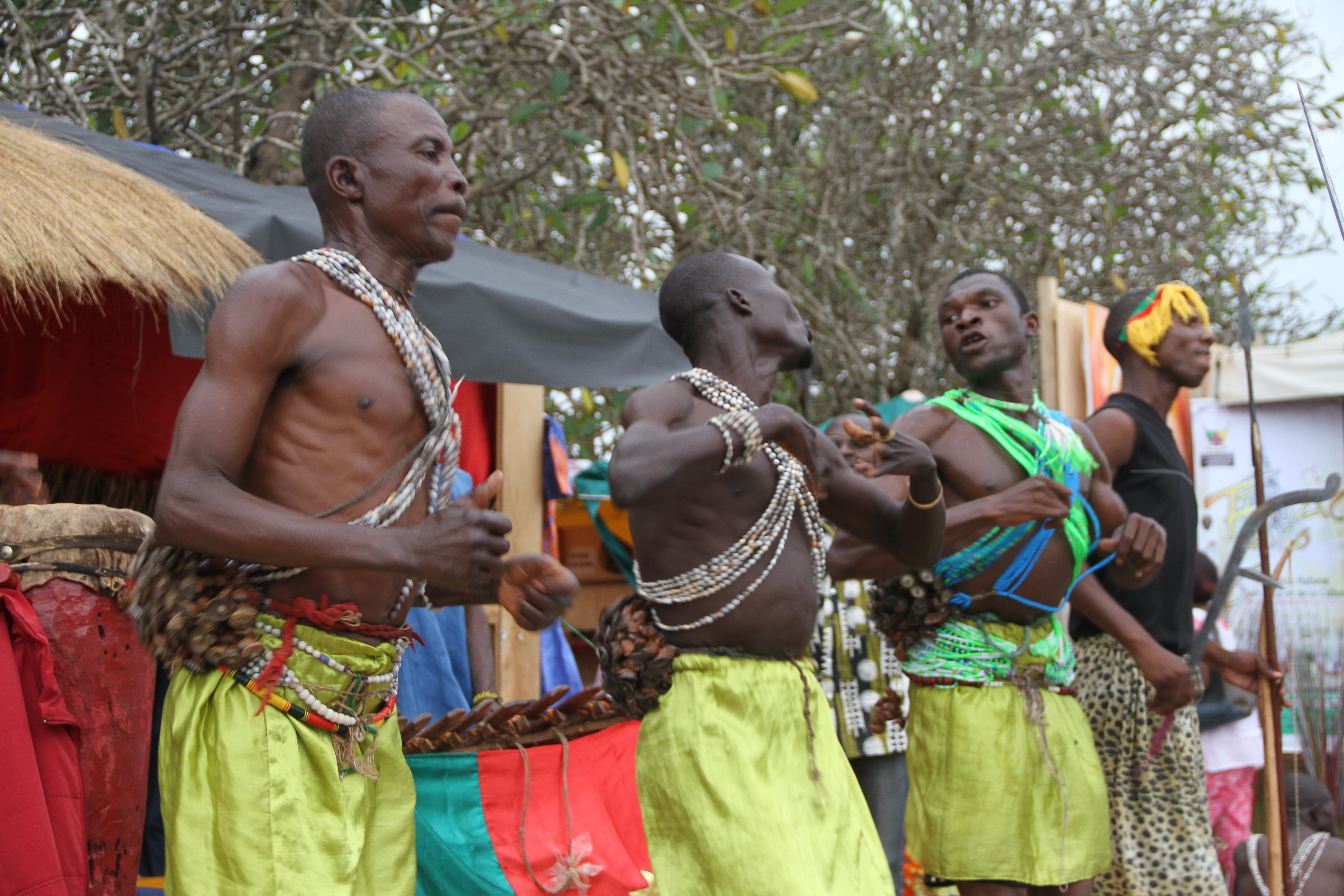
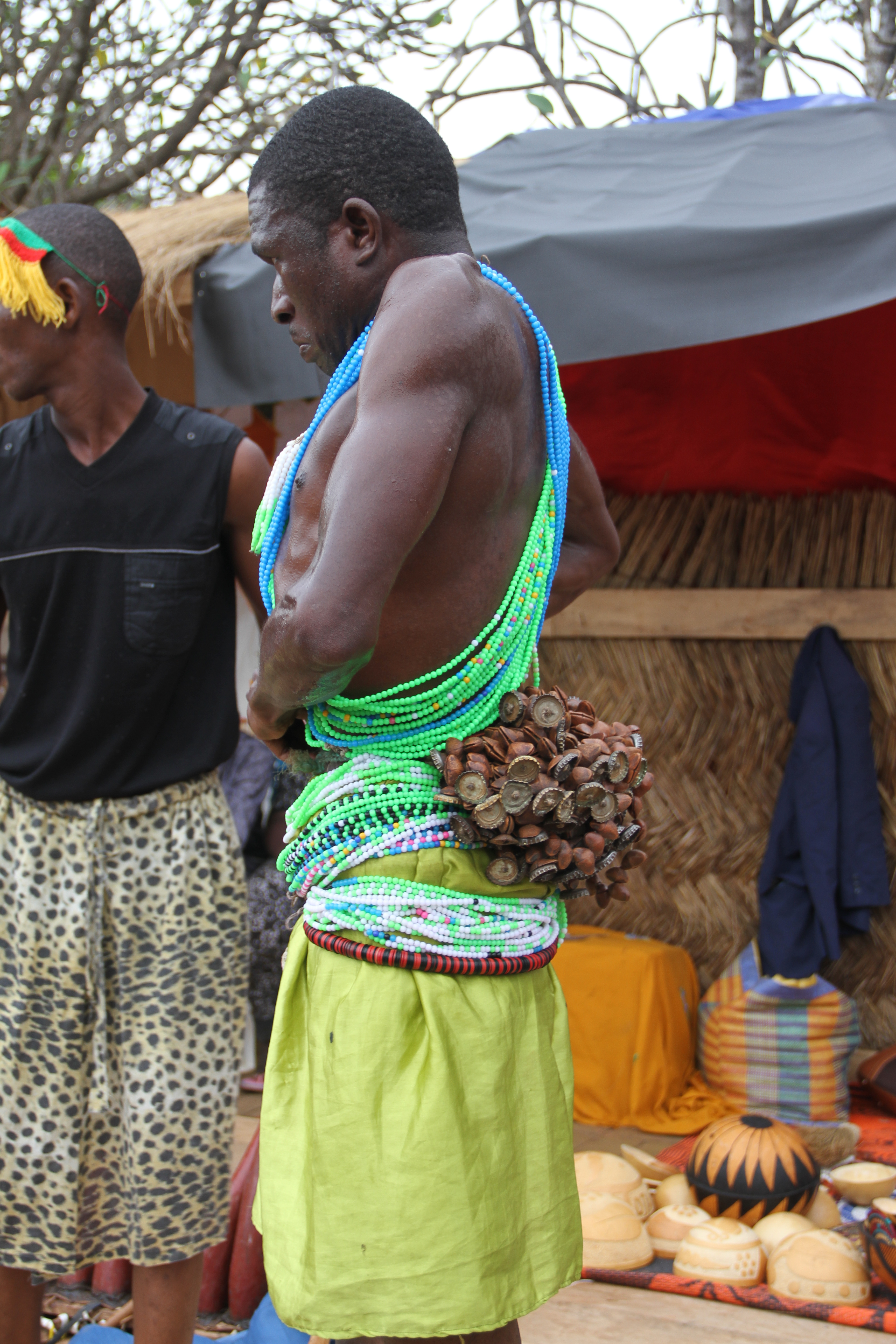
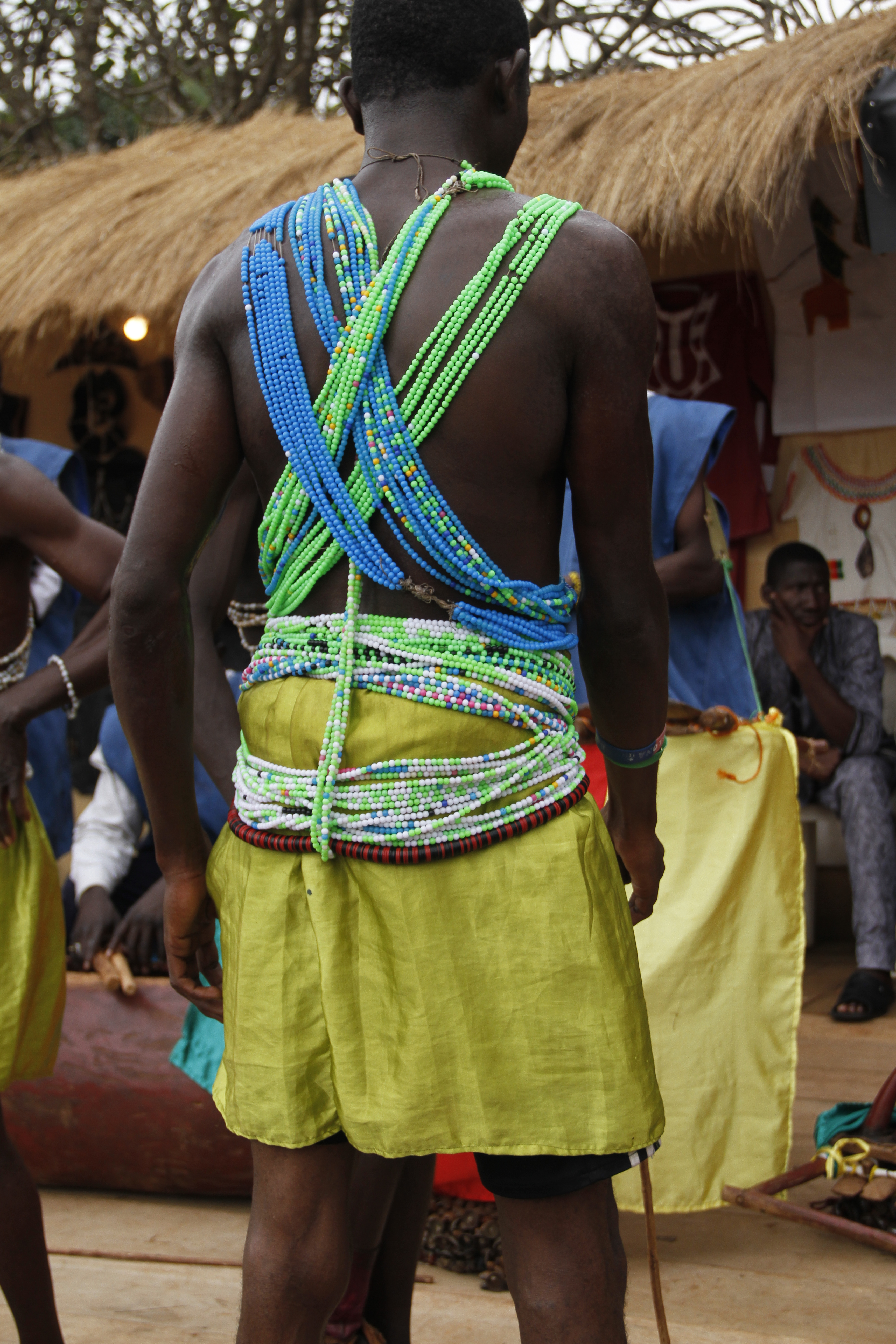
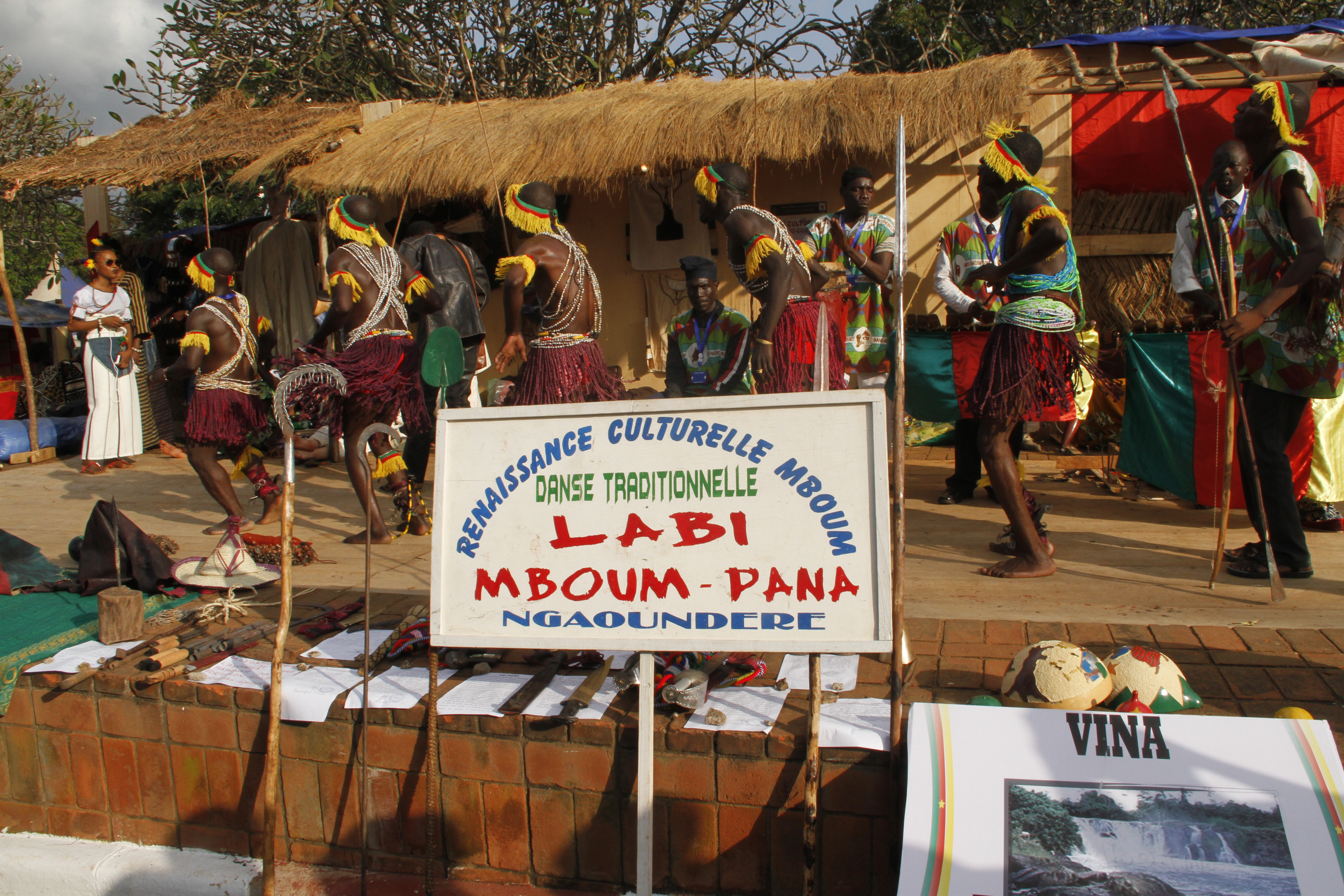
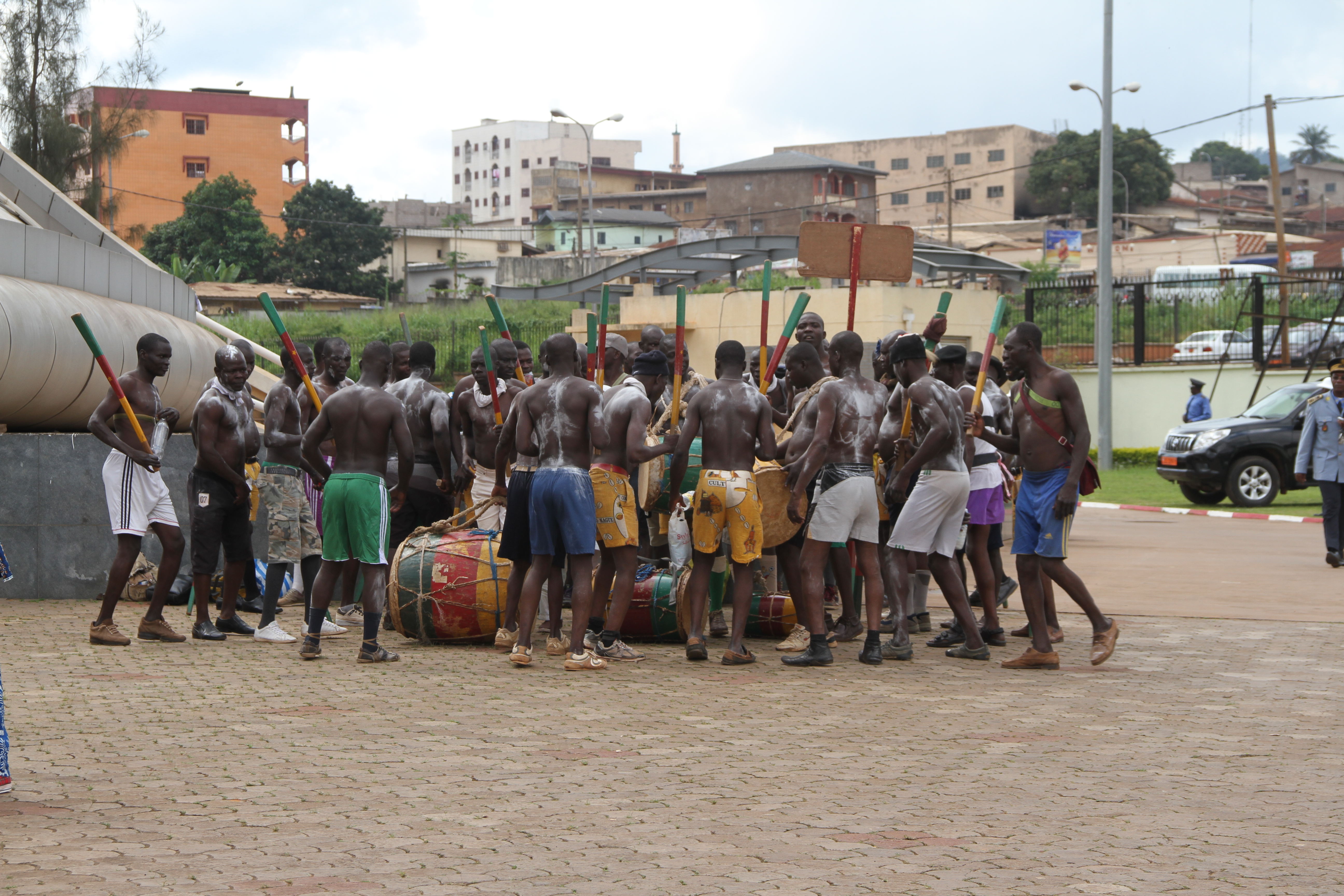
Danse Tupuri
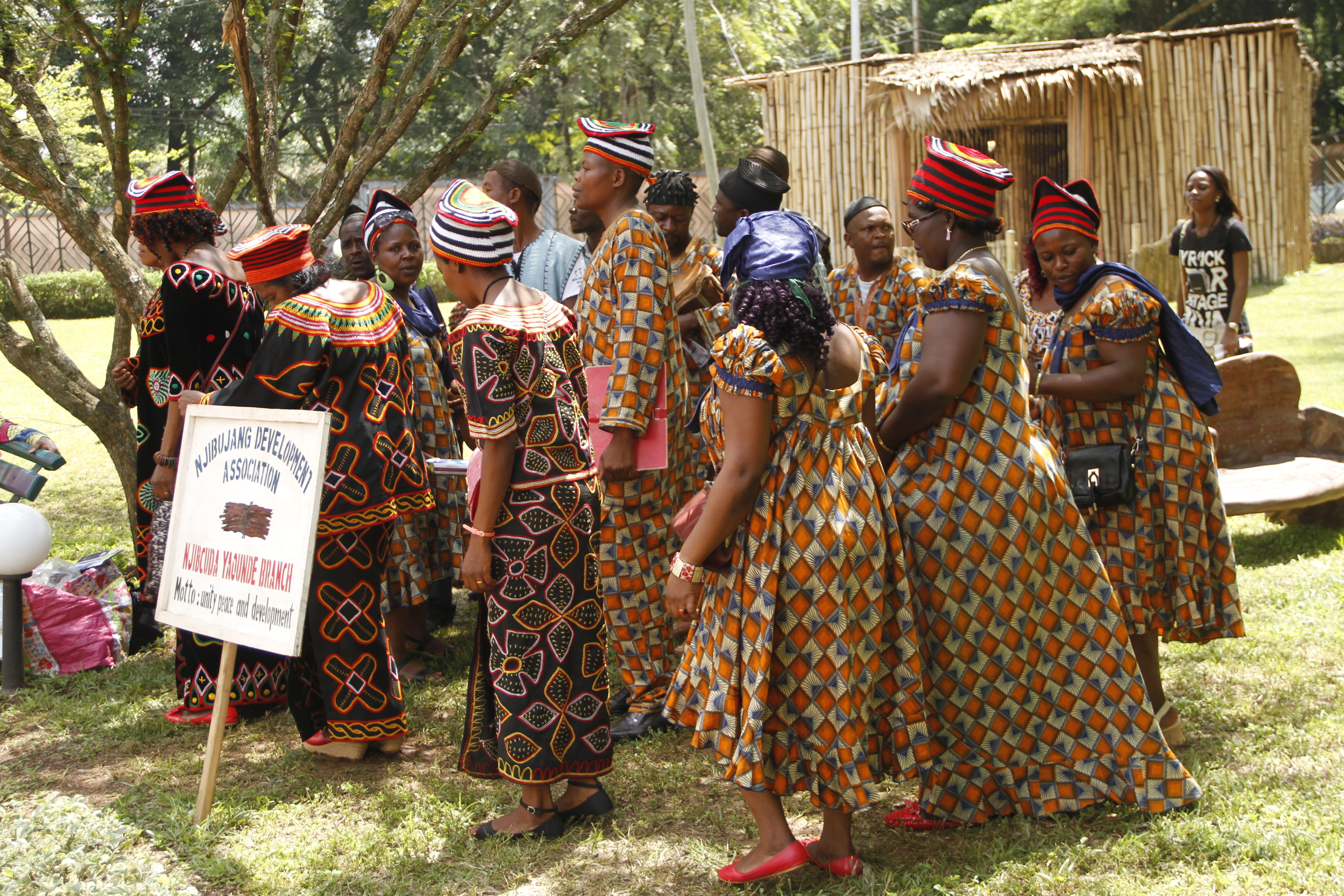
Dance Group
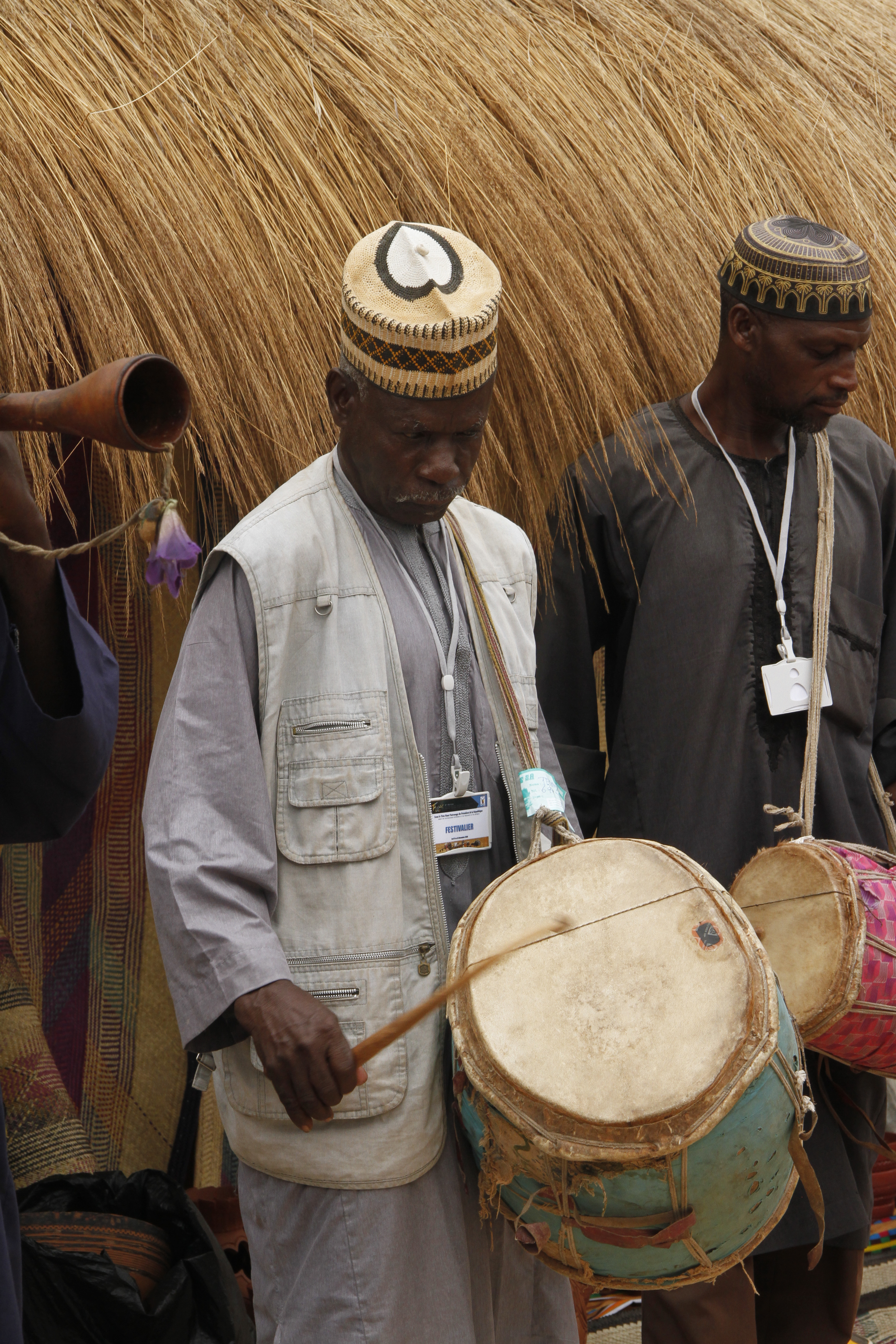
Tam-tam player

#### Nord-Ouest

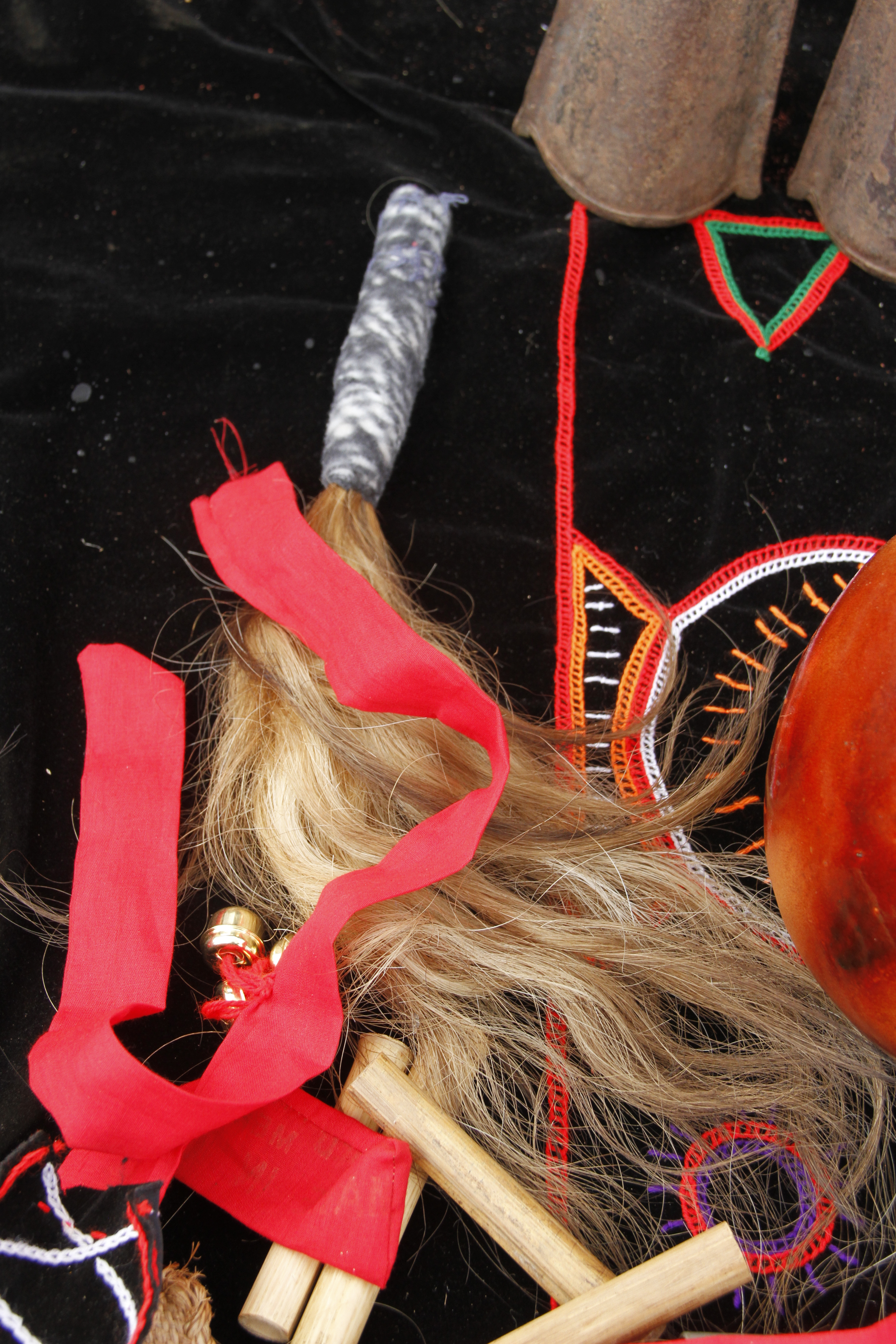
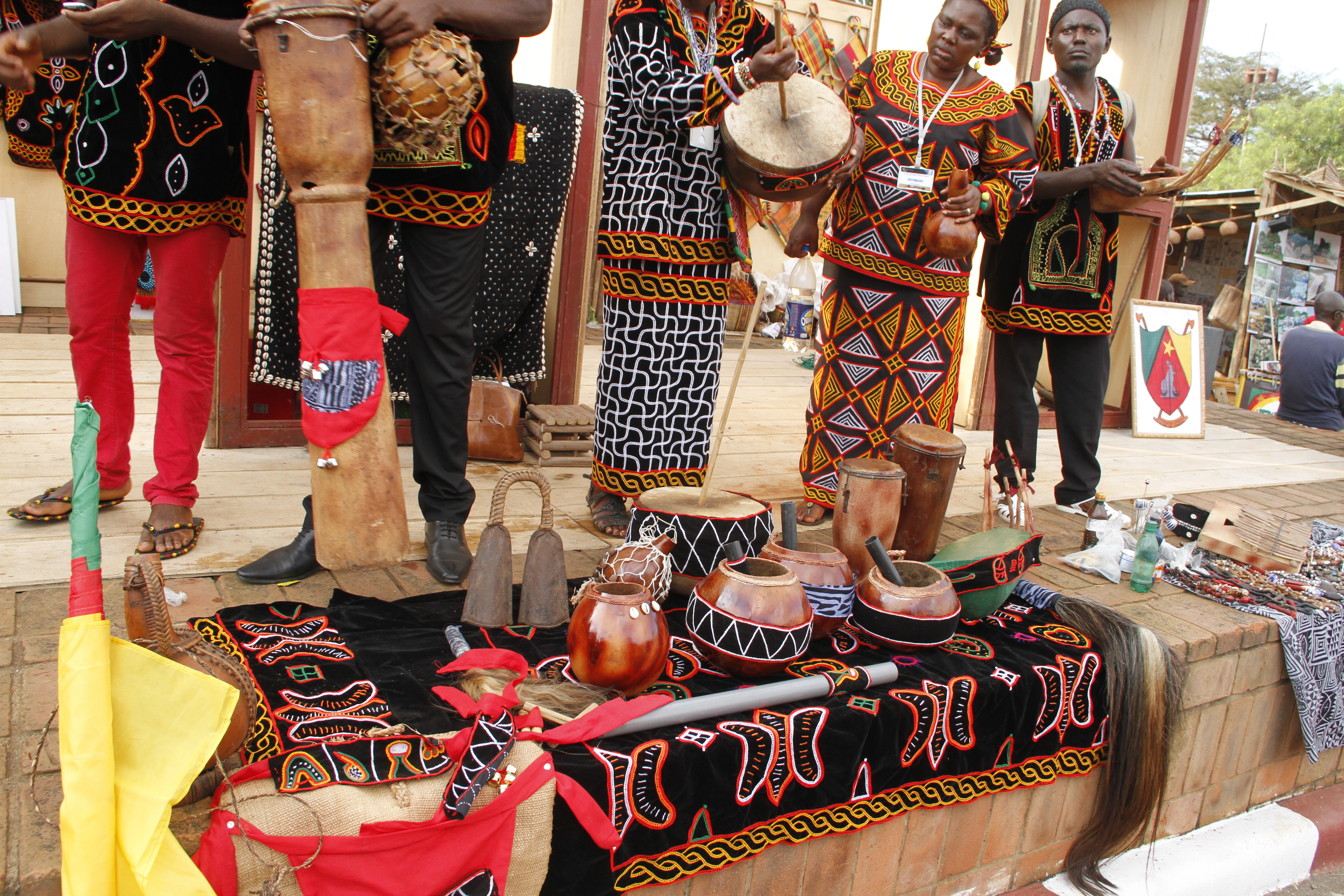
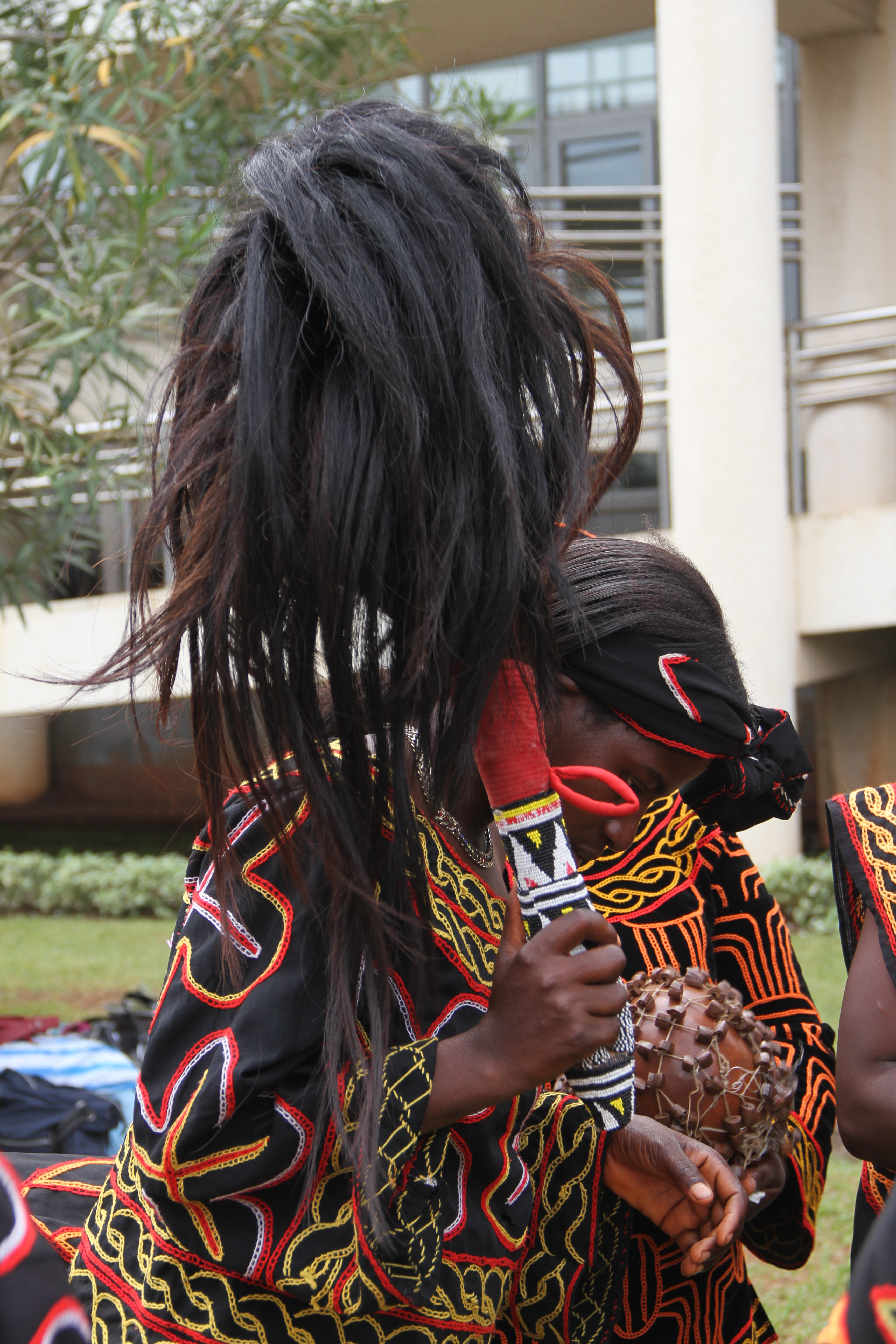
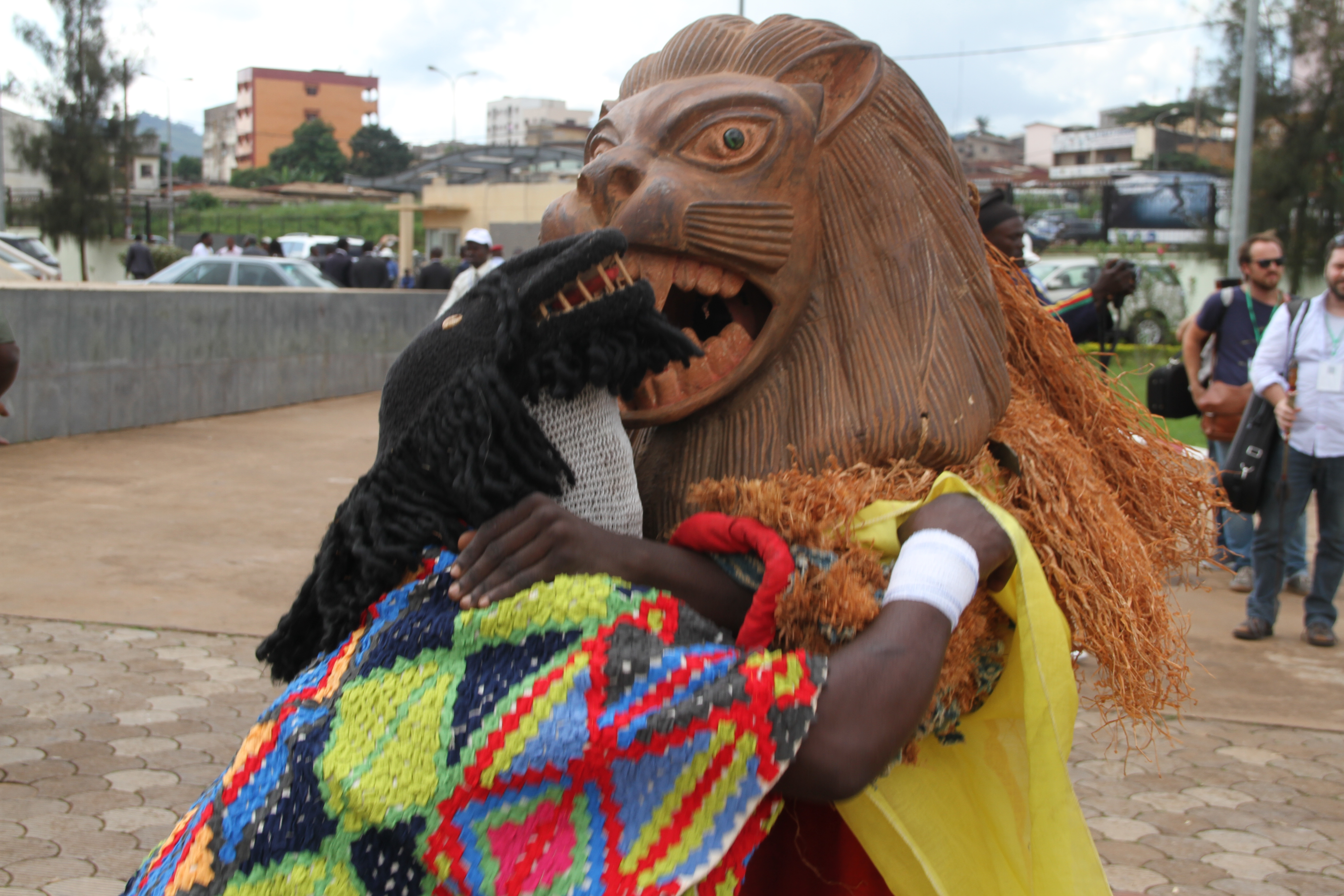
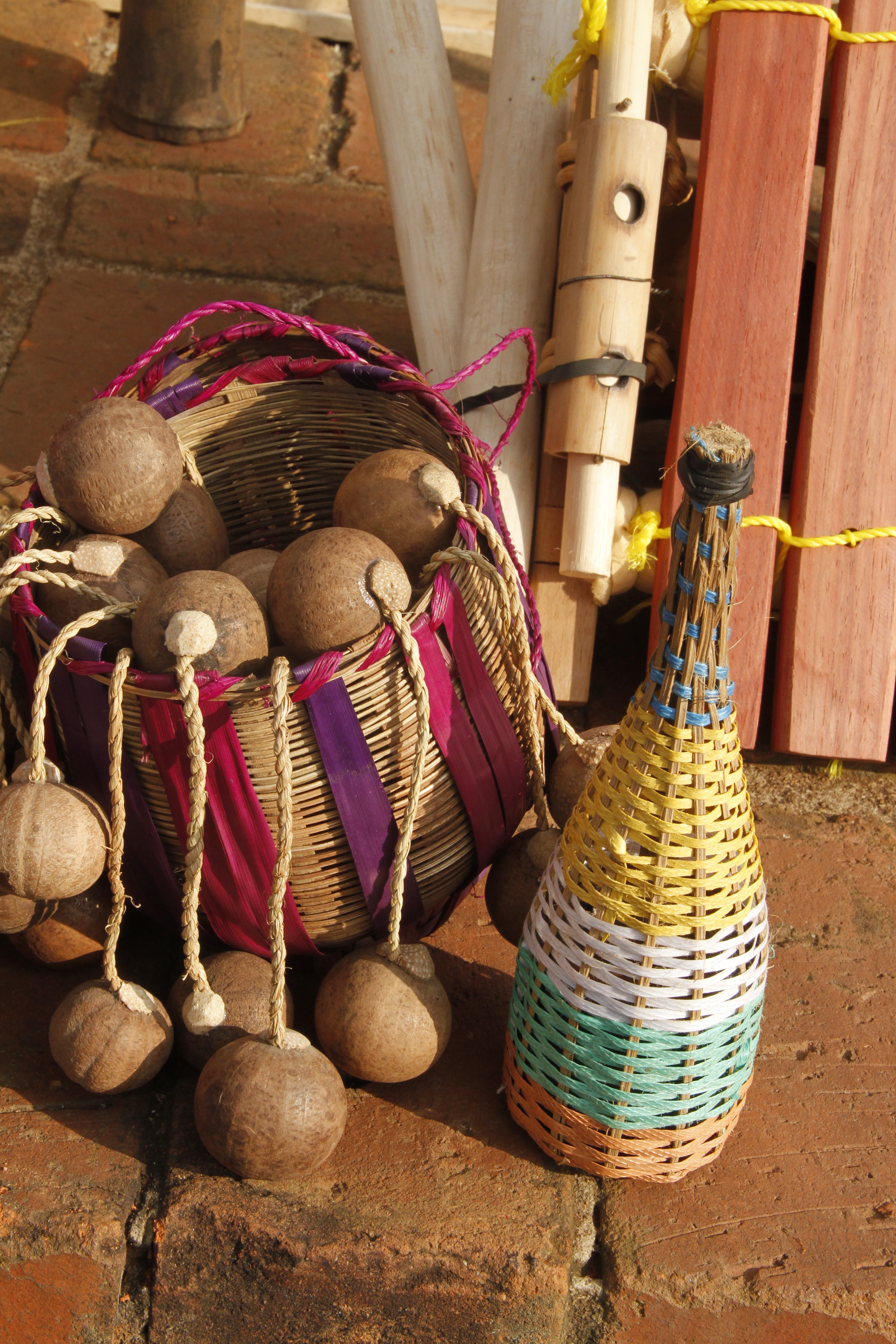

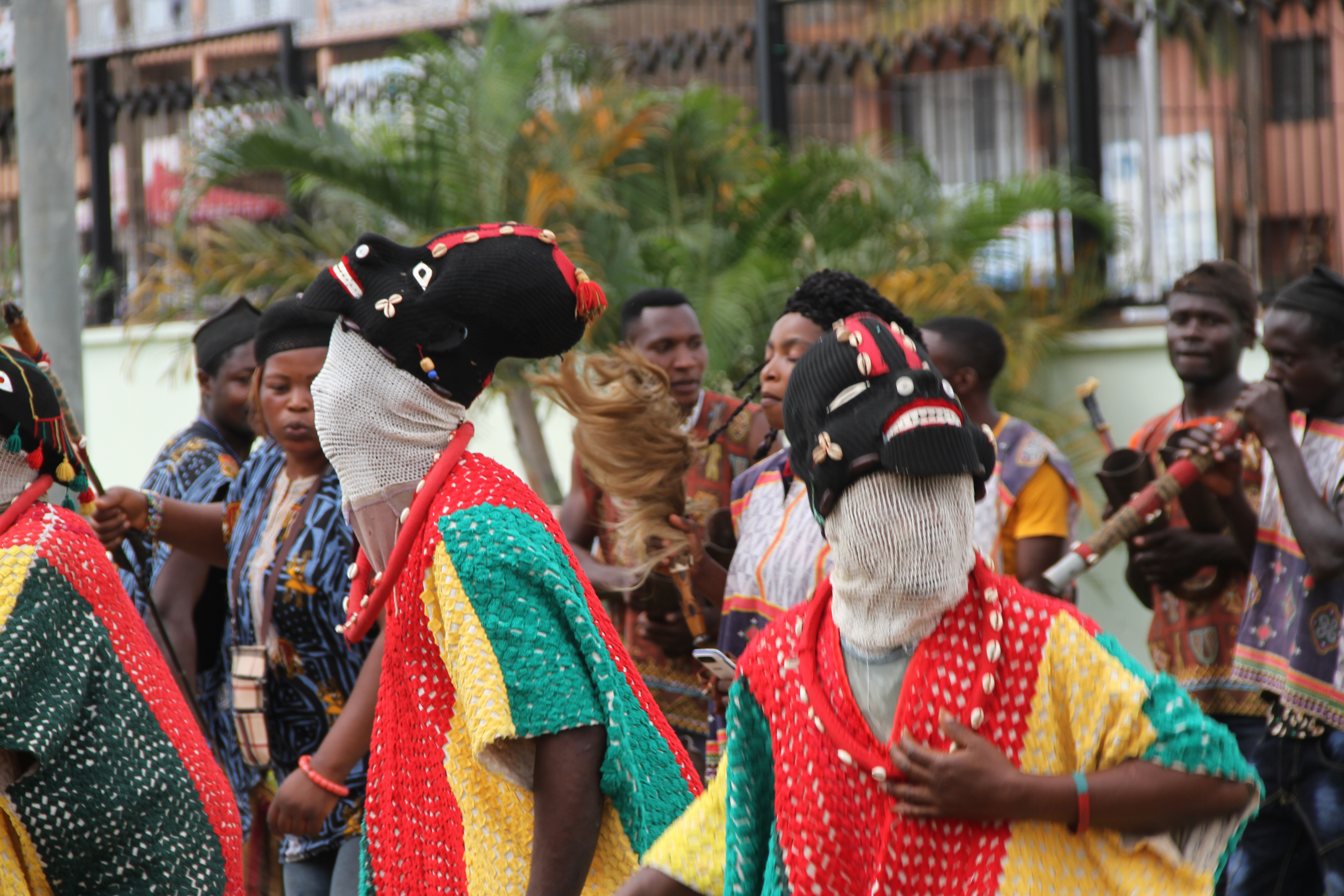
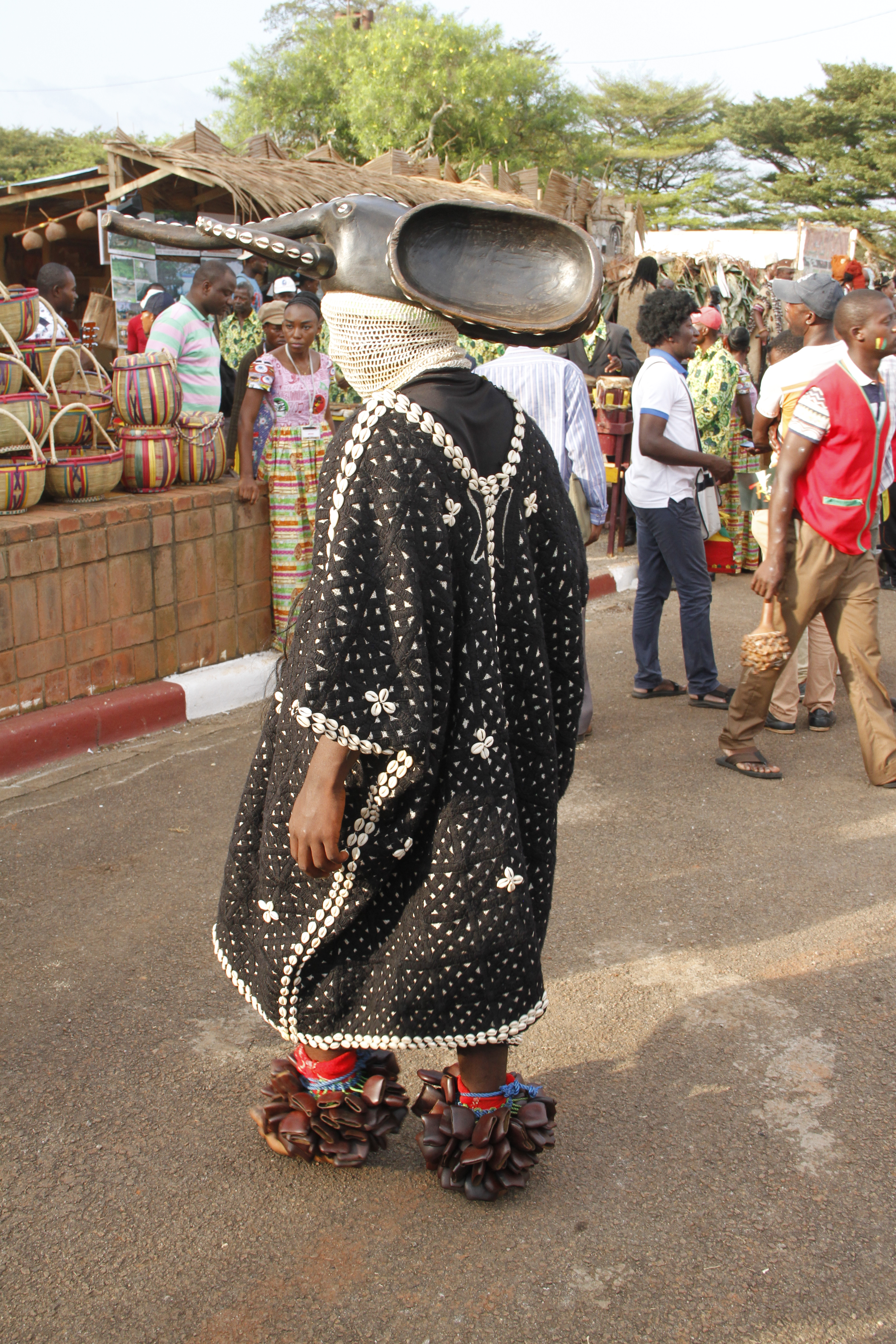
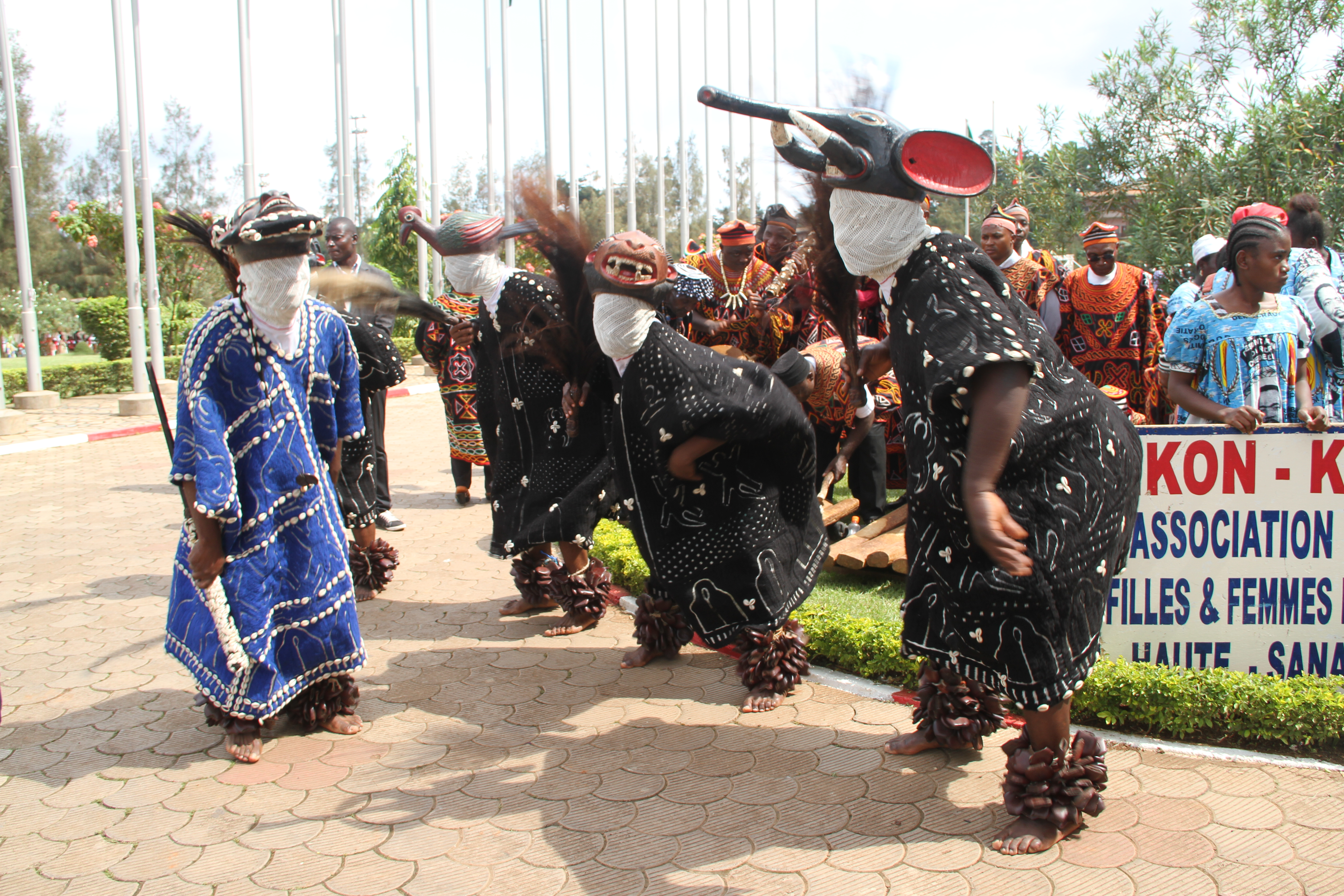
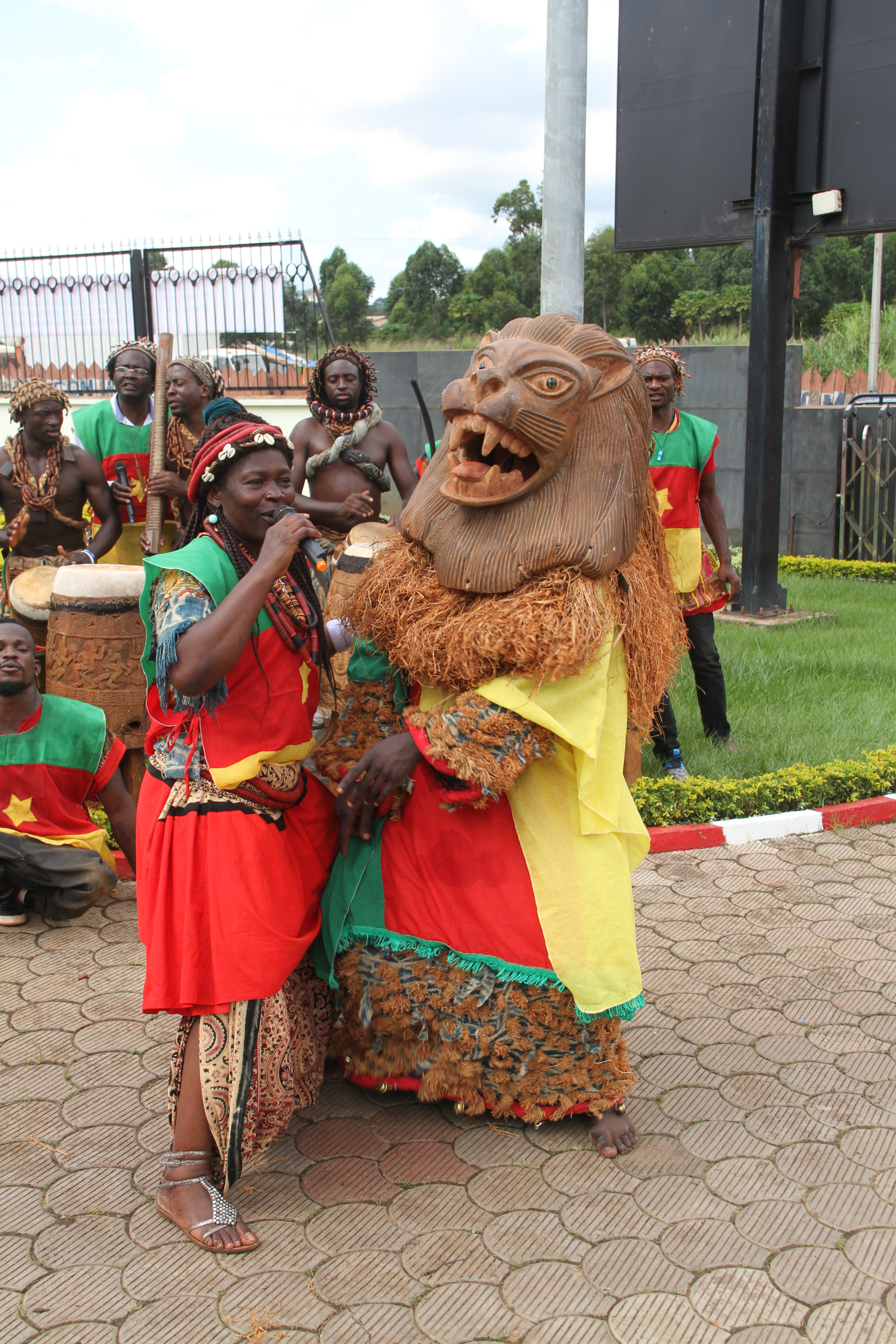
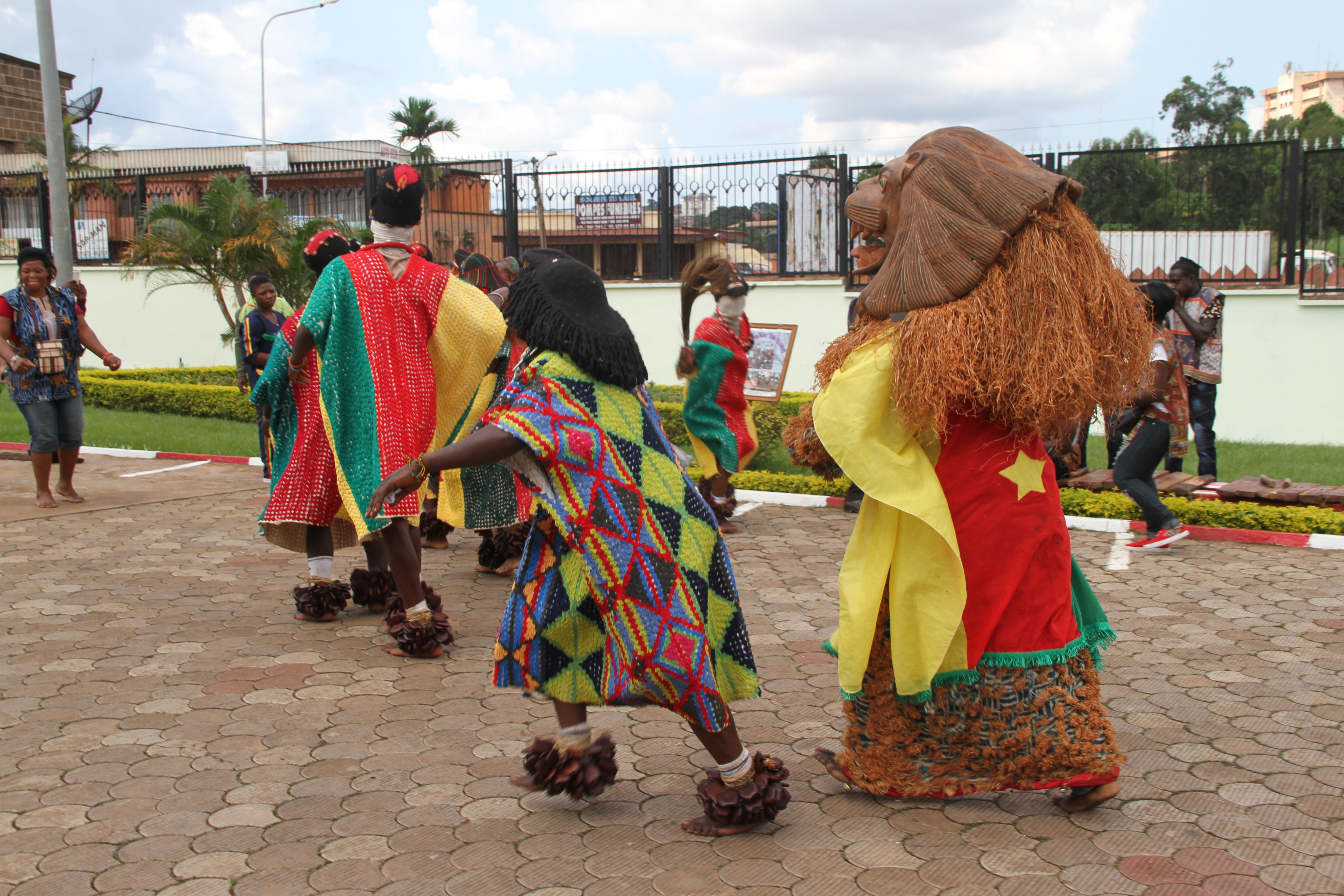
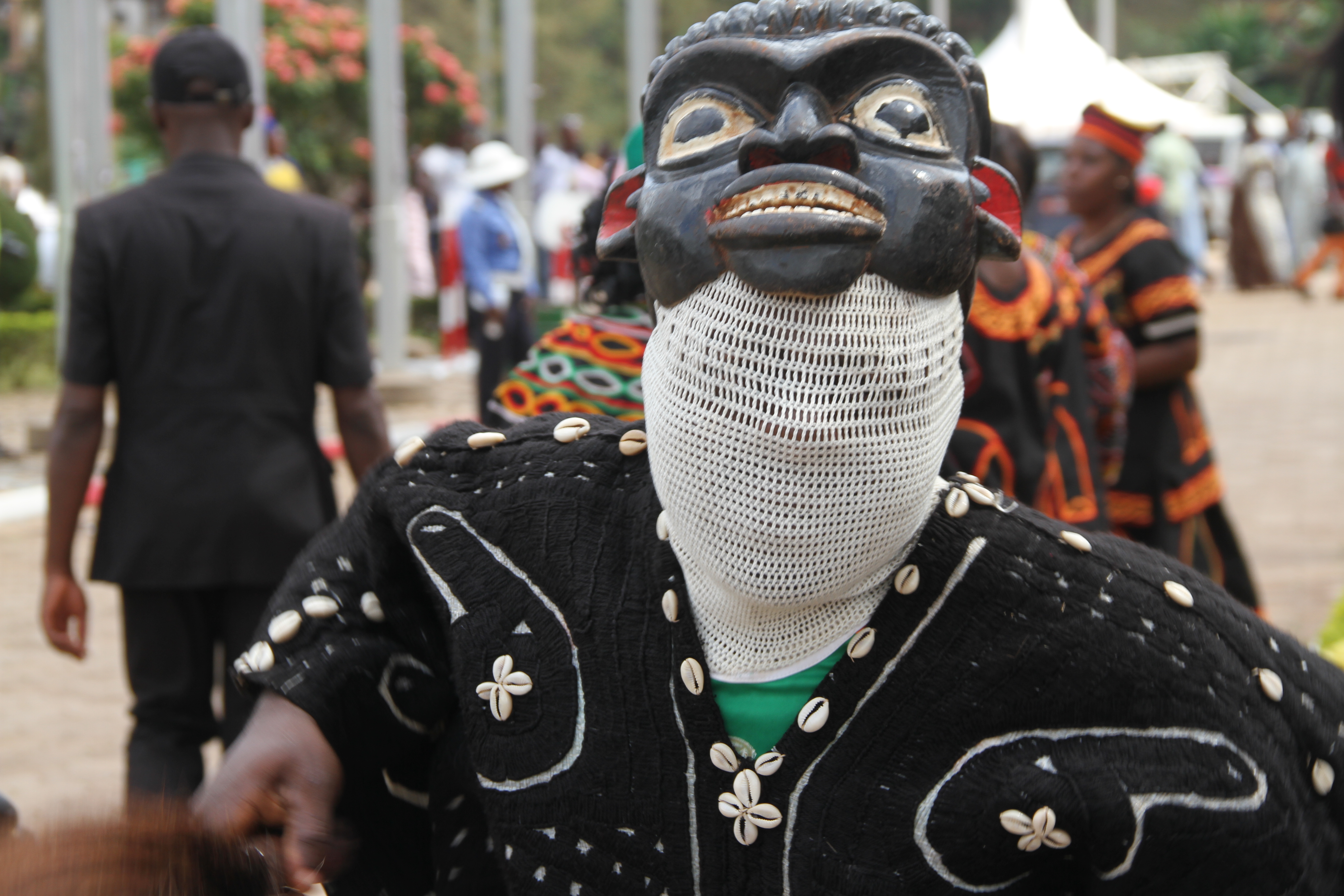
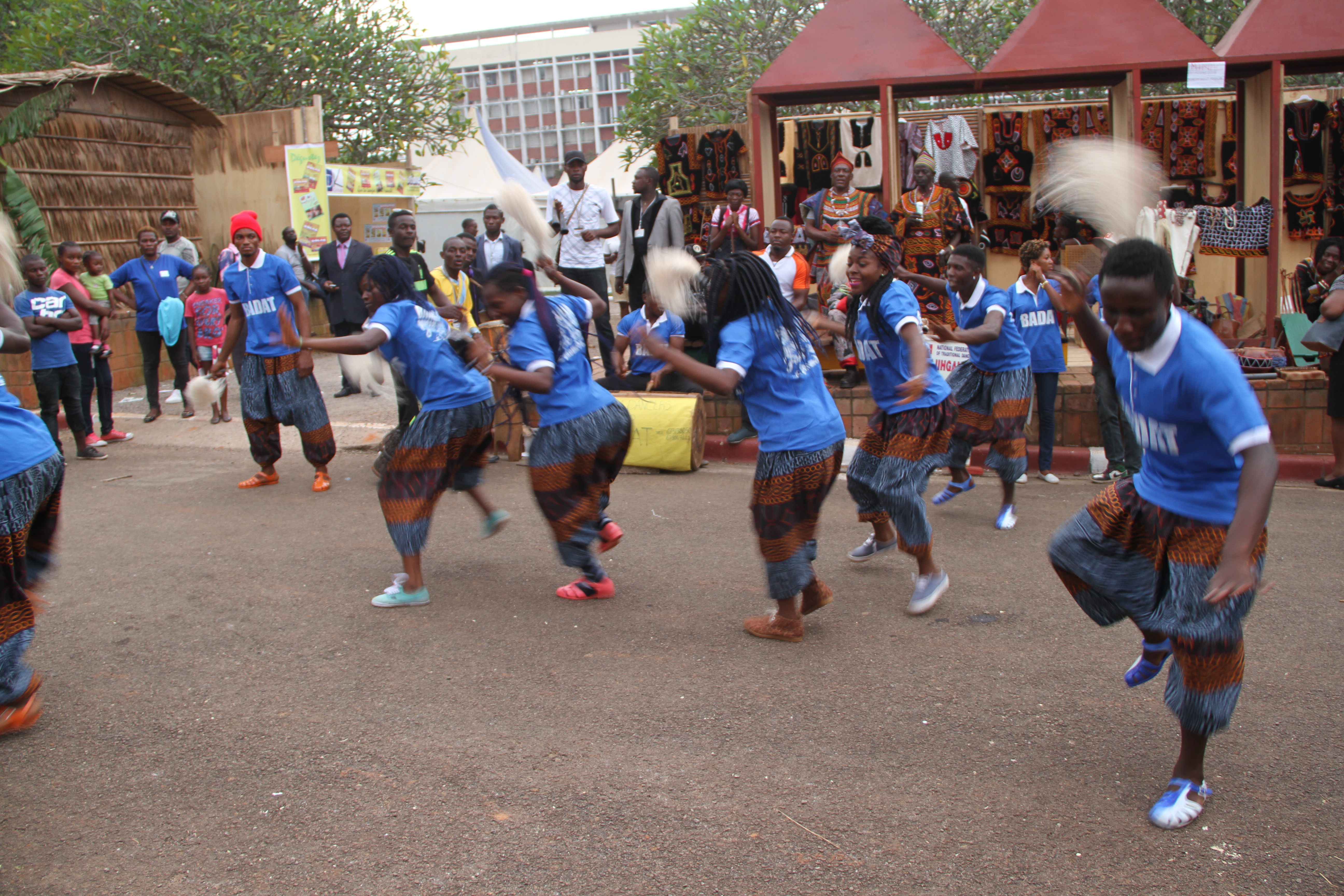
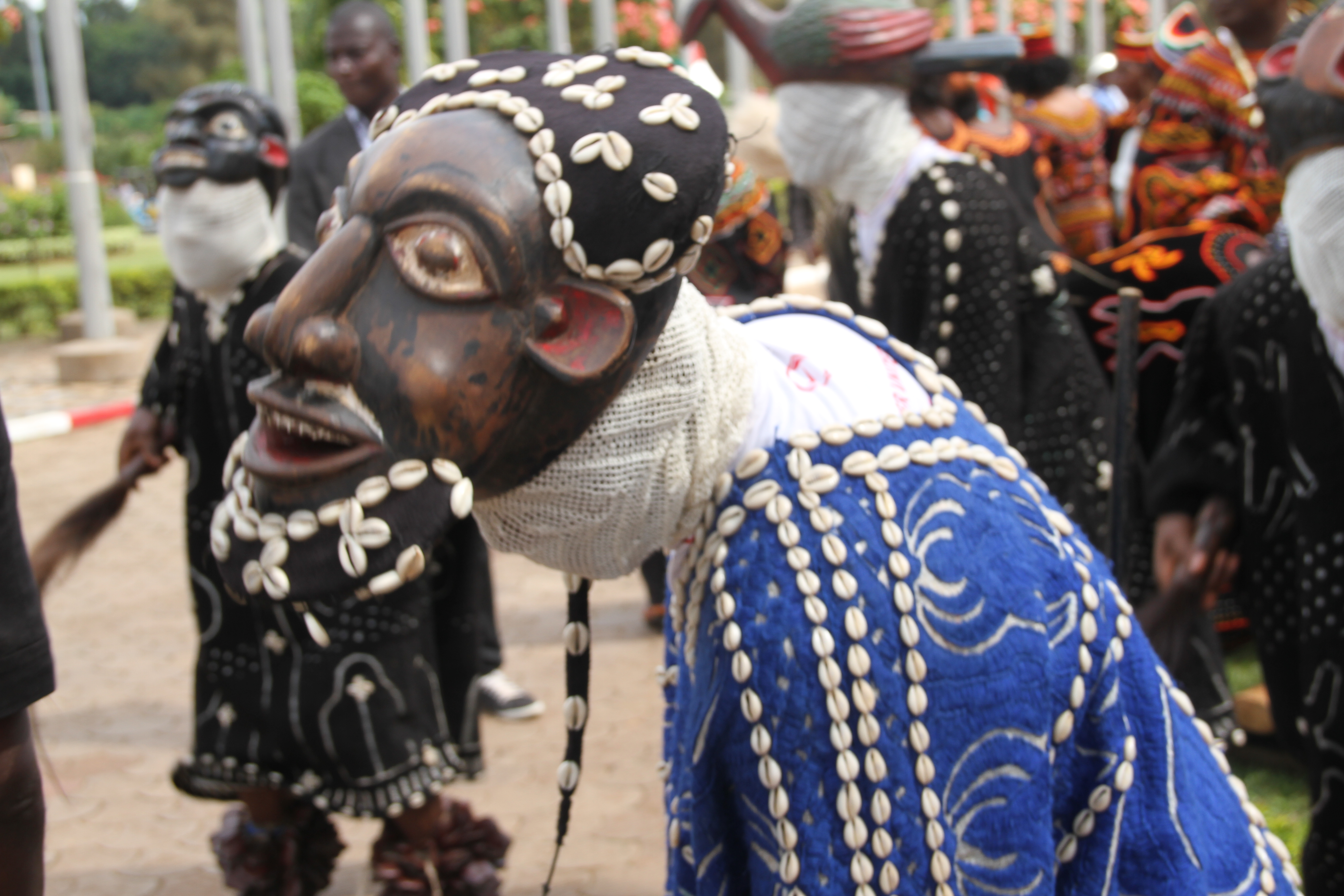
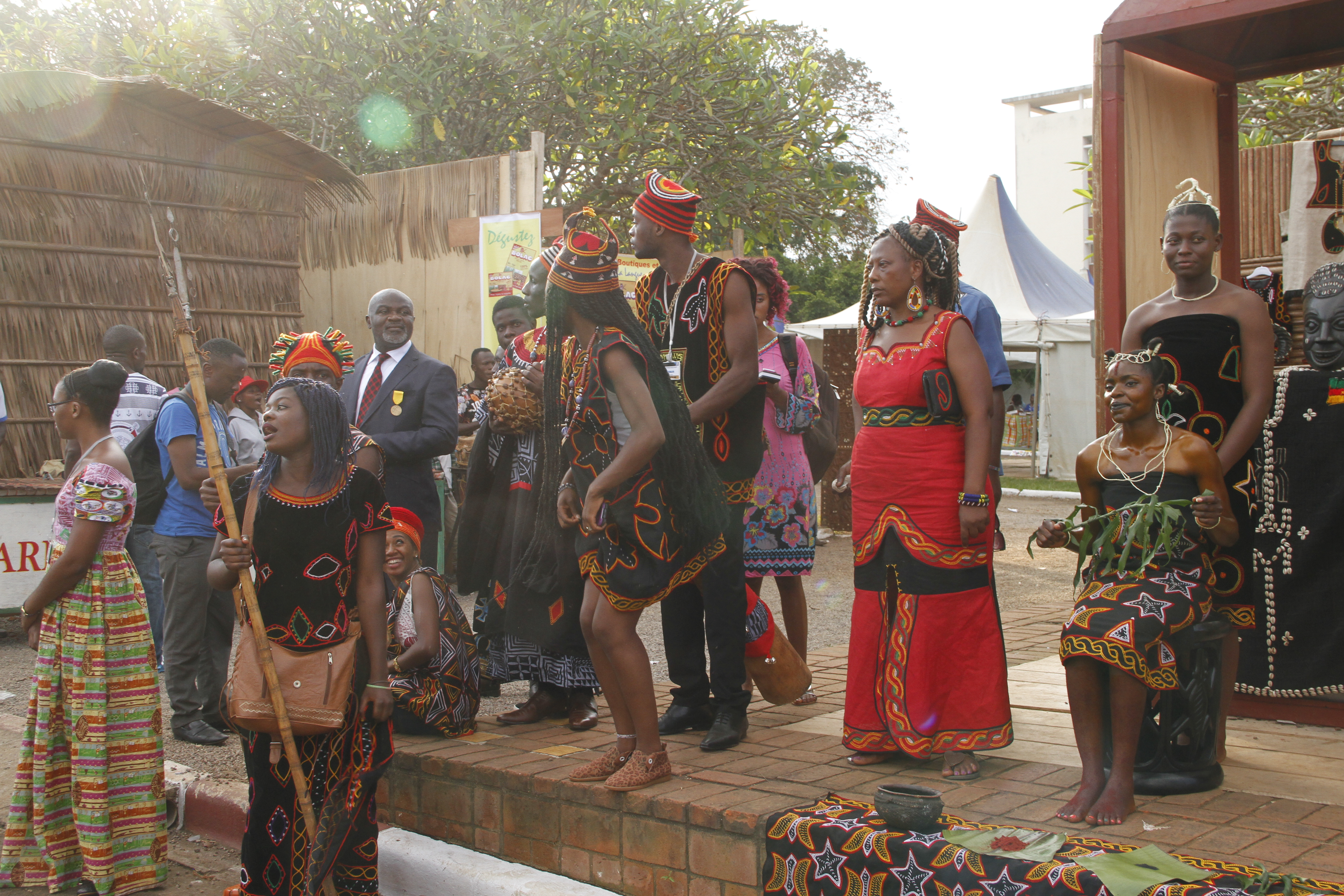
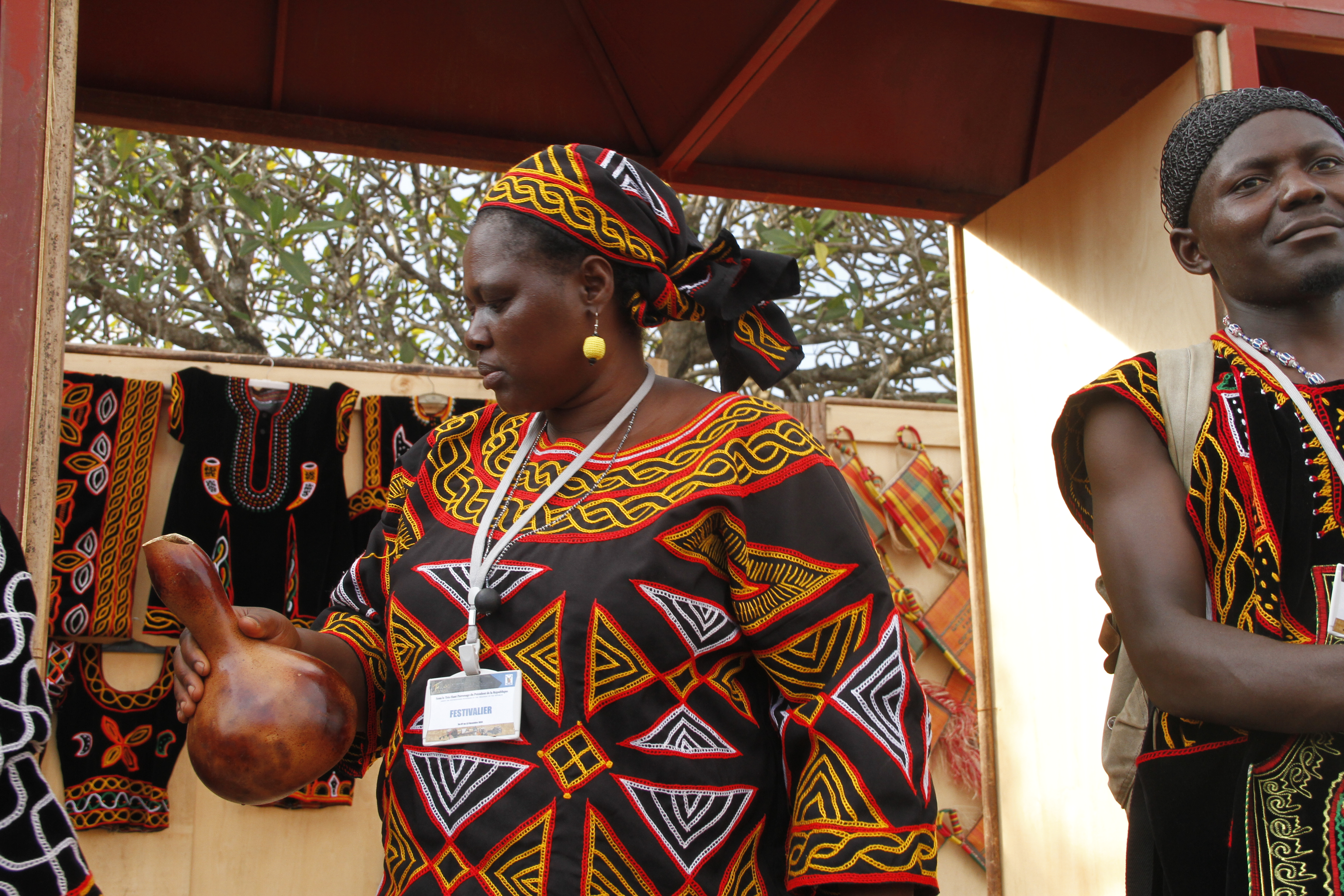
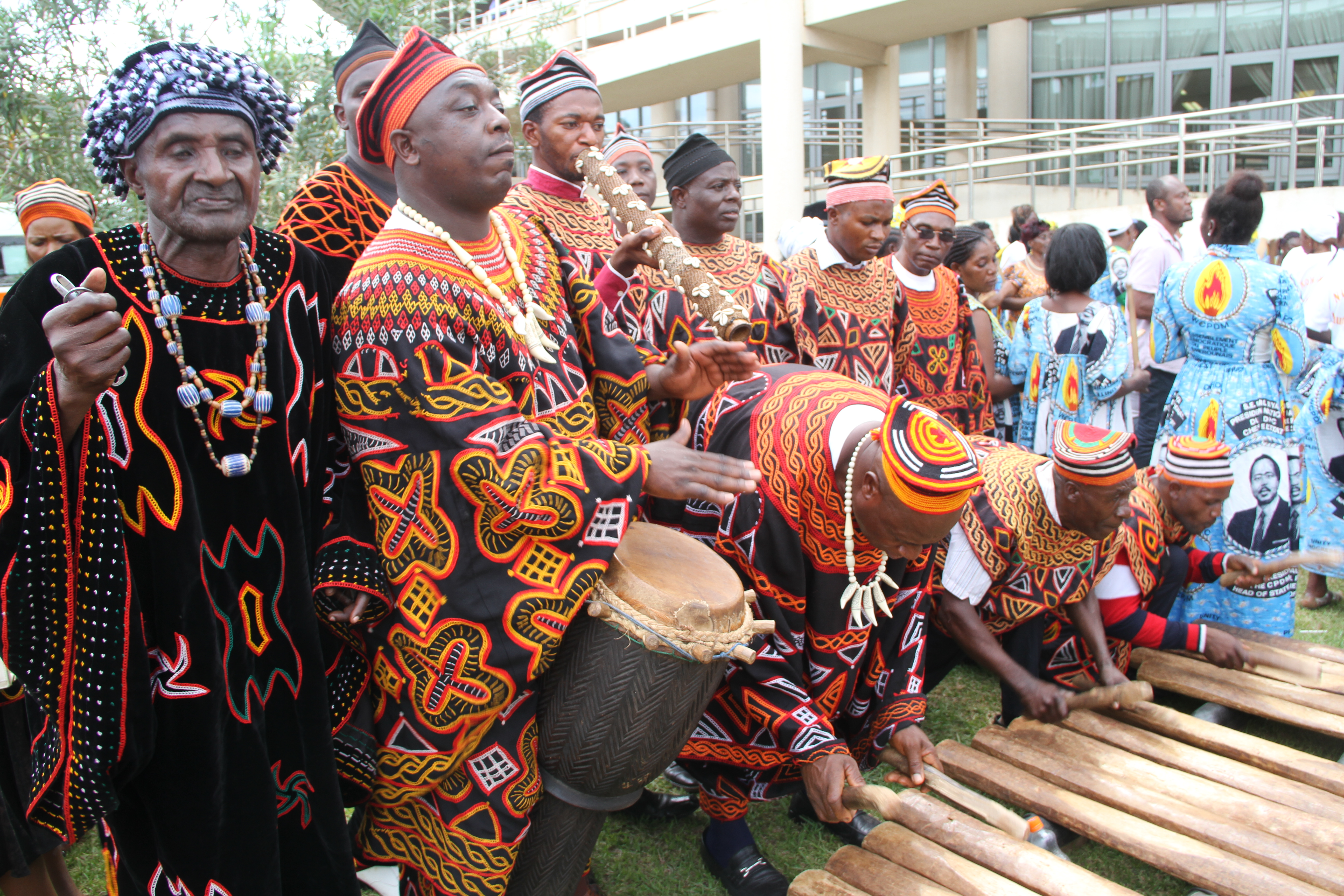
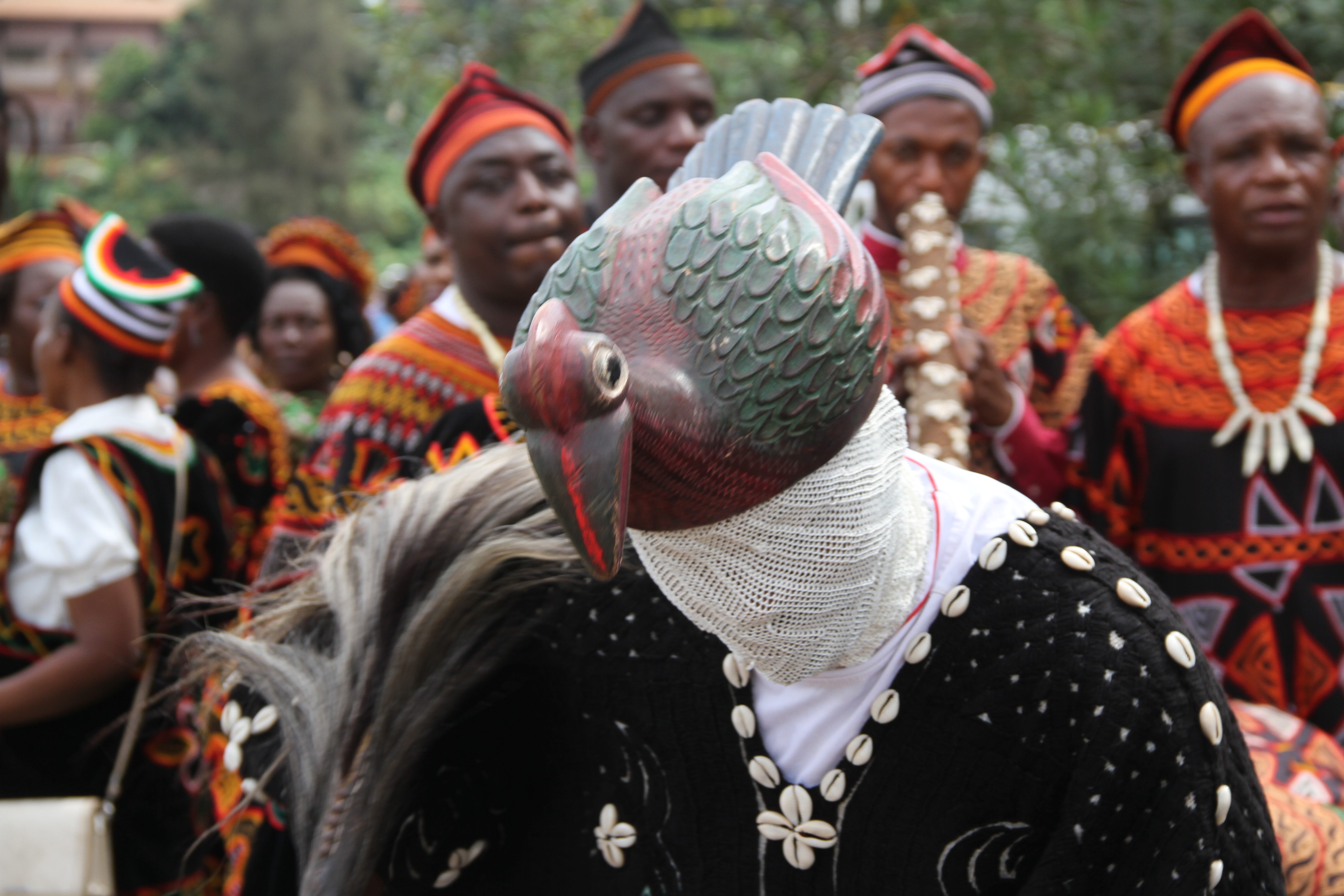
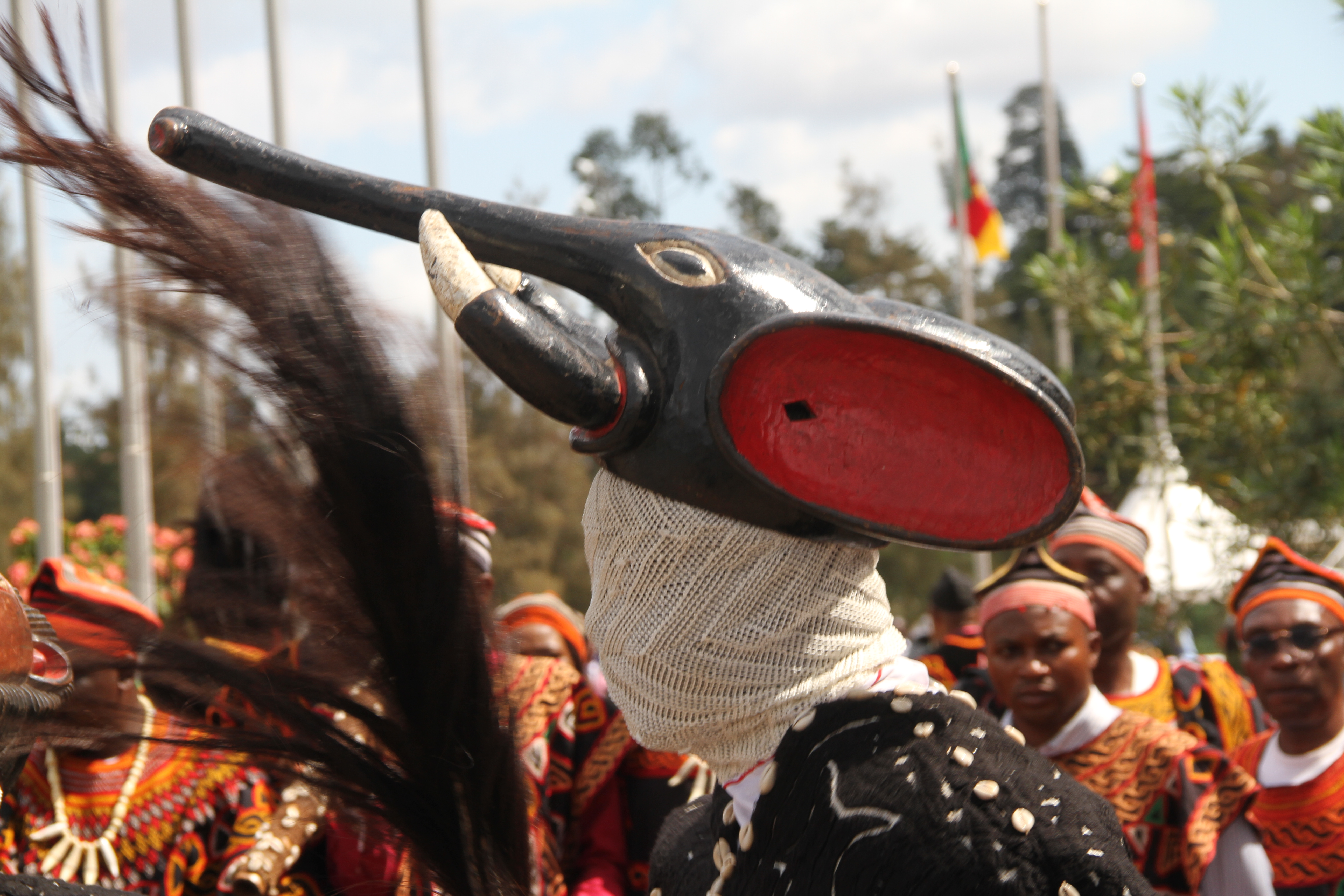
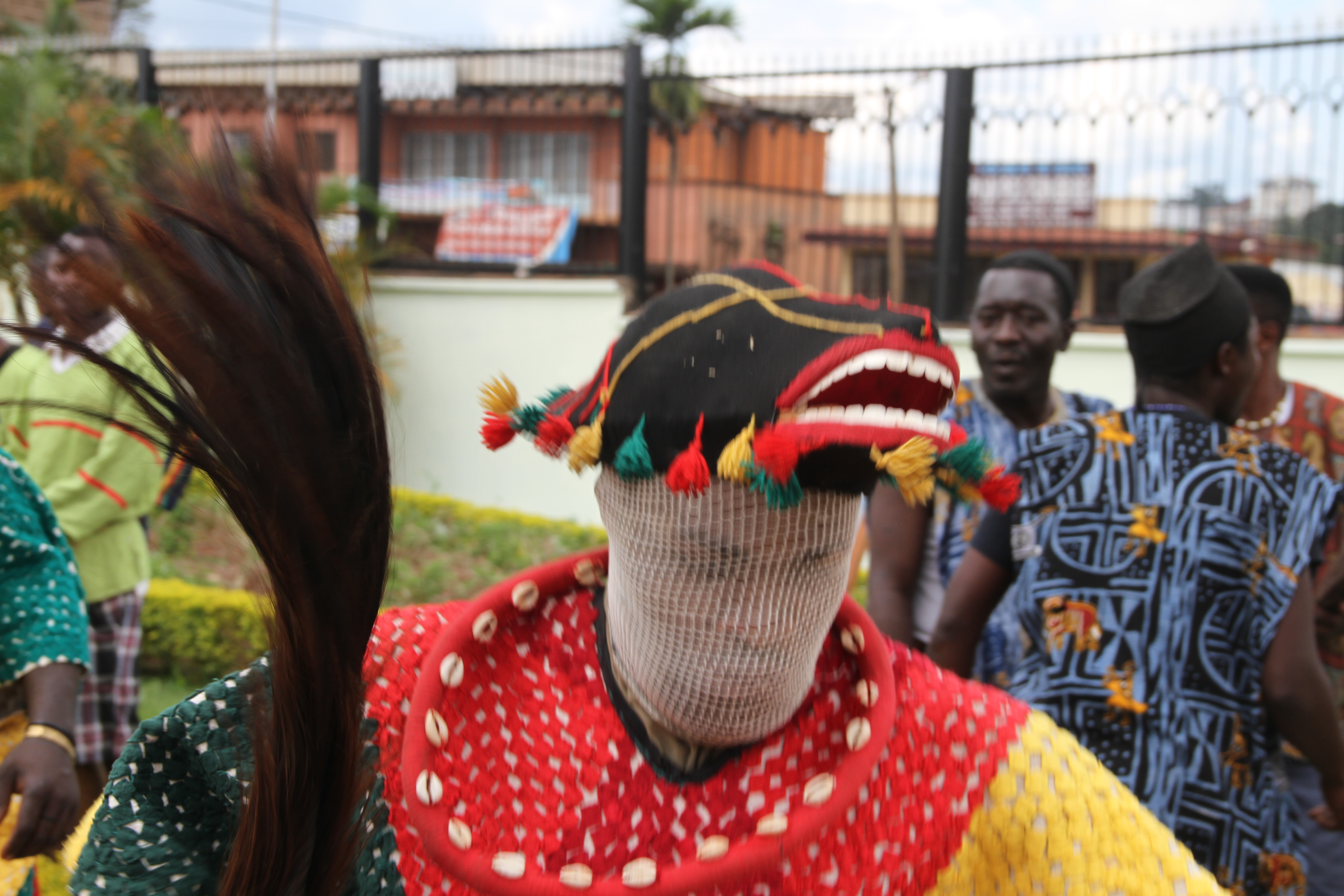
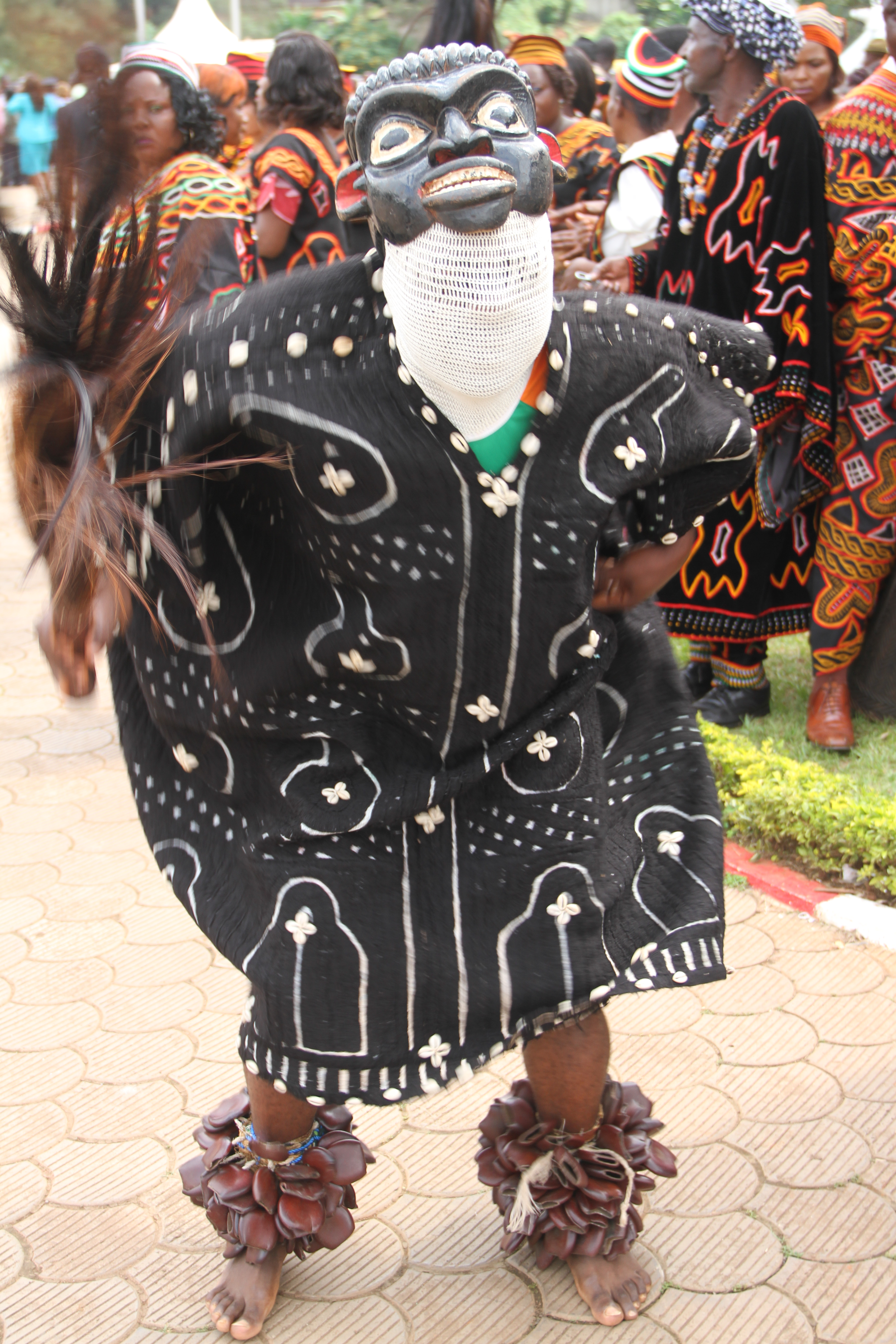
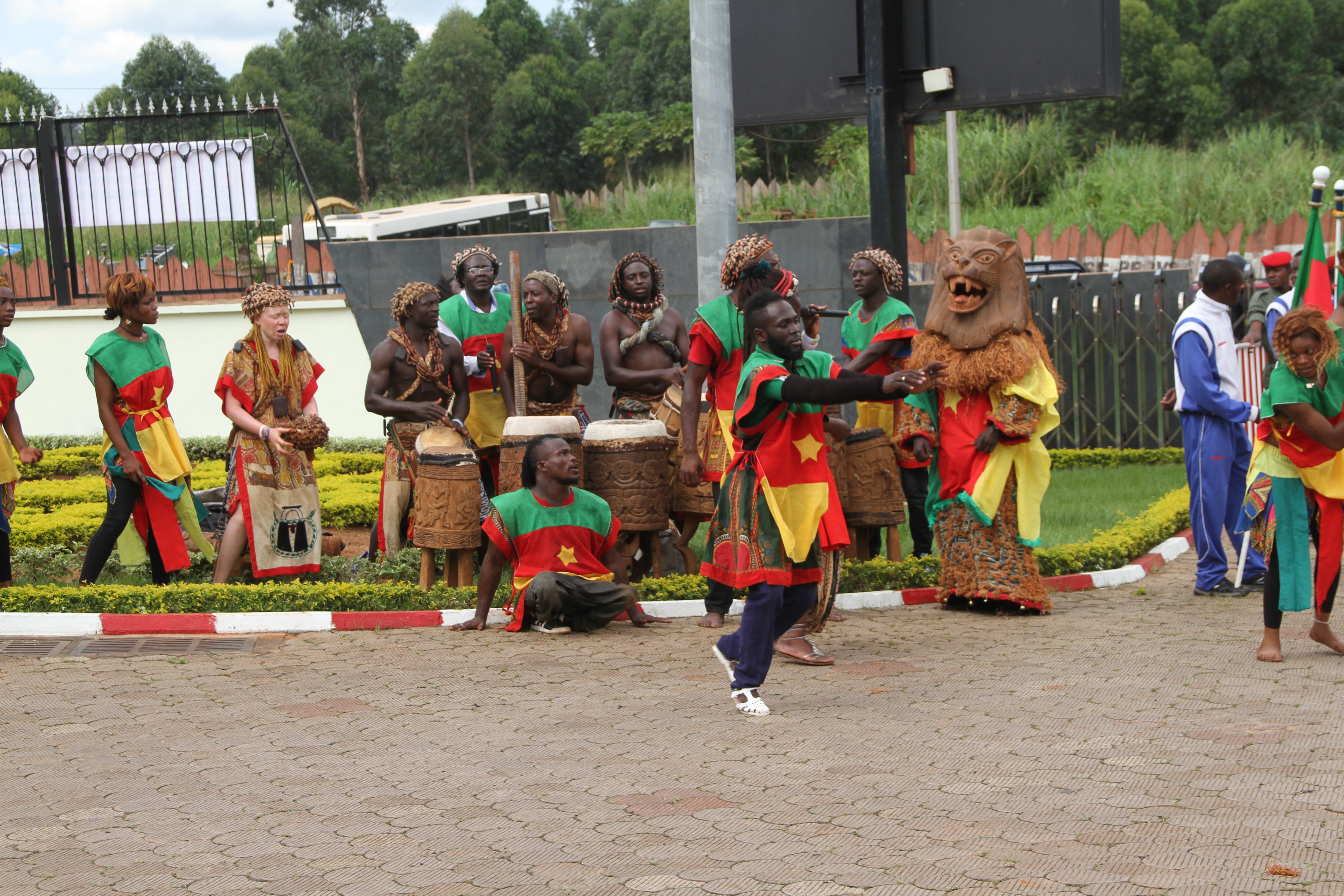
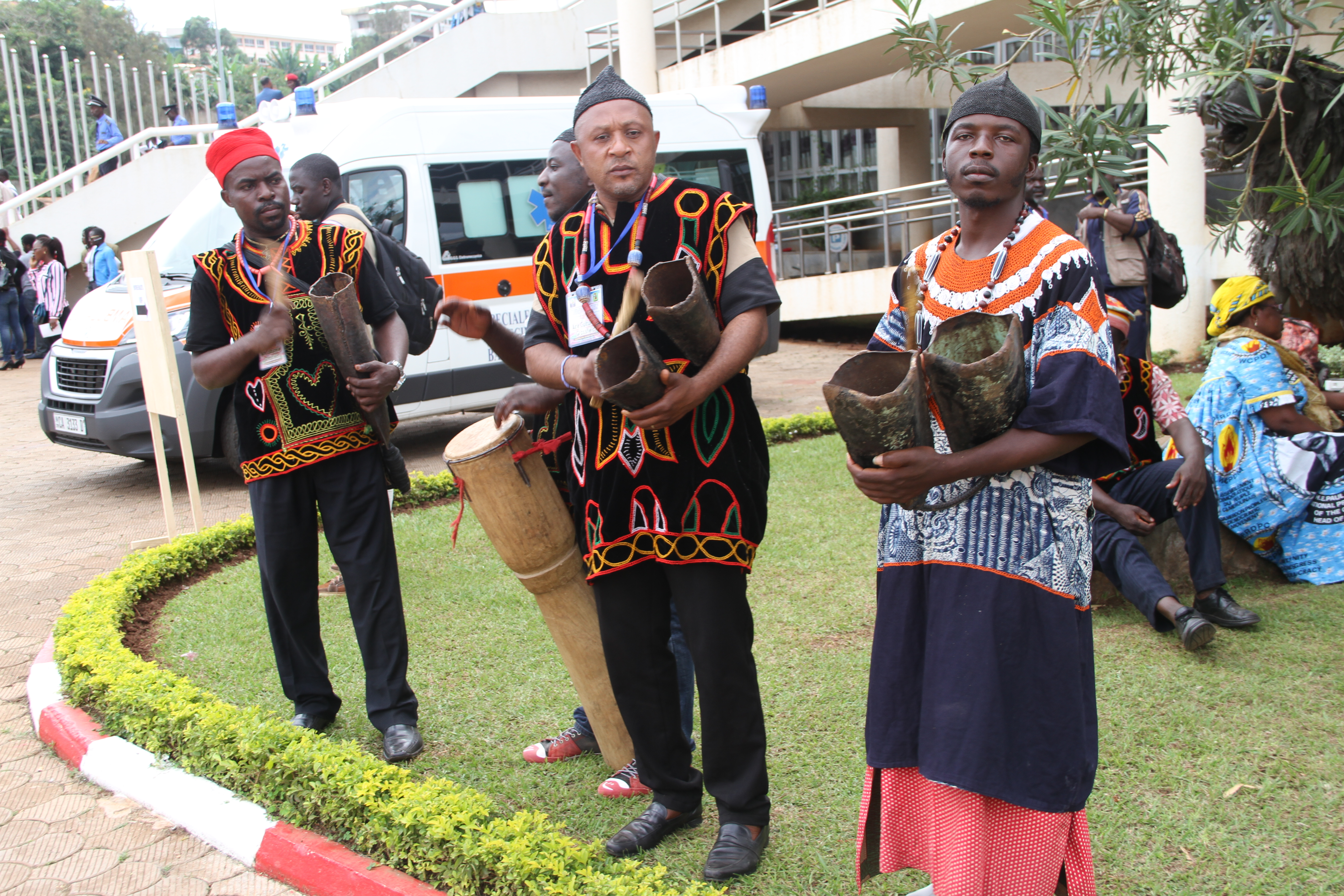
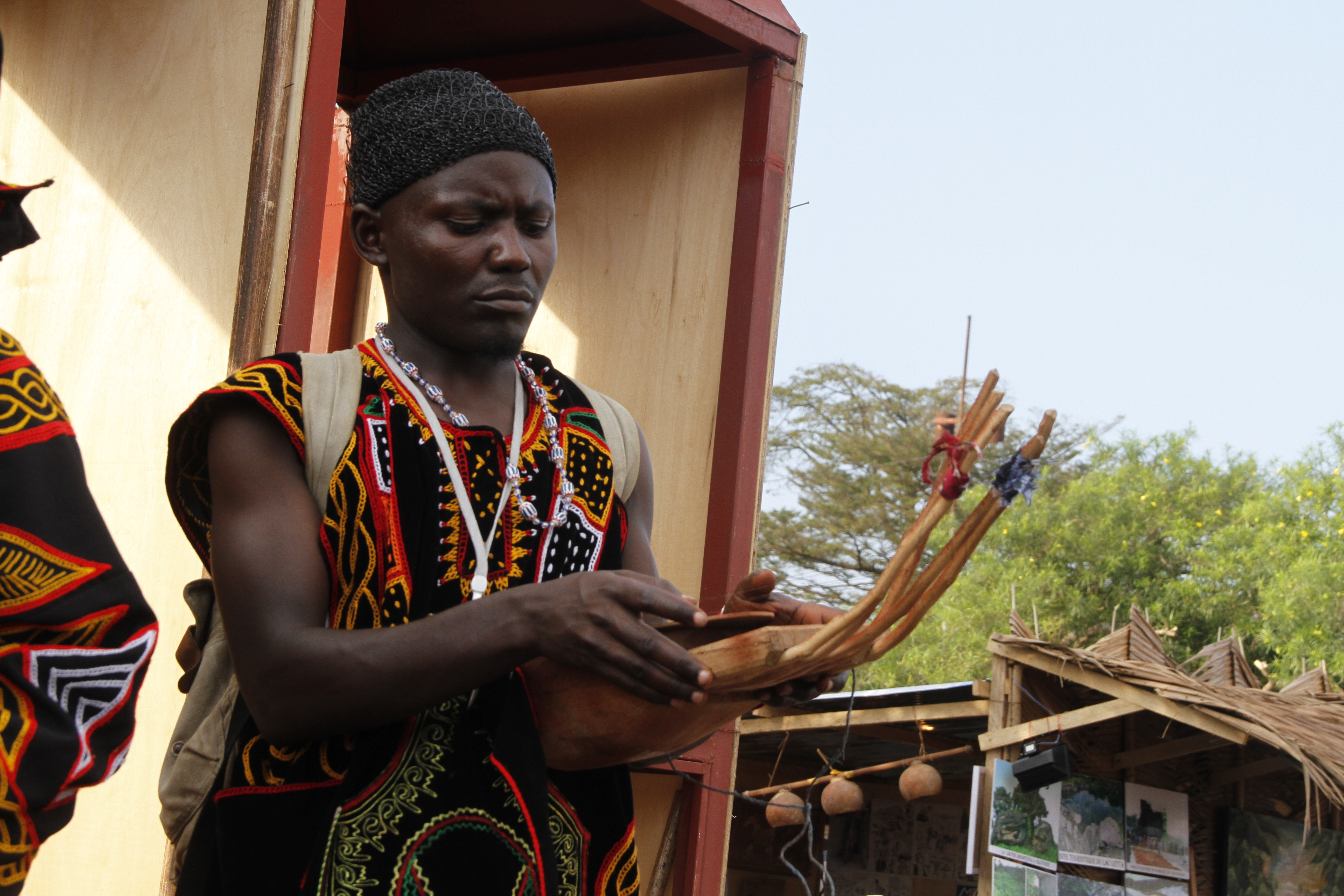
Joueur de guitare

#### Est

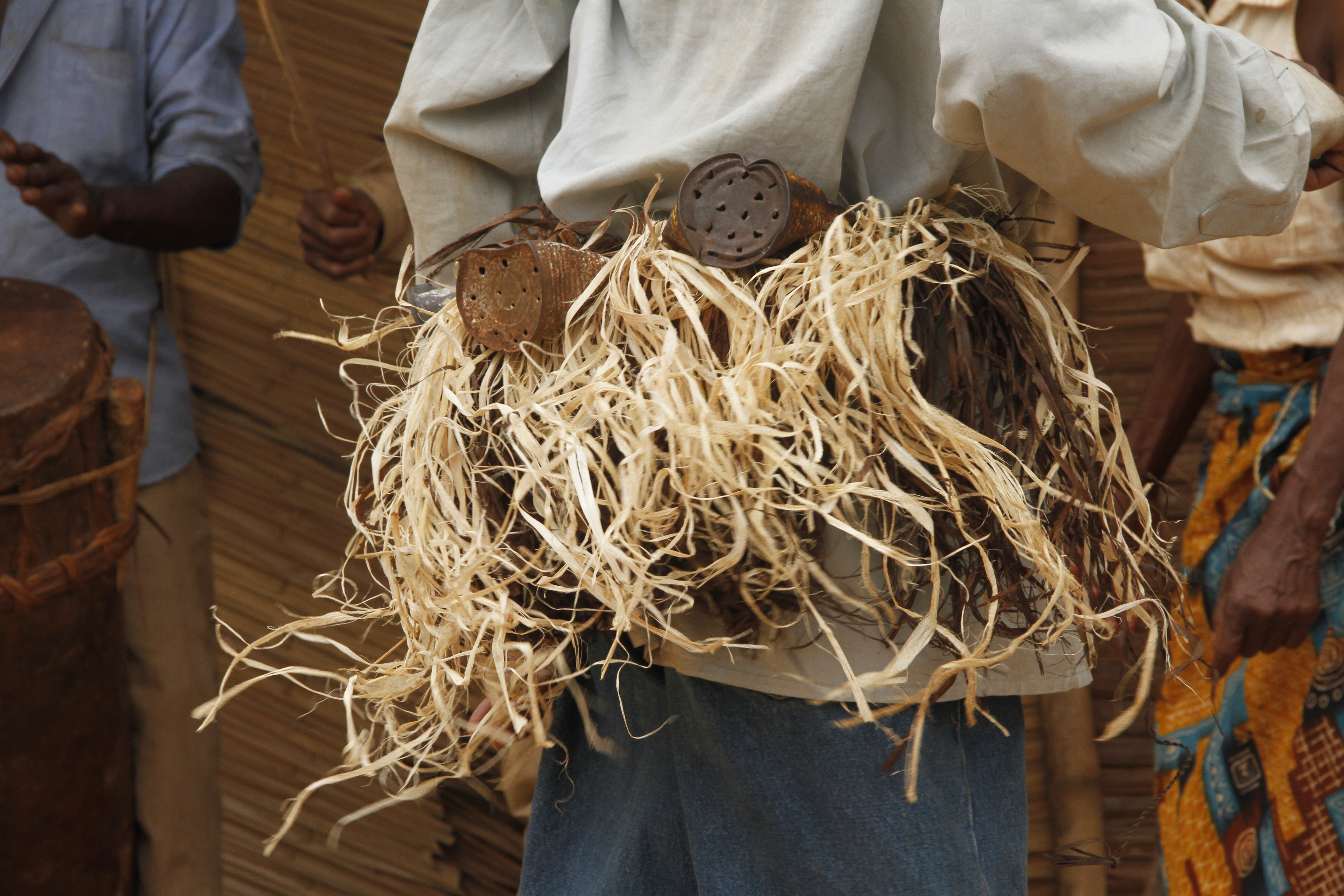
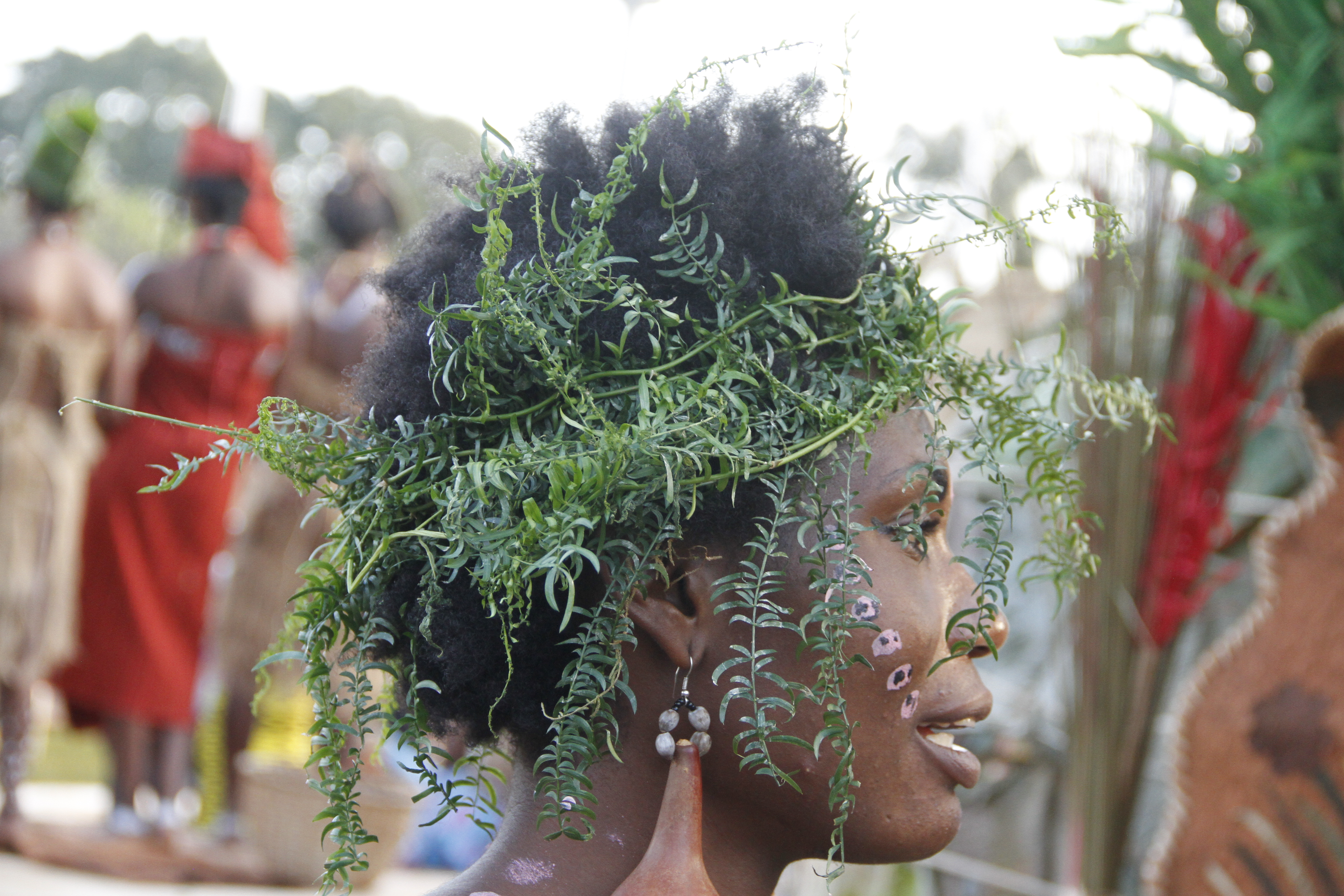
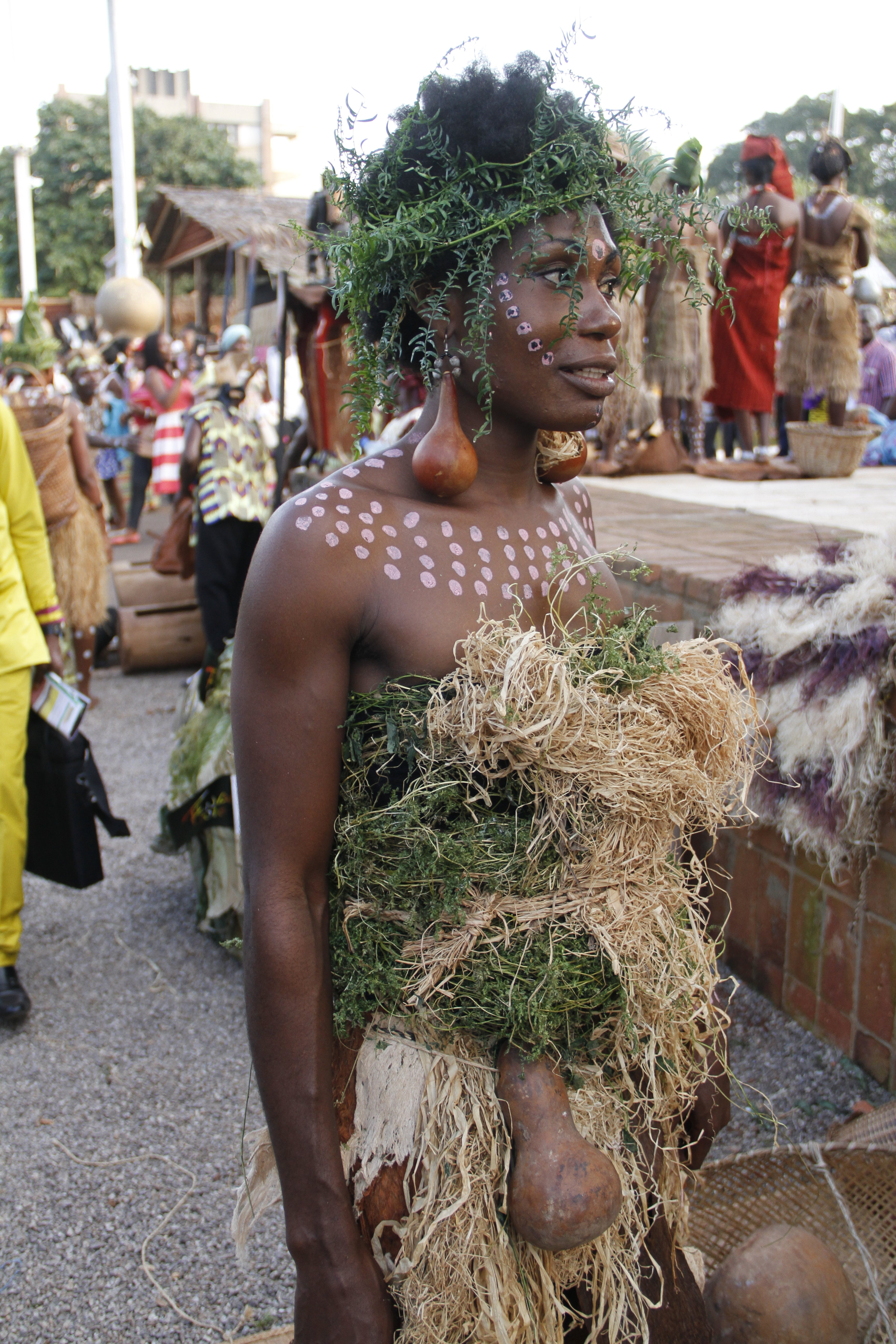

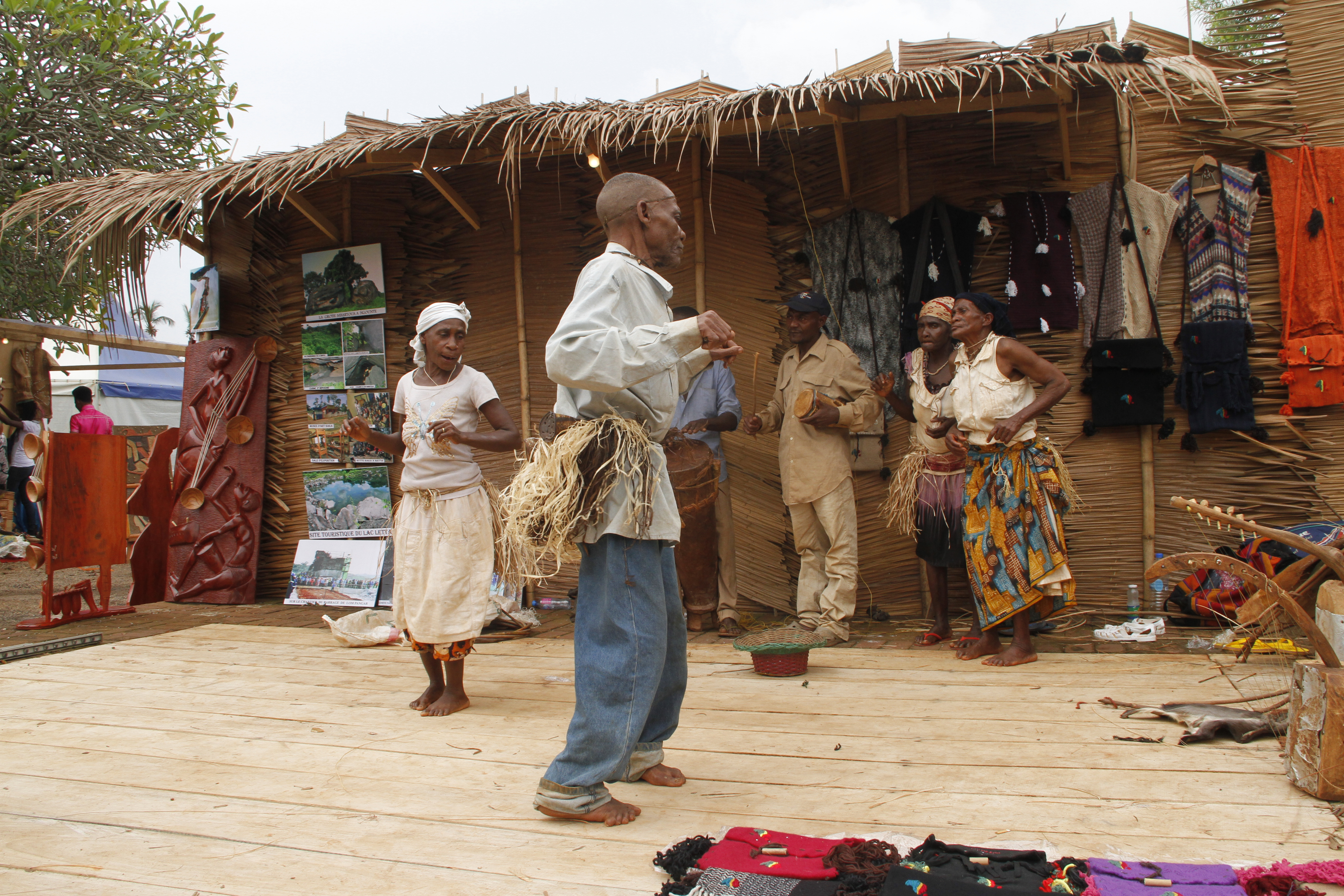
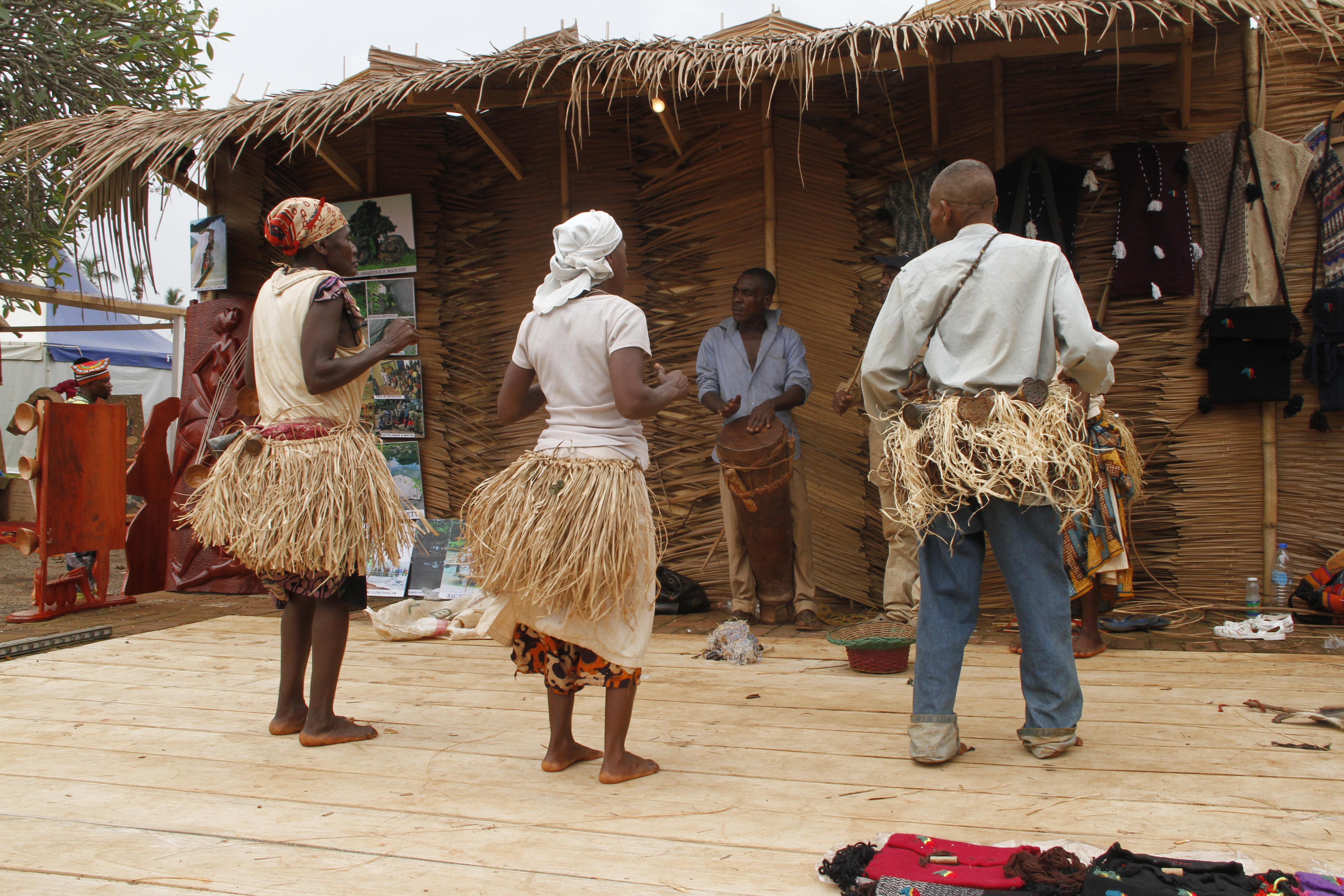
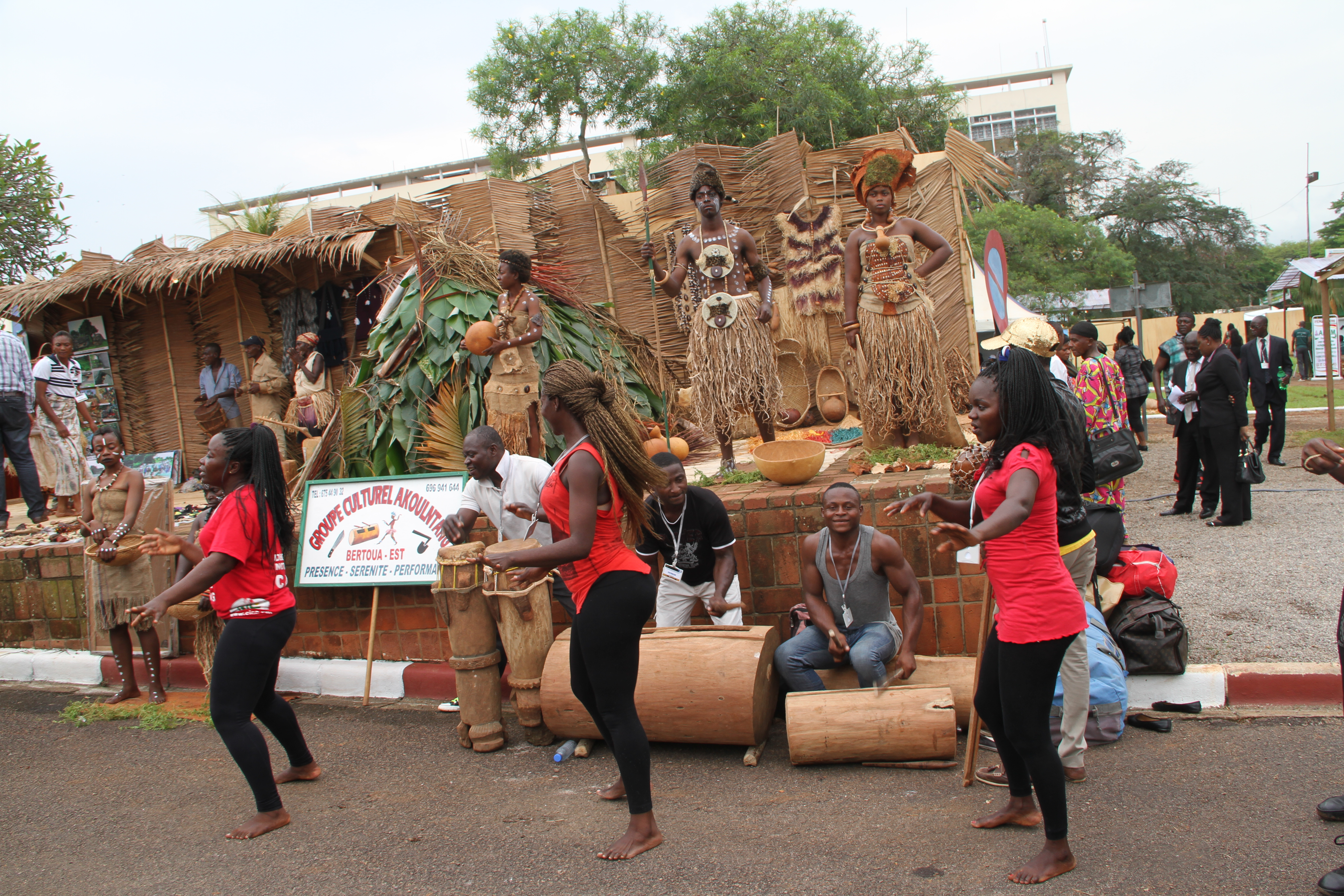

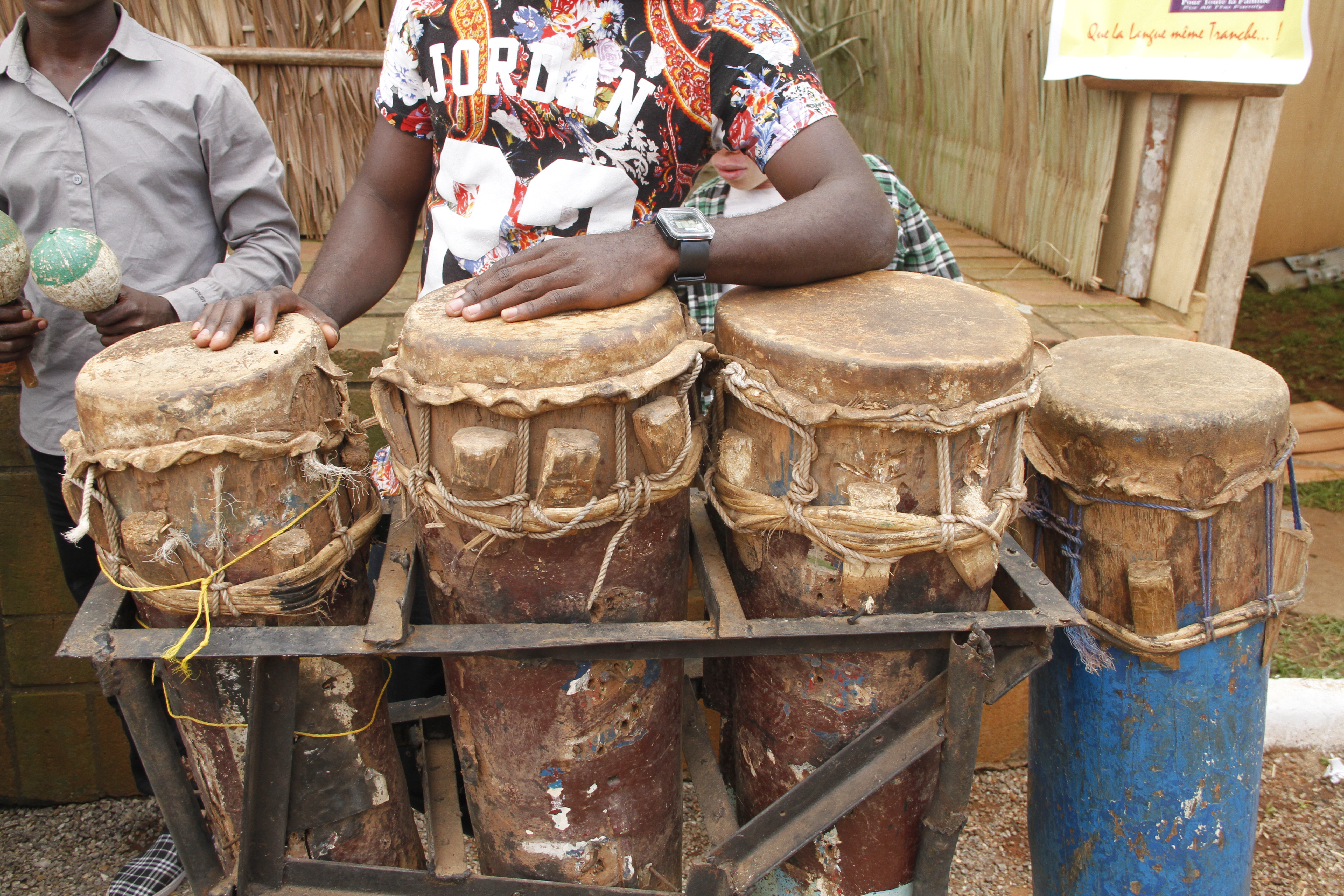
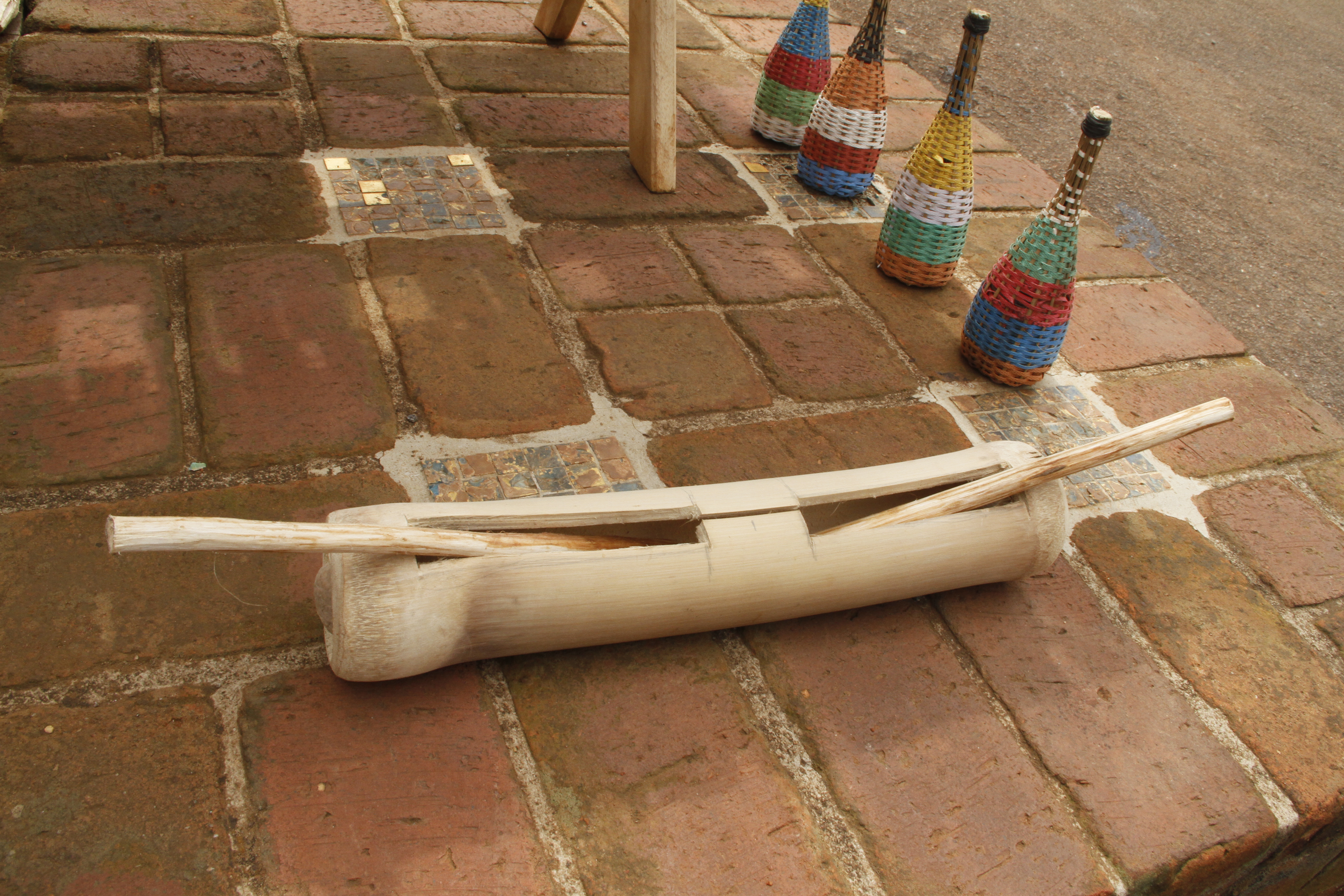

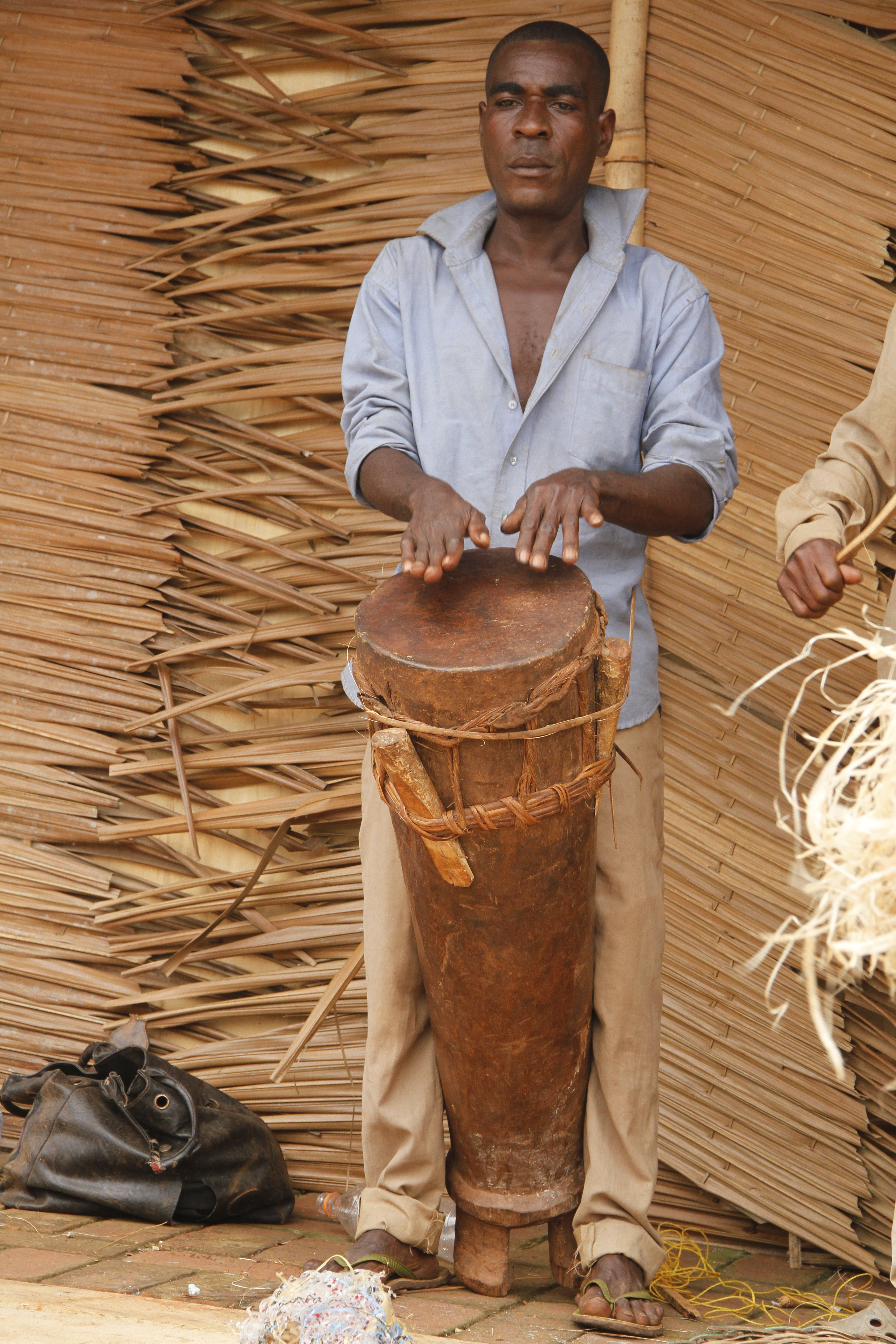
Joueur de Tam-tam

#### Oueest

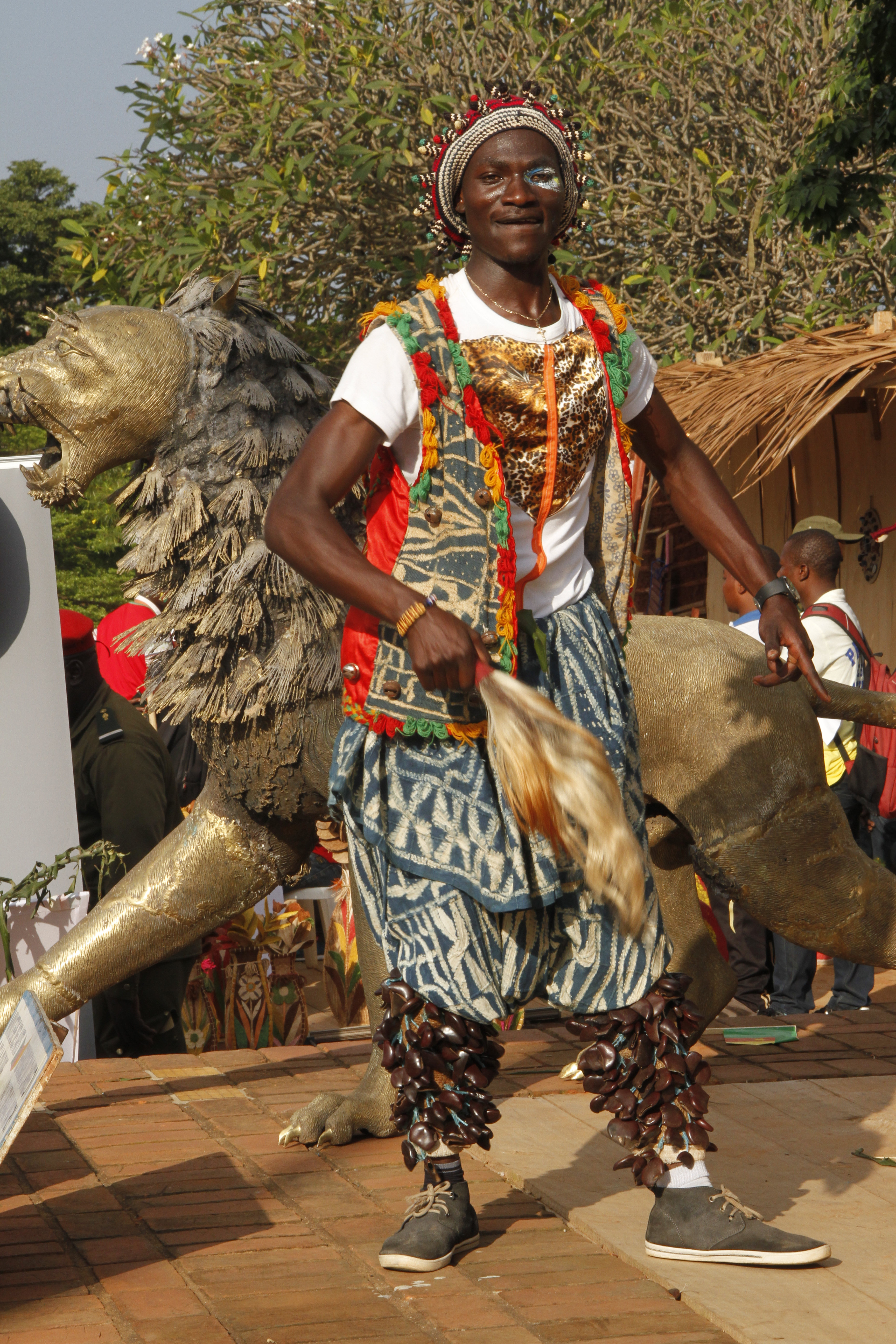
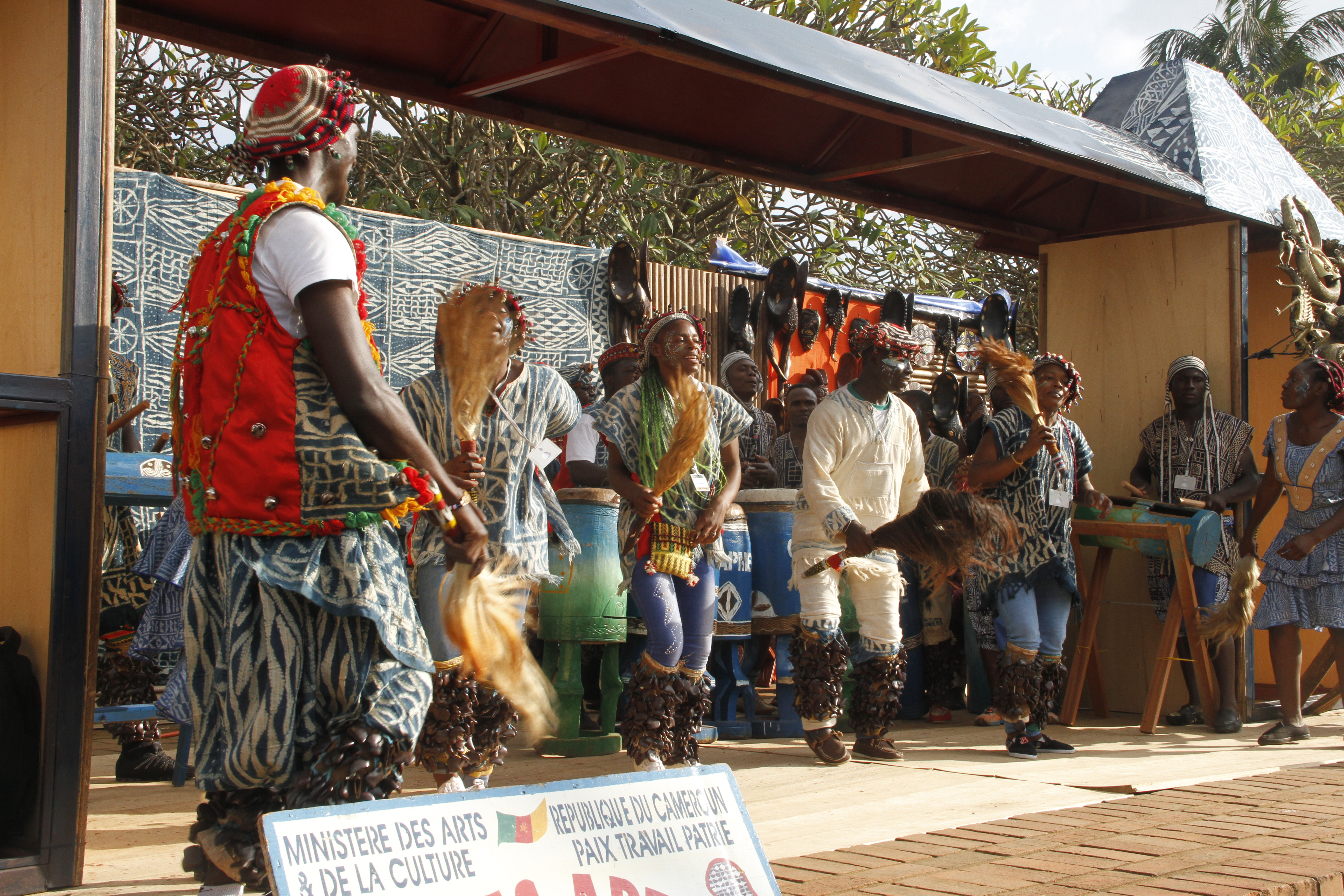
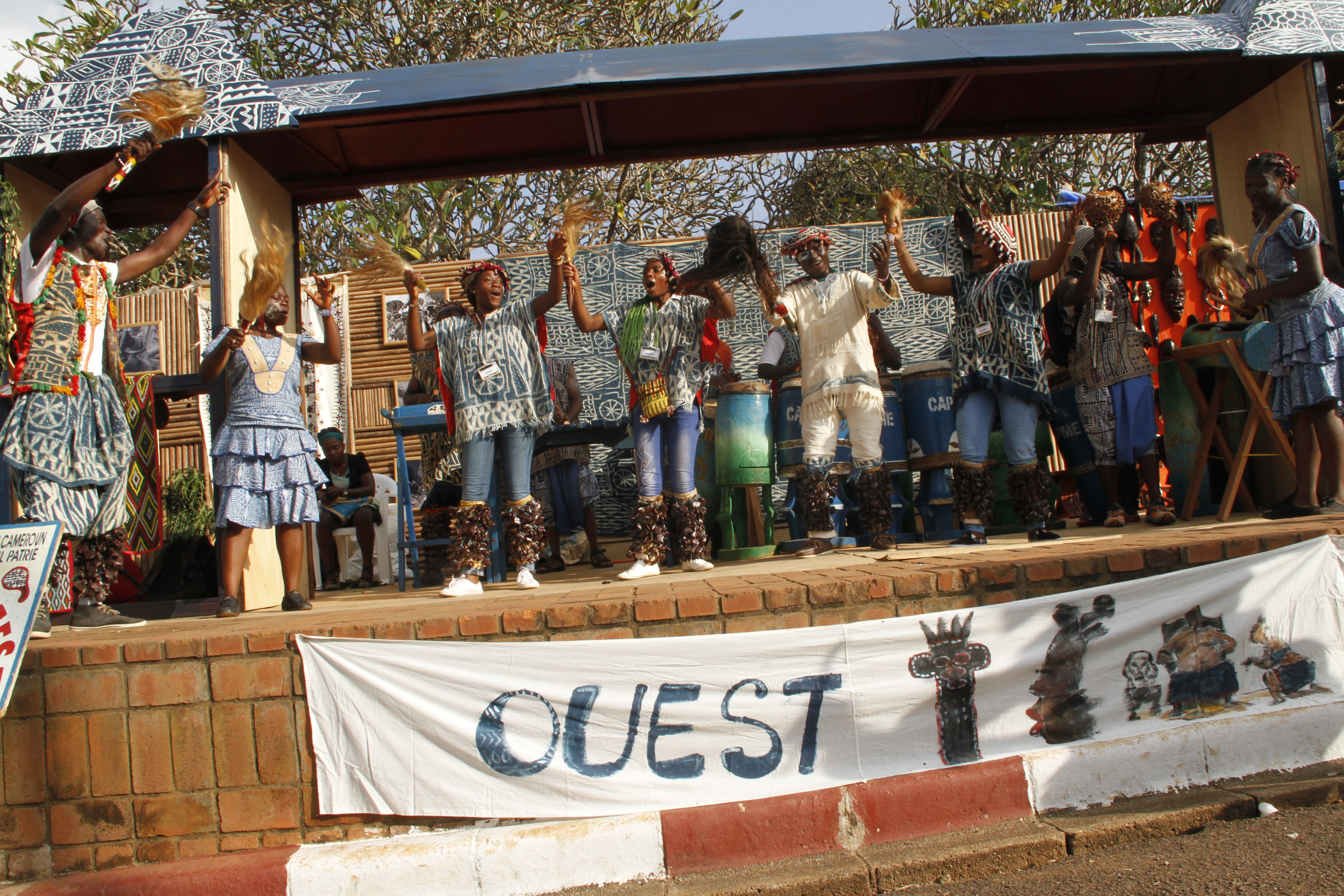
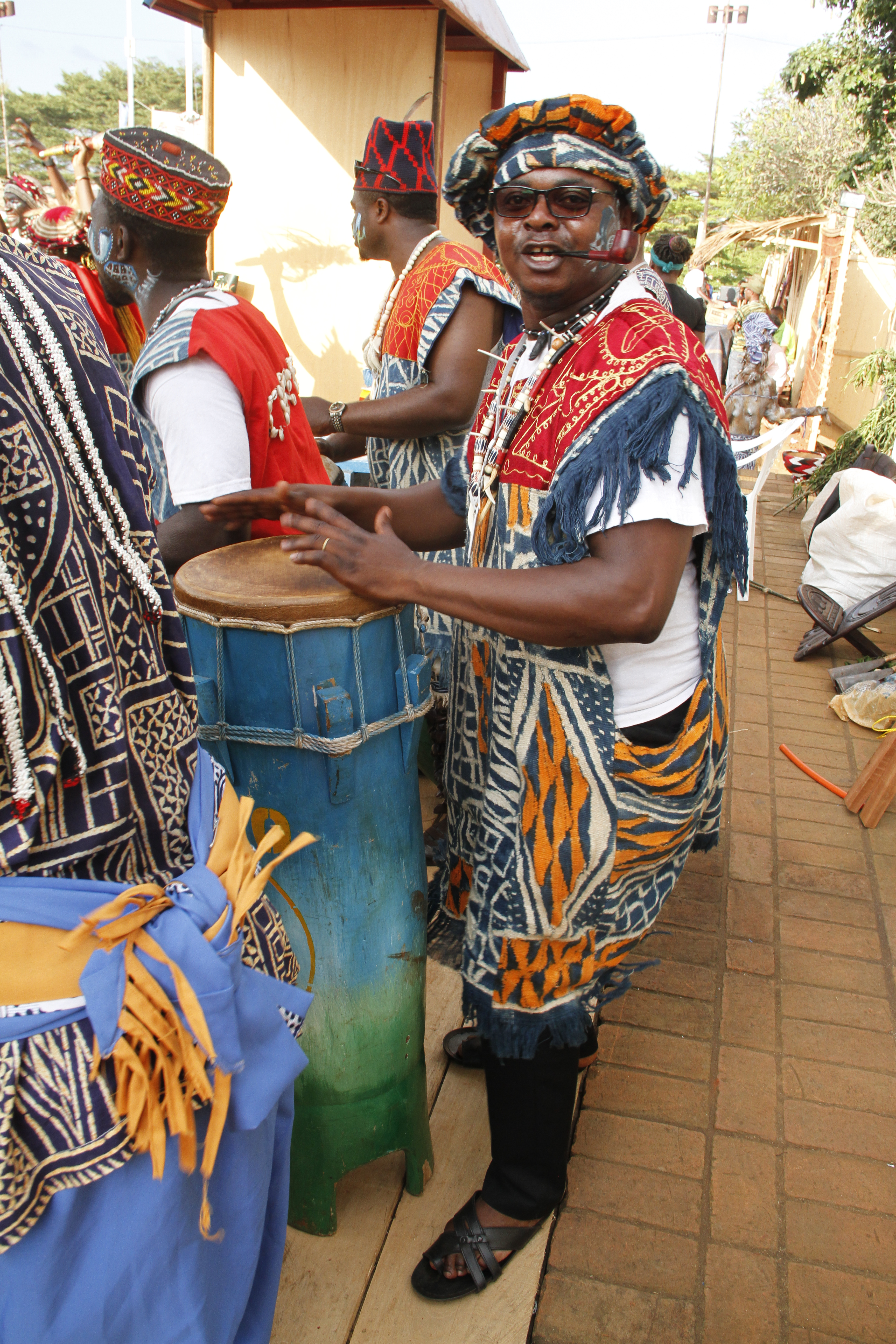
Tam-Tam player
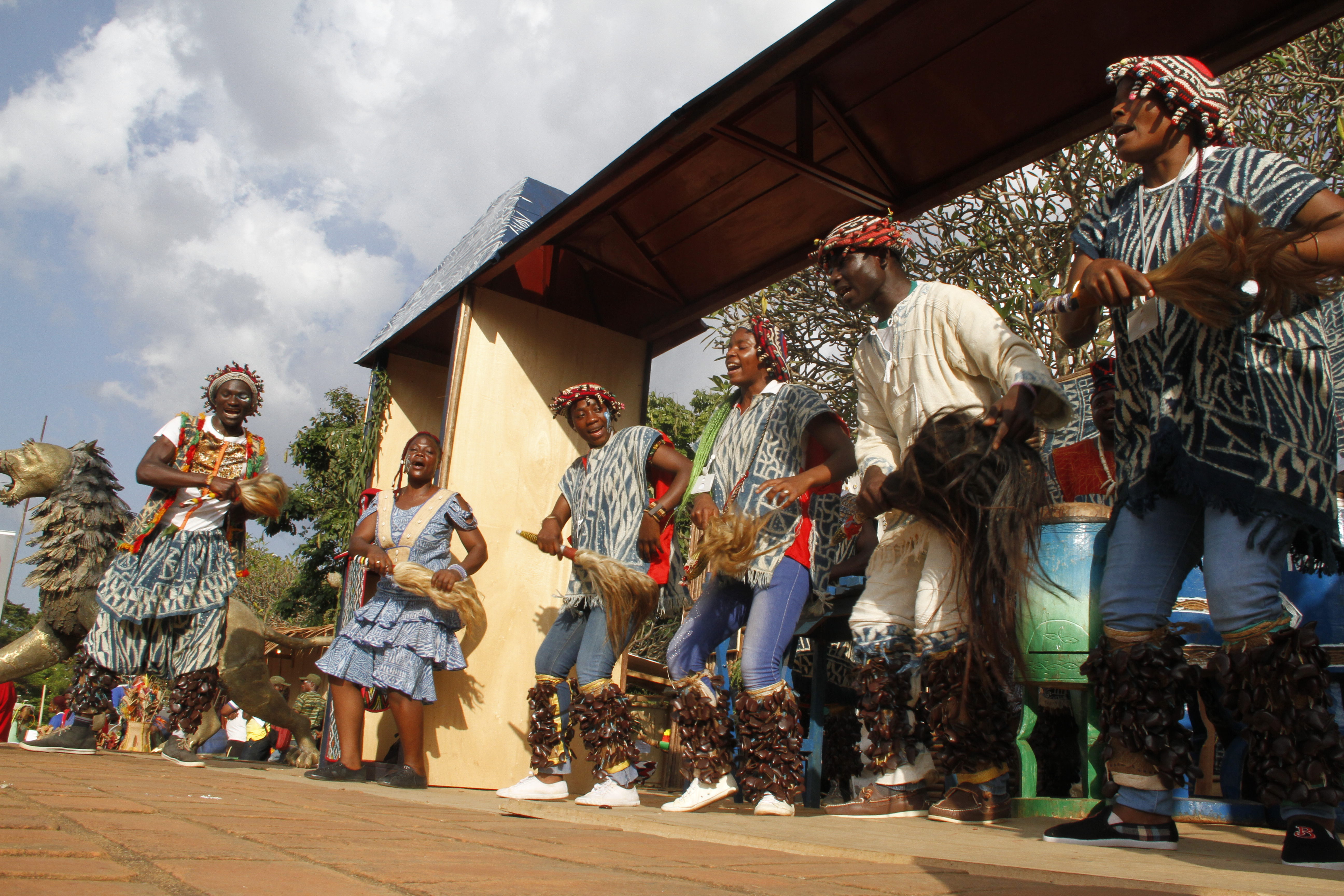
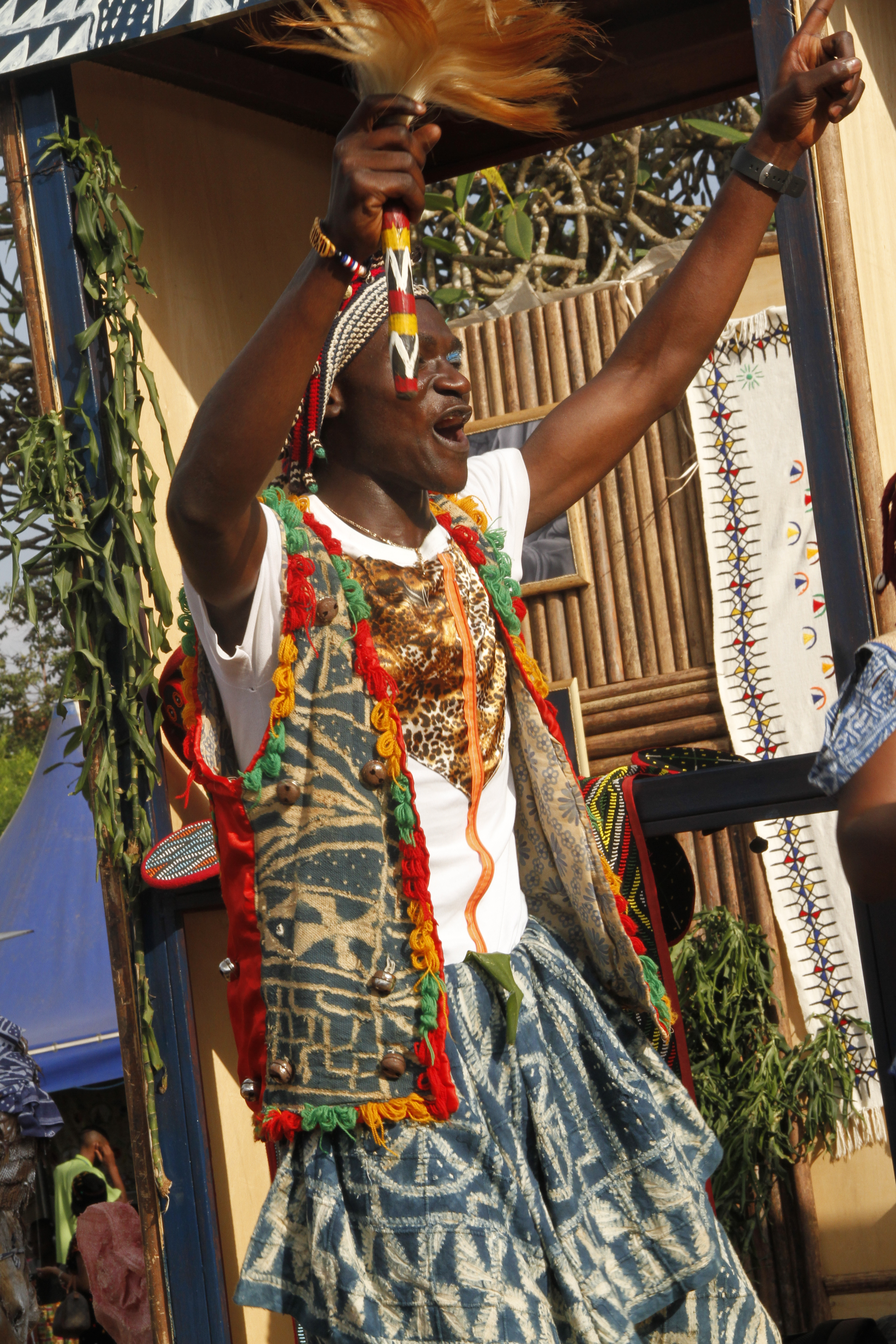
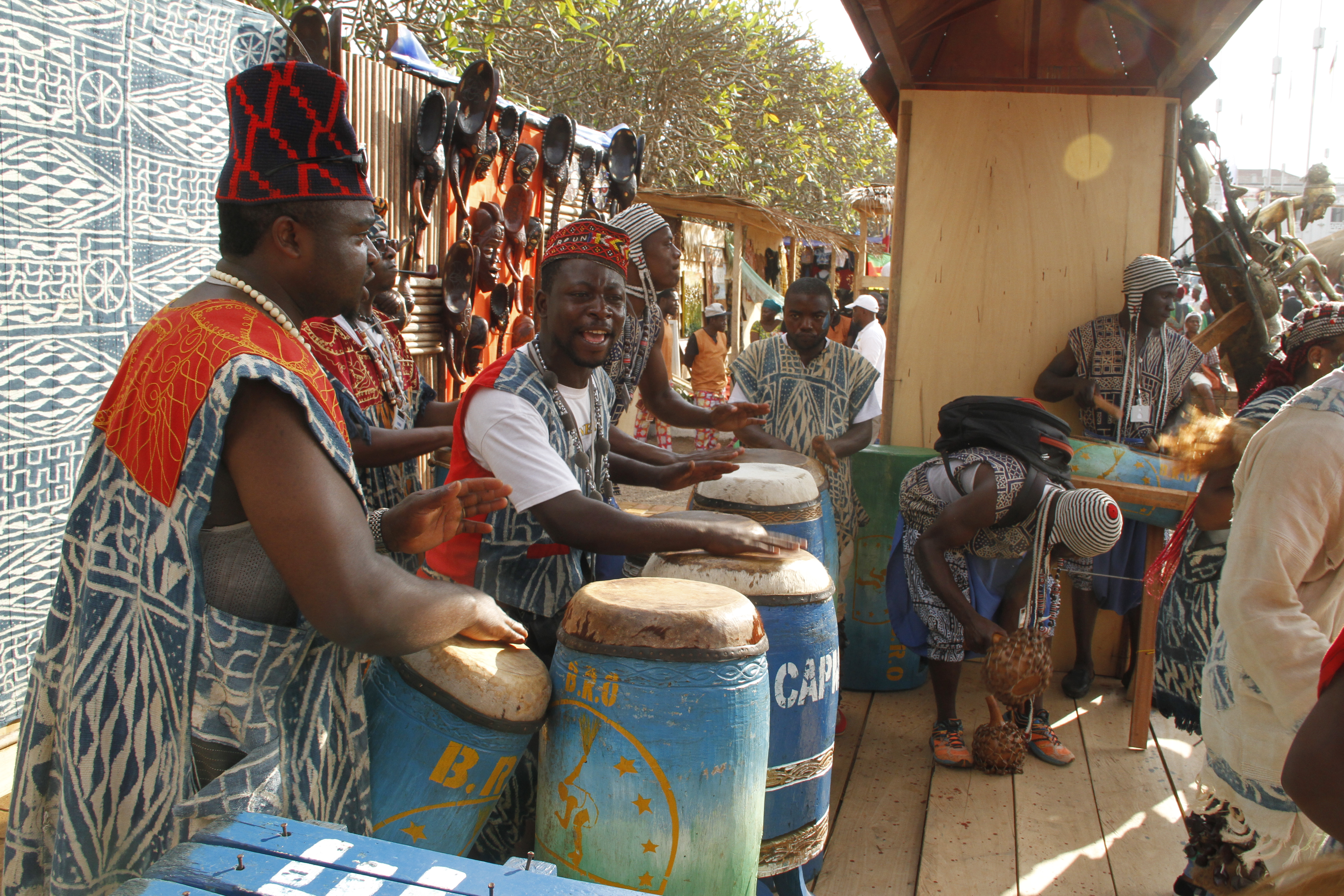
Group of Tam-tam players

### Instruments de musique traitionnelle

#### Sud

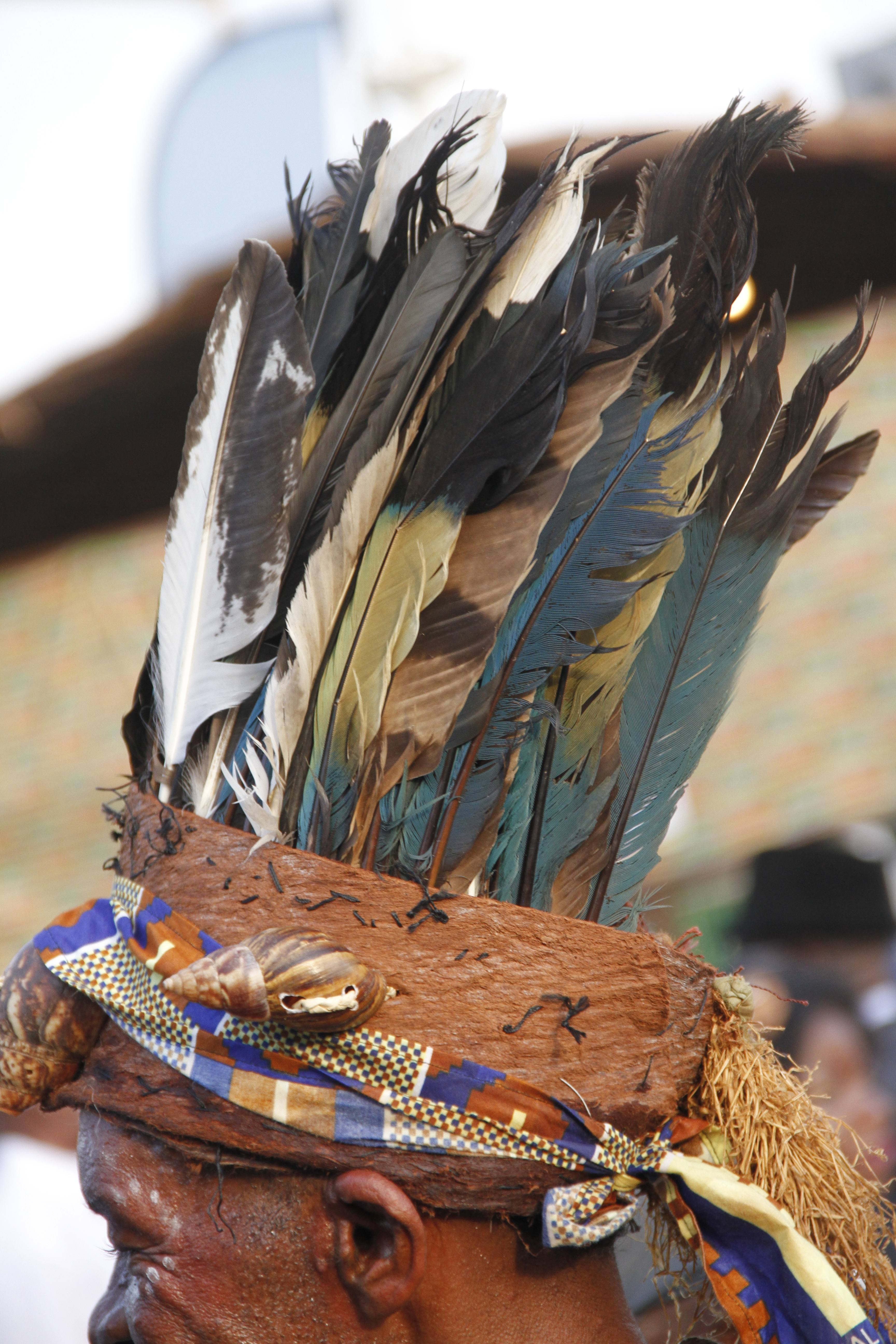
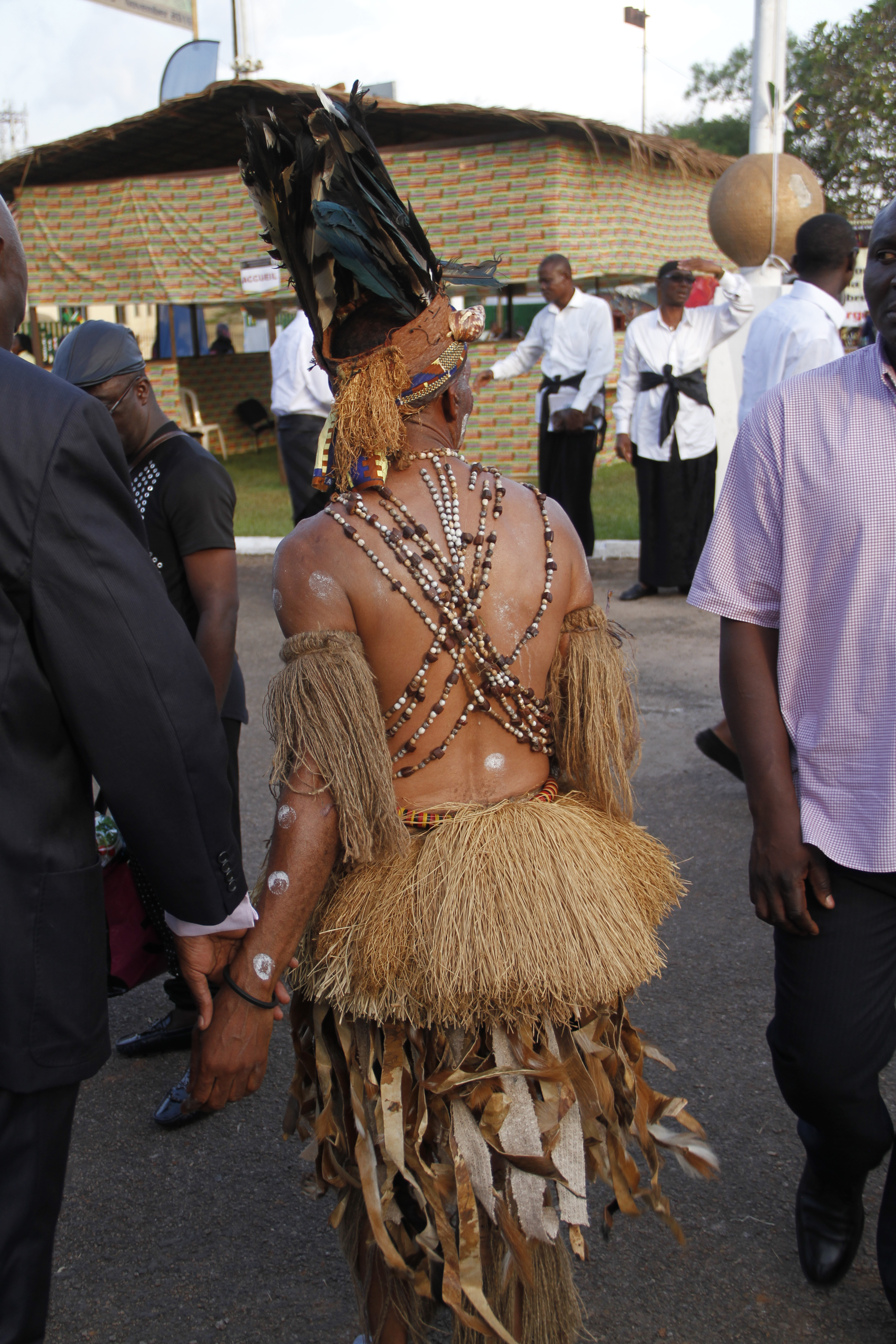
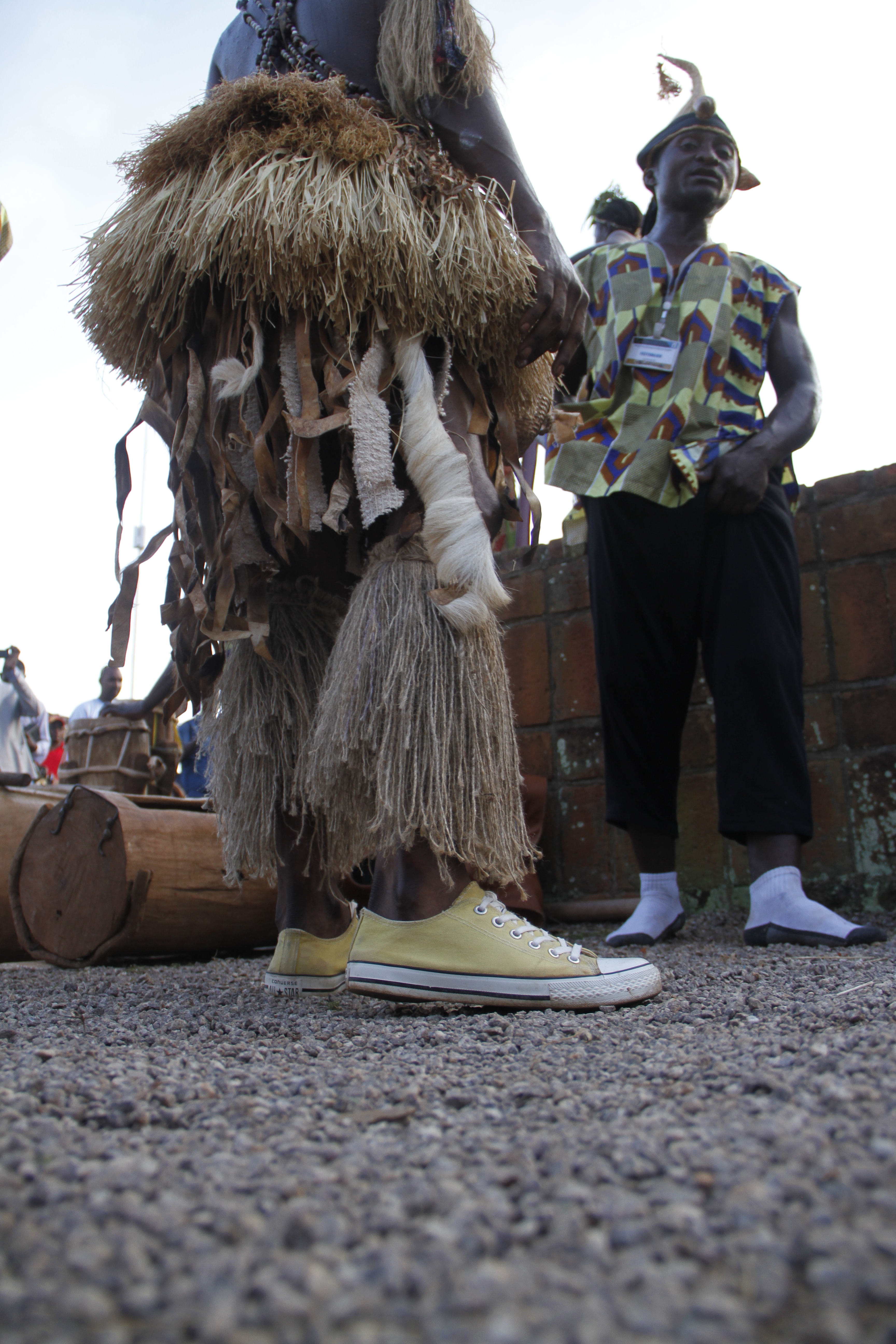
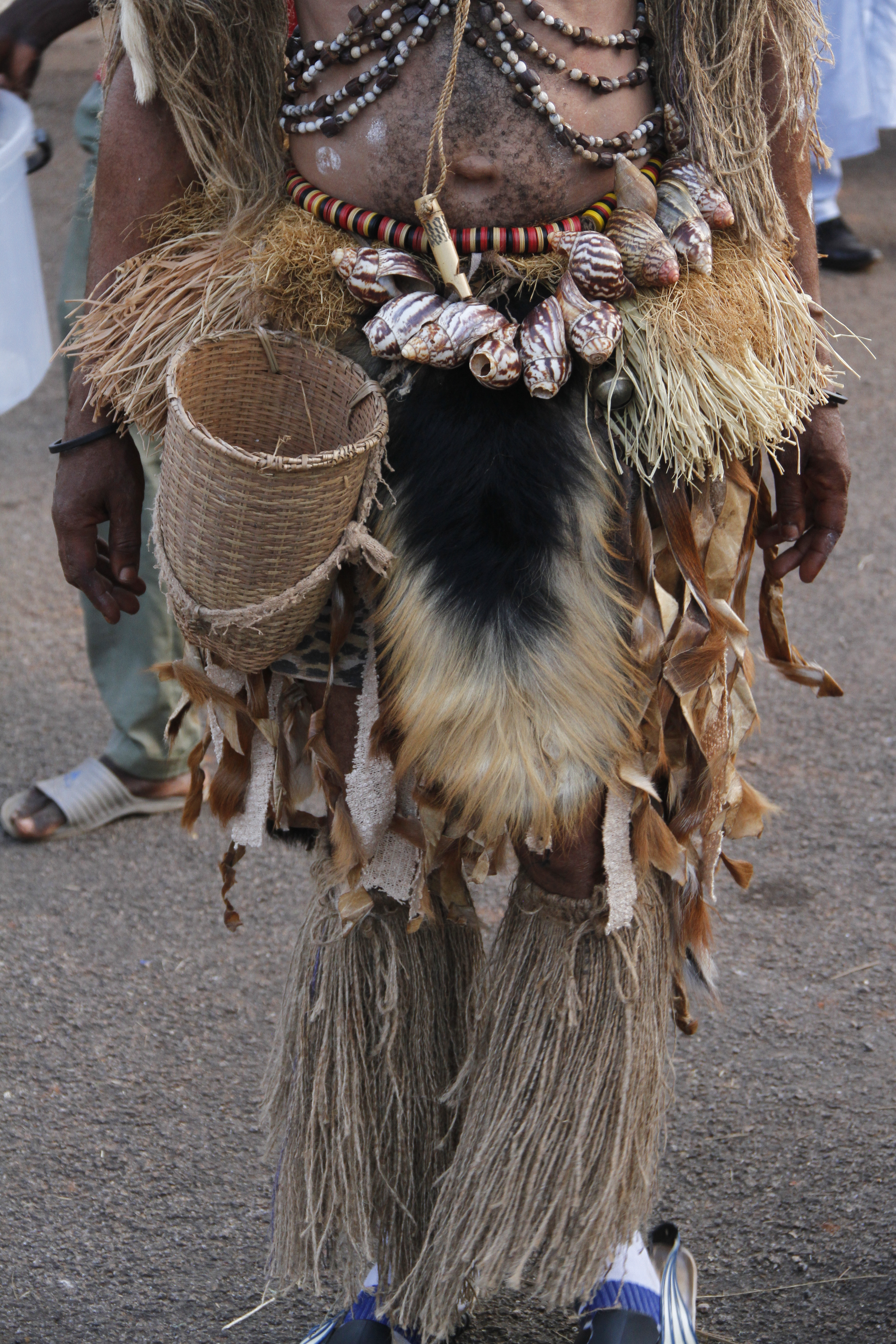
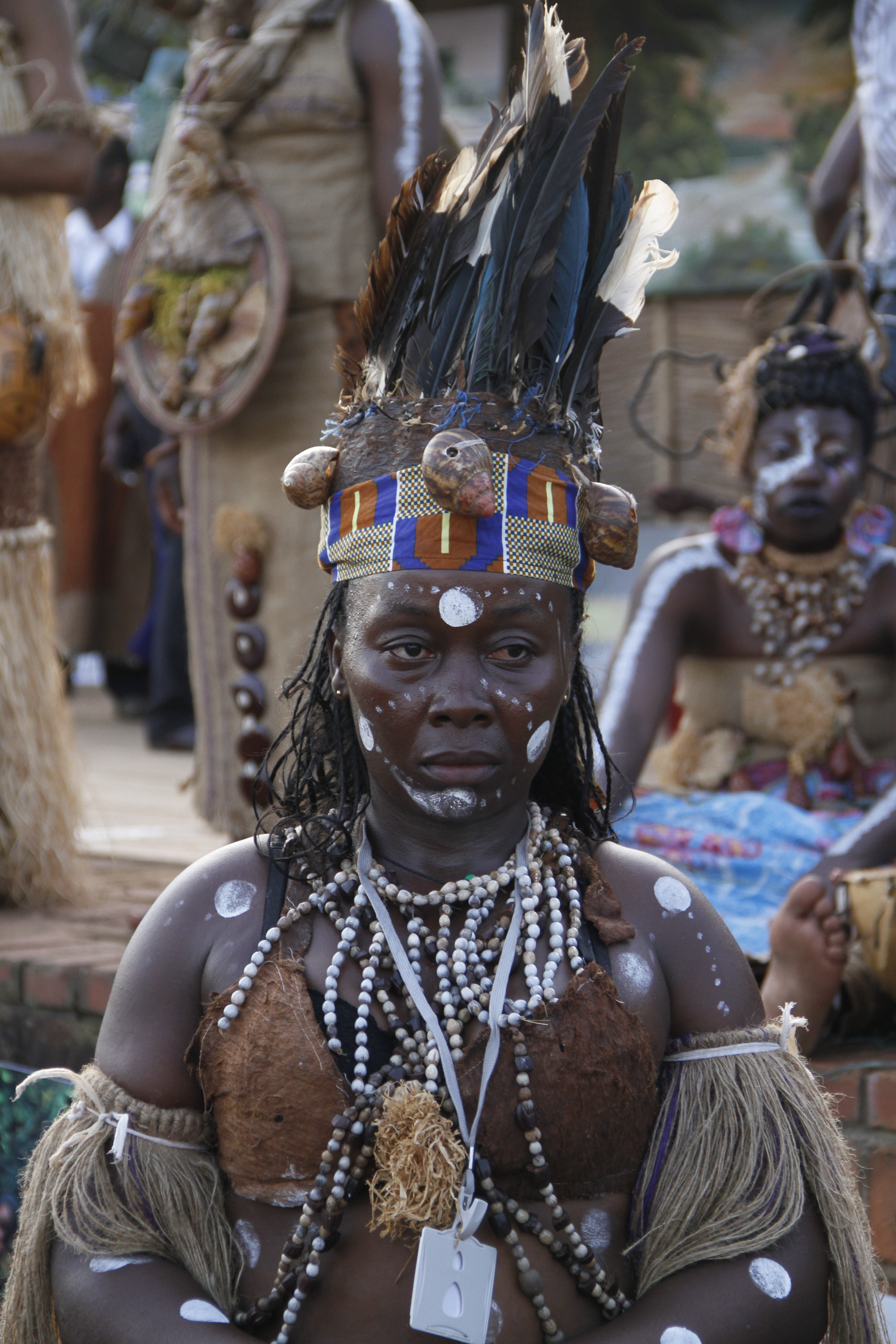
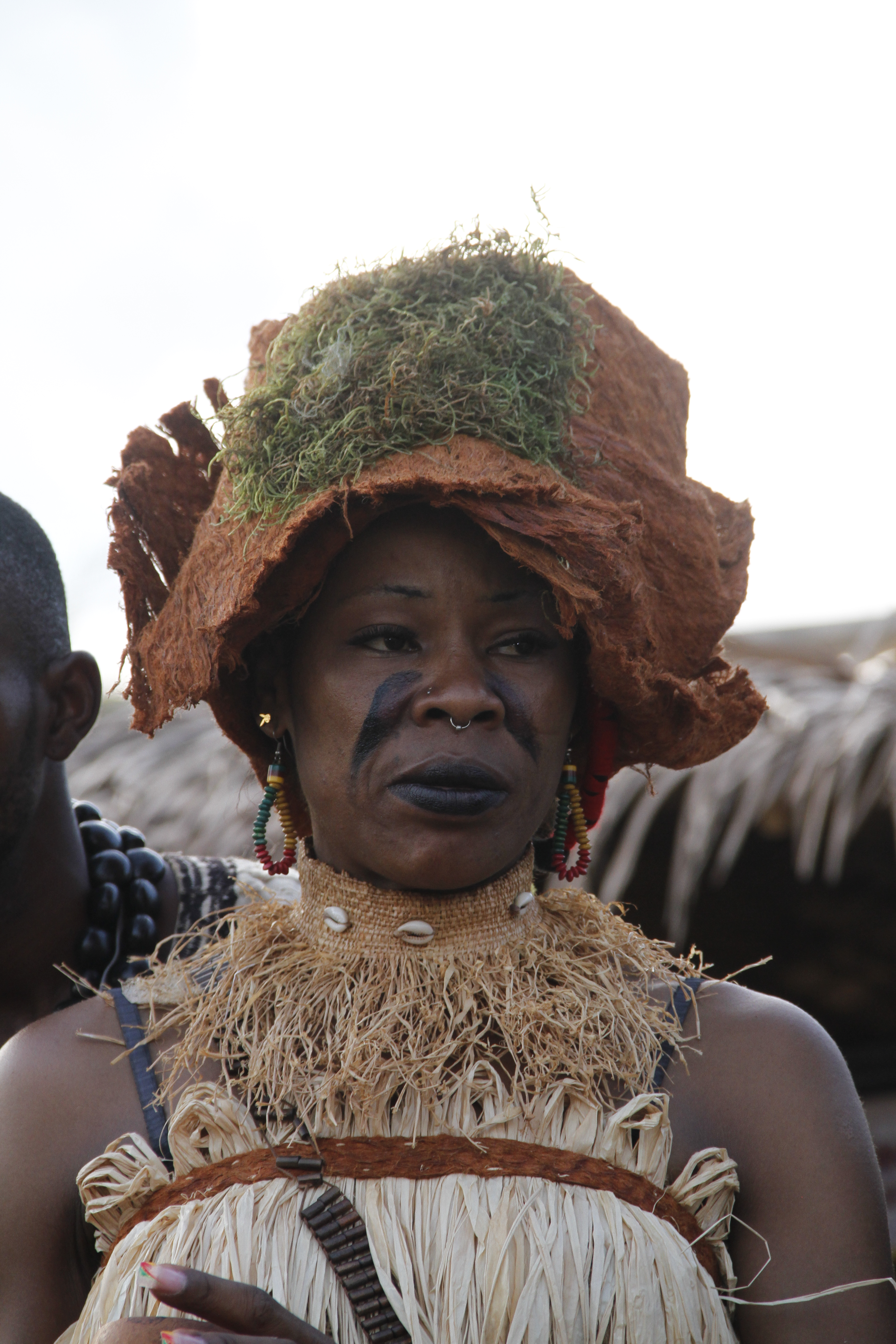
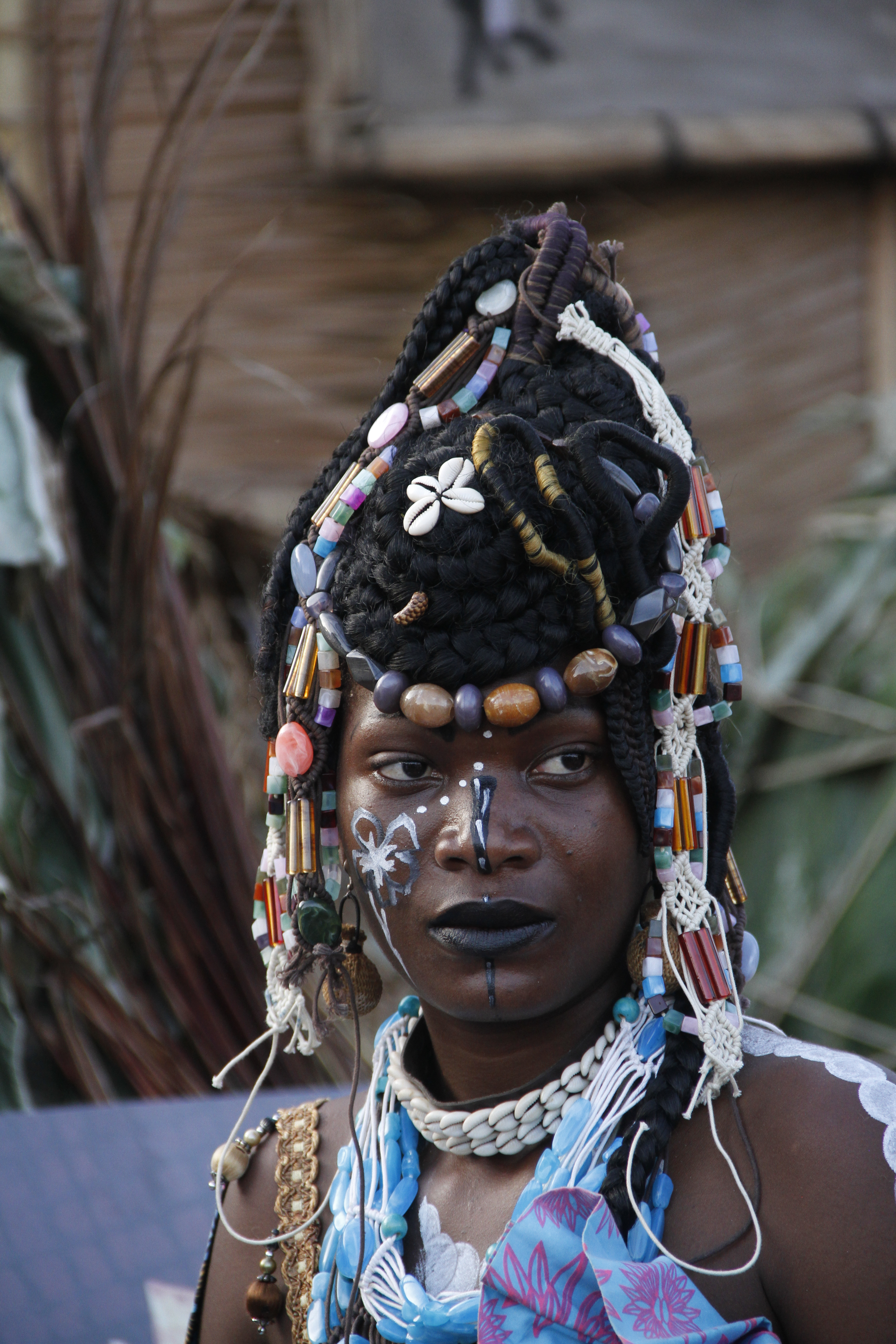
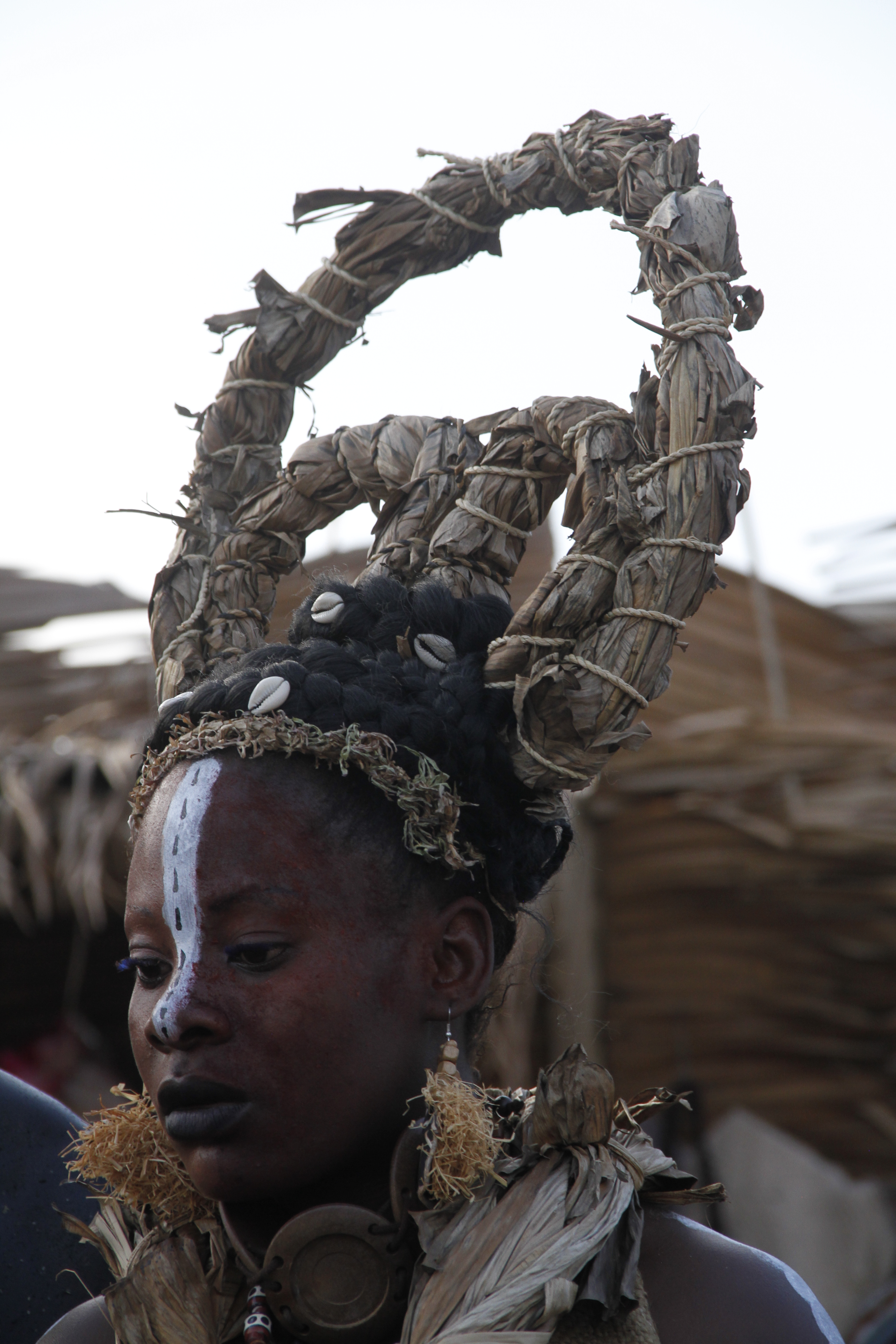
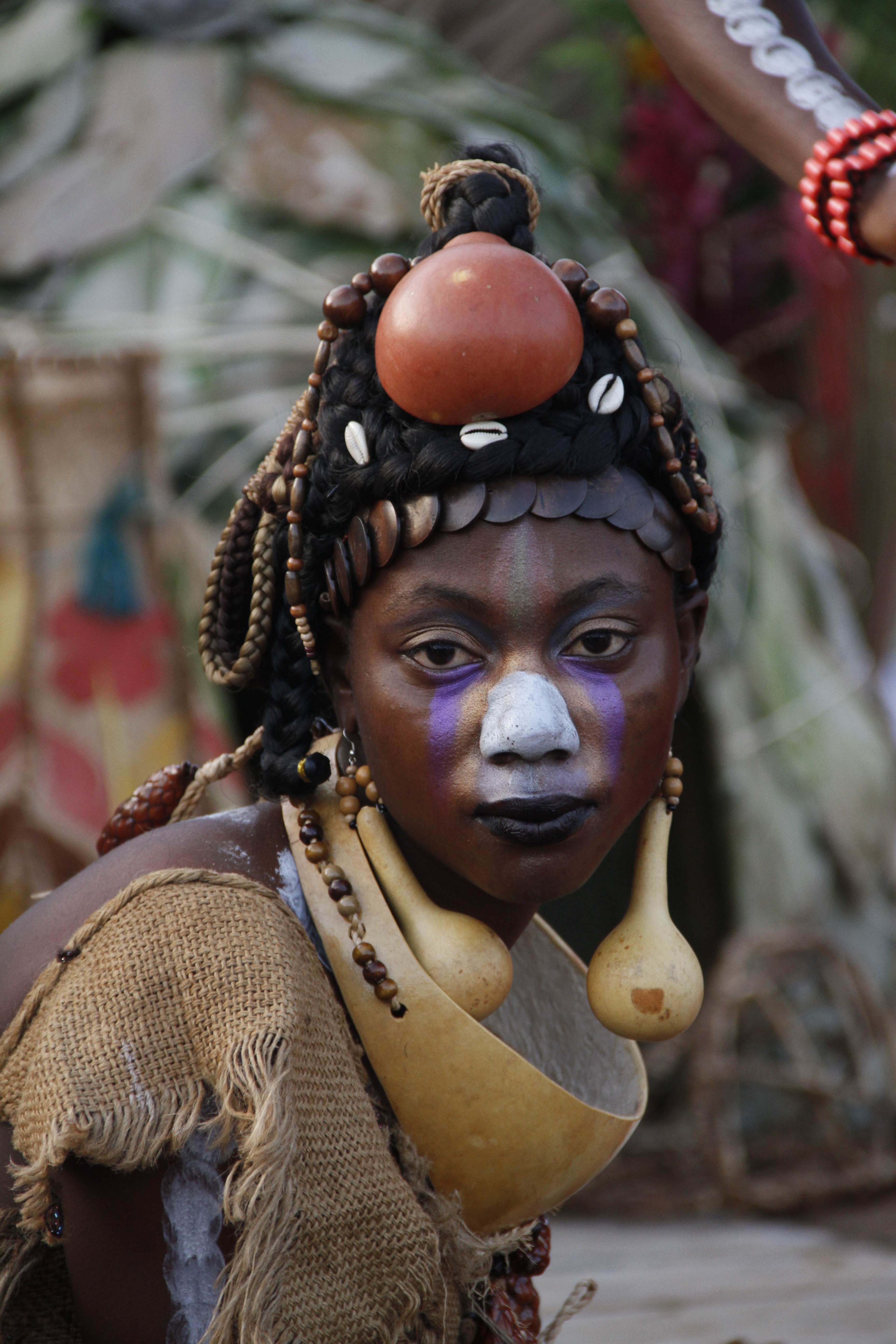
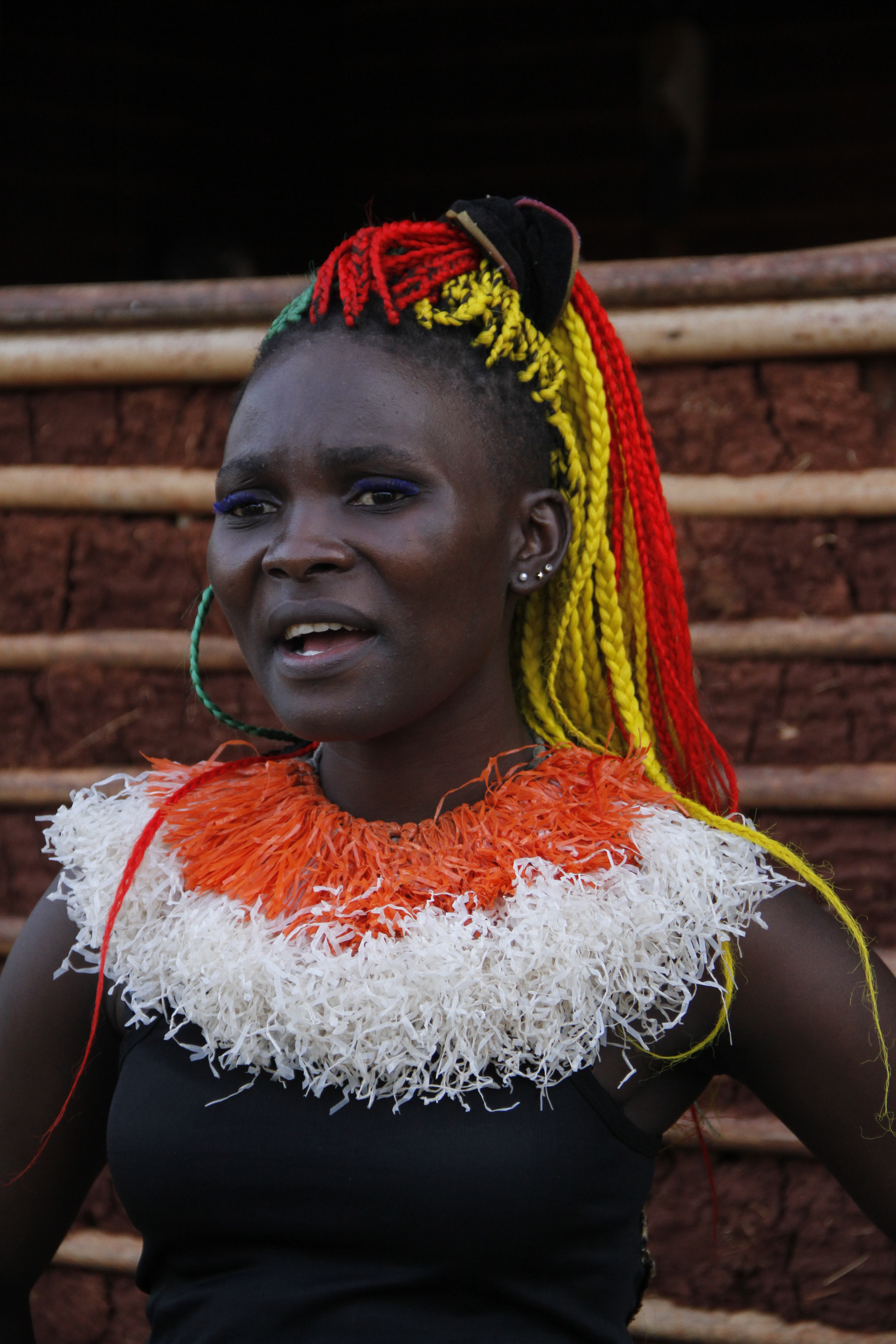
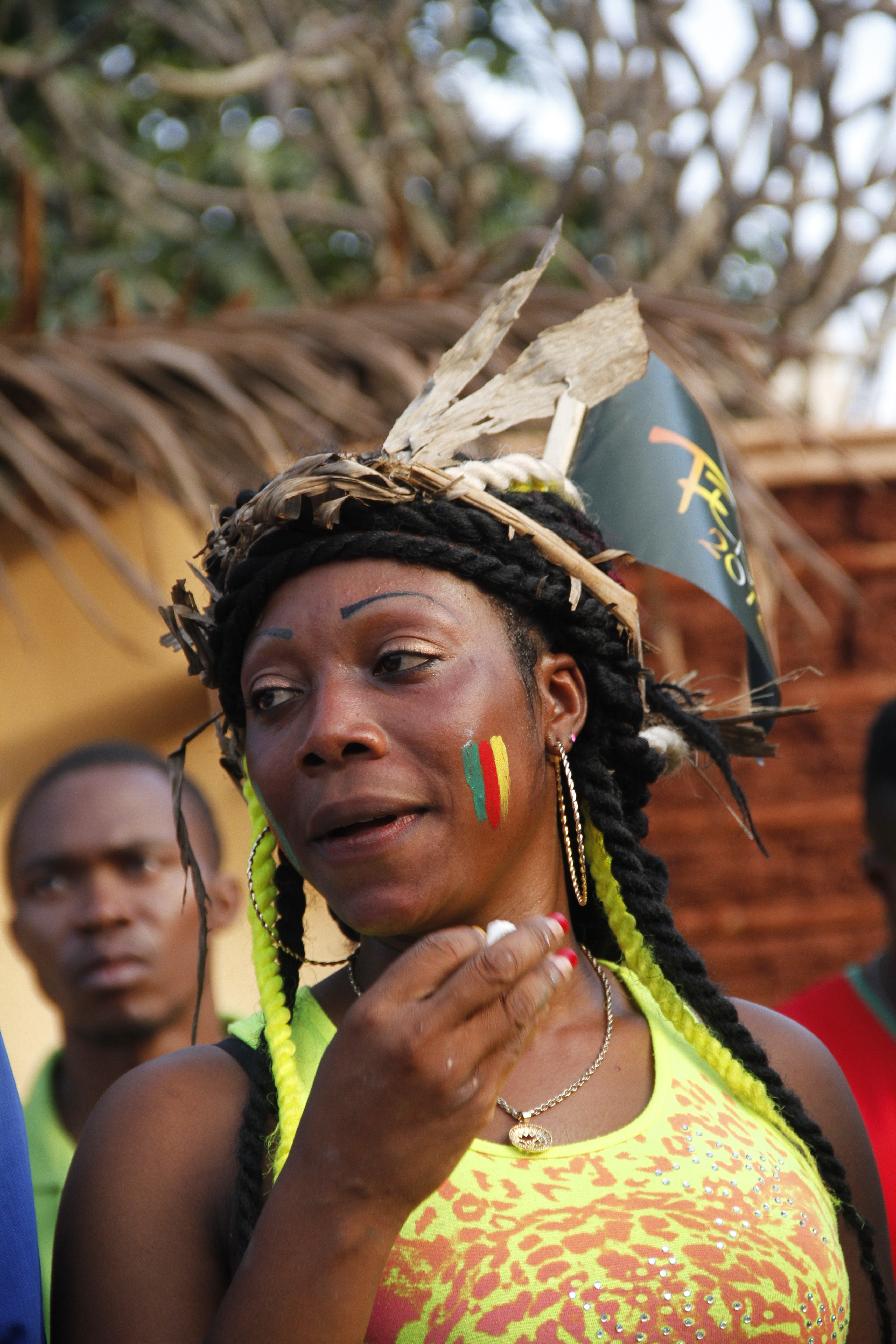
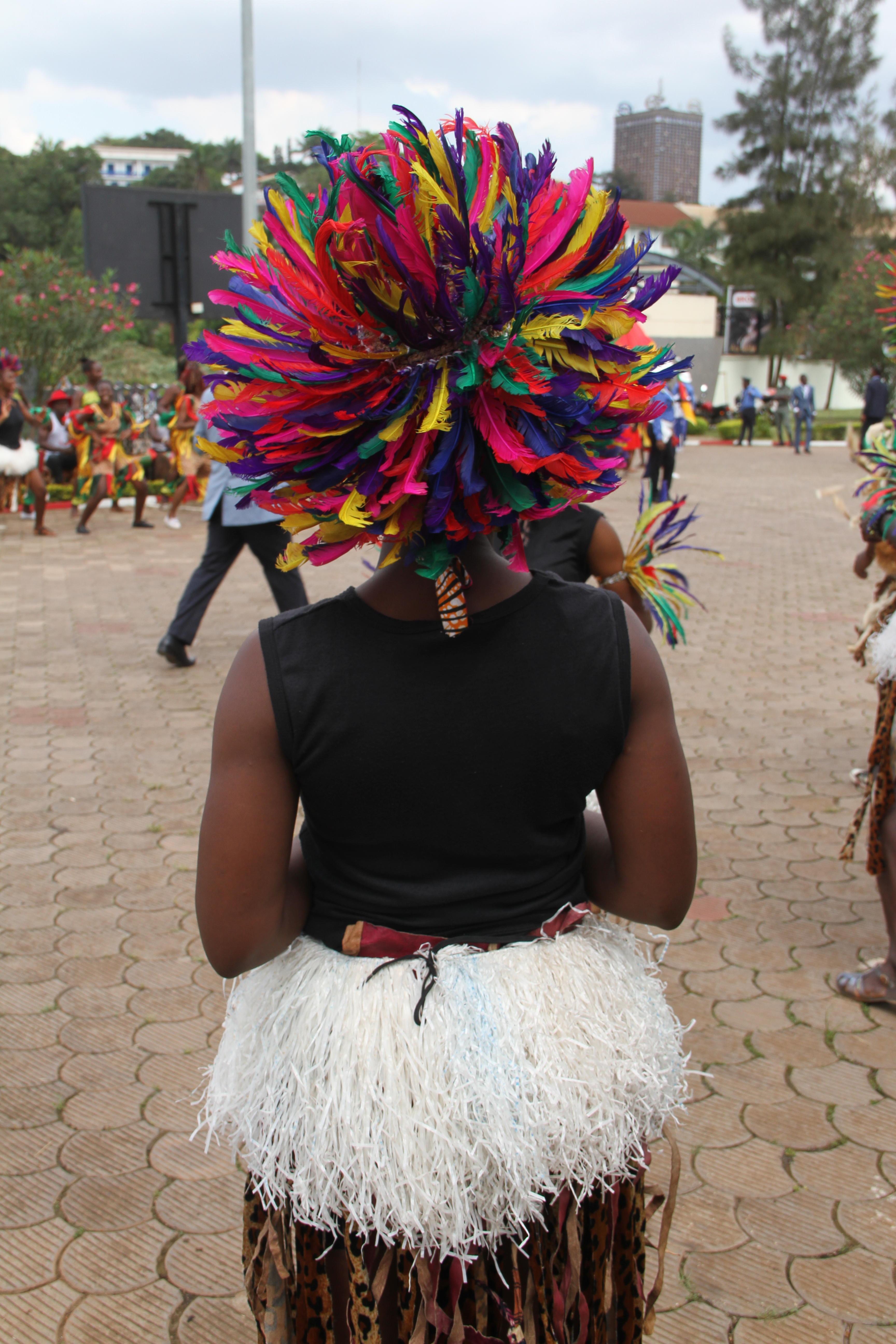
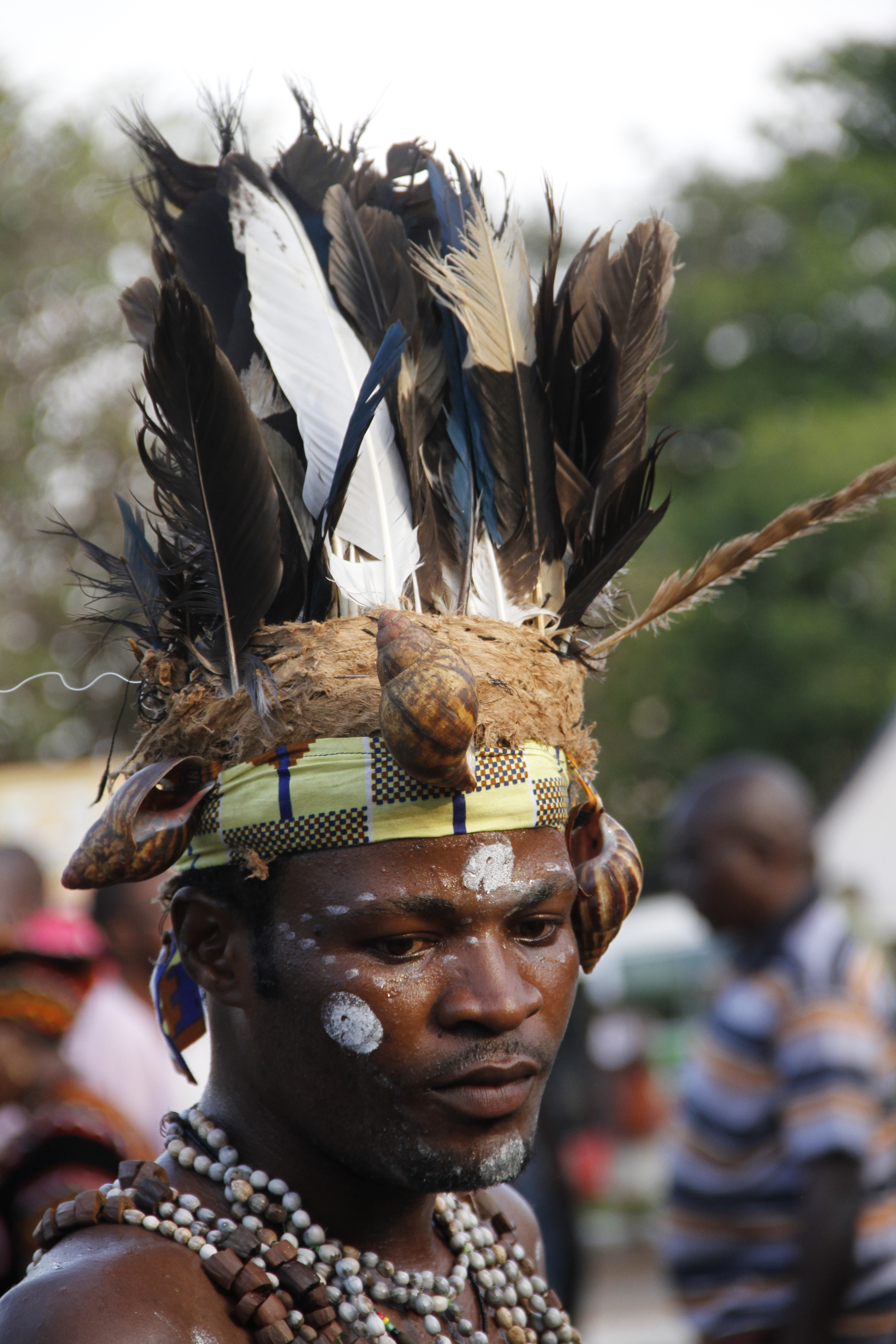

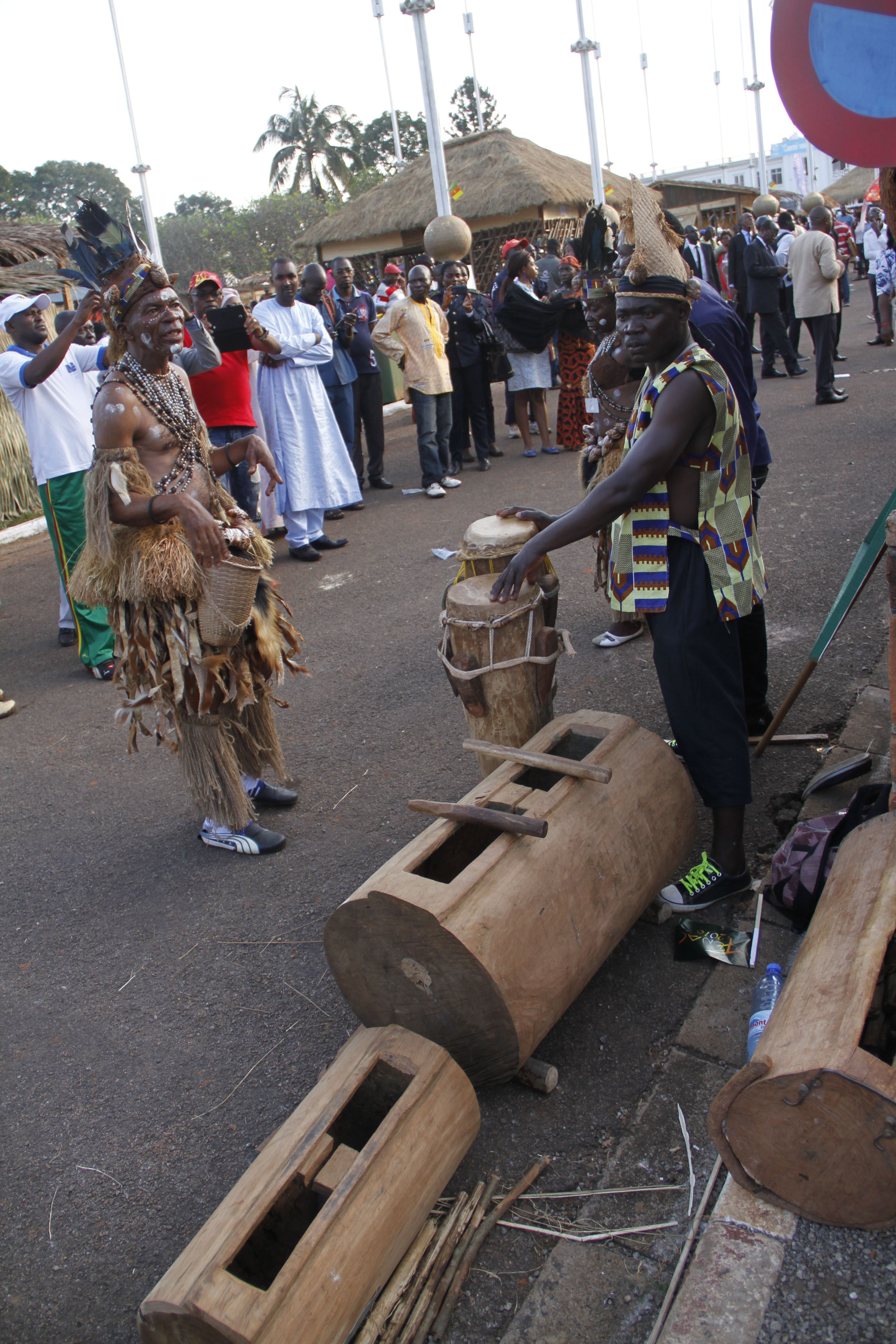
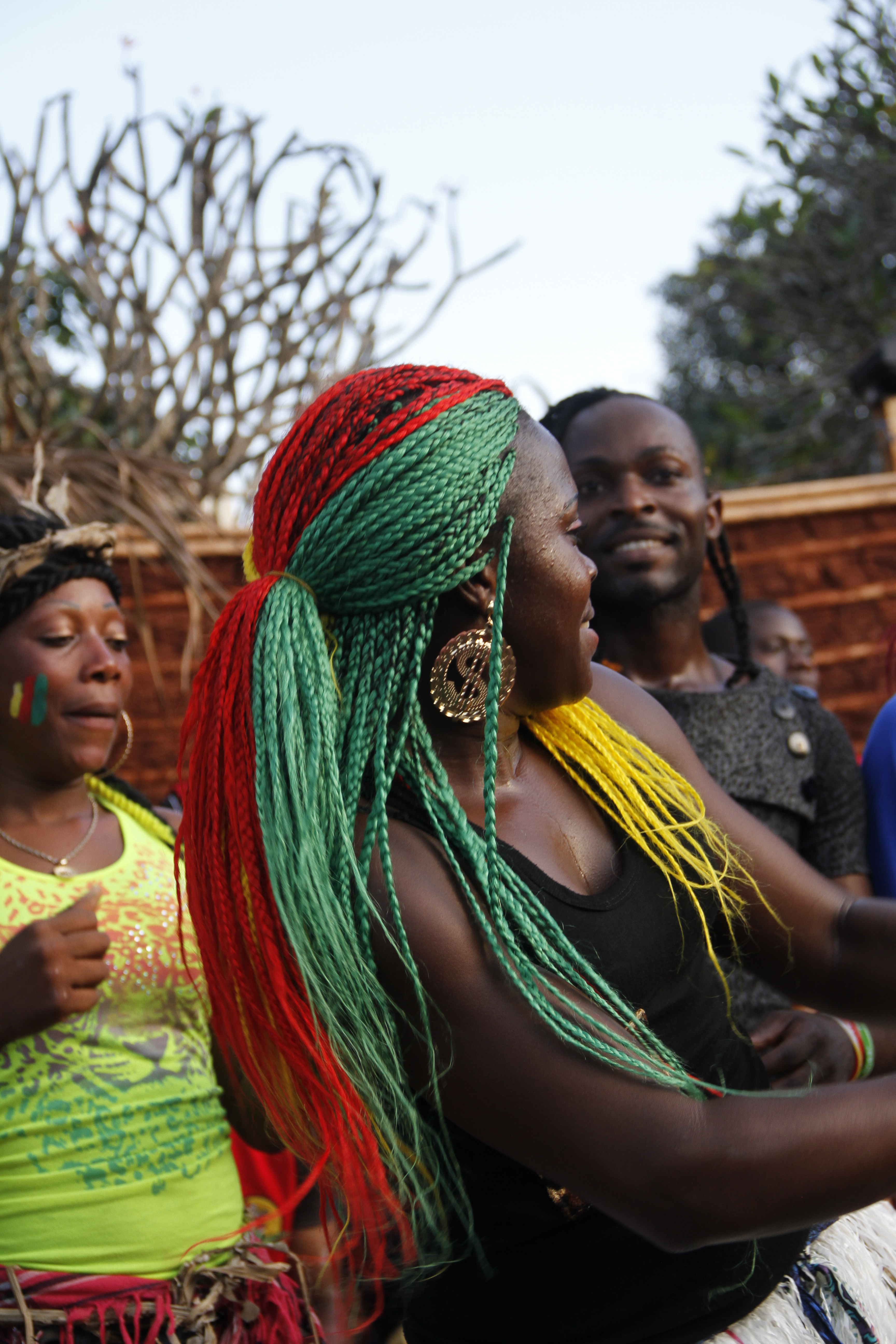
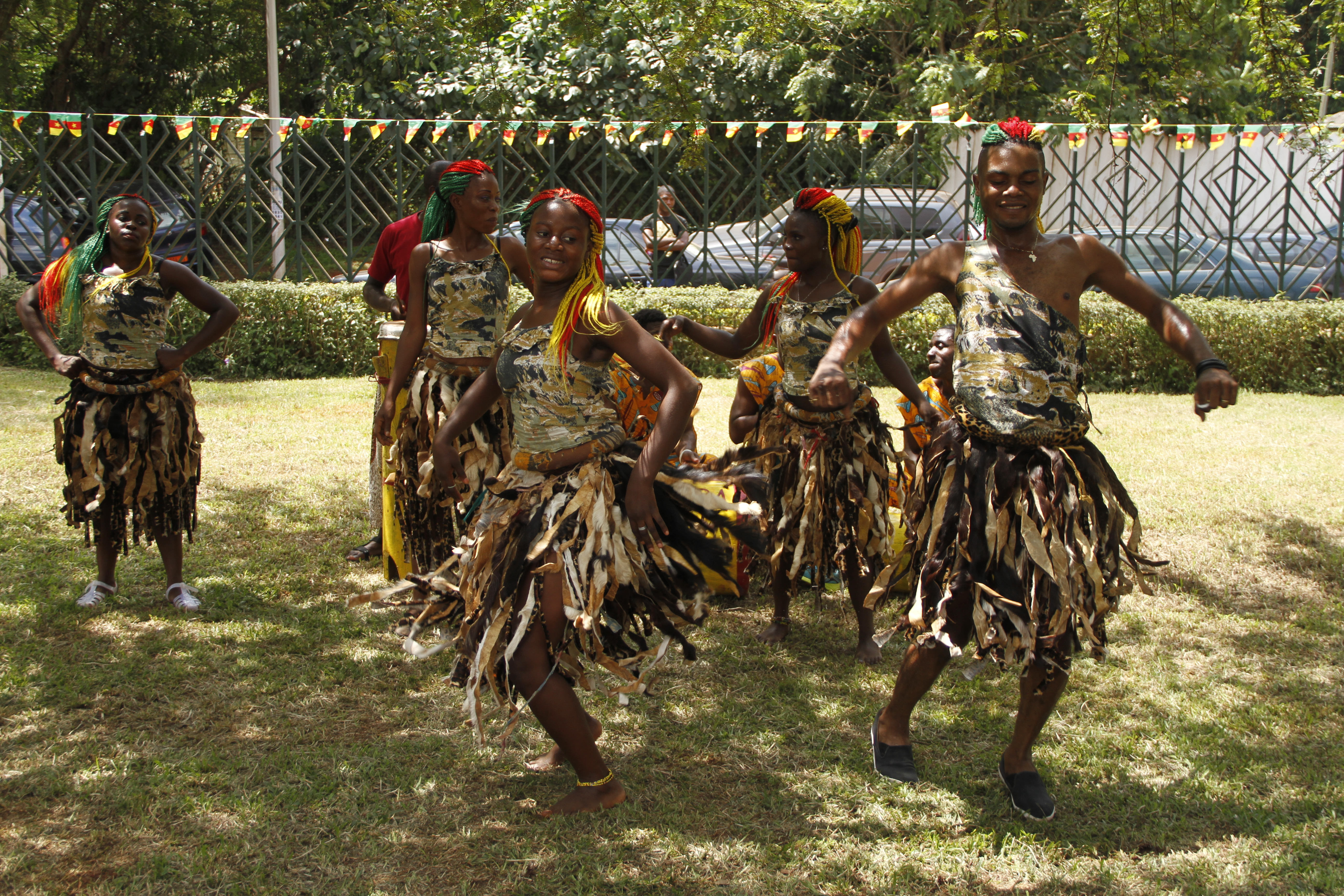
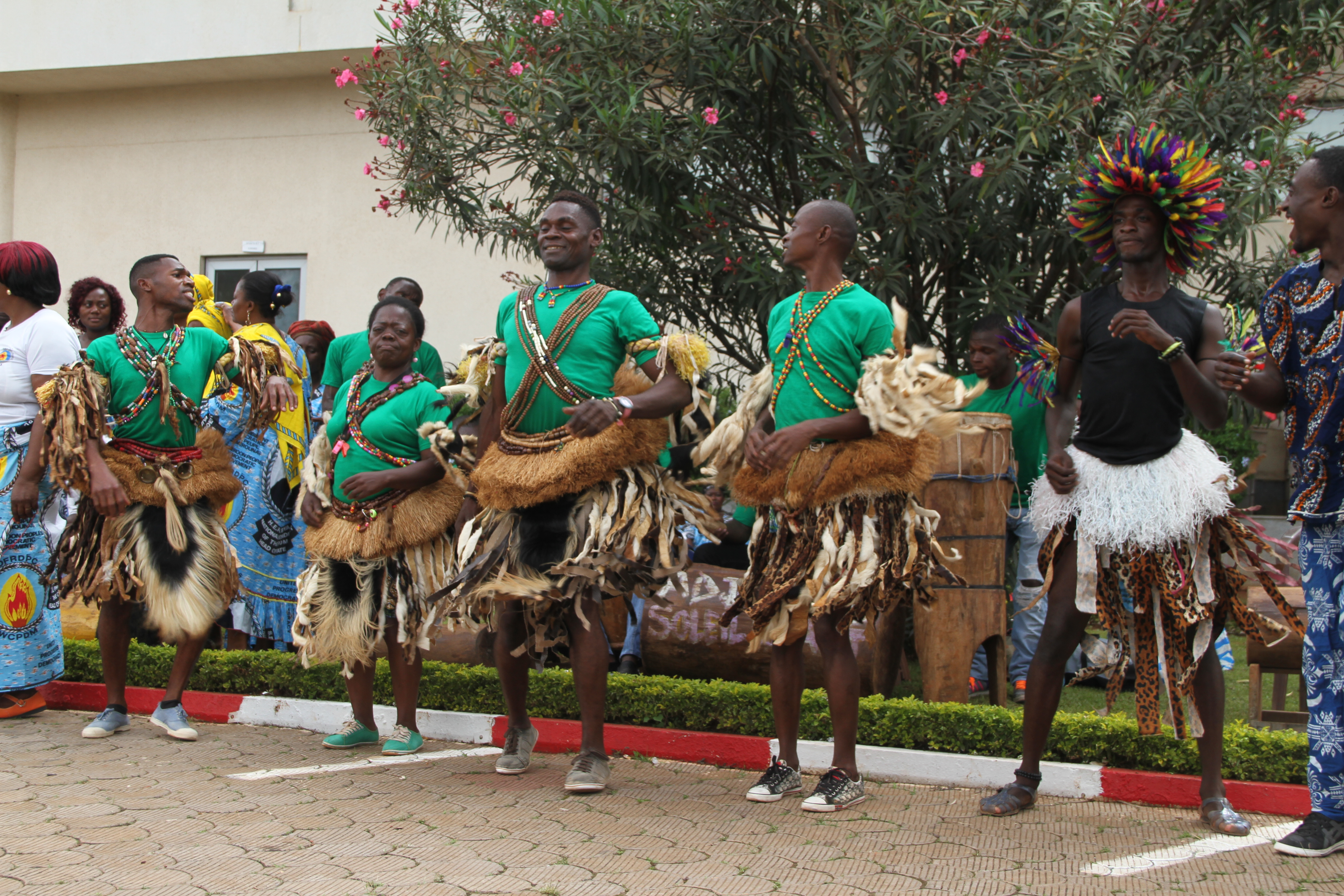
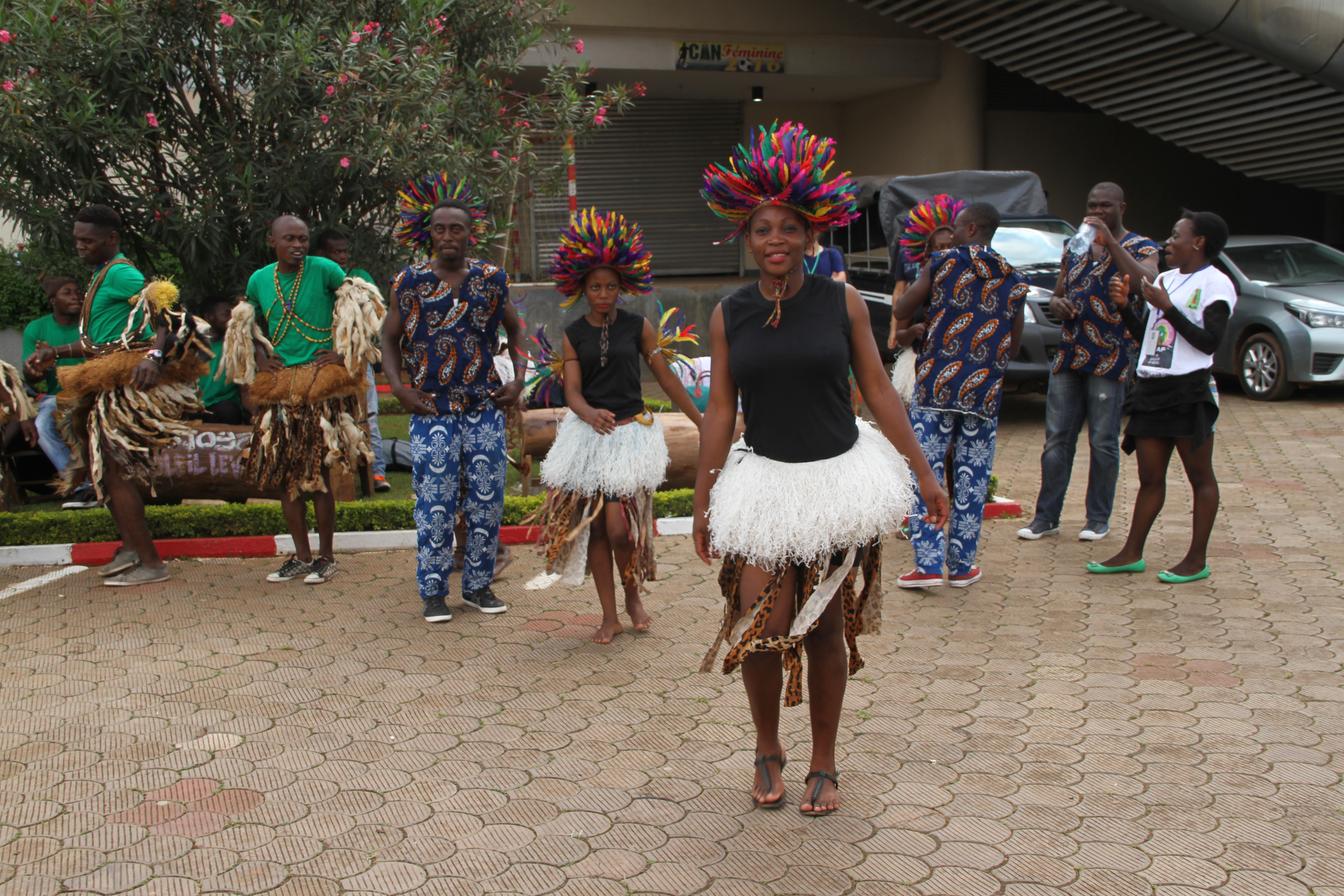
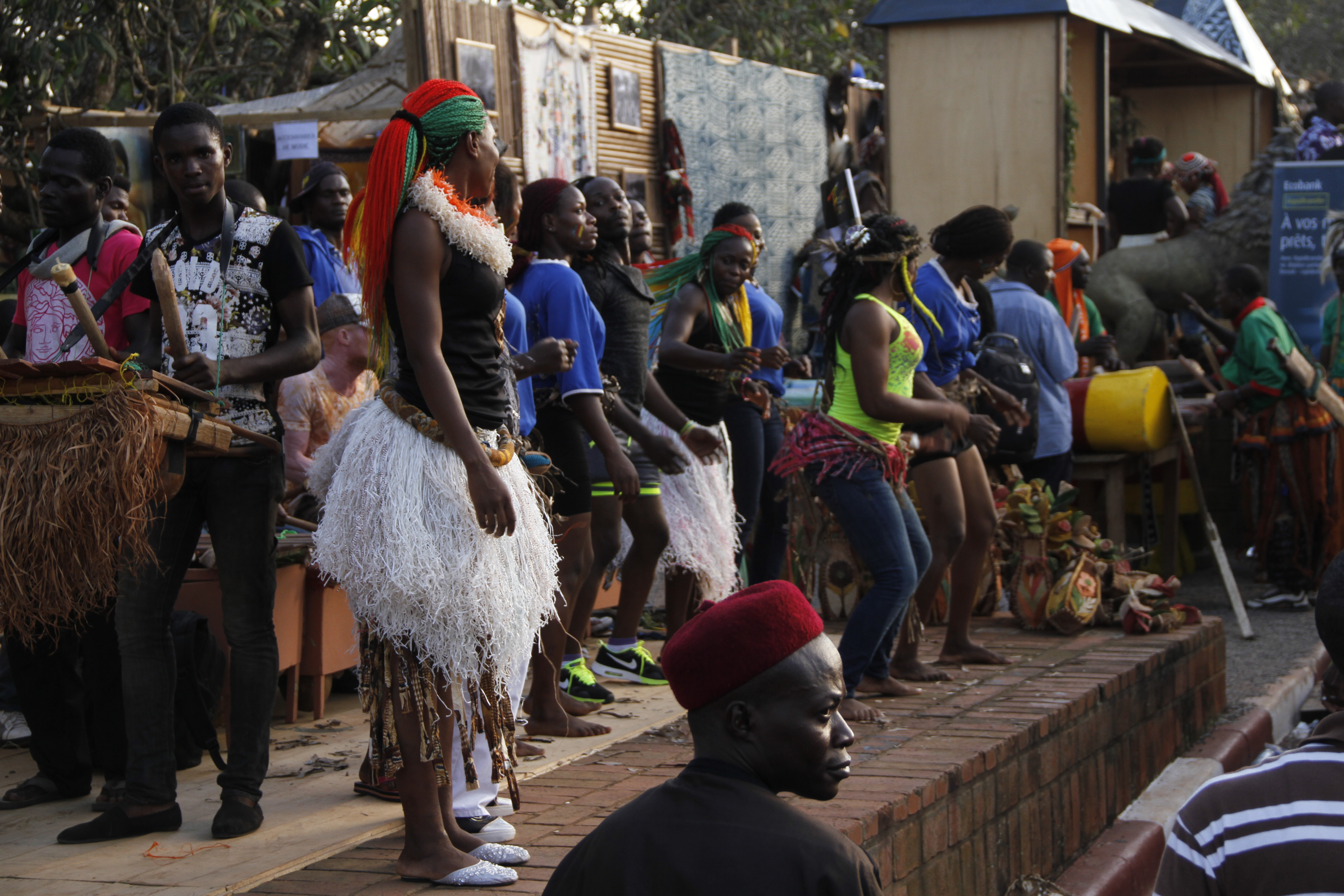
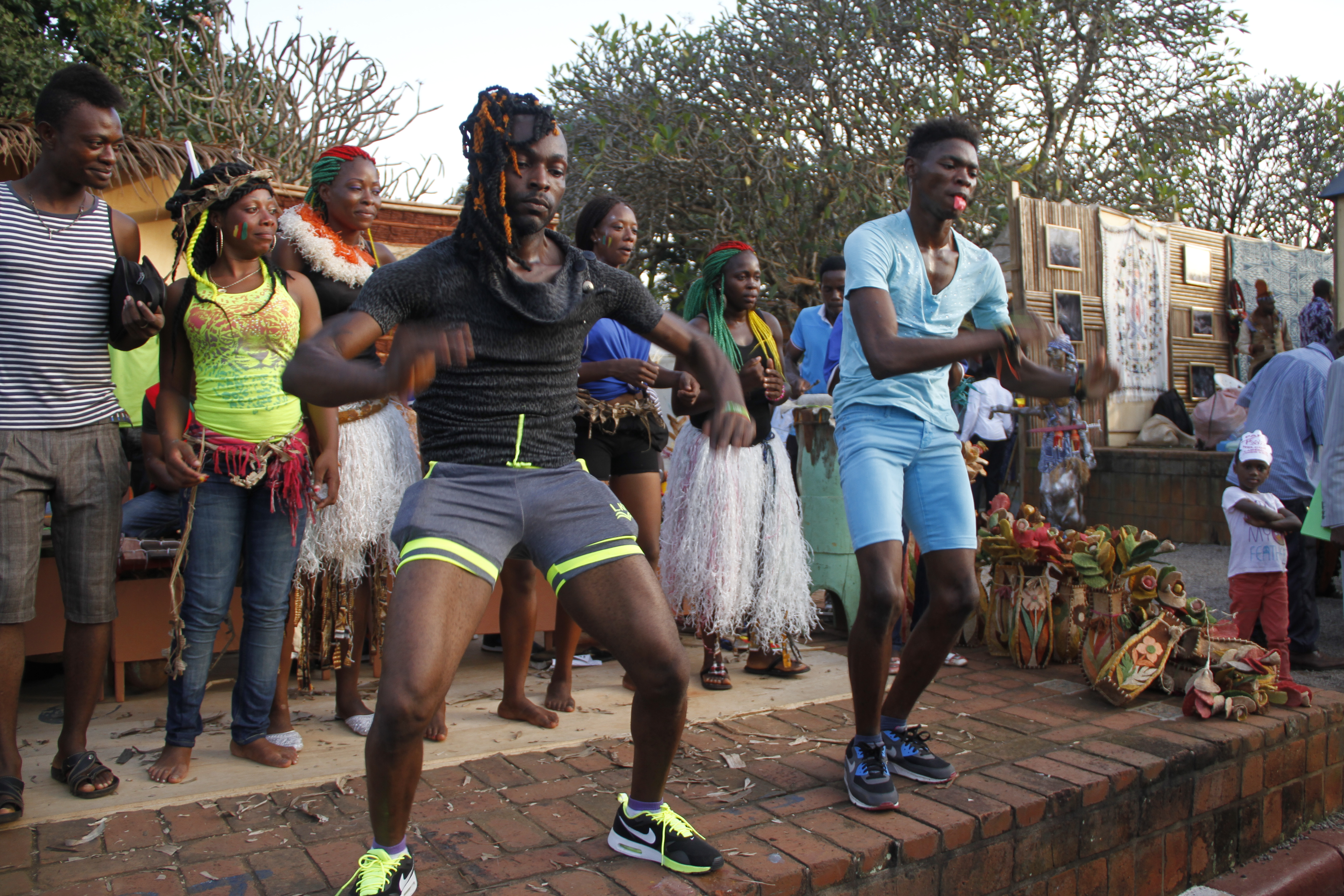
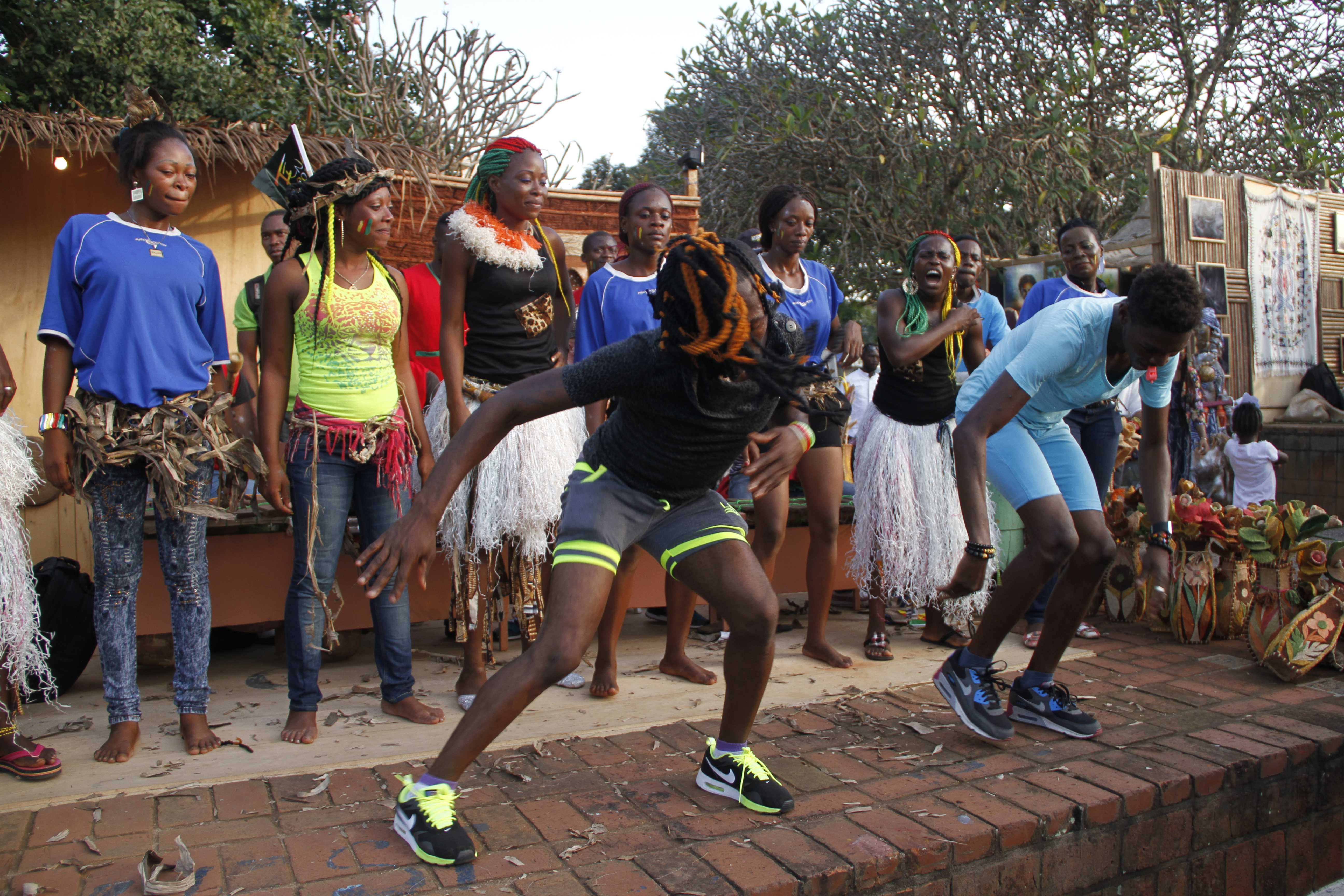
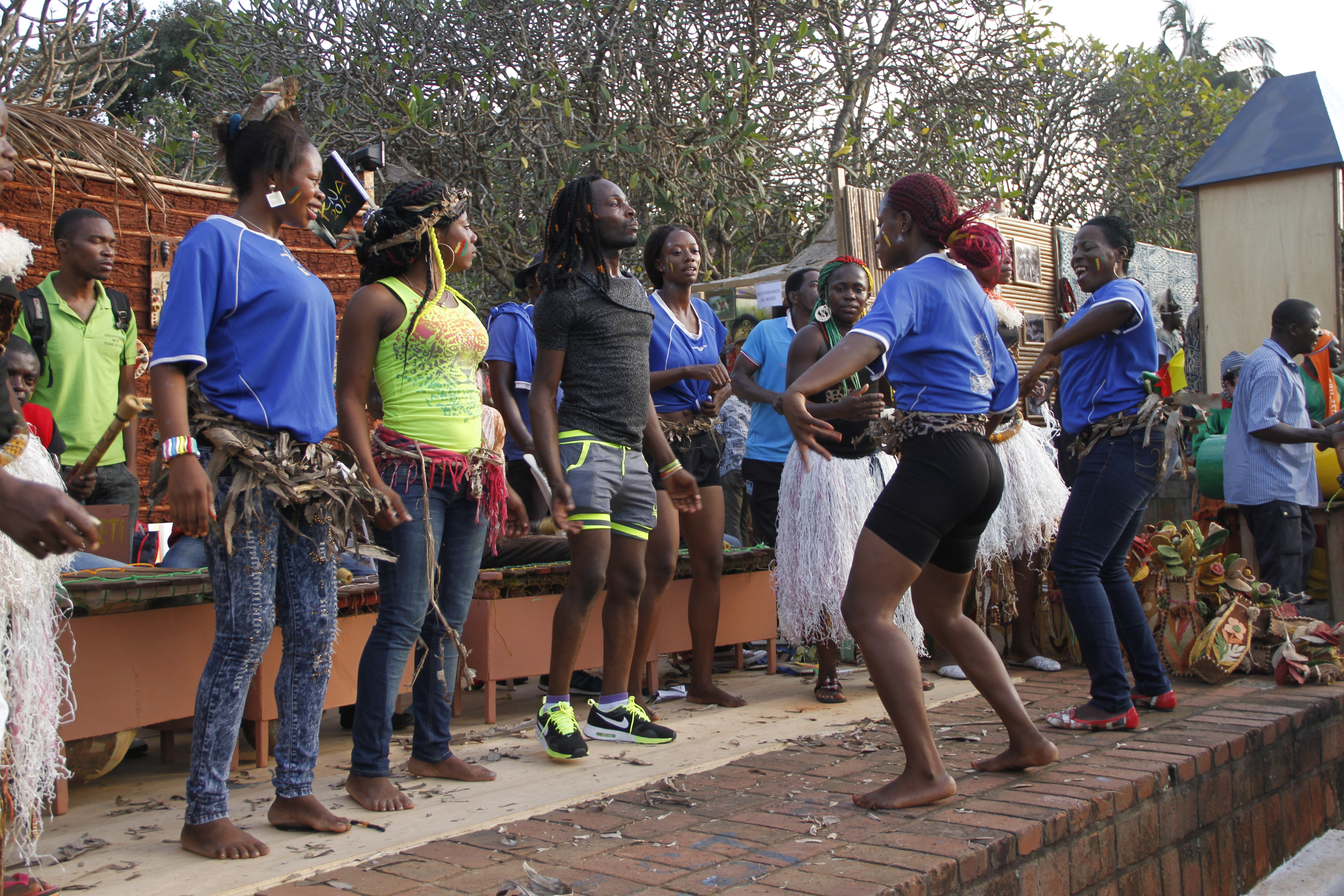

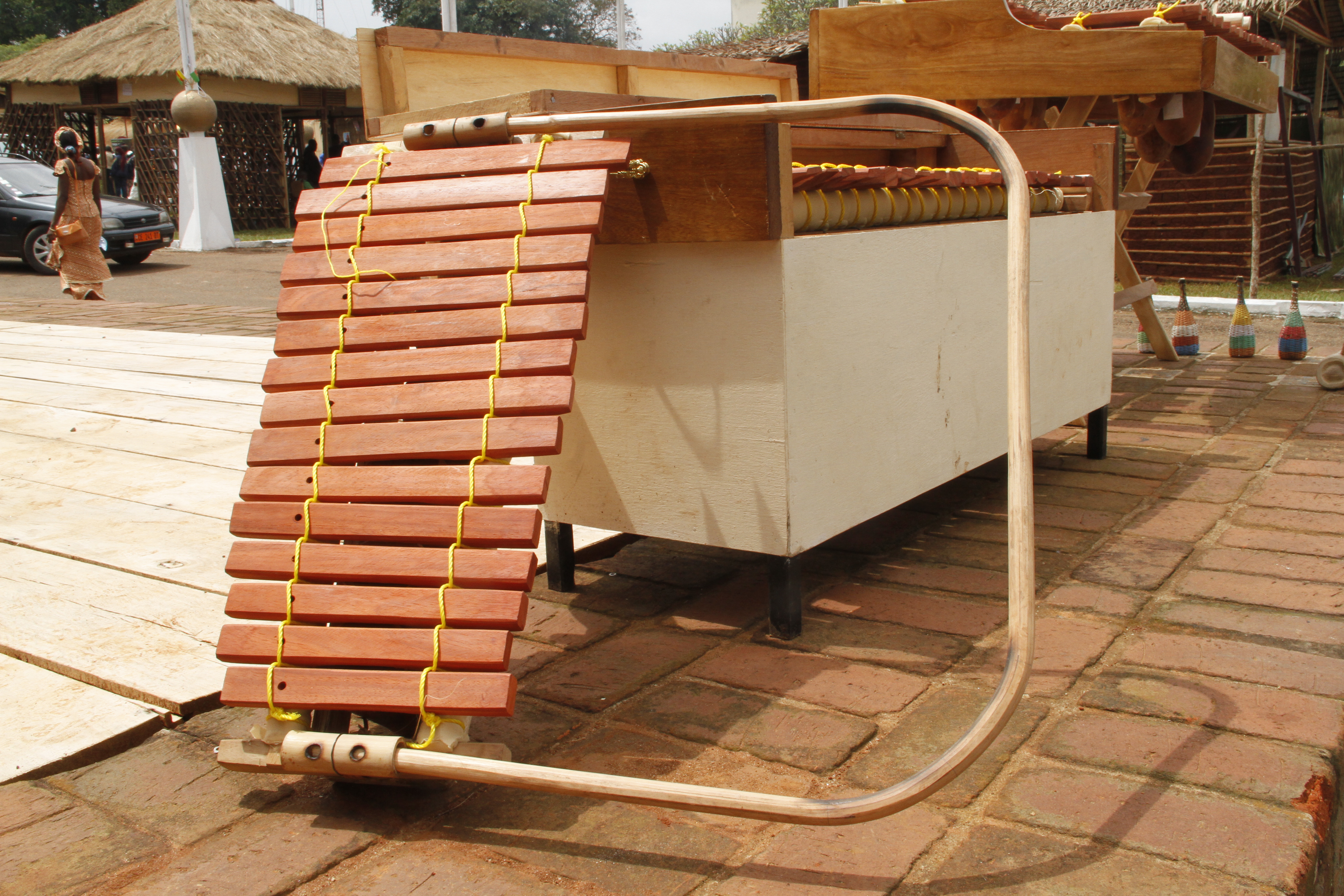
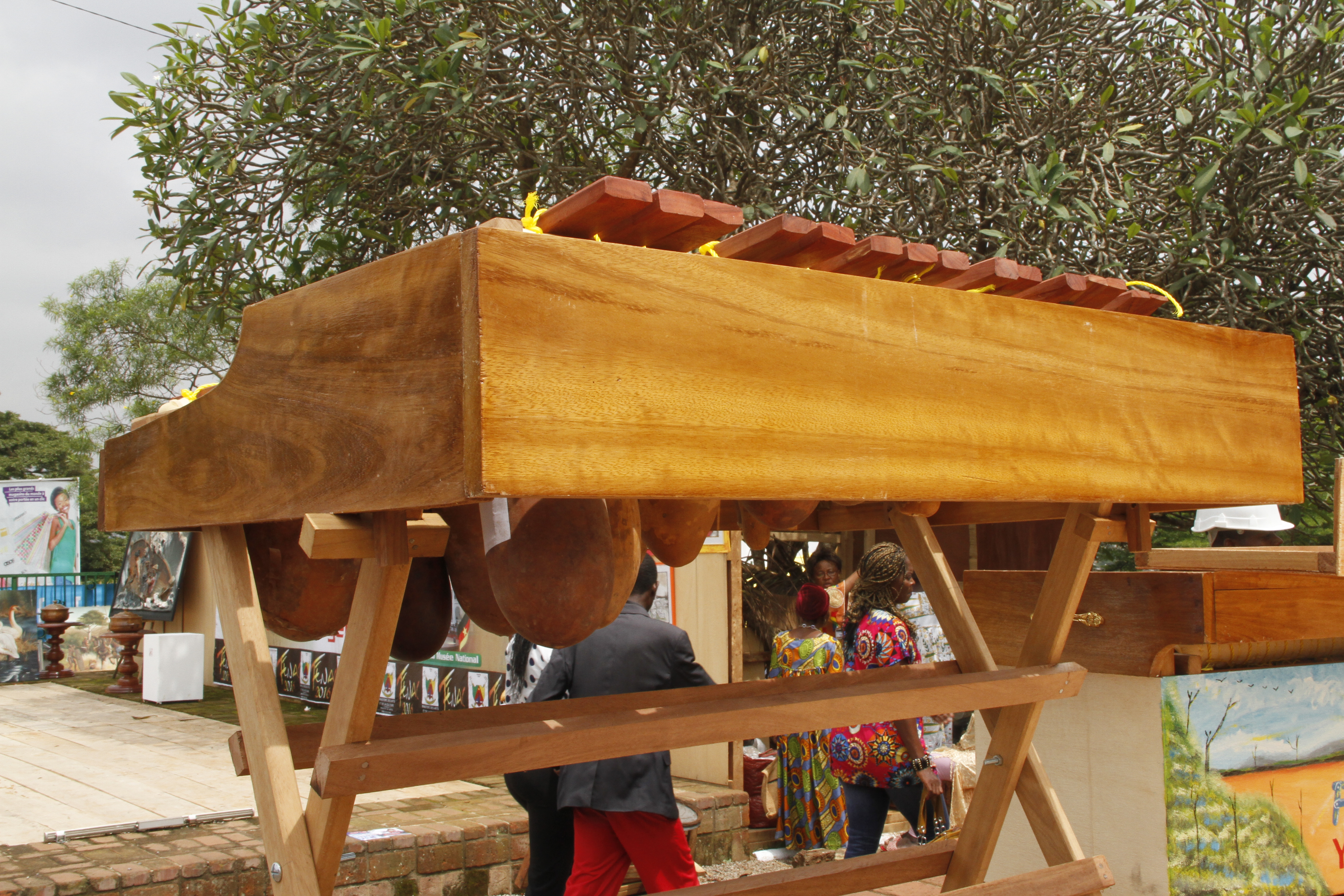
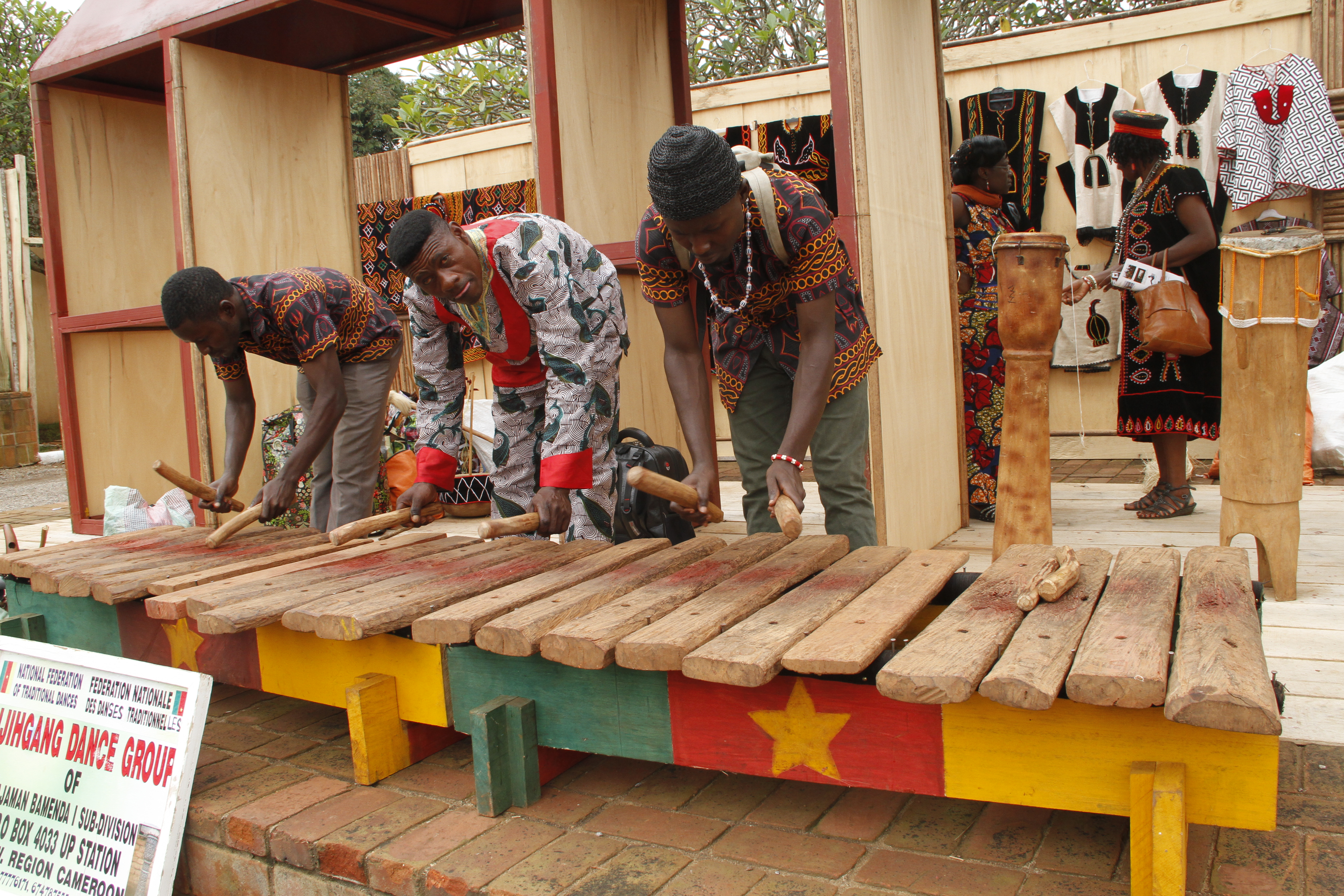
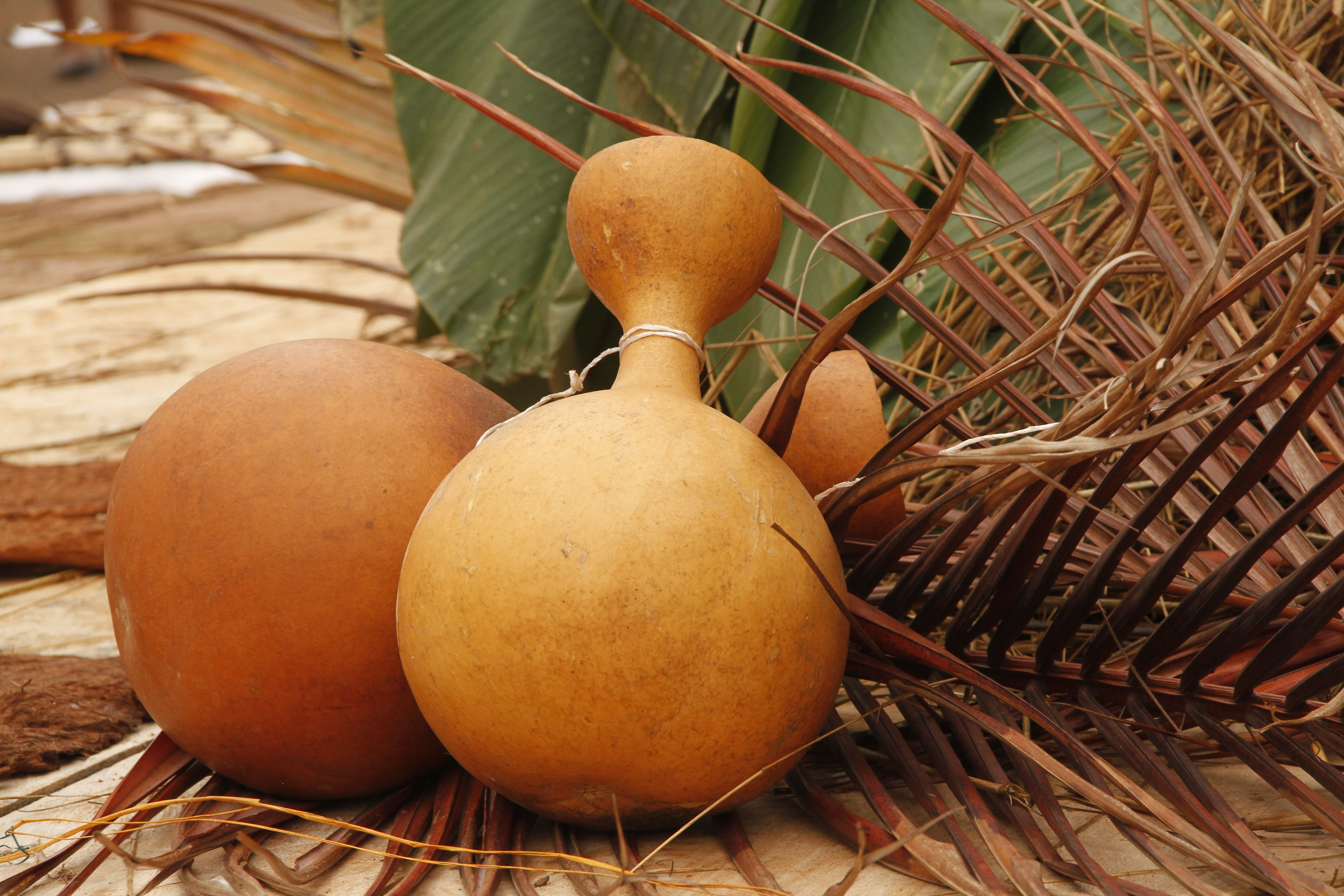
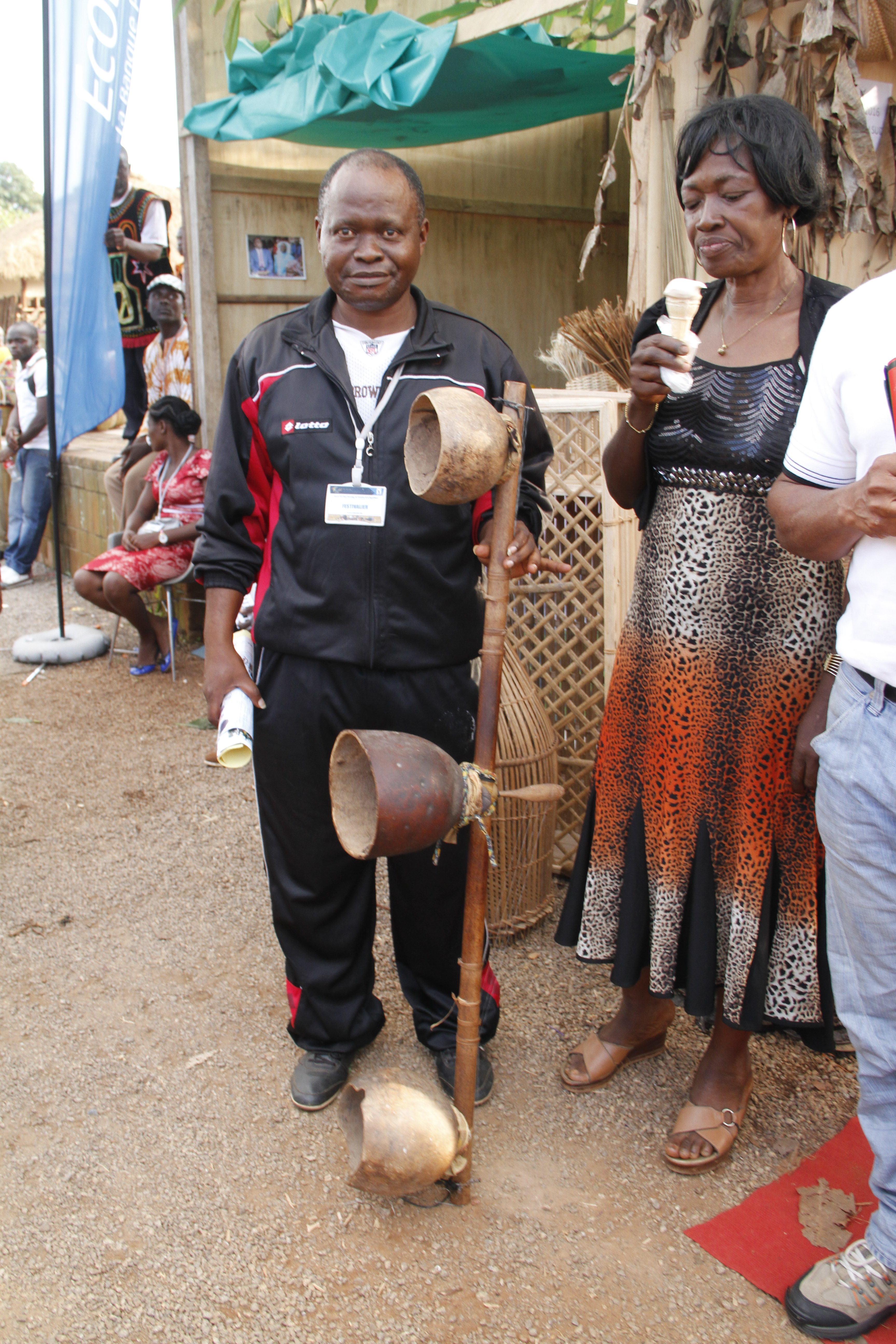
Mvet

#### Nord

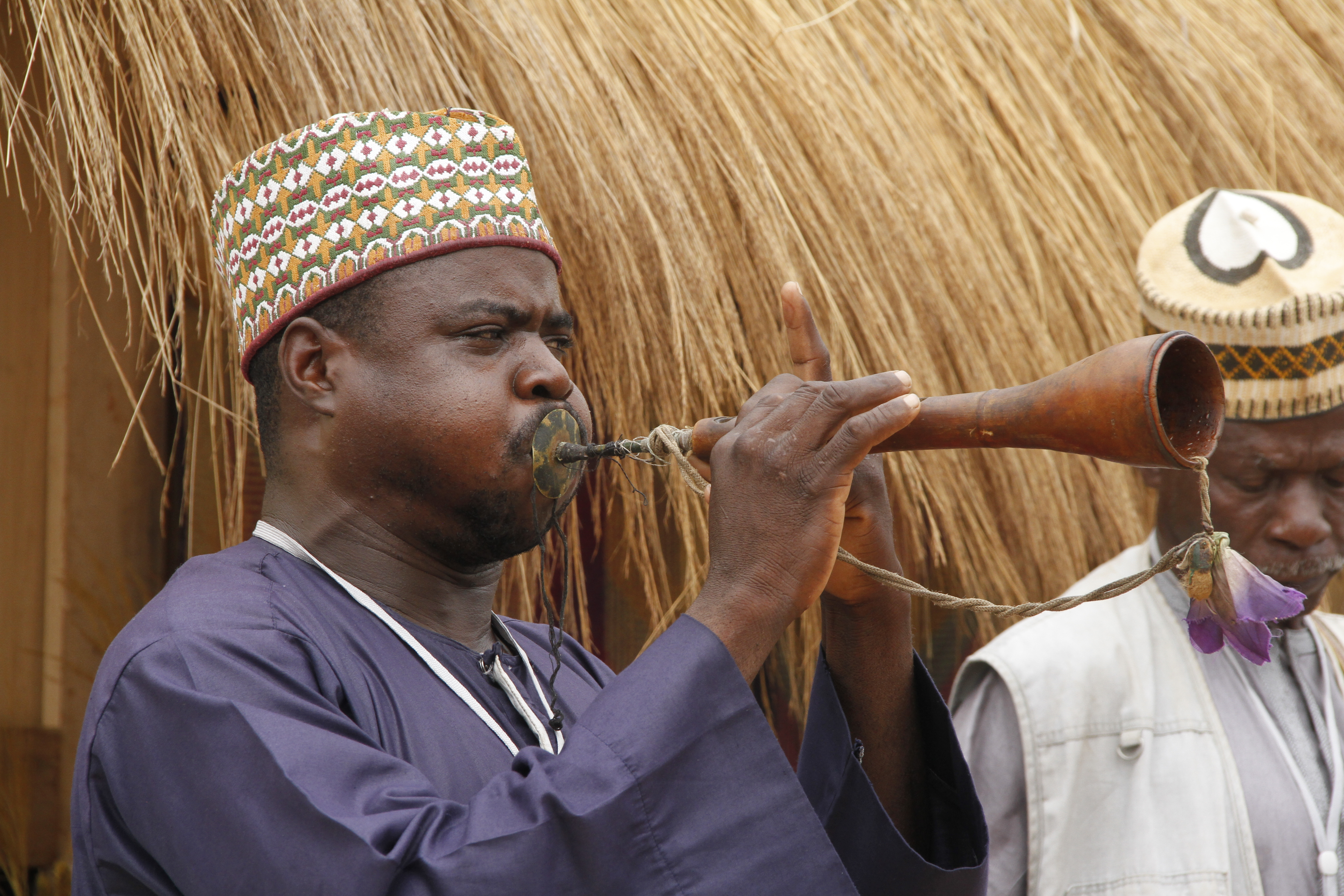
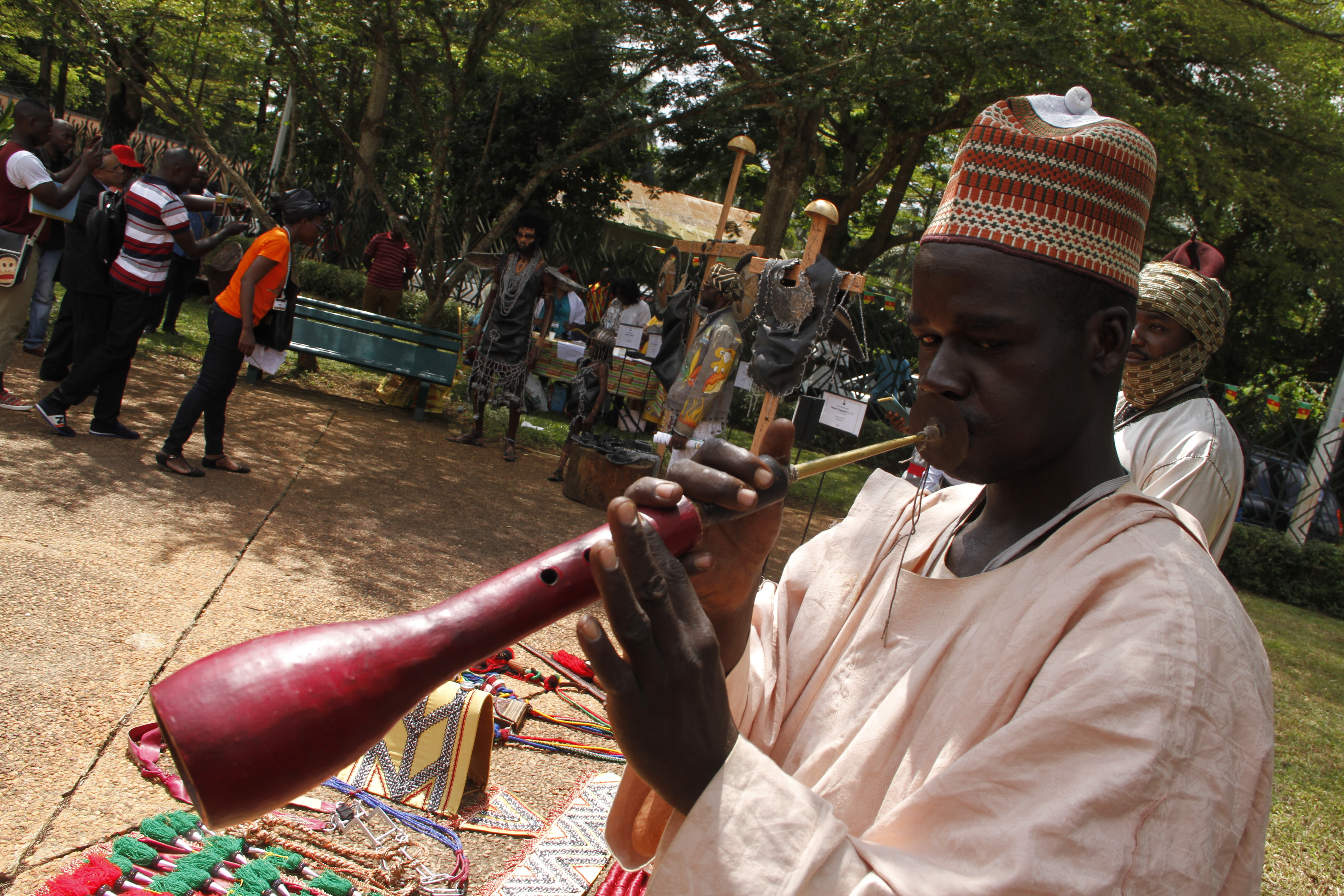
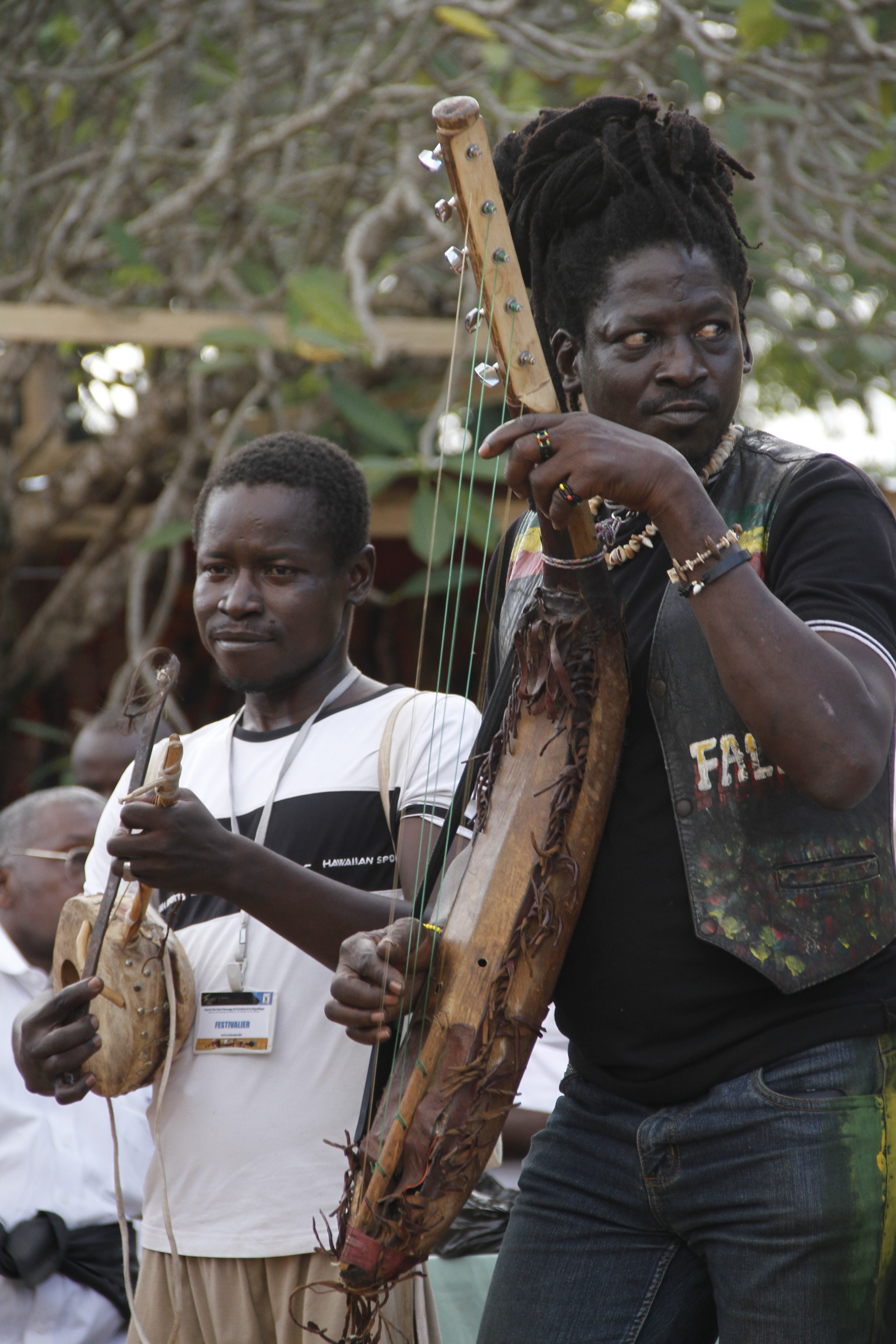
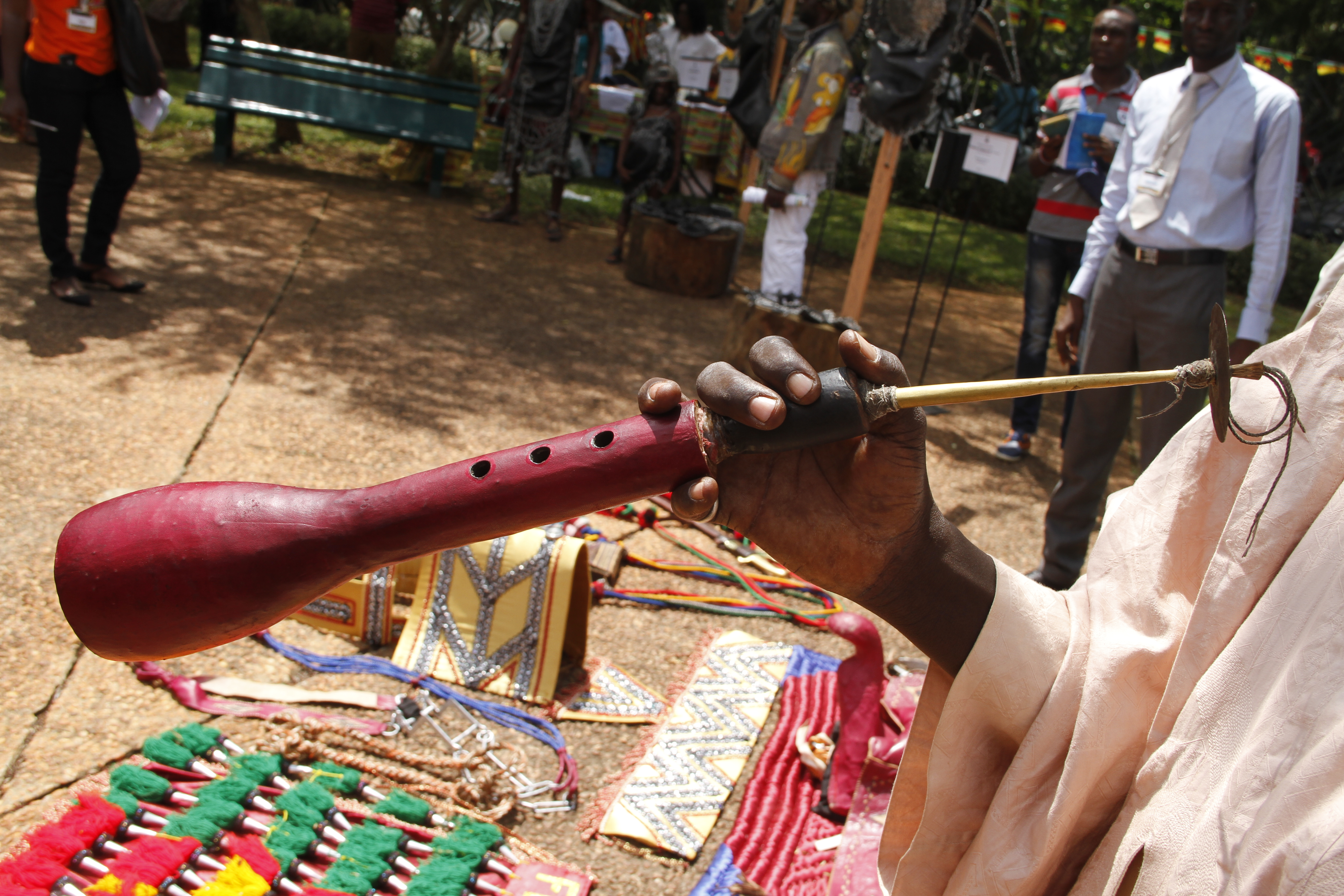
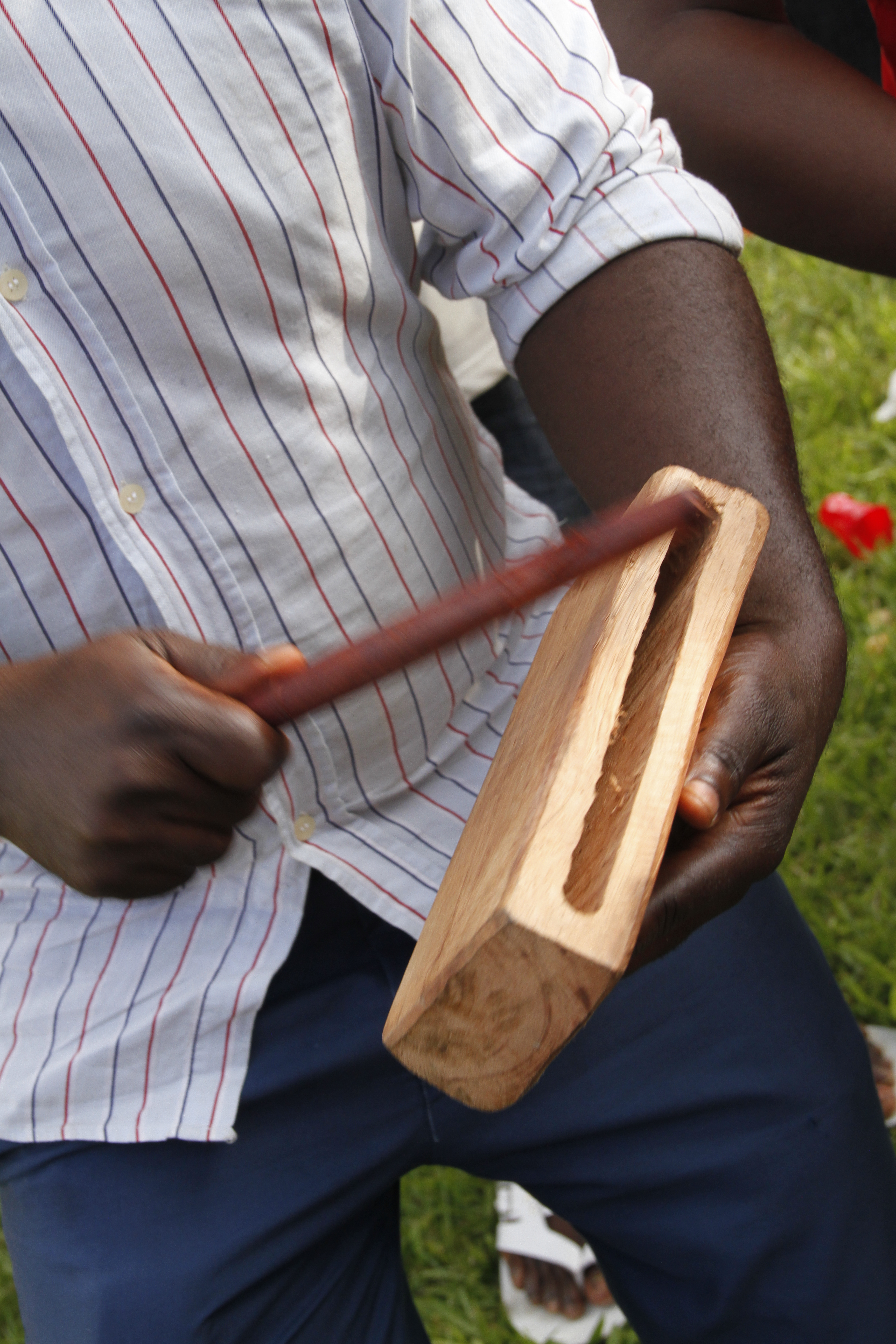
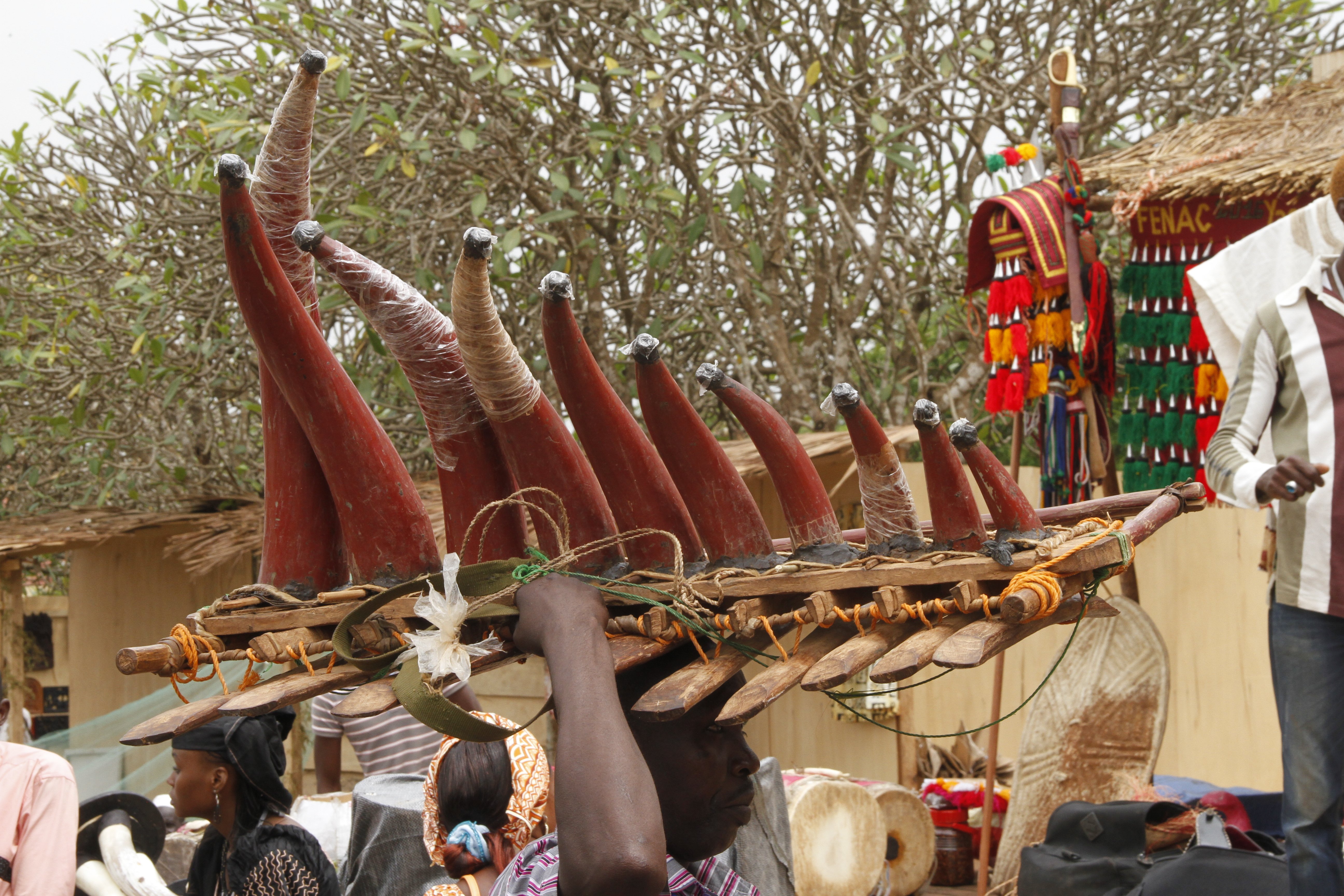
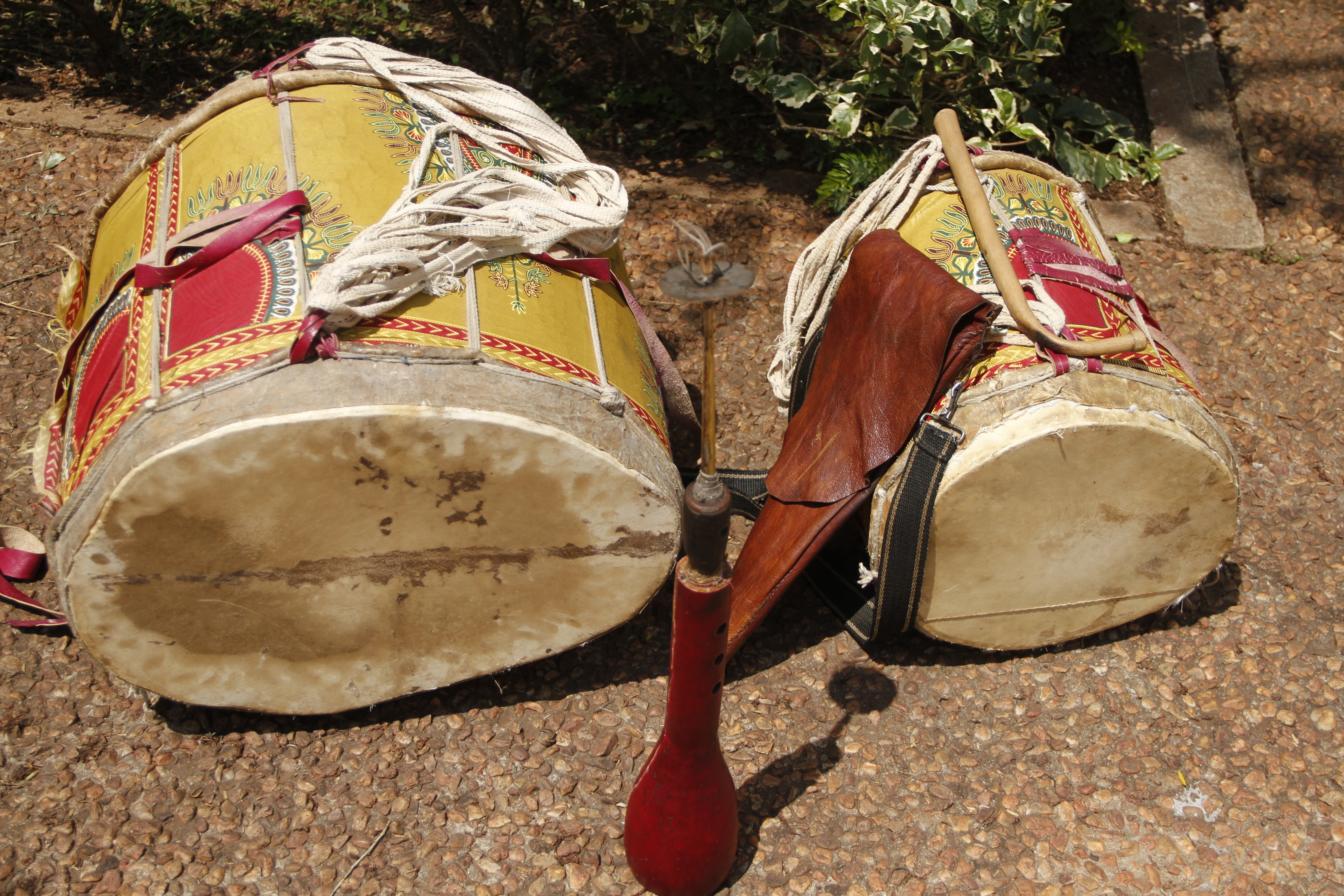
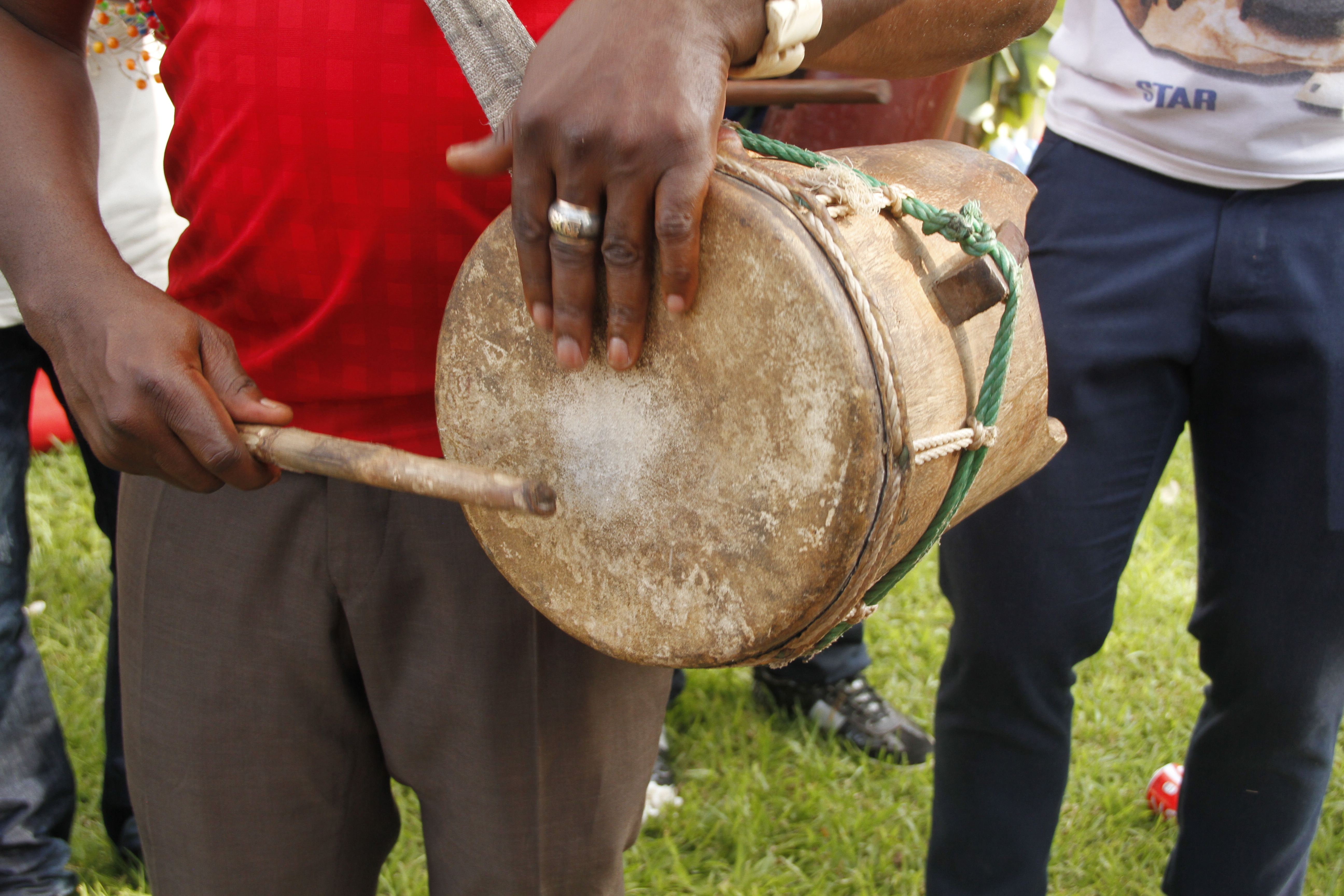
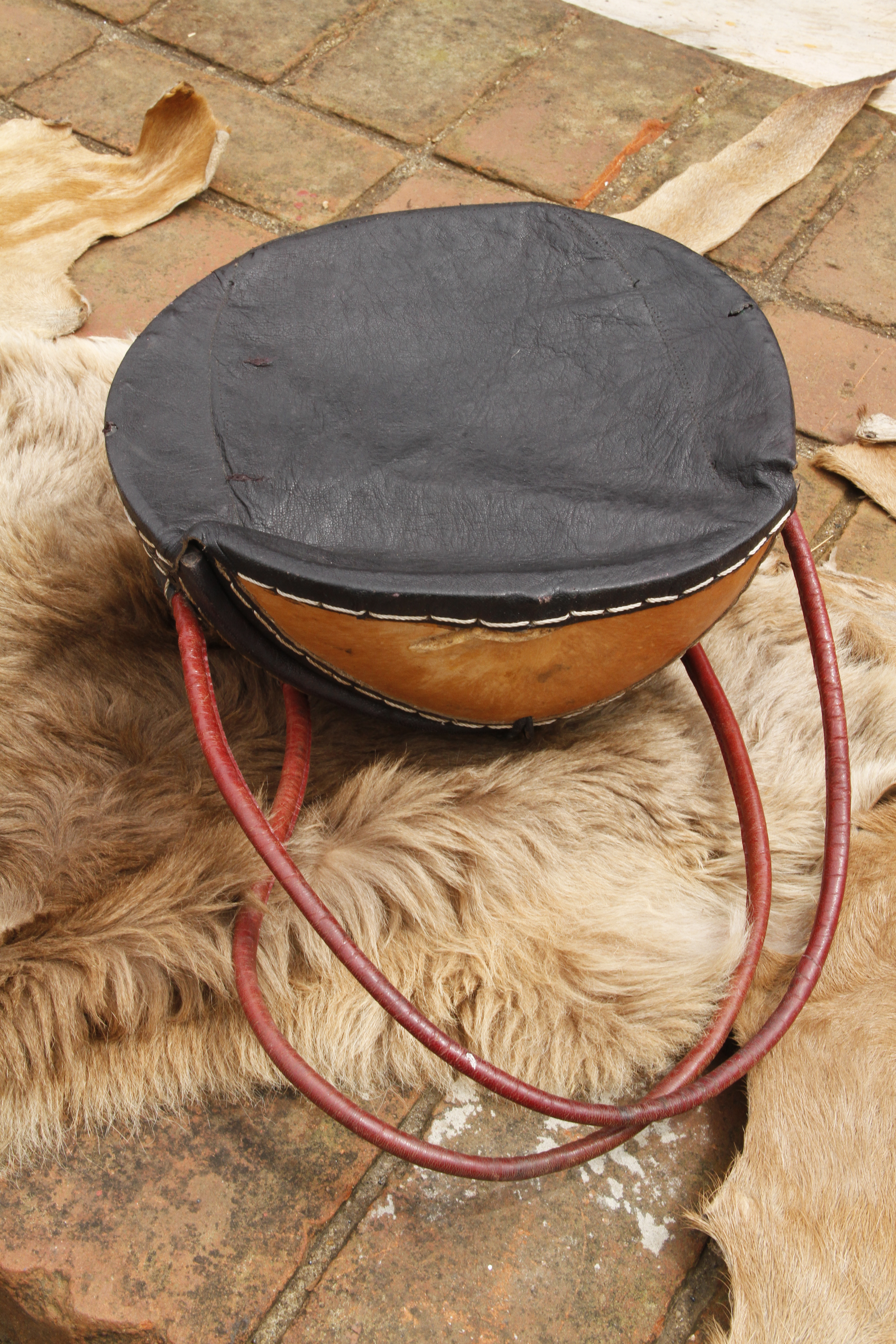
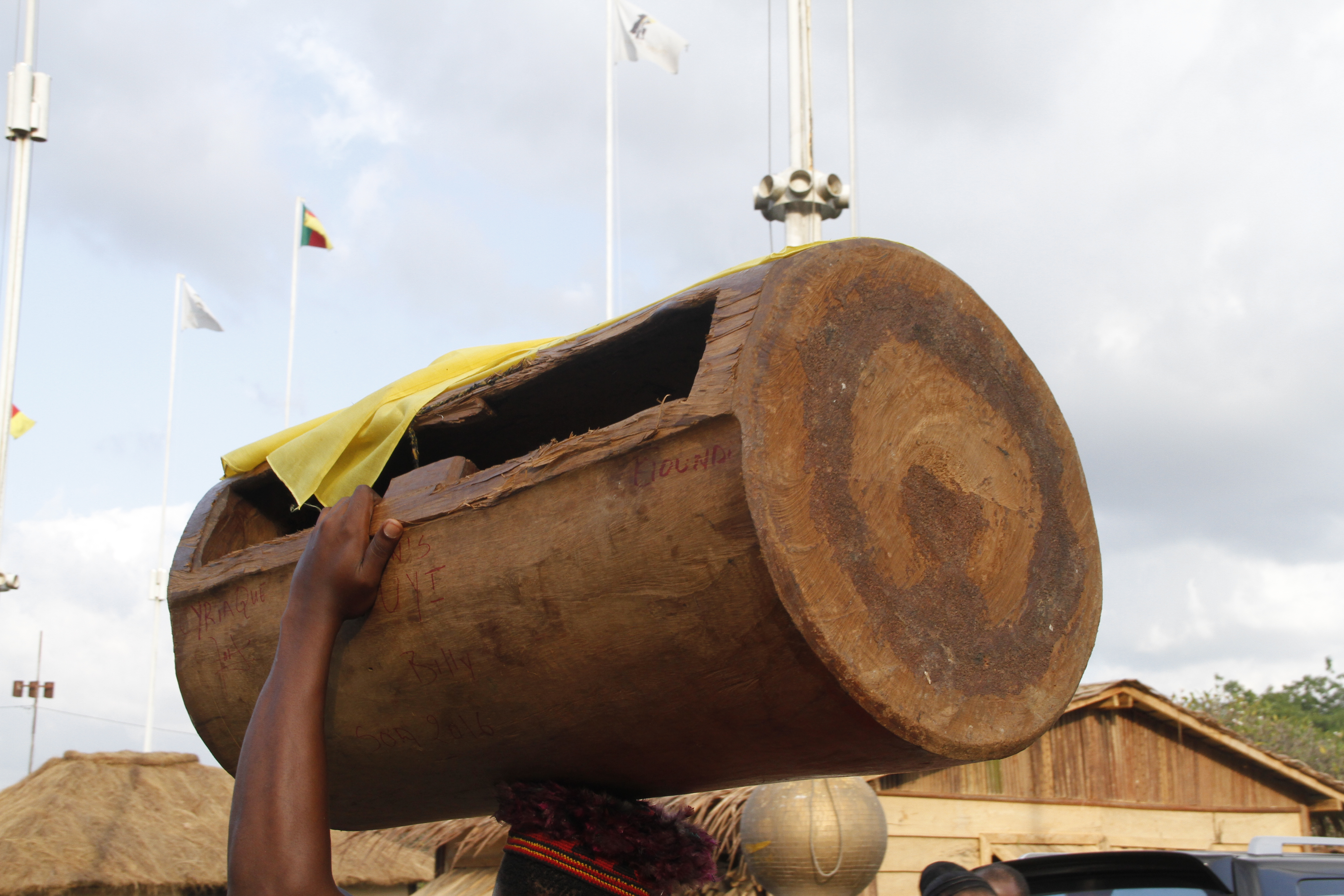
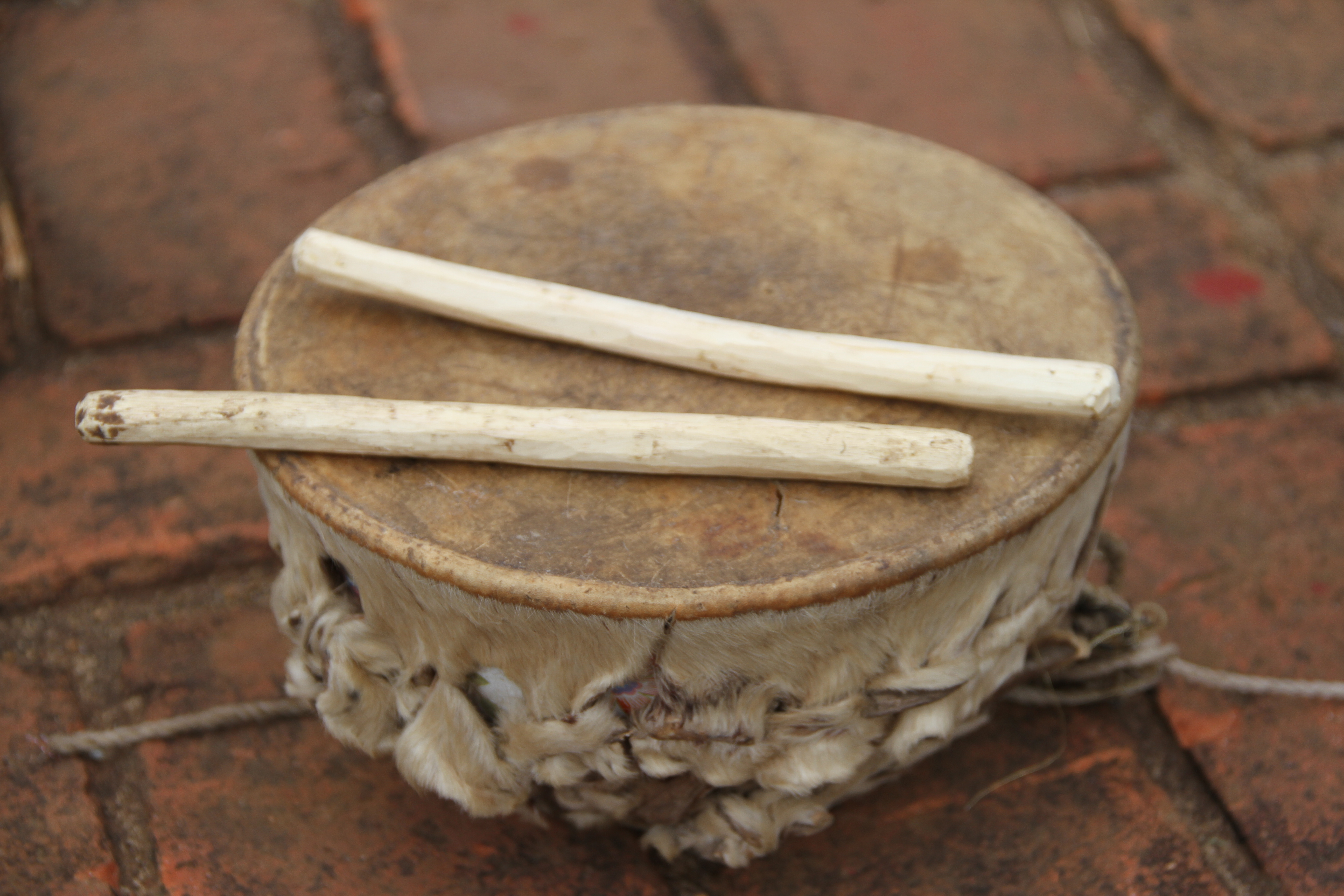
Tam-tam
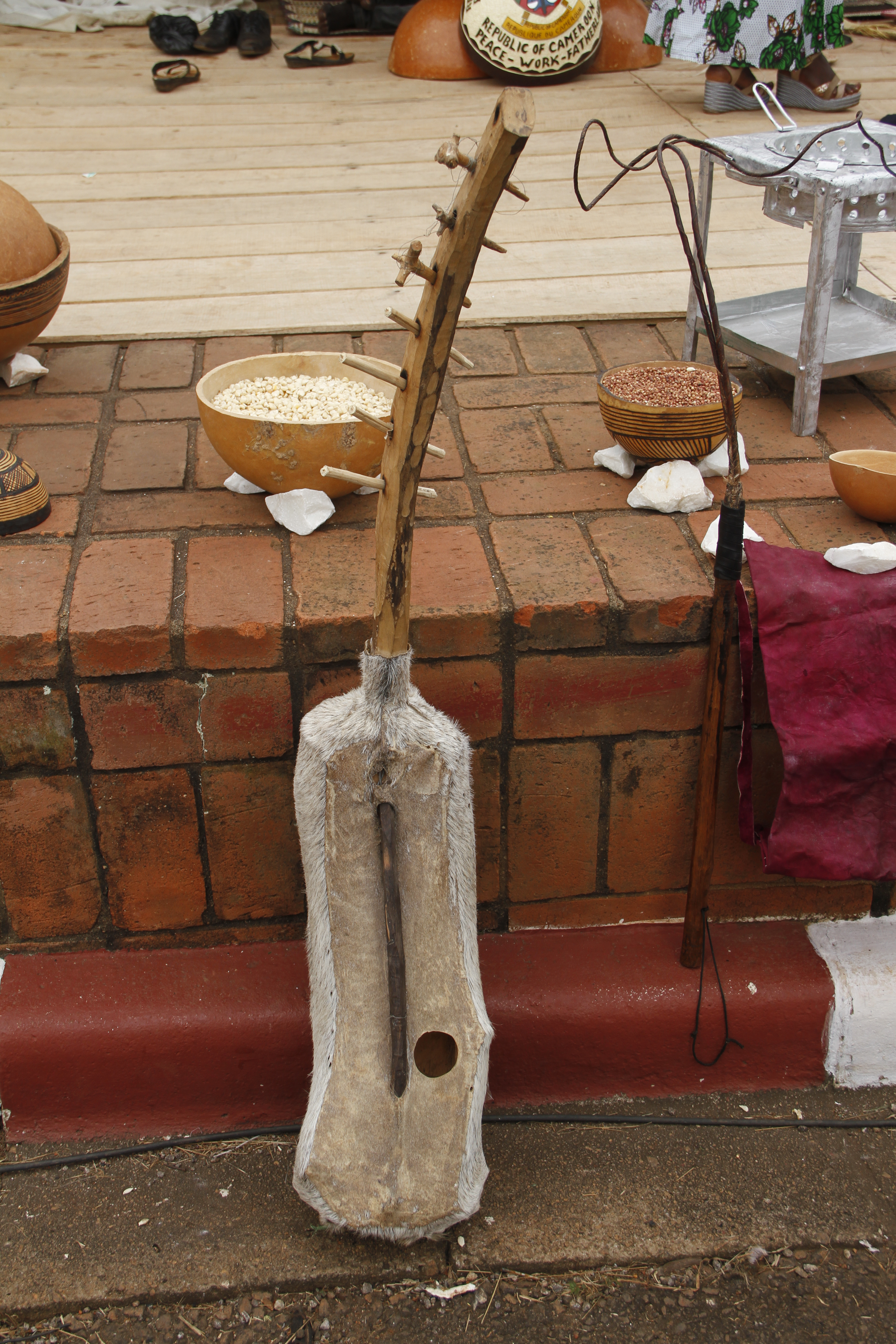
Guitar
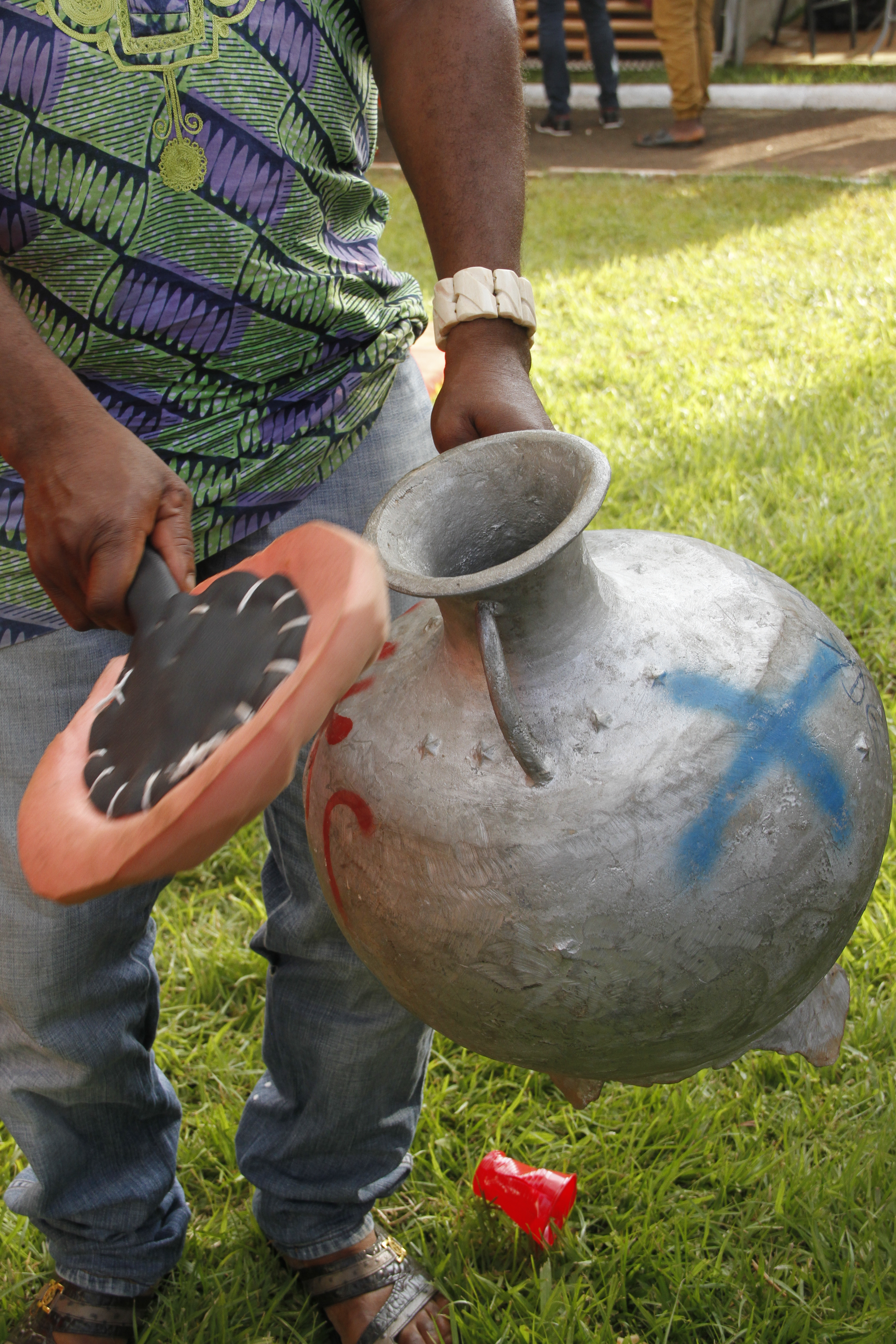
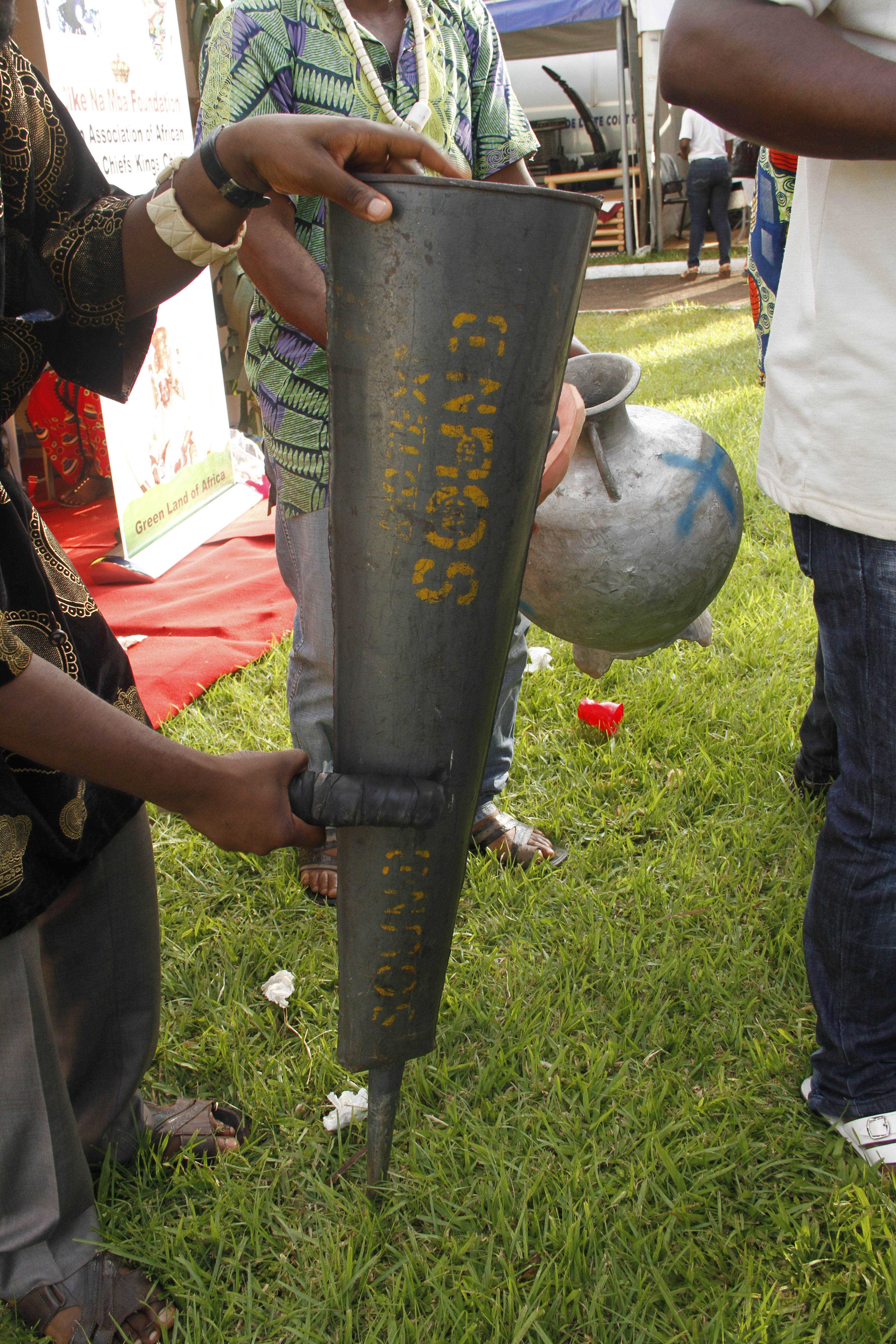

#### Nord-Ouest

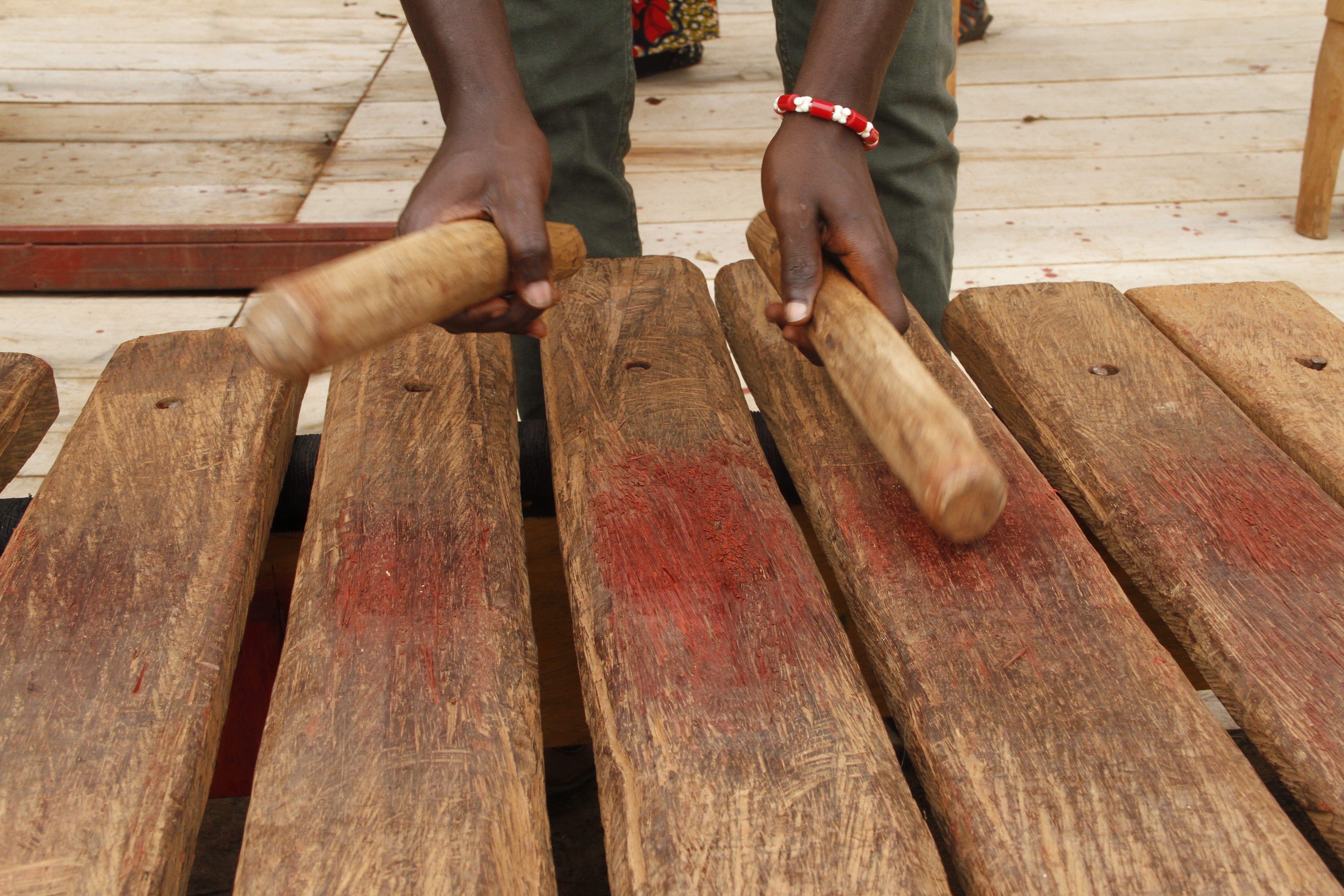
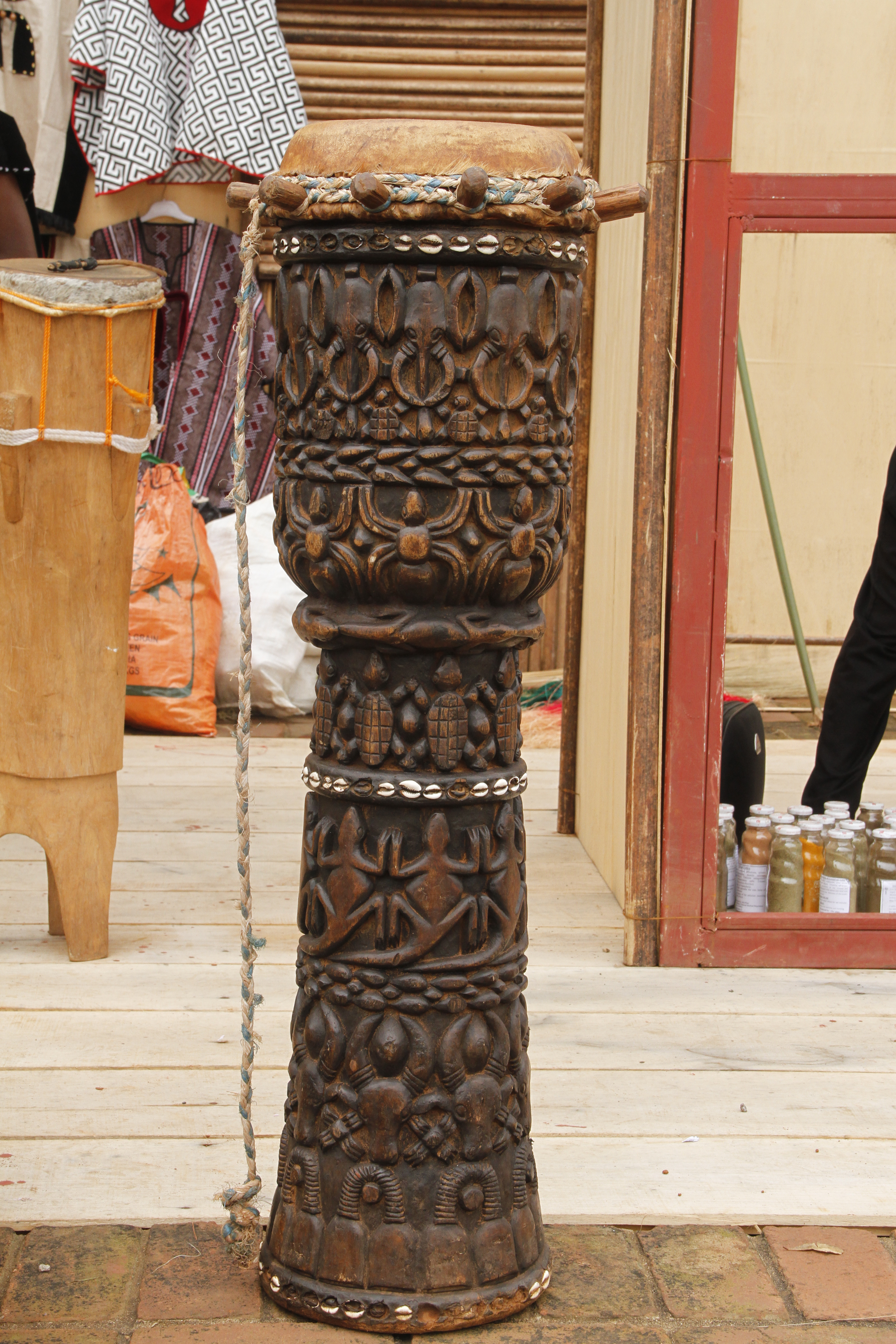
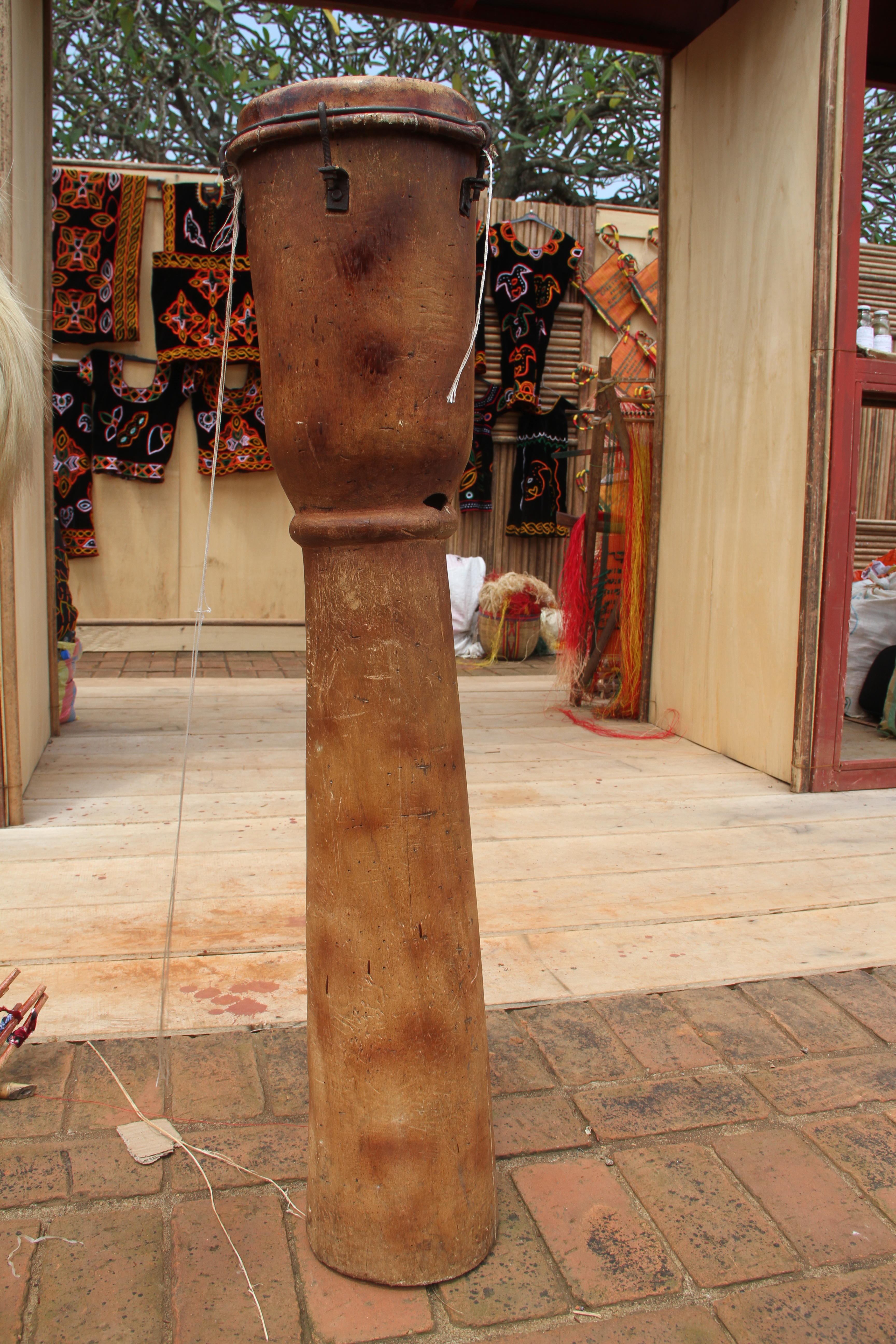
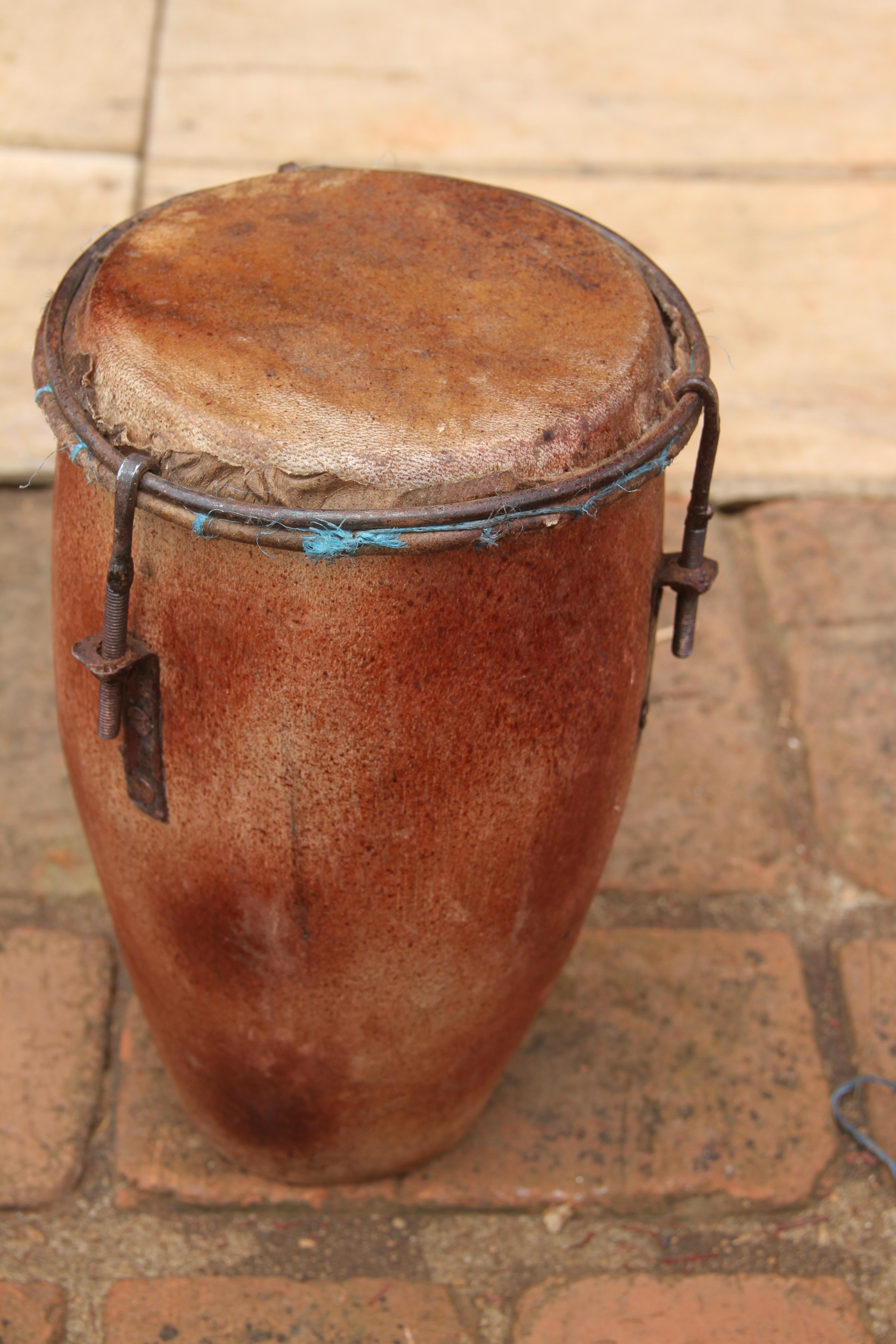
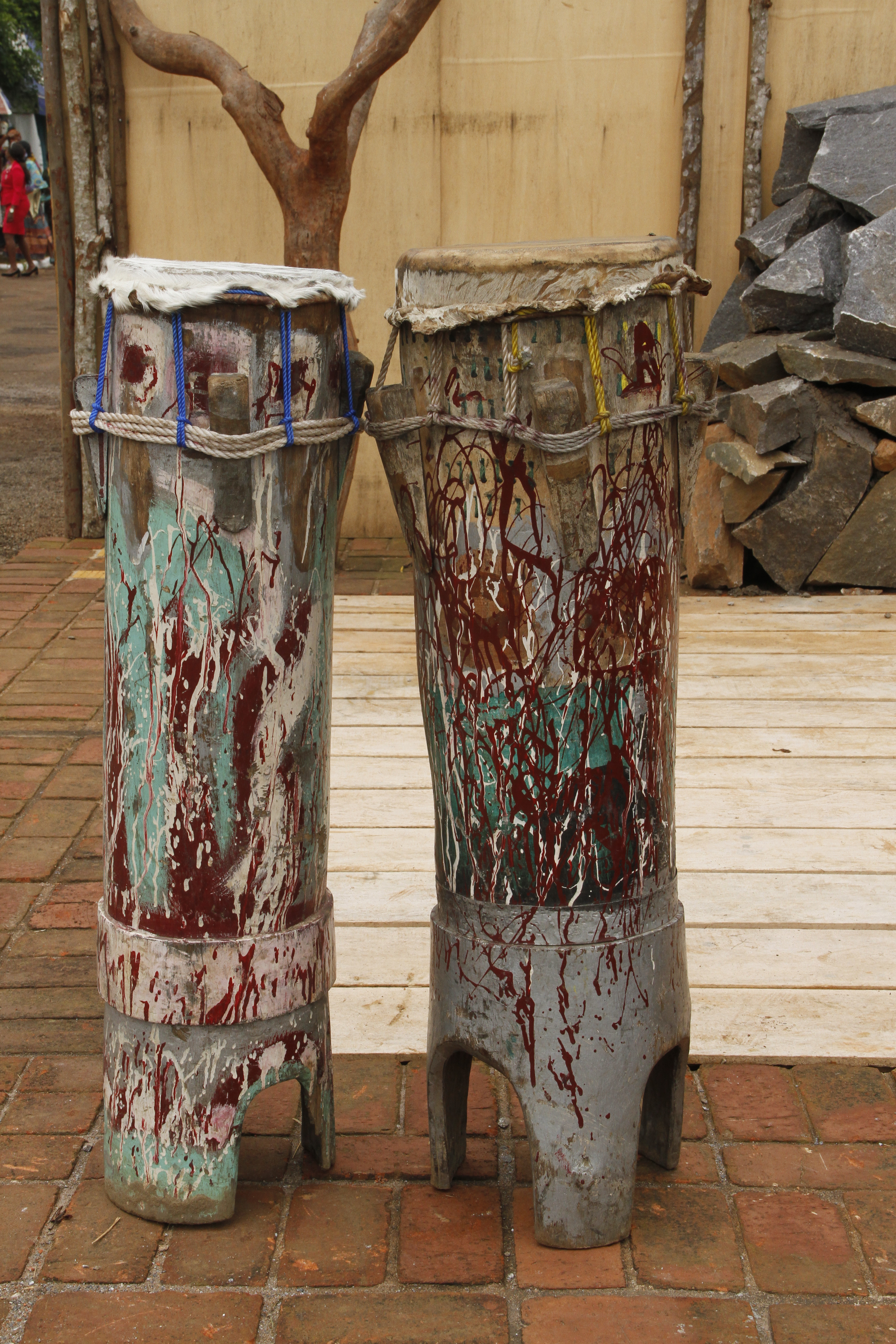
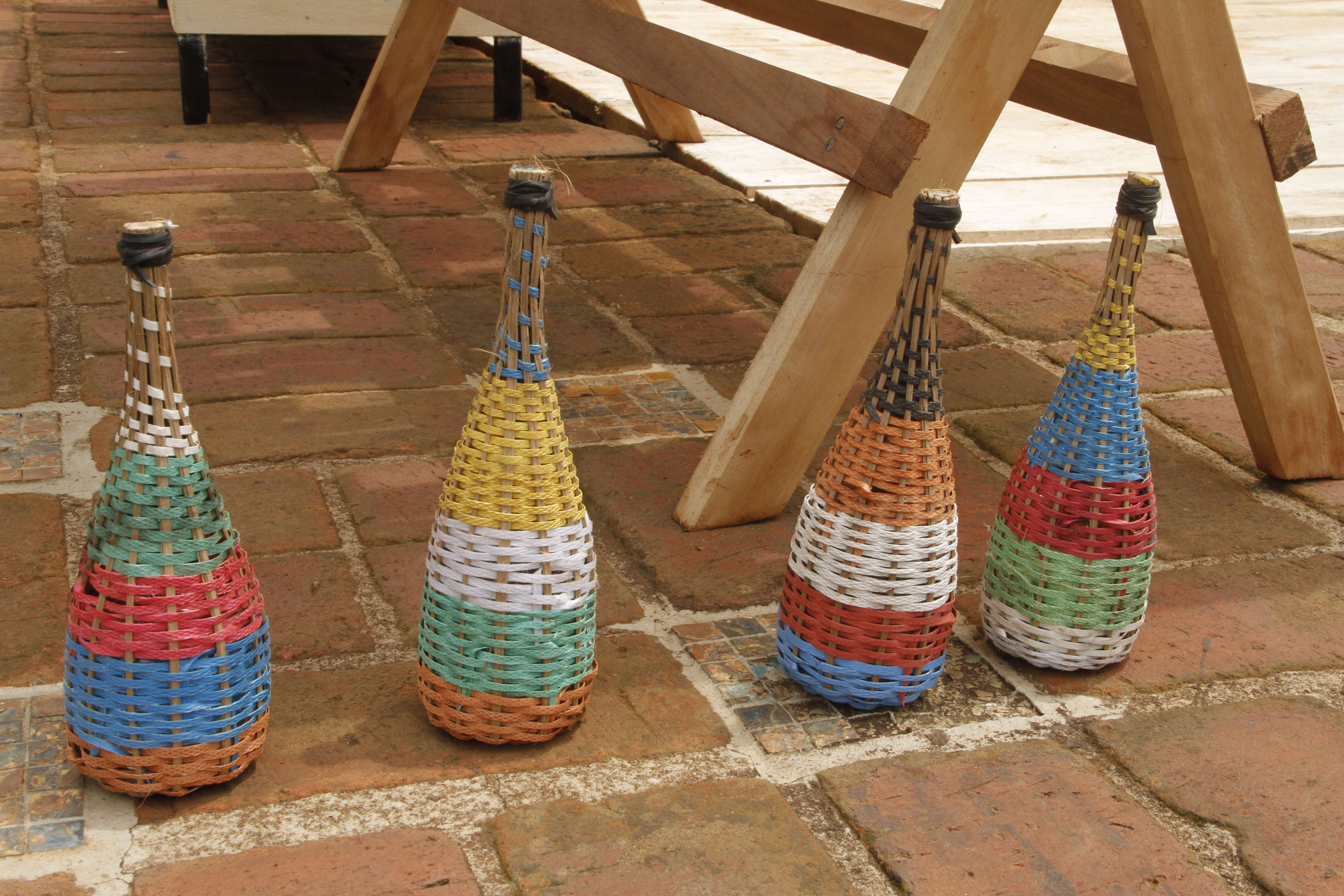
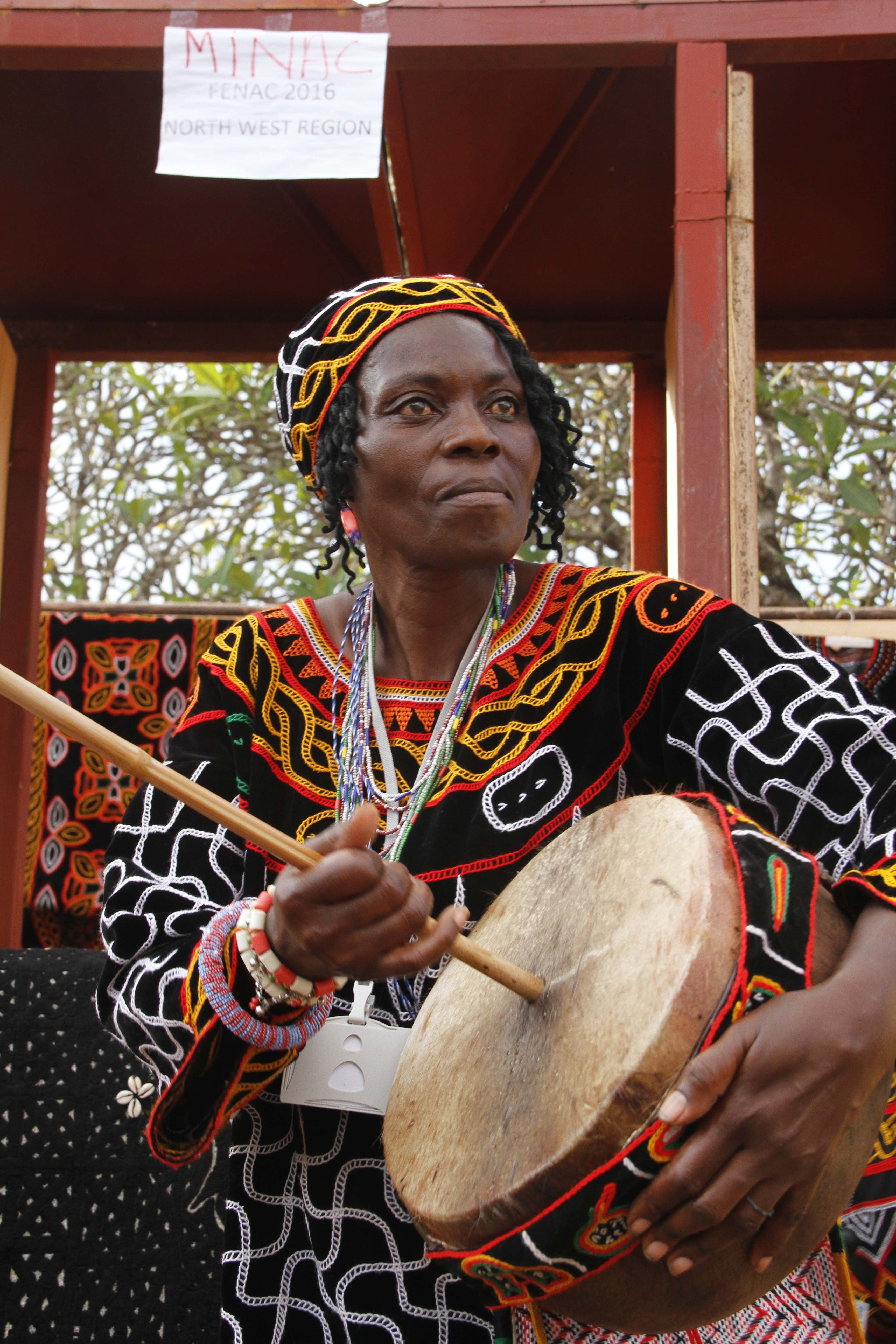
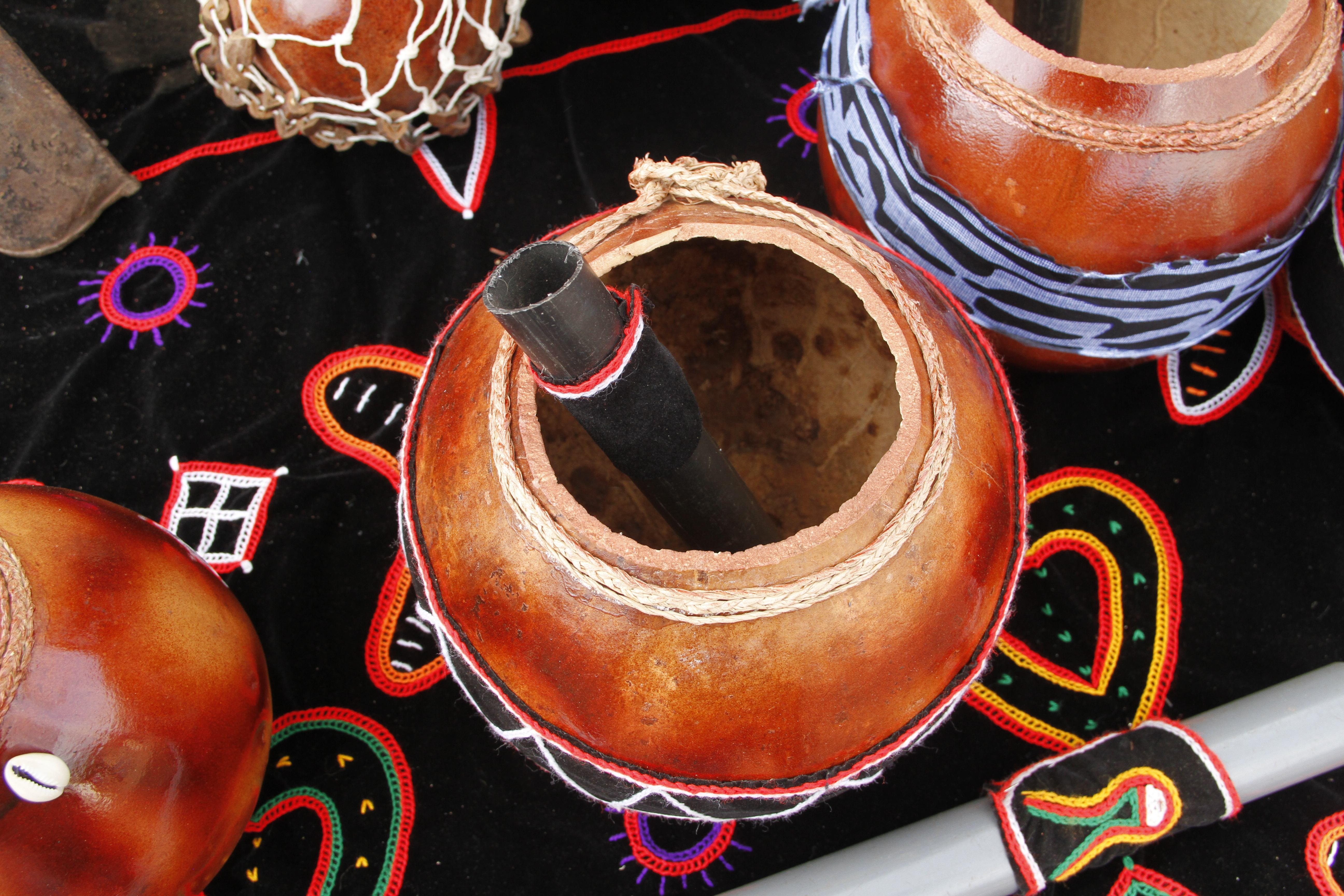
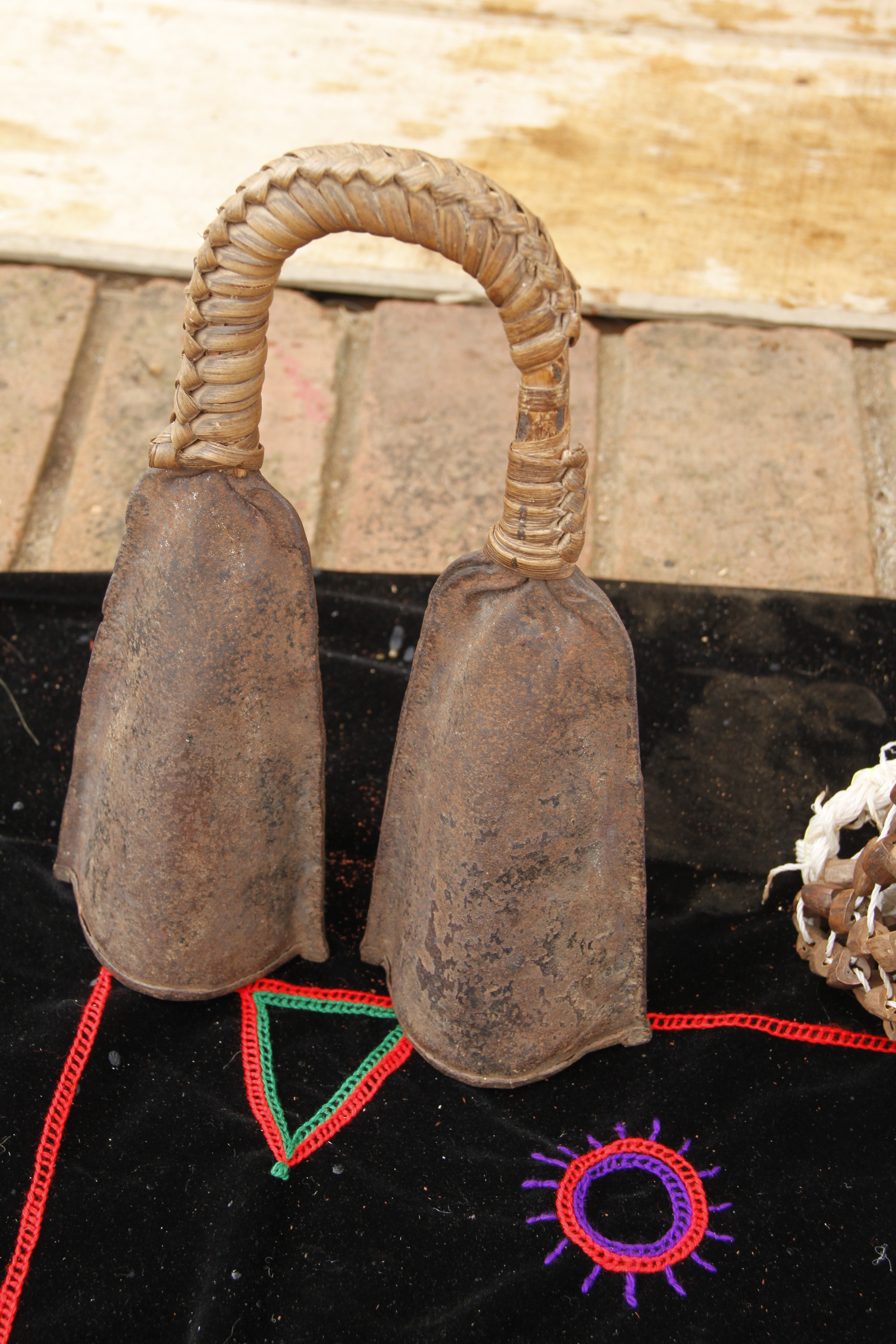
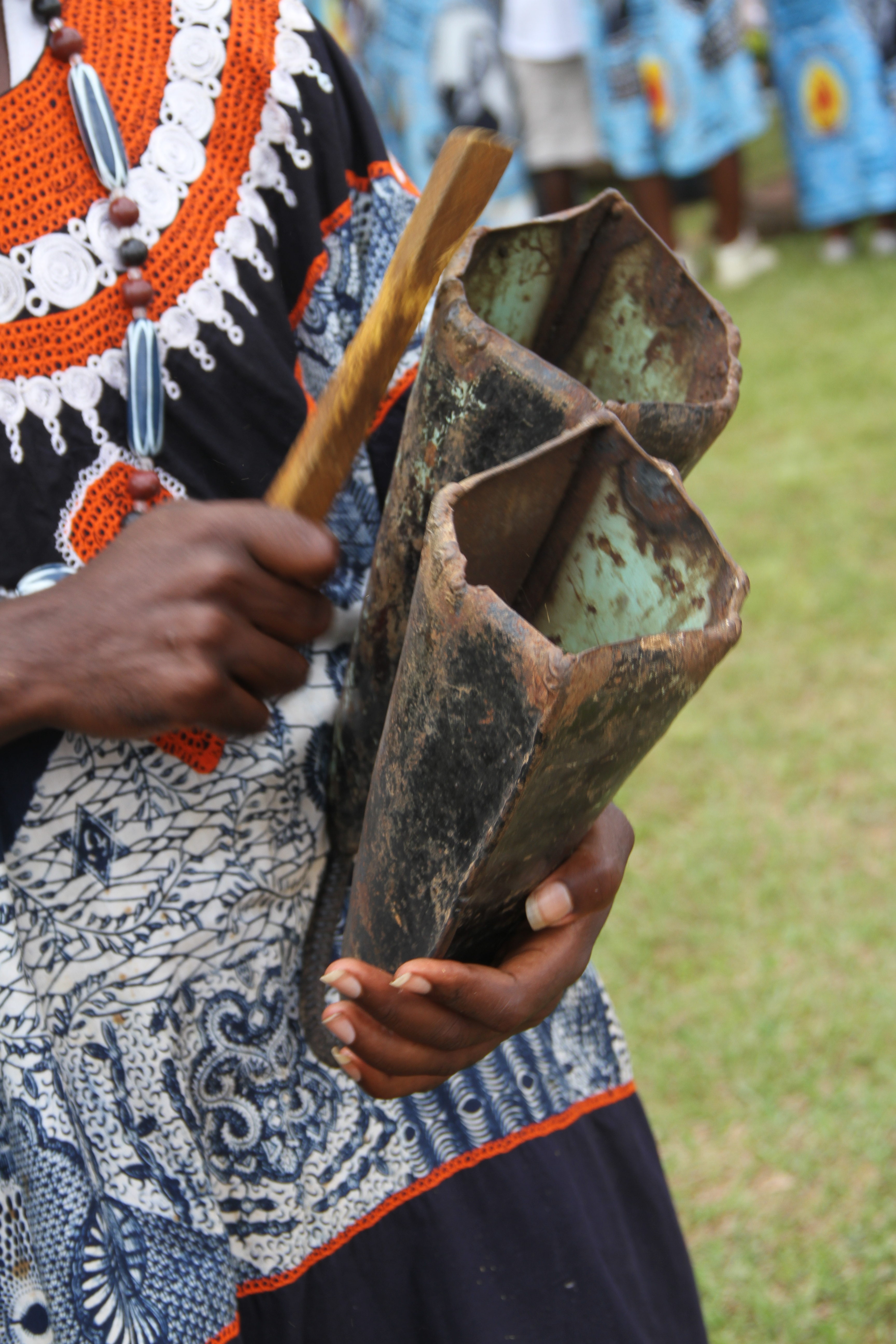
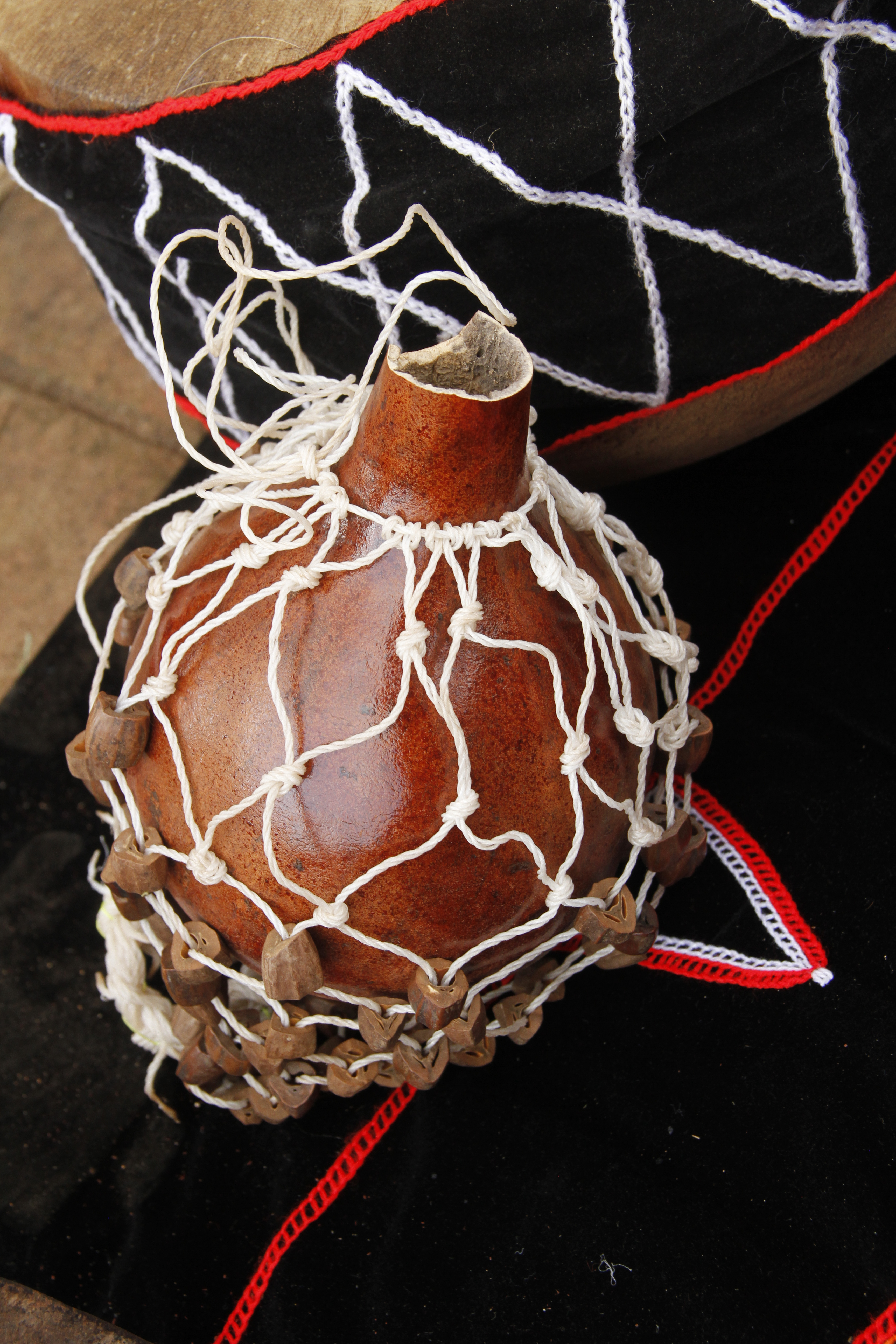
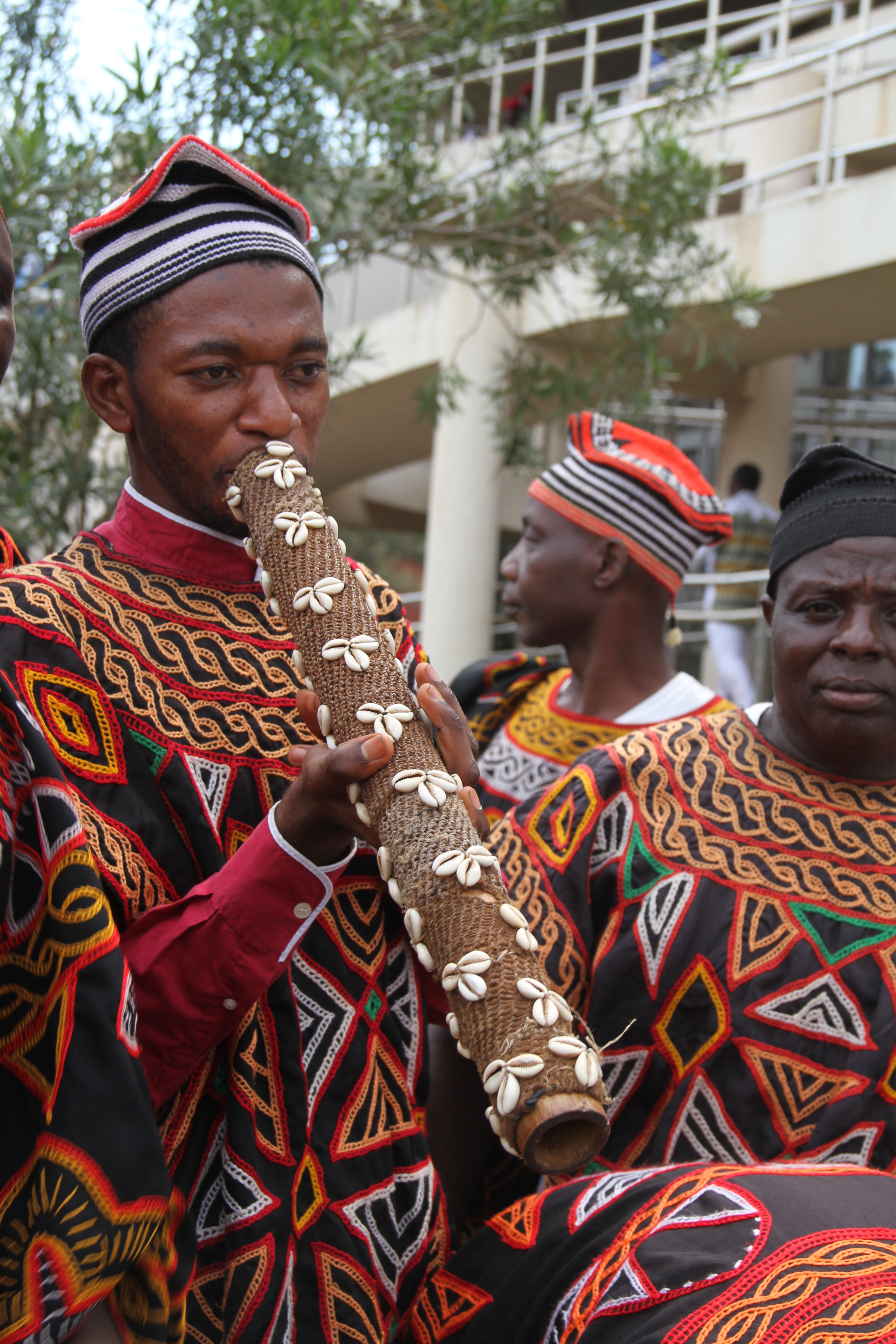
Flute
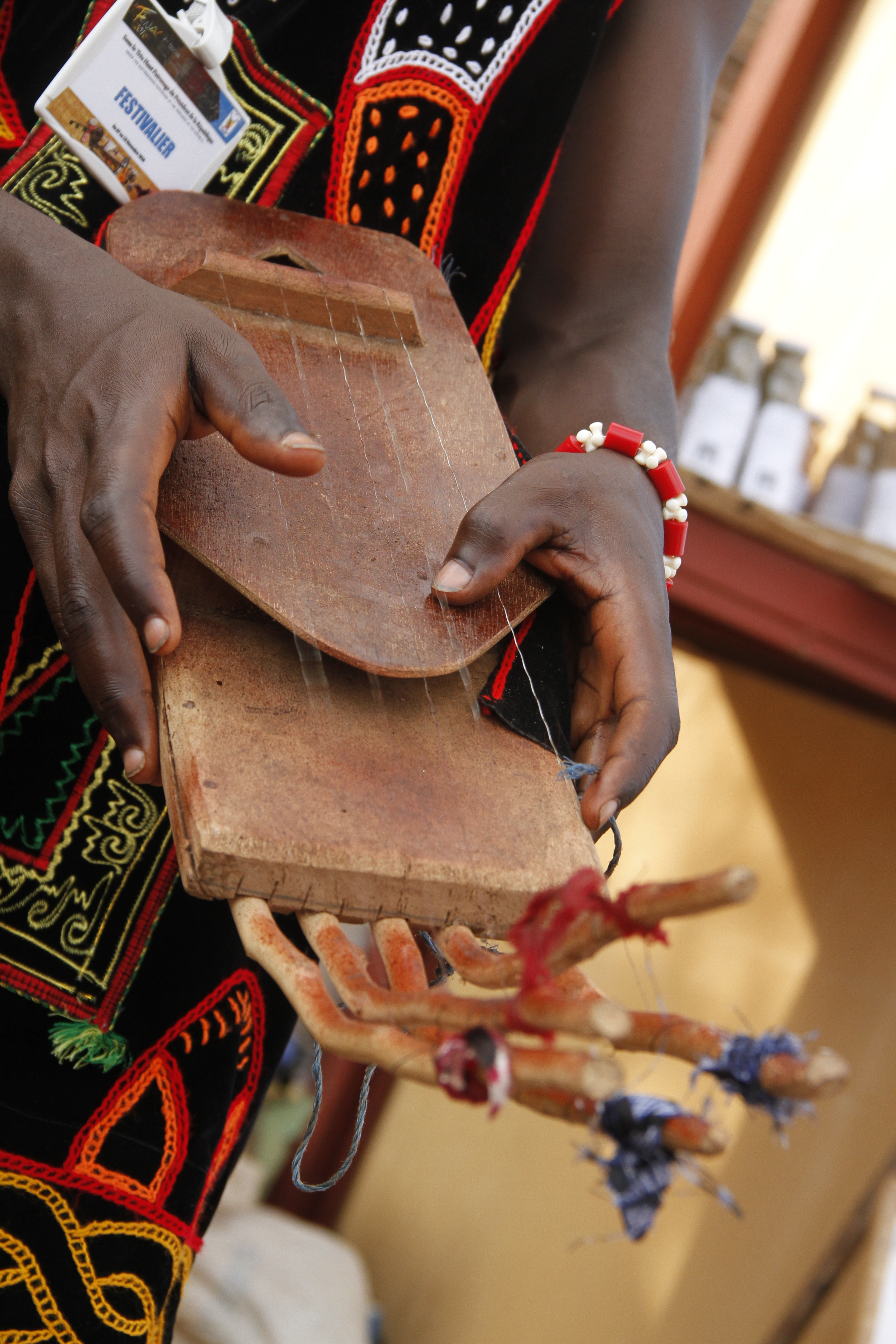
Sanza
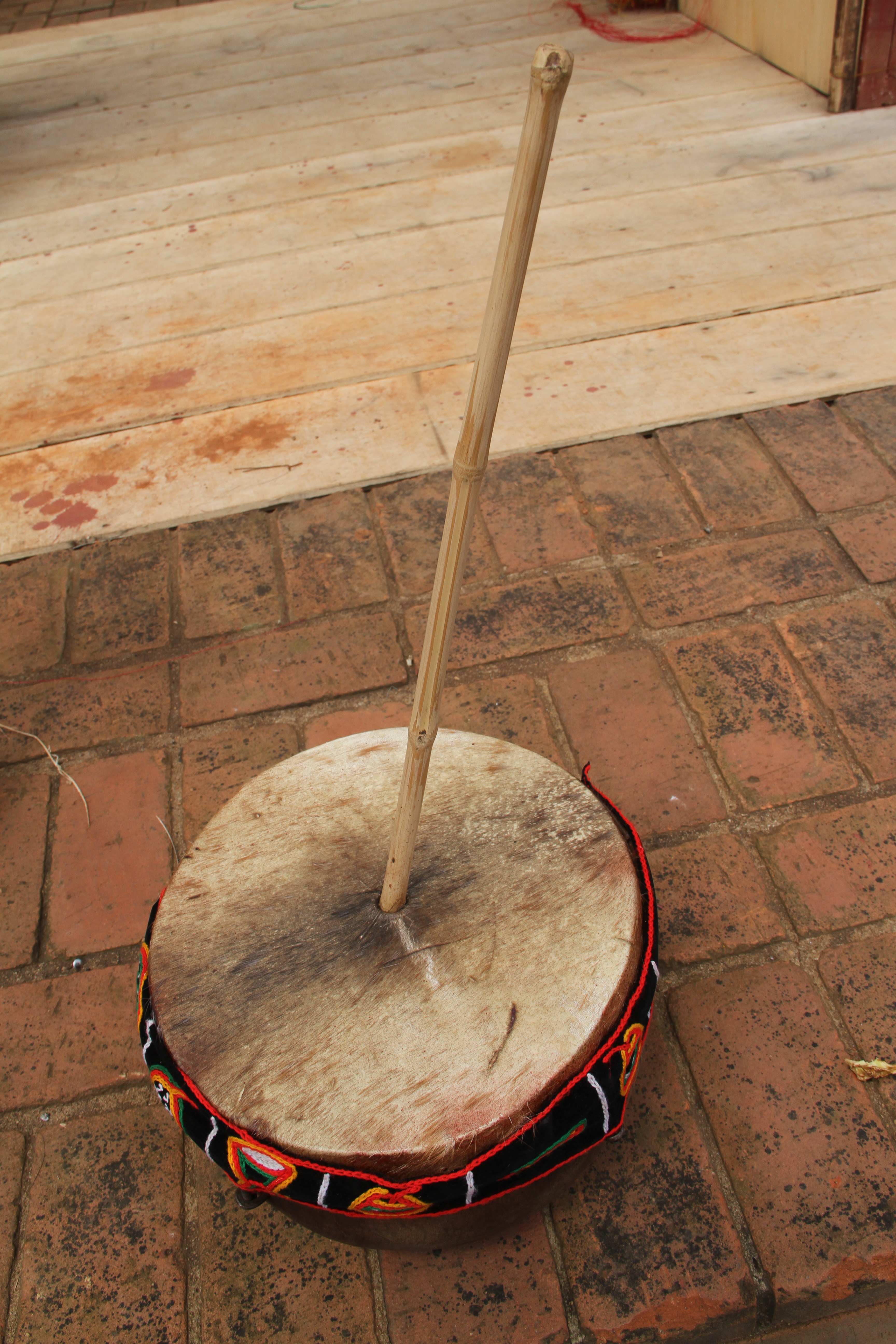
Tam-tam
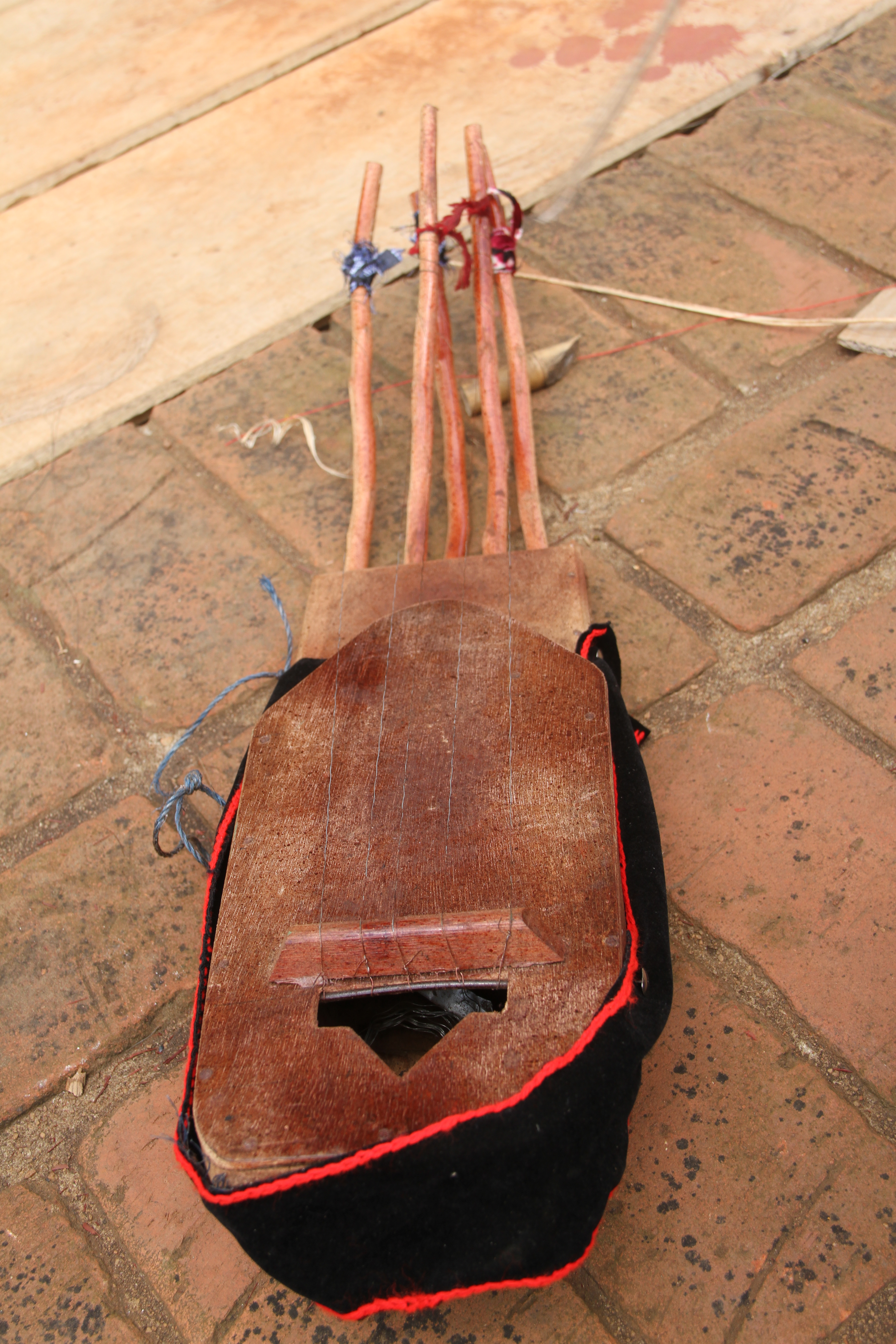
Guitar
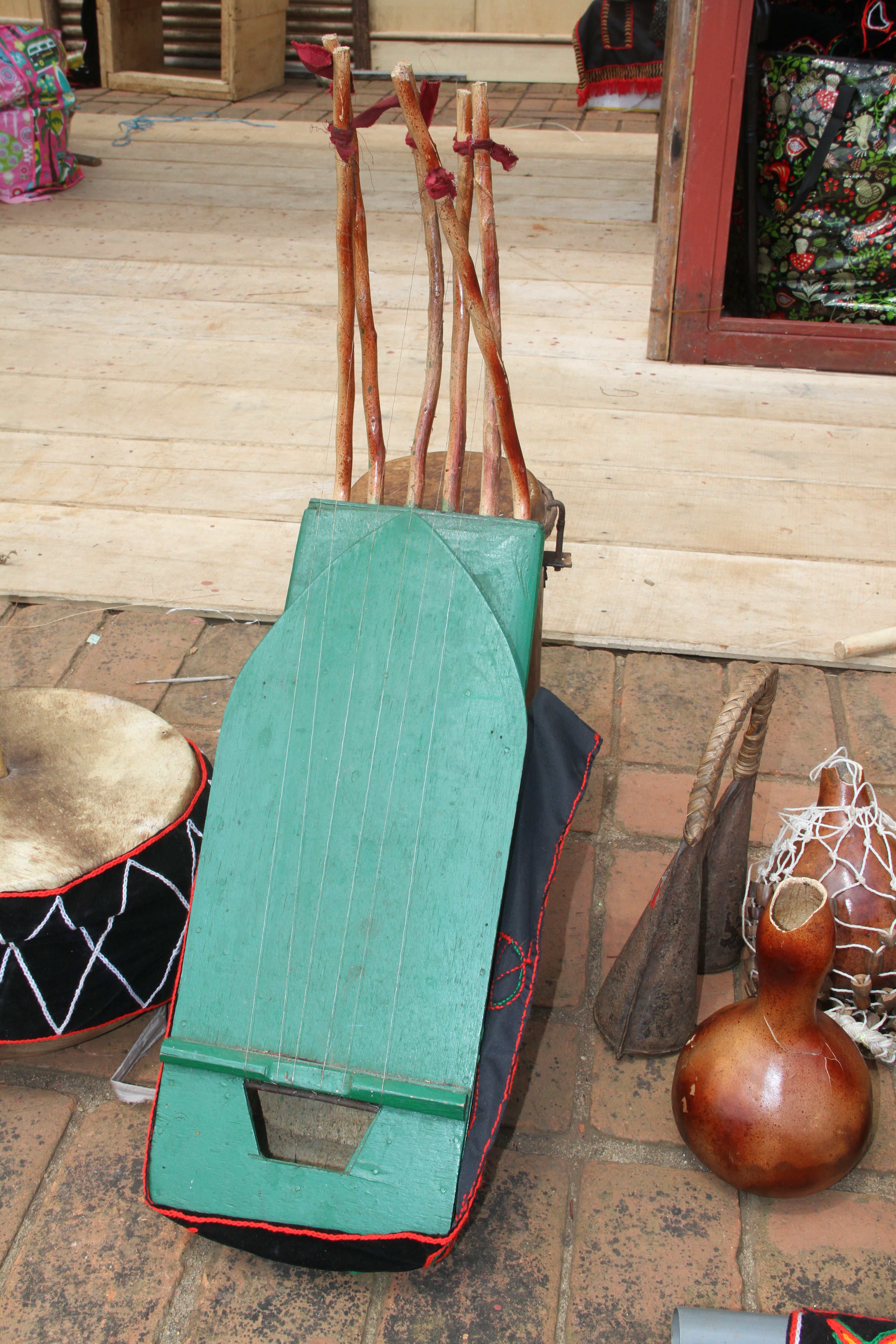
Another guitar

#### Ouest

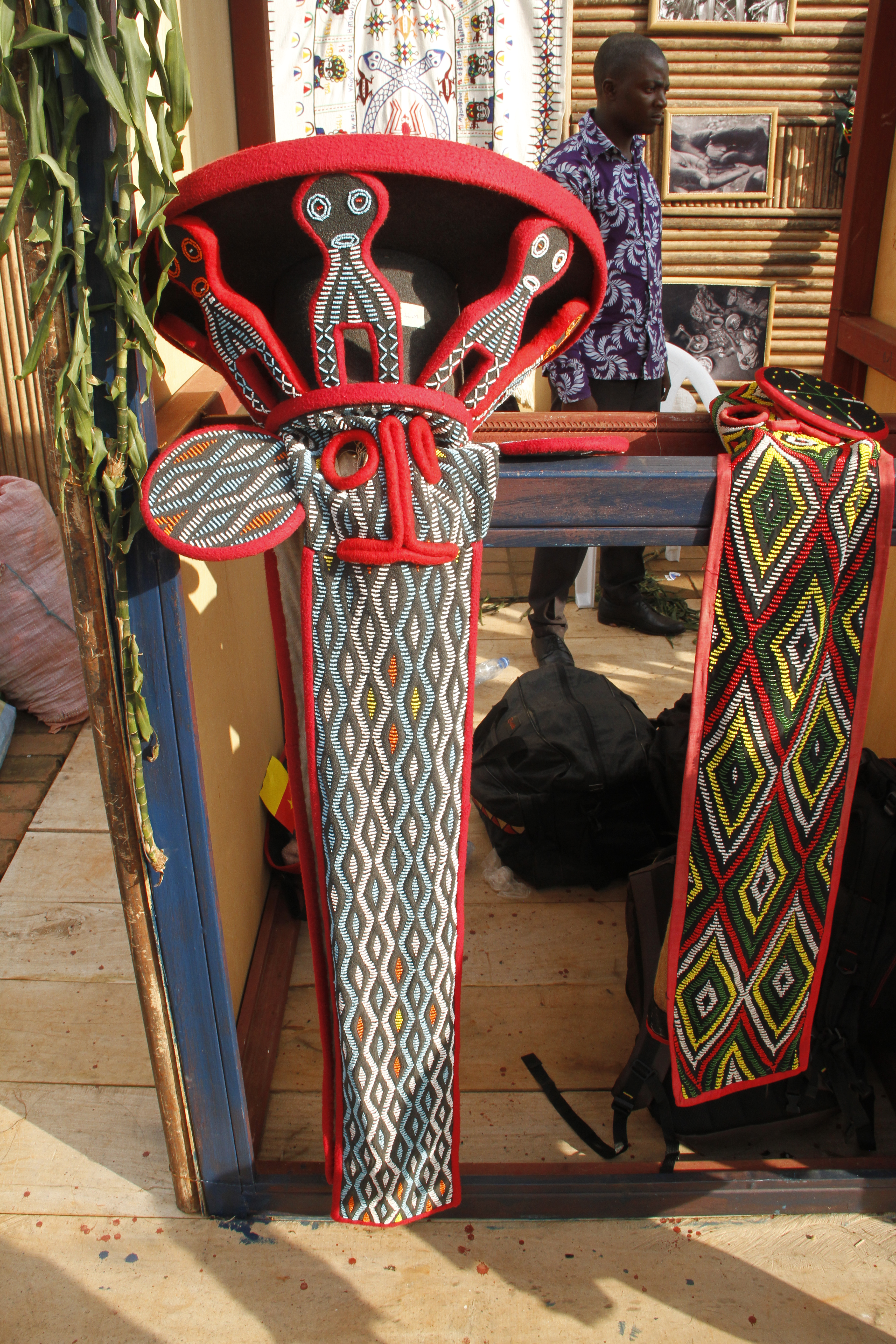

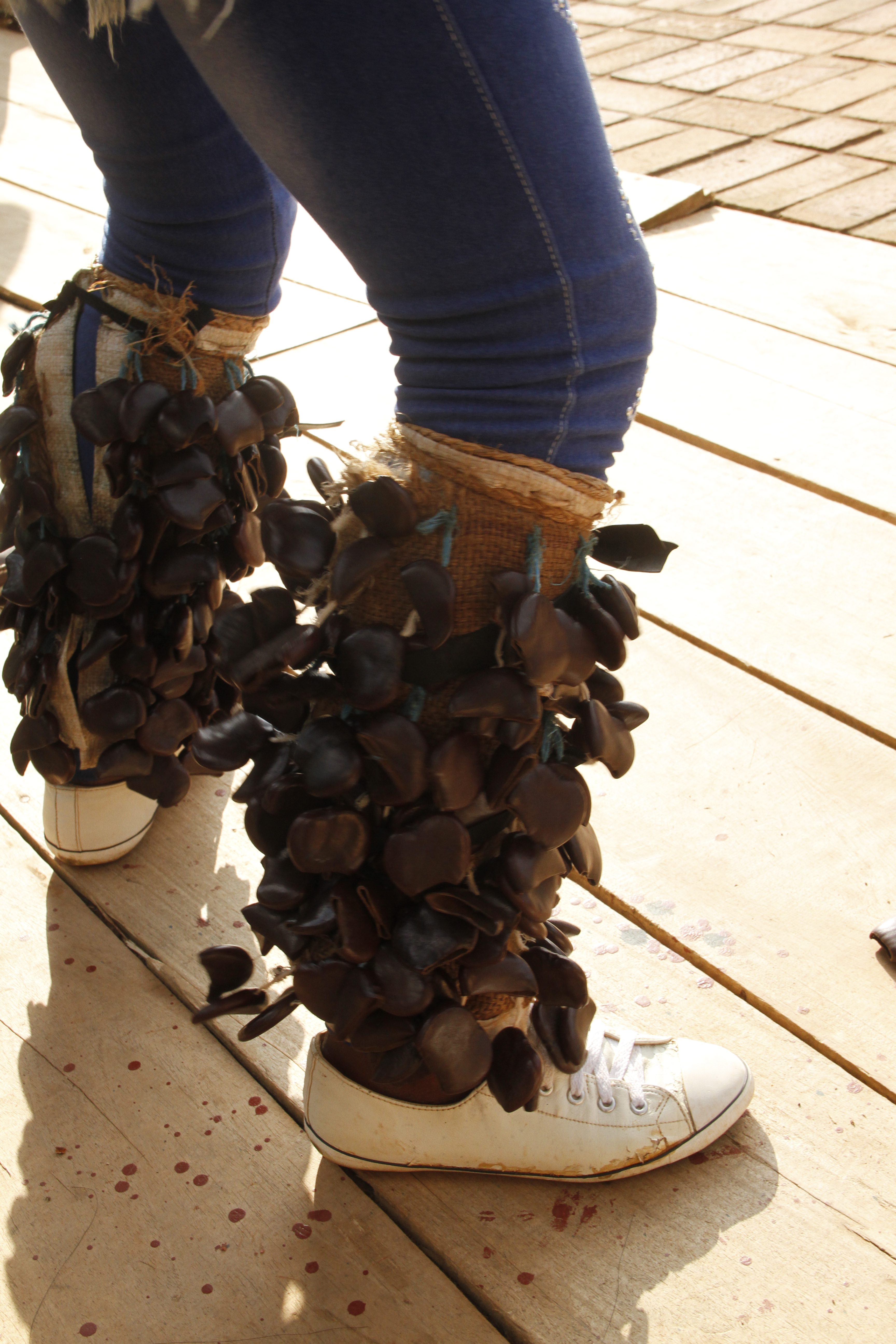
Bamileke cowbells
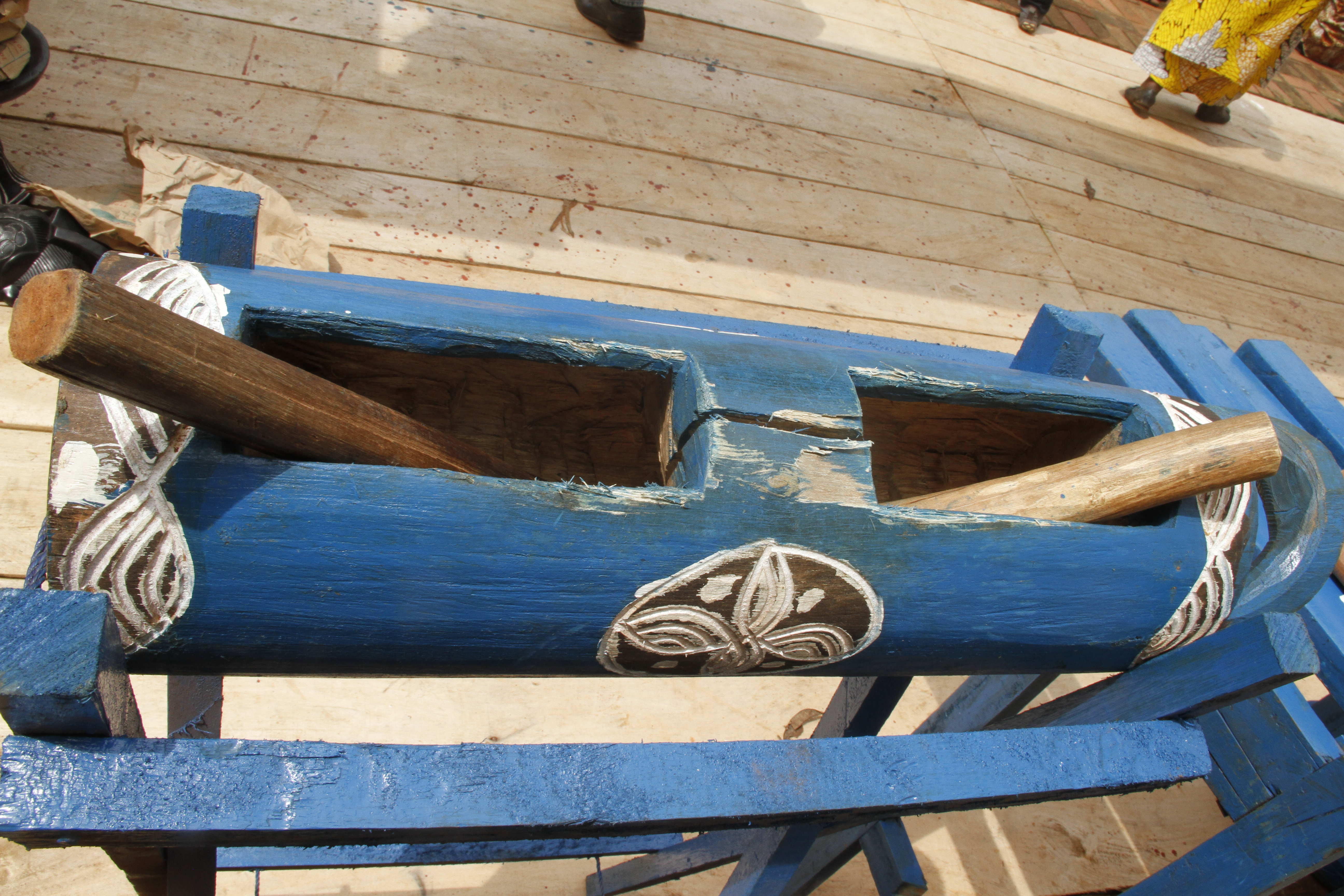
Balafon
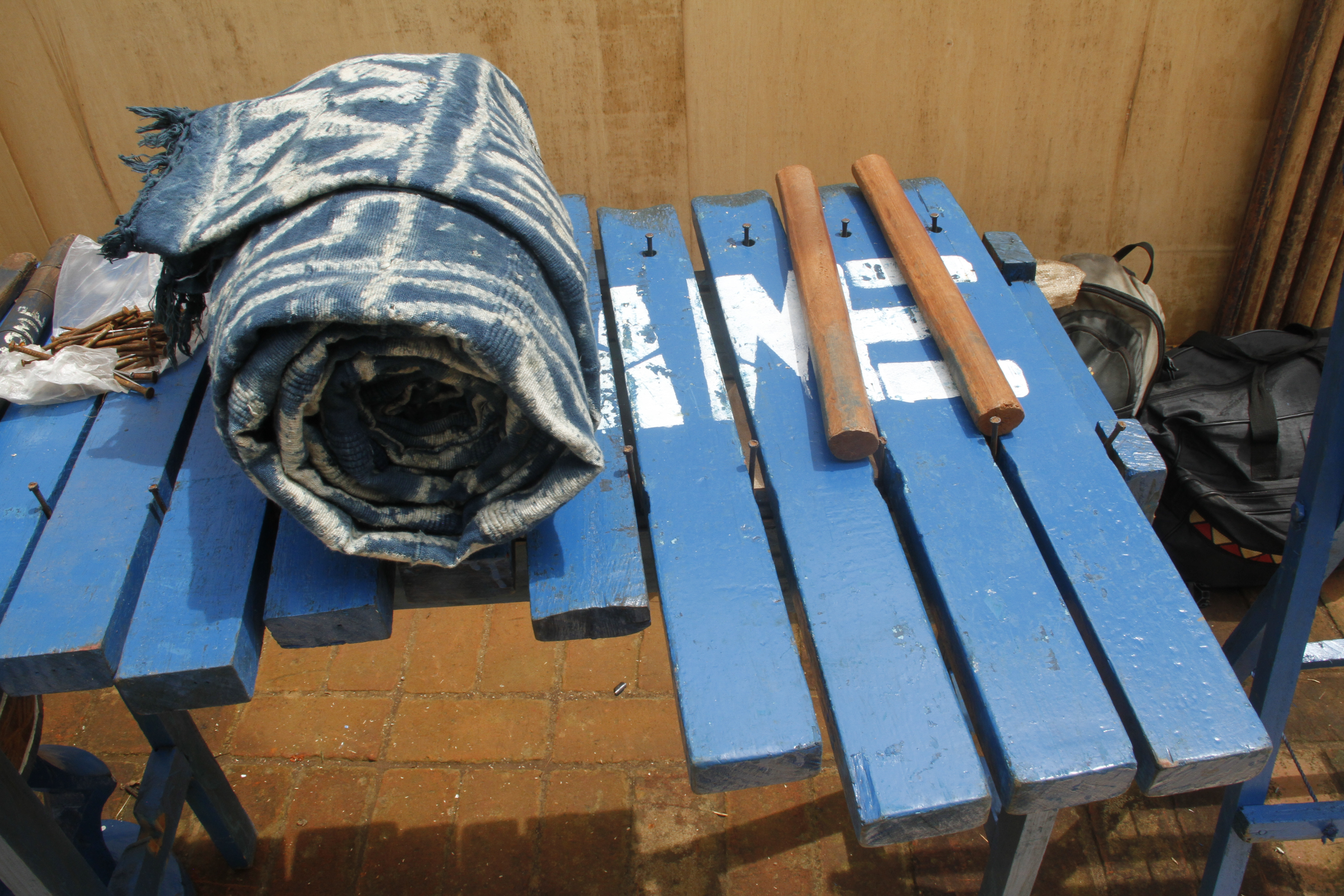
Another balafon
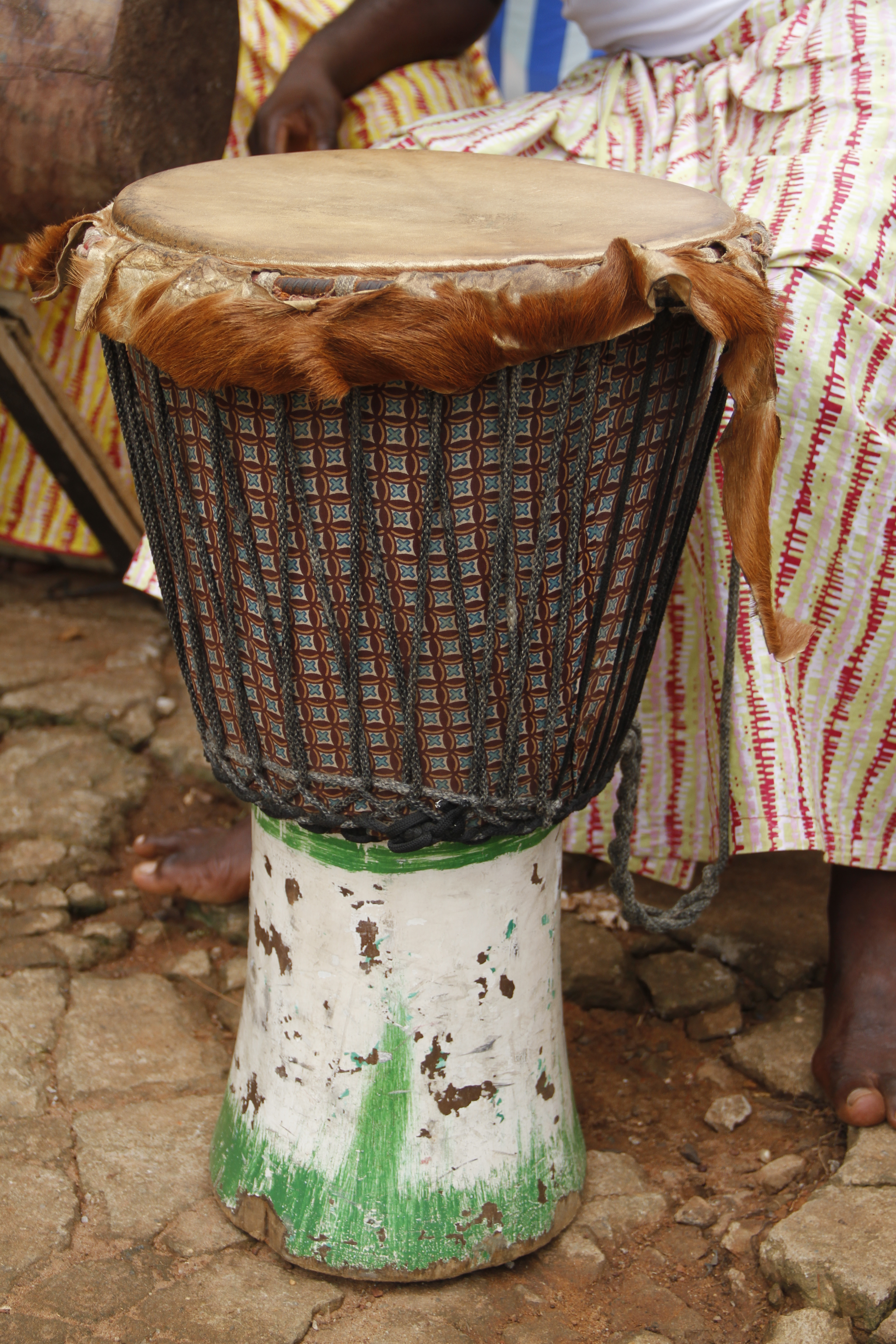
Tam-tam
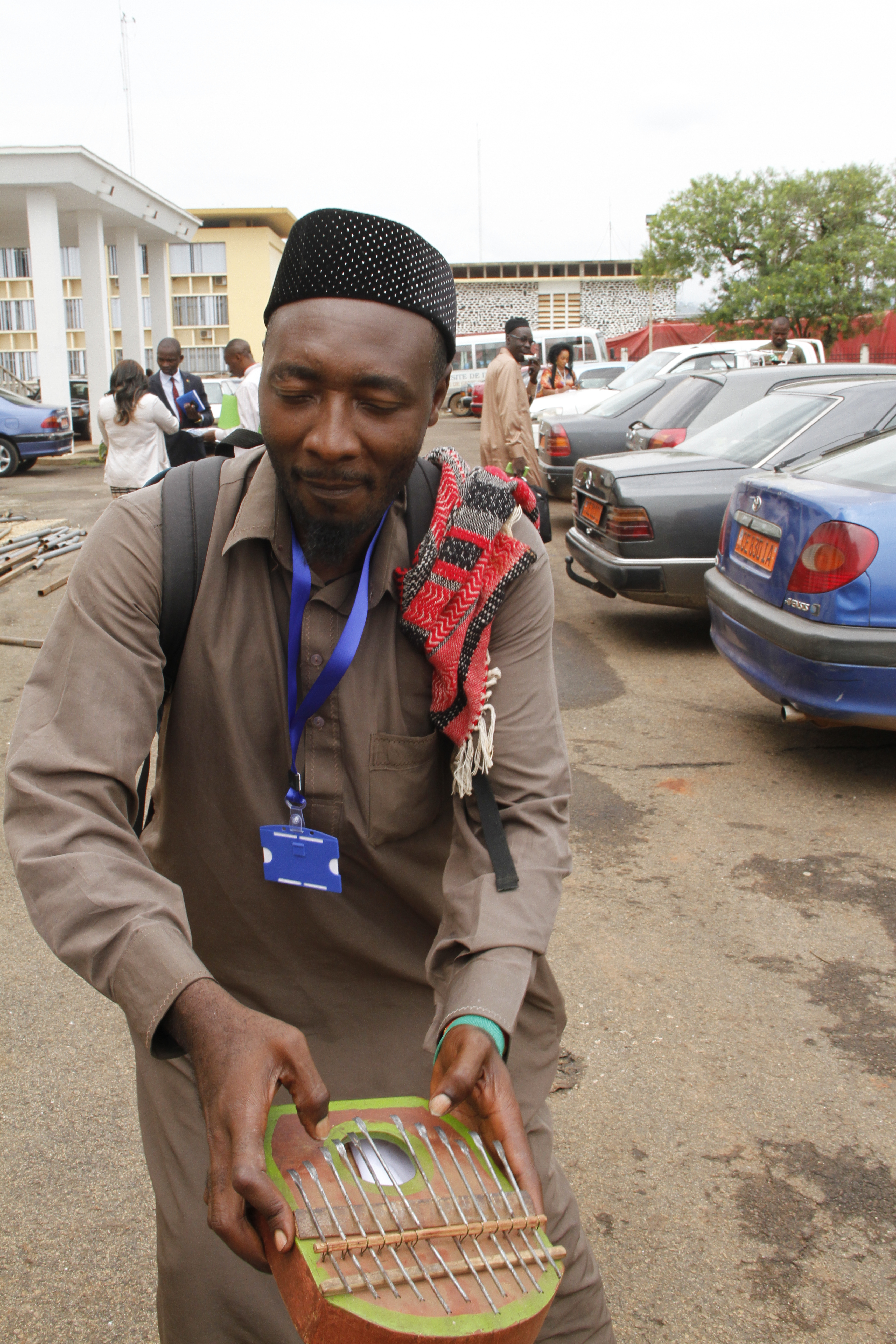
Sanza
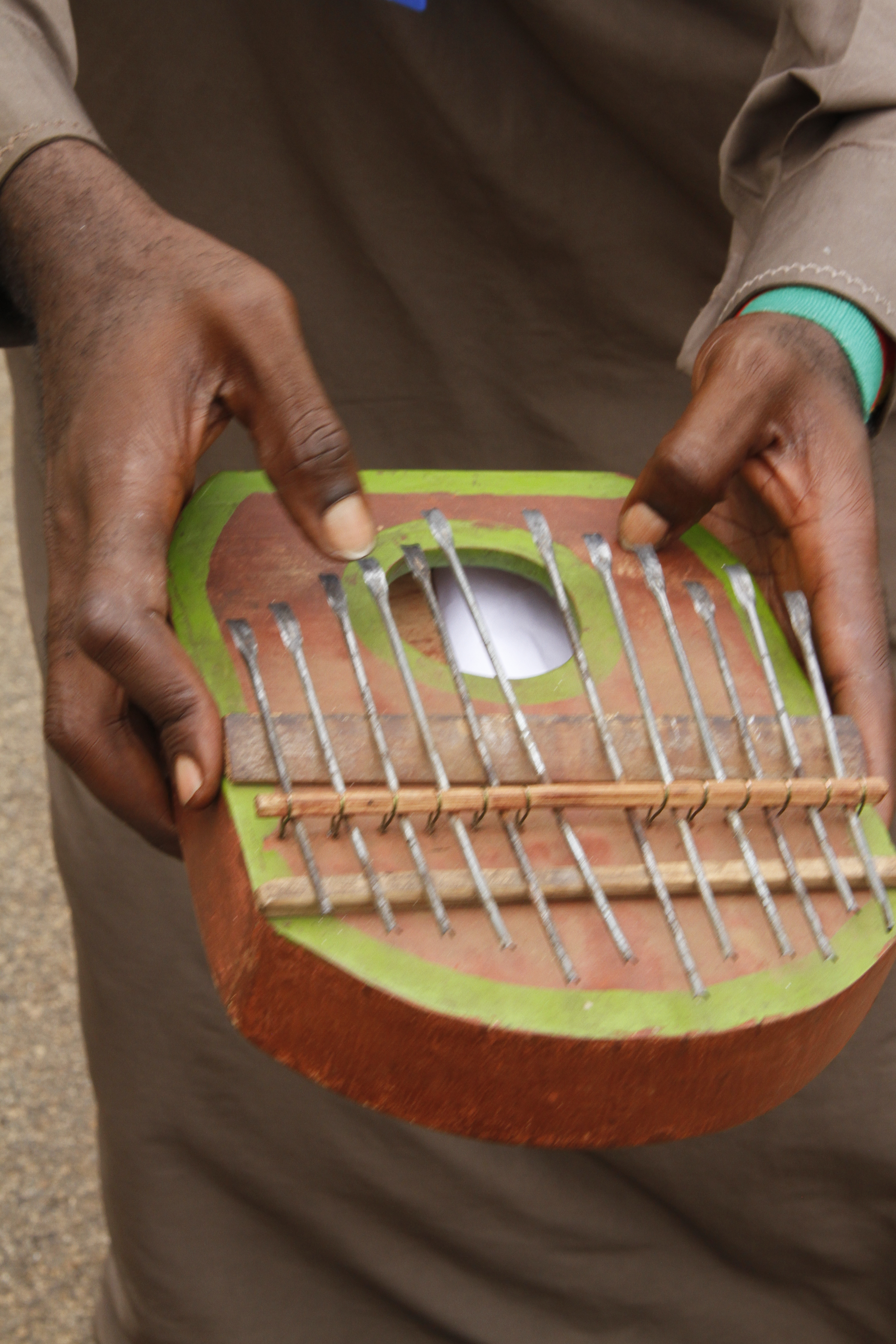
Sanza
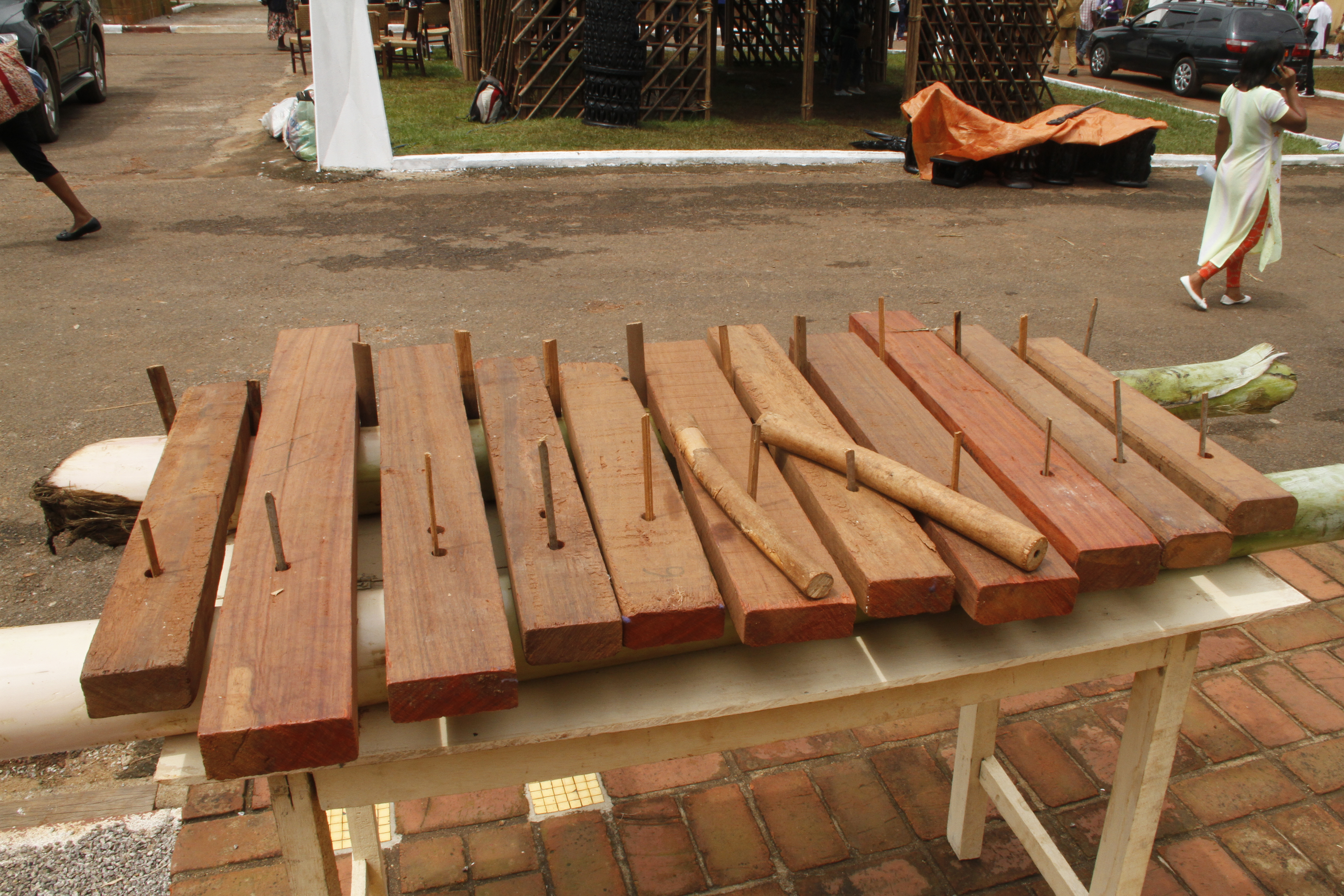
Balafon
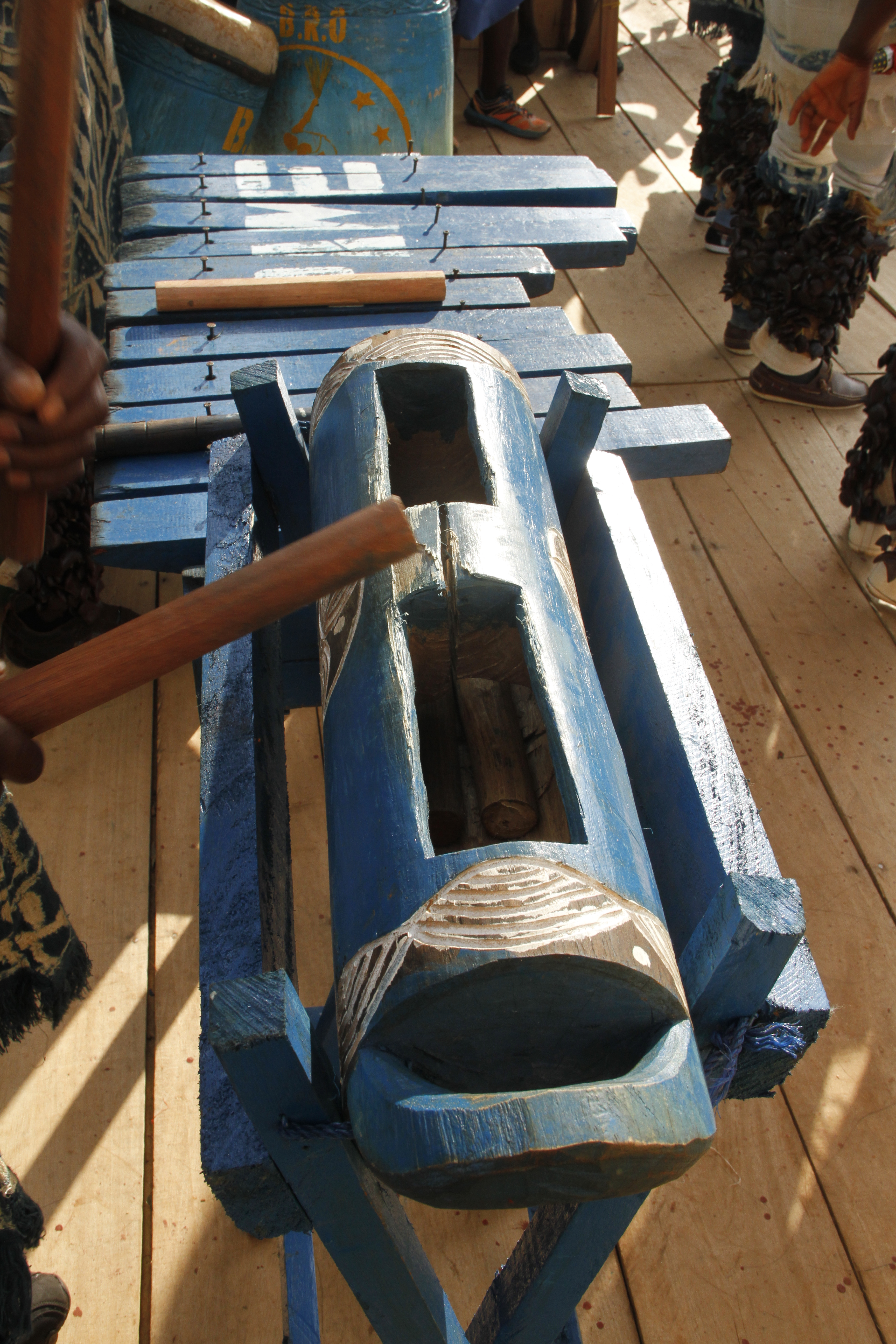
Balafon
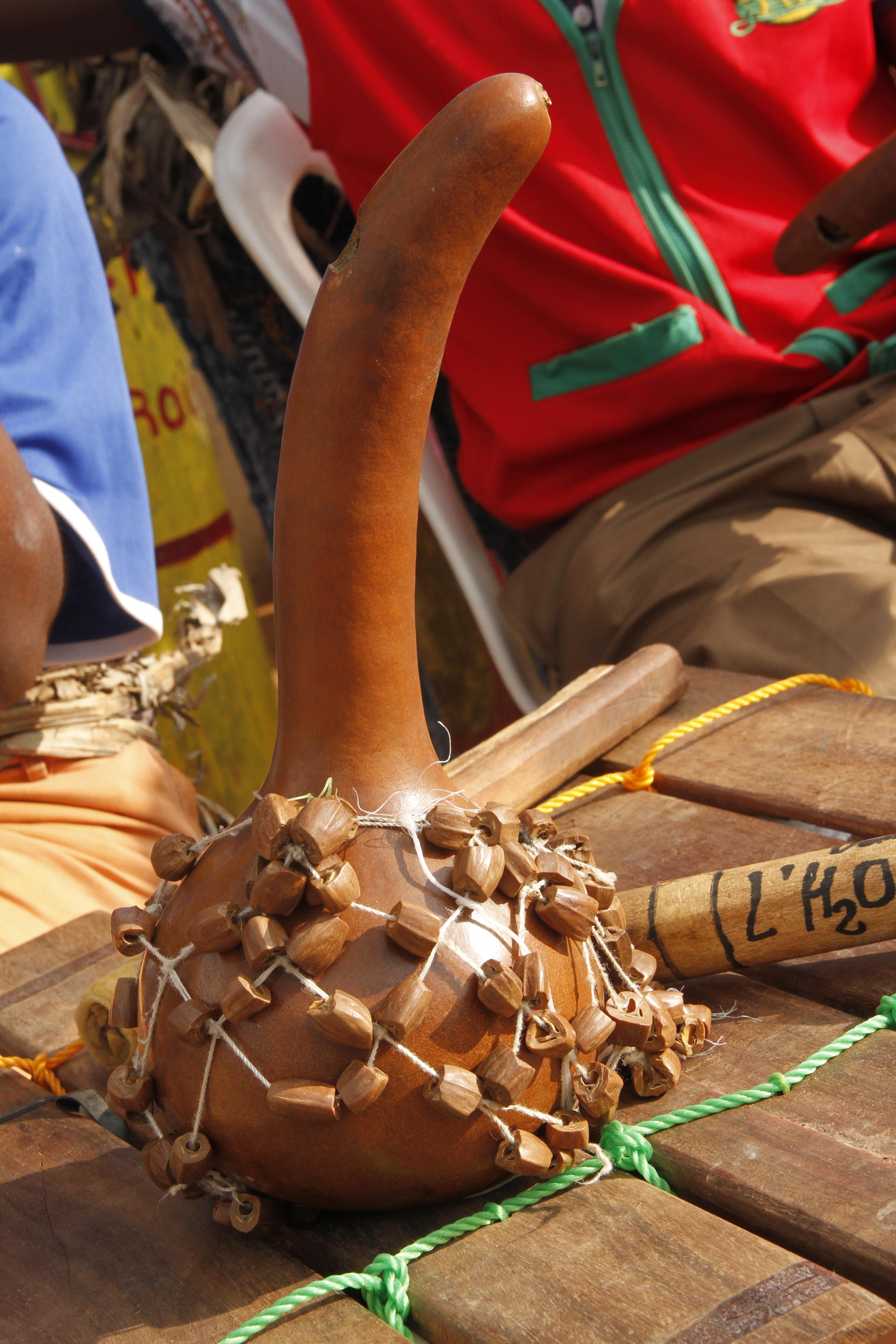
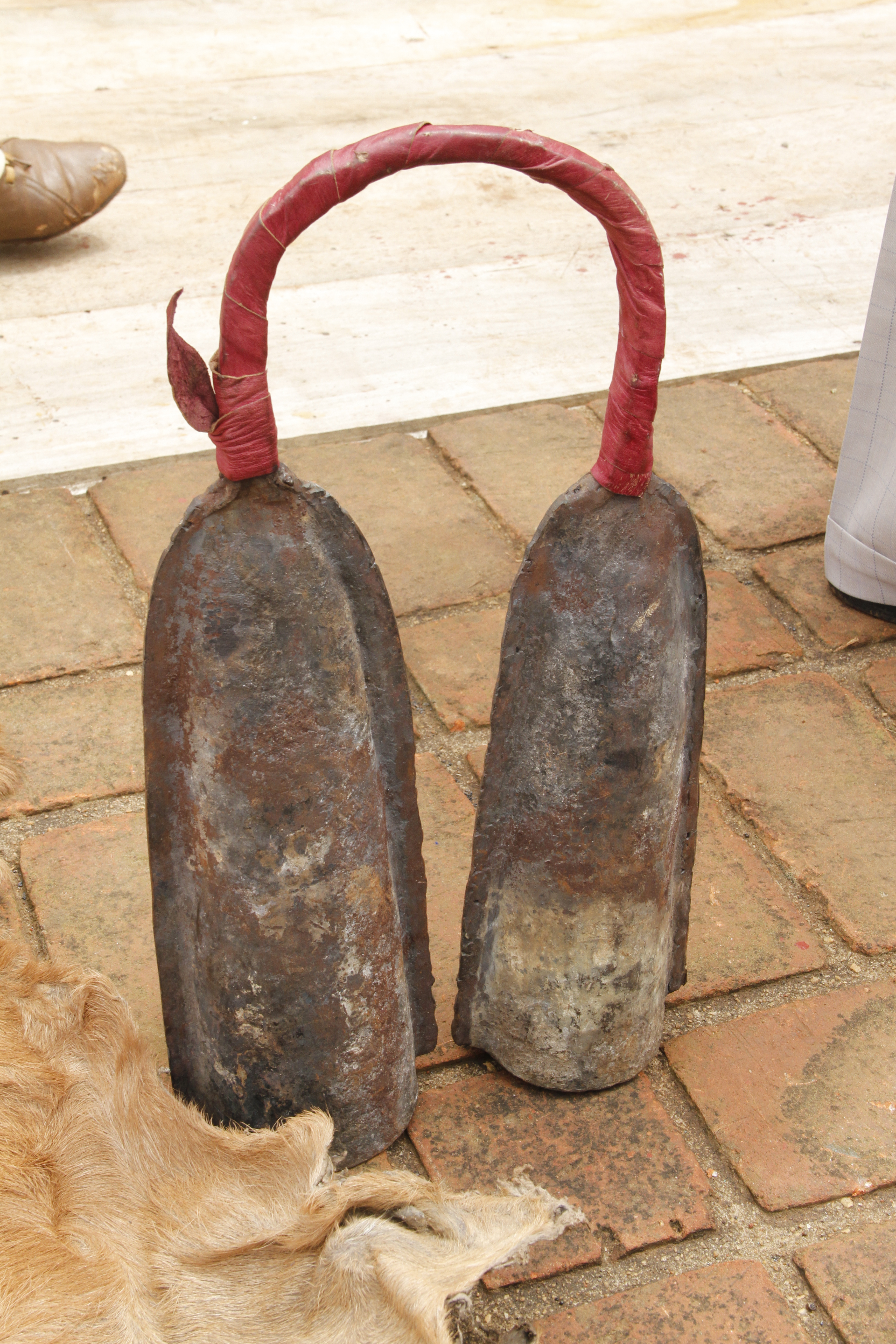

### Autres: marionnettes, mime, pantomime, prestidigitation
- Cabaret, toute forme mineure des arts de scène
- Arts de la rue, Arts forains, Cirque,Théâtre de rue, Spectacle de rue,
- Marionnette, Arts pluridisciplinaires, Performance (art)…
- Arts de la marionnette au Cameroun sur le site de l'Union internationale de la marionnette

Sylvie Ndomé Ngilla fait un diagnostic positif pour tout le théâtre africain francophone dans son ouvrage Nouvelles dramaturgies africaines francophones du chaos (2014).
- Troupe Ki Yi M'Bock (1980-)
- Nana Ardo, humoriste

### Cinéma
- Cinéma camerounais
- Liste de films camerounais
- Réalisateurs : Jean-Pierre Bekolo, Bassek Ba Kobhio, Jean-Pierre Dikongué Pipa, Jean-Marie Teno, François Woukoache, Francis Taptue
- Scénaristes
- Acteurs

### Autres
- Cultures urbaines, Art urbain
- Art vidéo, Art numérique
- Jeu vidéo, Industrie vidéoludique

## Tourisme
- Tourisme au Cameroun
- Liste du patrimoine mondial au Cameroun
- Liste de monuments du Cameroun
- Liste des cathédrales du Cameroun
- Liste de musées au Cameroun
- Liste des aires protégées du Cameroun
- Liste des sites touristiques de l'ouest Cameroun
- Liste des écorégions du Cameroun

## Patrimoine
Le programme Patrimoine culturel immatériel (UNESCO, 2003) n'a rien inscrit pour ce pays dans sa liste représentative du patrimoine culturel immatériel de l’humanité (au 15/01/2016).
Le programme Mémoire du monde (UNESCO, 1992) n'a rien inscrit pour ce pays dans son registre international Mémoire du monde (au 15/01/2016).

### Musées et autres institutions
- Musée national du Cameroun
- Musée des civilisations de Dschang
- Musée maritime de Bonanjo

### Liste du Patrimoine mondial
Le programme Patrimoine mondial (UNESCO, 1971) a inscrit dans sa liste du Patrimoine mondial (au 12/01/2016) : Liste du patrimoine mondial au Cameroun.

### Discographie
- Cameroun : la messe à Yaoundé, Arion, Paris, 1972
- Cameroun : la musique des Pygmées Baka, Auvidis, Unesco, Paris, 1990
- Percussions et danses du Cameroun, Arion, Paris, 1990
- Cameroun : flûtes des Monts Mandara (collec. Nathalie Fernando et Fabrice Marandola), Radio-France, Paris ; Harmonia mundi, Arles, 1996
- Cameroun : Royaume bamoun : musiques du palais et des sociétés secrètes, Maison des Cultures du Monde, Paris ; Auvidis, Antony, 1997-2001
- Cameroun : pygmées Bedzan de la plaine Tikar, Maison des Cultures du Monde, Paris ; Auvidis, Antony, 2000
- Nord Cameroun : musique des Ouldémé, au rythme des saisons, Maison des Cultures du Monde, Paris ; Auvidis, Antony, 2001
- Mbum du Cameroun : nord Cameroun (collec. Charles Duvelle), Universal Division Mercury, Antony, 2001
- Bikutsi pop : the songs of So' Forest, Naxos World, Franklin (Tenn.), 2002

### Filmographie
- Une harpe ouldémé, film documentaire de Nathalie Fernando et Fabrice Marandola, CNRS Diffusion, Meudon, 1999, 16 min (VHS)
- Le Peuple de la forêt, film documentaire de Jean-Claude Cheyssial, La Luna Productions, Paris, 2005, 48 min (VHS)
- De feuilles et de terre : architectures traditionnelles au Cameroun, film documentaire de Dominique Théron, 2005, 45 min (DVD)